# L'Annonciation
Vous lisez un « bon article » labellisé en 2017.
Pour les articles homonymes, voir Annonciation.

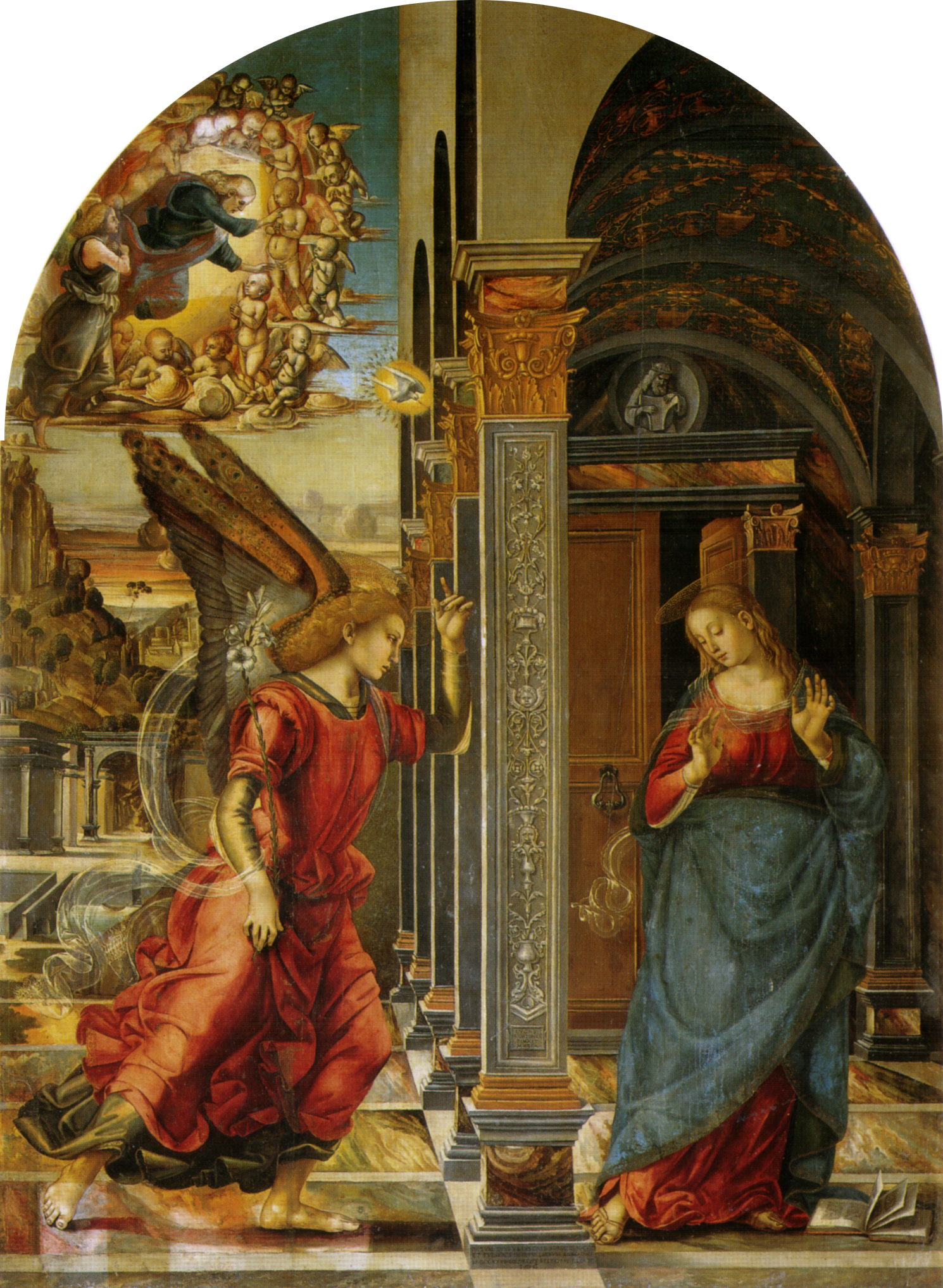
Luca Signorelli, Annonciation, fin du XVe siècle, Pinacothèque de Volterra.

L'Annonciation est un thème couramment représenté dans les arts visuels depuis les premiers siècles du christianisme jusqu'à nos jours. Les œuvres qui lui sont consacrées décrivent l'épisode de l'Annonciation au cours duquel l'archange Gabriel annonce à Marie qu'elle sera mère du Christ. Fréquent en Orient chrétien comme dans l'Europe occidentale, présent occasionnellement dans le monde islamique, ce thème a connu des évolutions importantes lui permettant de développer une riche iconographie.
Les artistes ont représenté chacune des étapes de l'Annonciation décrites par l'Évangile selon Luc ainsi que par certains textes apocryphes. Dès l'époque paléochrétienne, dont héritent les mondes byzantin et orthodoxe puis le Moyen Âge latin, la Vierge apparaît assise sur un haut siège ou debout dans un cadre architectural, l'ange arrivant devant elle pour apporter son message. L'Occident, à partir du XIVe et surtout au XVe siècle, multiplie les modes de représentation. L'Annonciation sert en particulier de terrain d'expérimentation pour les techniques de perspective. Le cadre, parfois très intime à cette époque, devient de plus en plus spectaculaire au XVIe siècle sous l'influence du concile de Trente.
L'Annonciation est le support de nombreux thèmes iconographiques chrétiens. Les attitudes respectives de Marie et de l'ange expriment la vision des artistes et de leur époque sur la modestie de la Vierge face à l'envoyé du ciel, ou au contraire sur son statut mystique de reine. La représentation de l'Incarnation, mystère essentiel du christianisme, pousse les artistes à recourir à des symboles dont l'étude nourrit l'histoire de l'art jusqu'à nos jours. Enfin, dépassant le cadre strict de l'entrevue entre les deux personnages, les artistes mettent l'Annonciation en parallèle avec des épisodes de l'Ancien Testament ou s'appuient sur des textes autres que l'Évangile pour montrer ce qui précède ou suit l'événement décrit par Luc.

## Sources
Les artistes se fondent sur le récit de l’Annonciation dans l'Évangile selon Luc et parfois sur les détails supplémentaires donnés par certains apocryphes.

### L'Évangile selon Luc
Si l'Évangile selon Matthieu indique que Marie « se trouva enceinte, par la vertu du Saint-Esprit », seul l’Évangile selon Luc, parmi les textes canoniques du Nouveau Testament, décrit la scène de l’Annonciation. Le récit s’intercale entre le récit de la grossesse d’Élisabeth, cousine ou parente de Marie, et le moment de la Visitation où les deux femmes se retrouvent.
L’ange Gabriel, envoyé par Dieu, apparaît à Marie, qui est ici présentée pour la première fois. Entrant chez elle, il la salue et lui annonce qu’une « grâce » lui a été faite. Marie étant troublée, l’ange lui dit qu'elle sera enceinte d'un fils, qui aura un règne sans fin. Le Saint-Esprit viendra sur elle et la puissance du Très-Haut la « couvrira de son ombre ». Afin de démontrer la puissance de Dieu, il évoque la grossesse d’Élisabeth qui est une vieille femme. Marie accepte la décision de Dieu et l'ange repart.
La séquence peut être divisée en cinq phases que l'on retrouvera dans les représentations artistiques de l’Annonciation :
1. salutatio : l’ange entre et salue Marie ;
2. conturbatio : Marie est surprise, voire défiante ;
3. annuntiatio : l’ange annonce à Marie sa maternité divine ;
4. quomodo : en réponse à Marie, l'ange explique comment cela arrivera ;
5. acceptatio : Marie se soumet à la décision divine.

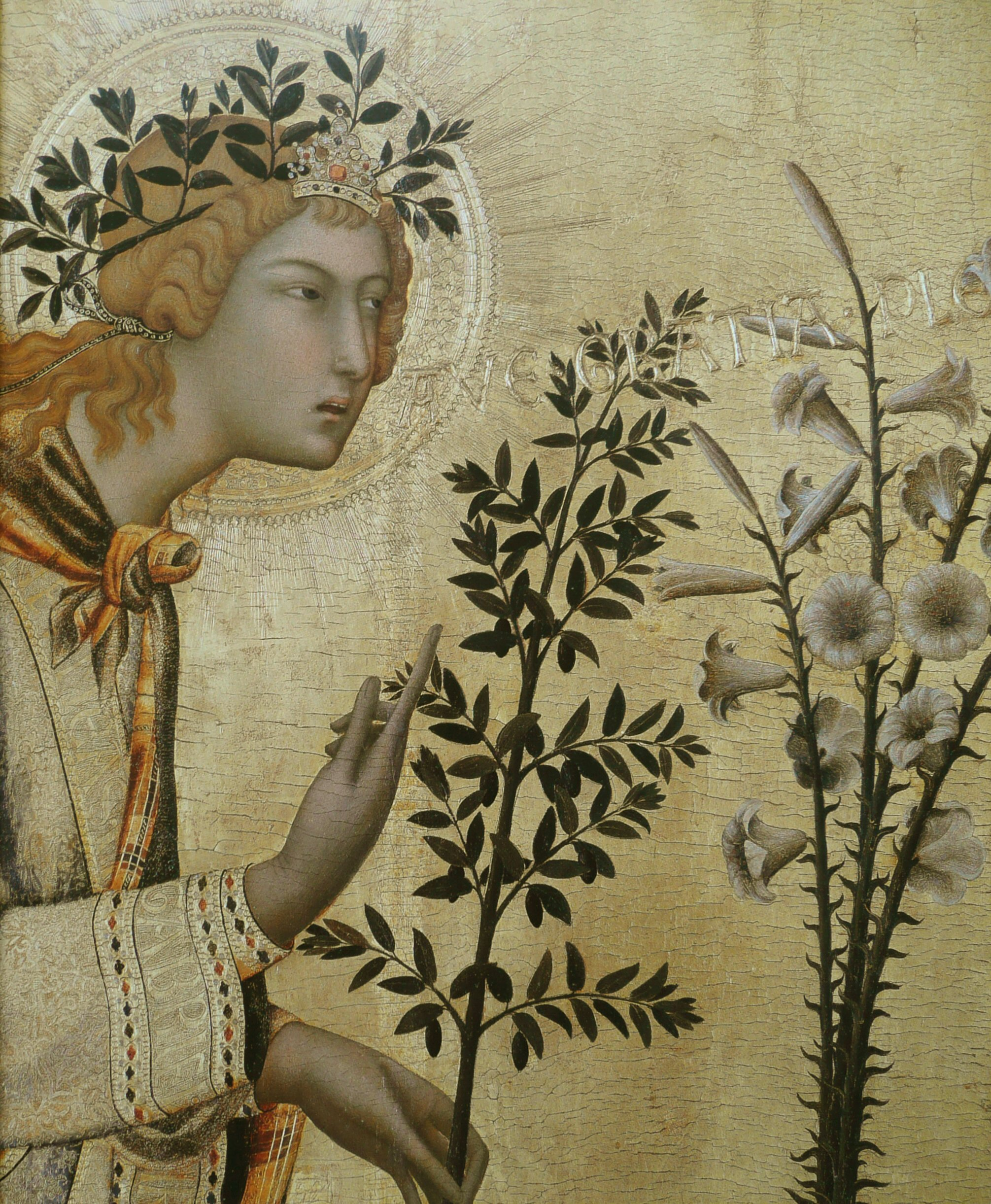
Salutatio (Simone Martini, Florence, détail).
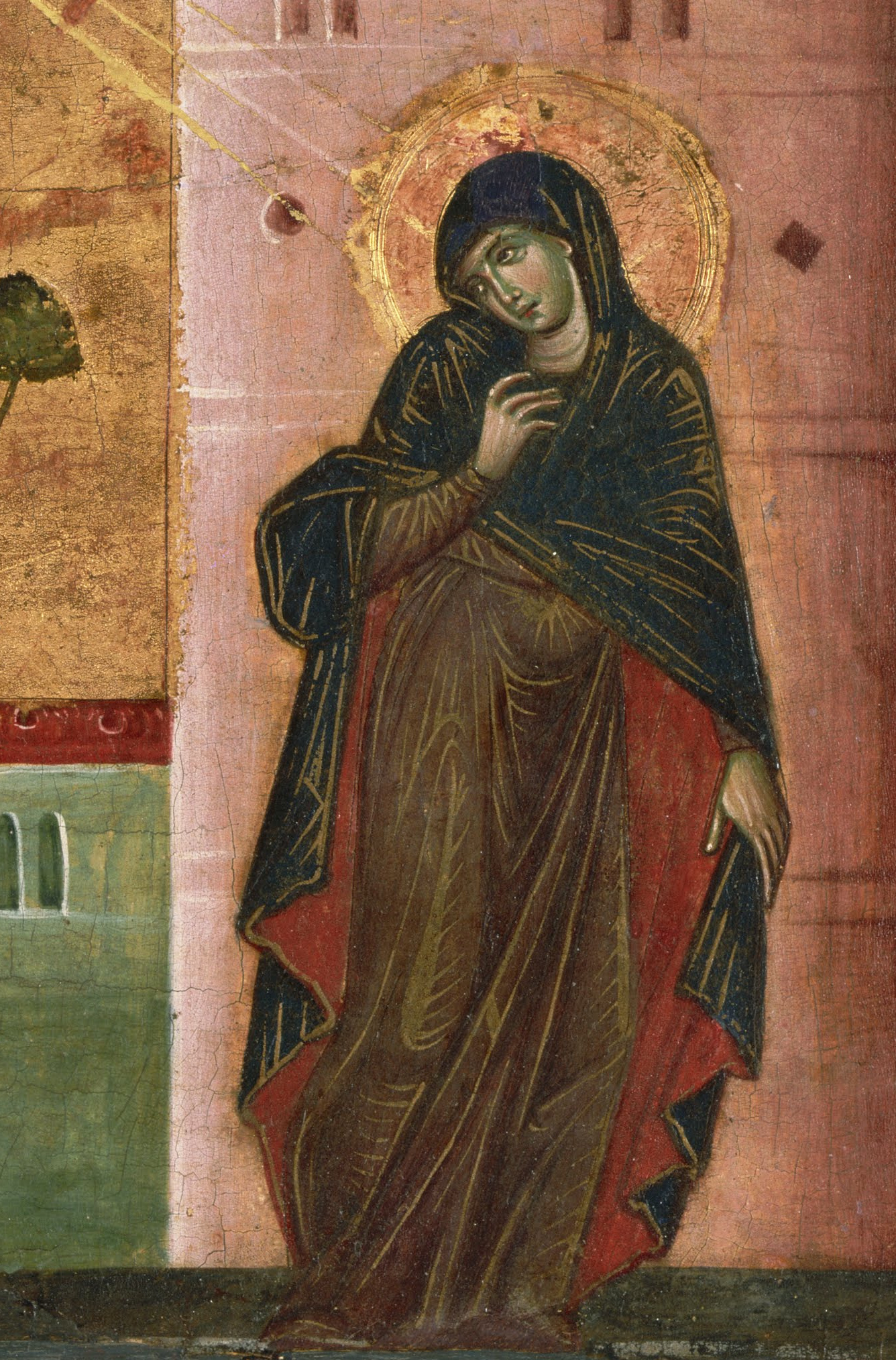
Conturbatio (Guido da Siena, Princeton, détail).
Annuntiatio (Piermatteo da Amelia, Boston).
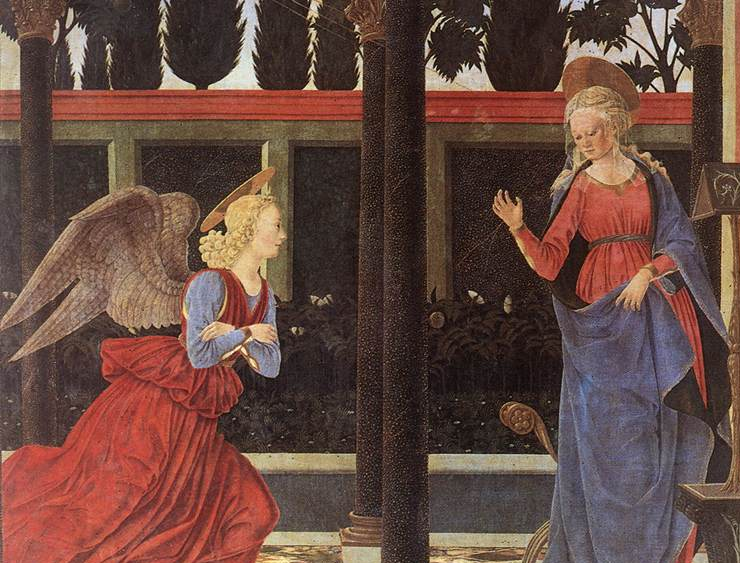
Quomodo ou interrogatio (Alesso Baldovinetti, détail, Florence).
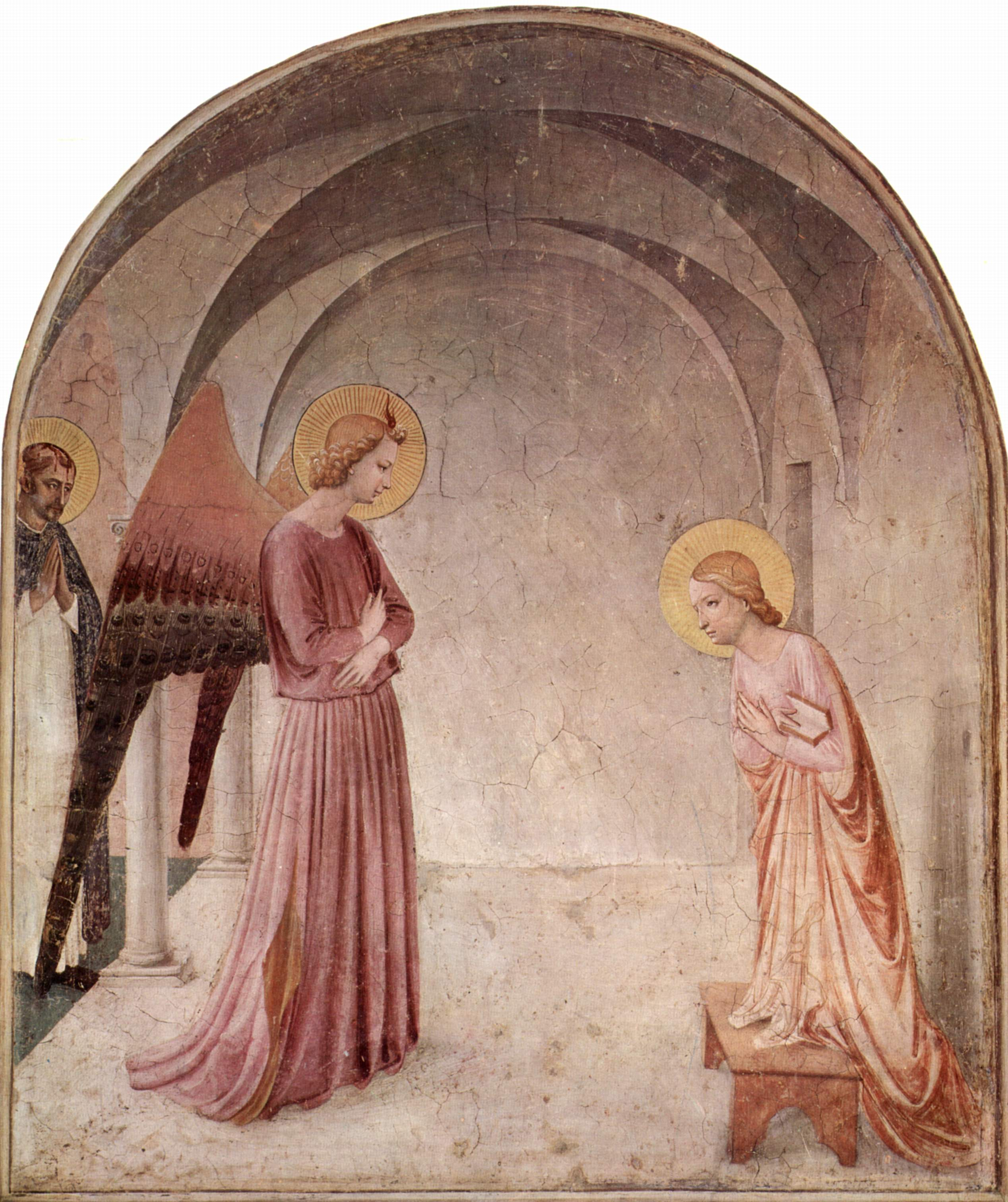
Acceptatio (Fra Angelico, couvent San Marco, cellule 3).

### Les apocryphes
L’art chrétien emprunte également de nombreux détails aux textes apocryphes, en particulier le Protévangile de Jacques et deux textes qui s'en inspirent : l’Évangile du Pseudo-Matthieu et l’Évangile de la naissance de Marie. L'art byzantin s'est aussi appuyé sur  le Livre arménien de l'Enfance.
Ces textes apportent de nombreux détails sur la vie de Marie, qui n’est mentionnée que succinctement dans les textes canoniques. Ainsi le Protévangile de Jacques raconte-t-il que Marie a été choisie pour tisser le voile de pourpre du Temple de Jérusalem. Elle vit dans le temple et les anges lui apportent sa nourriture. Avant la scène décrite par Luc, elle est saluée une première fois par l’ange, encore invisible, au moment où elle sort avec une cruche pour aller puiser de l’eau à la fontaine ; craintive, elle rentre dans la maison, laisse la cruche de côté et reprend son travail ; l'ange lui apparaît alors une seconde fois à l'intérieur, de la manière décrite par Luc. L’Évangile du Pseudo-Matthieu insiste particulièrement sur l'effroi ressenti par Marie lors de la seconde partie de l'épisode. Dans l’Évangile de la naissance de Marie, l’ange explique avec beaucoup de détails que Marie, malgré sa grossesse, restera vierge.
Le Livre arménien de l'Enfance, qui reprend cette description en la développant, précise que le Verbe s'incarne en Marie en passant par son oreille.

### Autres sources chrétiennes
- Les artistes puisent souvent leurs thèmes, non pas directement dans les textes ou apocryphes, mais dans des ouvrages tels que le Miroir de l'histoire de Vincent de Beauvais et La Légende dorée[7] de Jacques de Voragine, qui diffusent largement l'histoire de l'Annonciation au Moyen Âge[8].

- Certaines scènes sont décrites par des auteurs particuliers : c'est le cas du discours de Dieu à l'ange, absent des apocryphes mais rapporté dans des homélies d'André de Crète et de pseudo-Grégoire le Thaumaturge[9], ou du retour de Gabriel au ciel pour rendre compte à Dieu, que racontent les Homélies du moine Jacques[10].

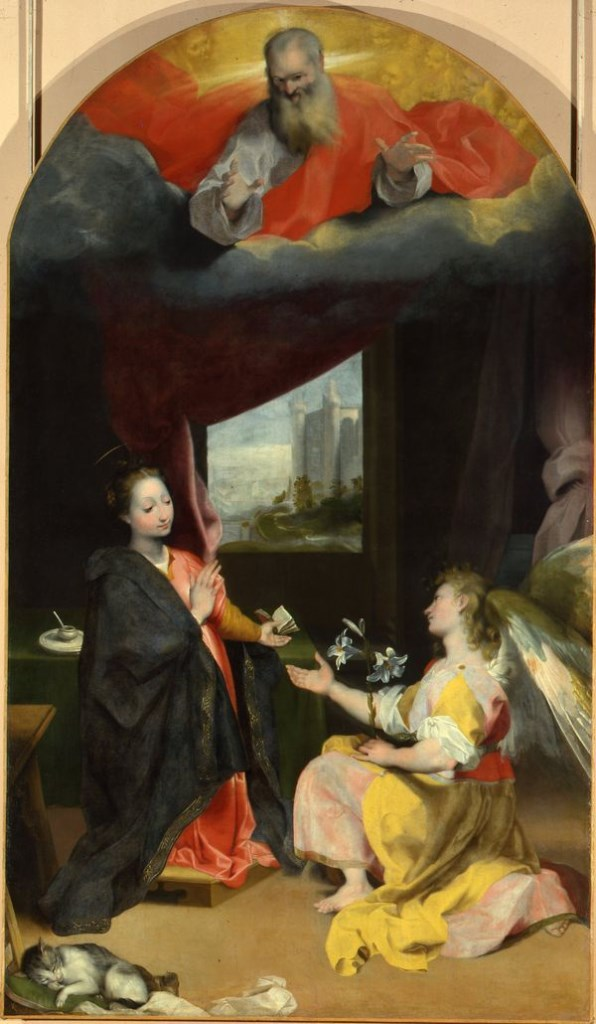
En 1475, la Translation Miraculosa Ecclesie beatissime virginia Marie de Loreta de Pietro Giorgio Tolomei pose officiellement la sombre et modeste relique de la sainte Maison de Lorette comme demeure originelle de Marie où le Verbe se fit Chair. Le rayonnement de cette petite maison culminera au  début du XVIIe siècle et l’épisode de l'Annonciation se trouvera alors associée au lieu-même de la Santa Casa de Loreto.  En découlera une tradition picturale plus sombre et réaliste à l’instar de l'Annonciation de Caravage.  - Annonciation de Federico Barocci, 1584, Musée des Beaux-Arts de Nancy
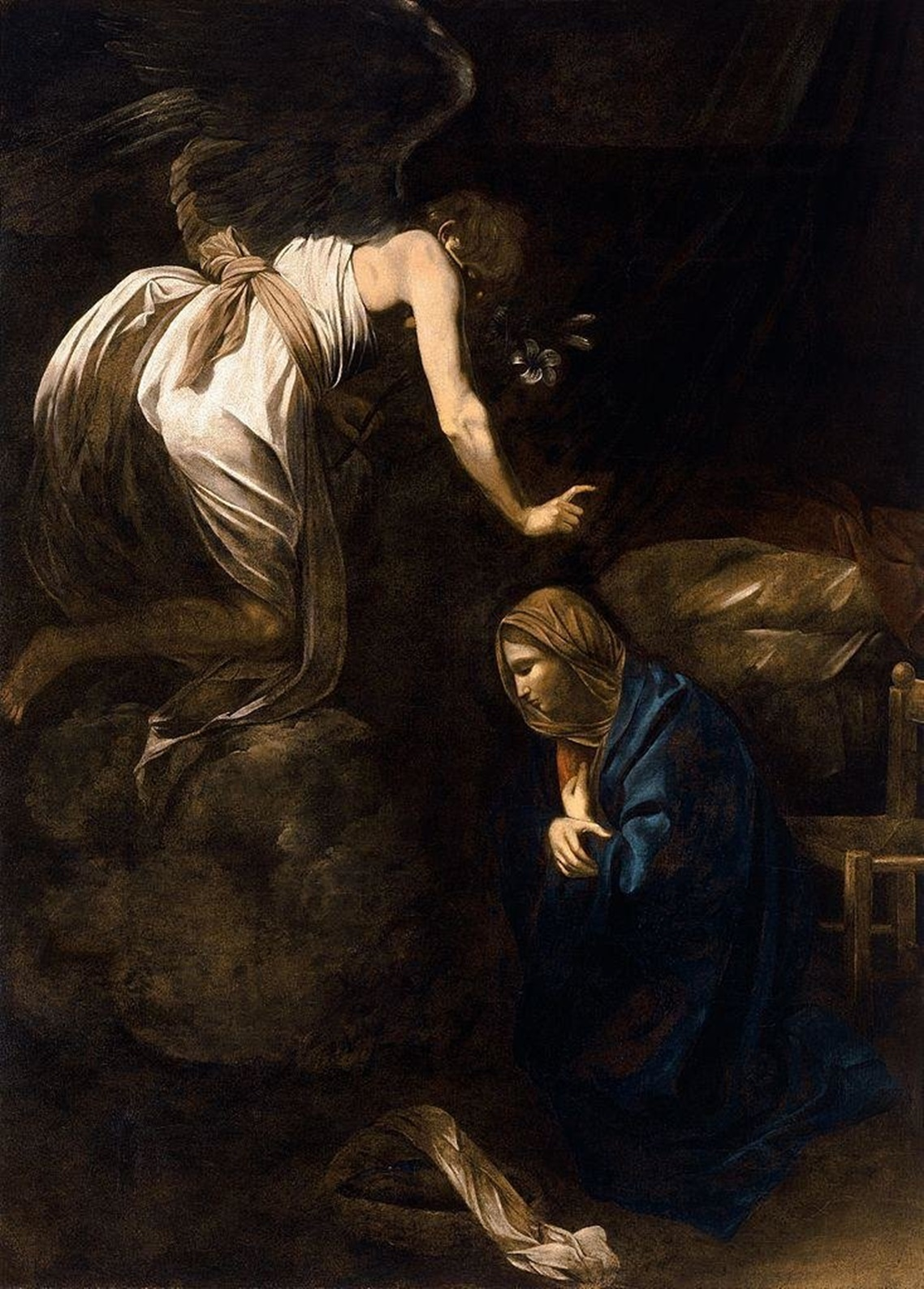
Annonciation du Caravage. 1610, 285 X 205, Musée des Beaux-Arts de Nancy
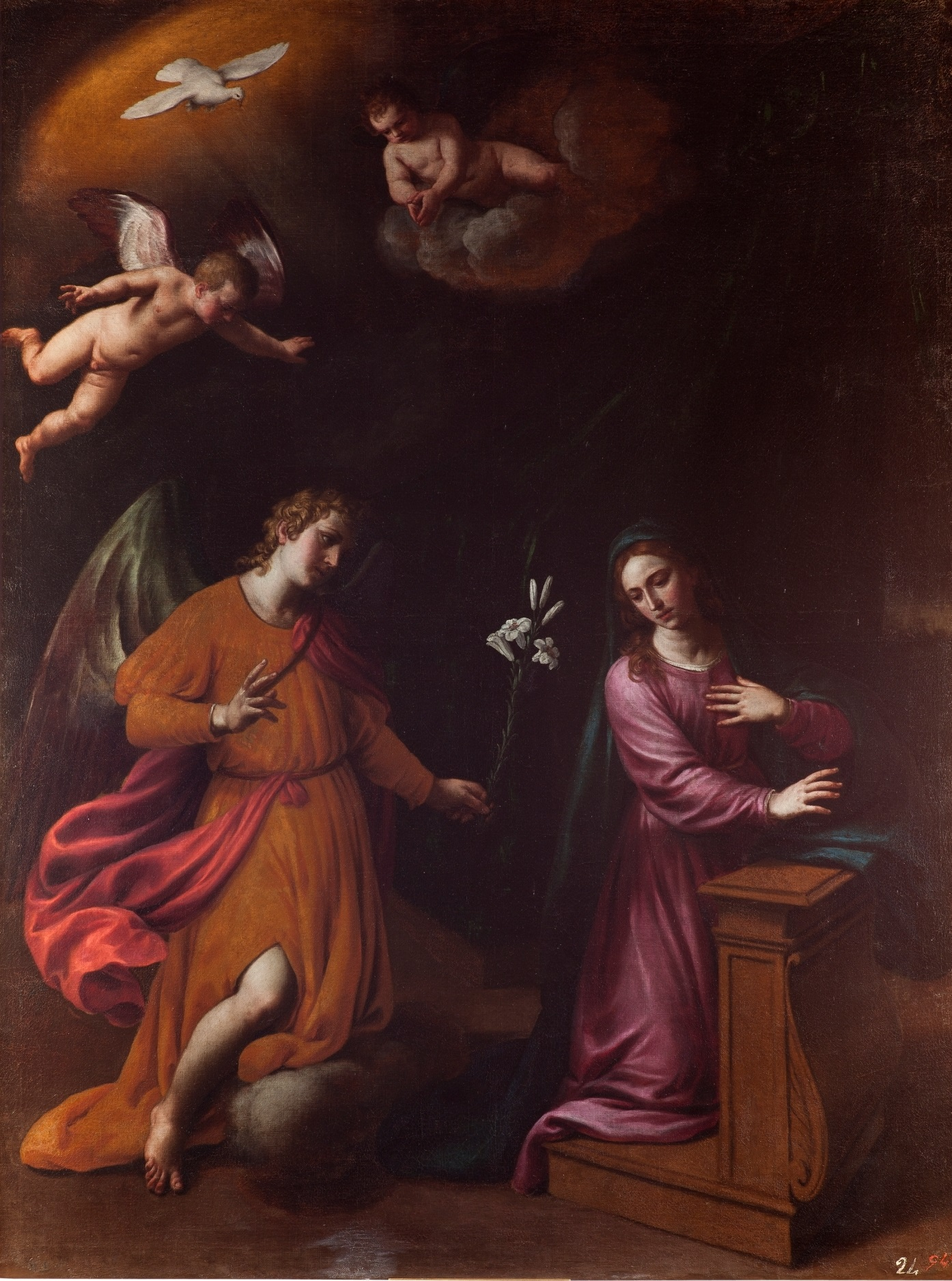
Annonciation d’Alessandro Turchi, 1630-35, Musée du Prado à Madrid
  - Annonciation du Caravage. 1610, 285 X 205, Musée des Beaux-Arts de Nancy
  - Annonciation d’Alessandro Turchi, 1630-35, Musée du Prado à Madrid

### Sources musulmanes
Le Coran décrit à deux endroits l'annonce faite à Marie de sa maternité. 
La sourate III présente Marie comme une jeune fille élue par Dieu pour être la mère sans souillure de Jésus, le Messie. Des anges lui annoncent la conception du Messie, créé par Dieu dont il est le Verbe. Dans la sourate XIX, Dieu envoie à Marie un esprit sous la forme d'une « figure parfaite » ; cet esprit lui annonce qu'elle sera enceinte d'un fils qui sera le signe de Dieu pour les Hommes. Jésus est donc l'envoyé de Dieu, mais ce n'est pas son Incarnation.

## Historique
Les premières représentations de l’Annonciation dans l'art remontent à l'époque romaine tardive, dont héritent les mondes byzantin et orthodoxe, puis le Moyen Âge européen.
À partir du XIIe siècle, le développement du culte marial a pour effet une multiplication des représentations de l’Annonciation, dont la diffusion est maximale aux XIVe et XVe siècles.
Si le thème est moins souvent traité au cours des siècles suivants, il demeure jusqu'à nos jours l'une des scènes de la Bible les plus souvent représentées dans l'art.

### Rome antique
La plus ancienne représentation connue de l’Annonciation serait une fresque de la catacombe de Priscille à Rome peinte entre le IIe et le début du IVe siècle. Comme dans les représentations ultérieures, la Vierge est assise sur un siège à haut dossier, face à l’ange qui la désigne du doigt. Celui-ci se tient à droite de Marie et il ne porte pas d’ailes. L’interprétation de cette fresque a toutefois été contestée, certains y voyant plutôt la représentation d'une mère et de son fils. Le thème apparaît également dans la catacombe des saints Pierre et Marcellin.

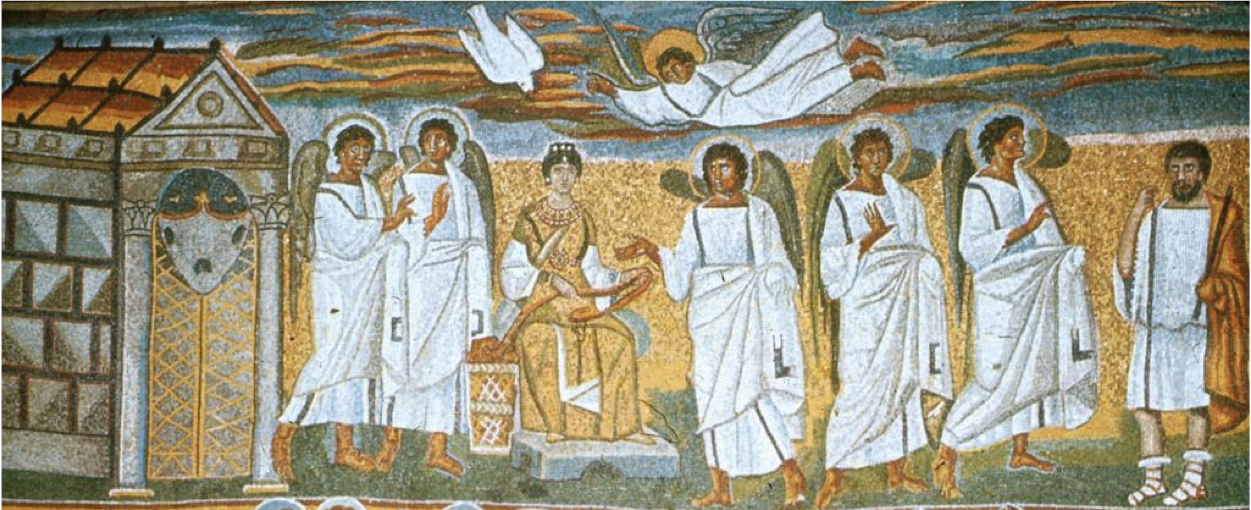
Annonciation, basilique Sainte-Marie-Majeure, Rome.

À partir du Ve siècle, l'Annonciation apparaît dans les églises de Rome. Entre 432 et 440, une Annonciation est ainsi représentée en mosaïque sur l'arc triomphal de la basilique Sainte-Marie-Majeure, édifié après le concile d'Éphèse où avait été affirmée la double nature, humaine et divine, de Jésus et donc le statut de Marie en tant que Mère de Dieu. Le visage dépourvu d’auréole, Marie tisse le voile du temple, assise sur un siège conformément au texte des évangiles apocryphes, dans une position qui sera reprise jusqu'à la Renaissance par le modèle des Vierges en majesté. L’ange Gabriel à sa droite, la colombe du Saint-Esprit à sa gauche descendent du ciel tandis que d'autres anges l’entourent de part et d'autre, dans une attitude de familiarité qui rappelle que la Vierge voit les anges tous les jours,. On retrouve le thème à la même époque sur des ampoules de Monza et de Bobbio, originaires de Terre sainte.

### Le monde byzantin et orthodoxe
L’Annonciation fait alors partie des thèmes couramment représentés dans l'art byzantin. Le culte de la Vierge, en tant que Mère de Dieu (Théotokos) se développe autour du VIIe siècle. Lors du siège de Constantinople  par les Avars en 626, son image est promenée en procession sur les remparts. Les images sont alors perçues comme dotées d'un pouvoir miraculeux. Toutefois, la crise iconoclaste entraîne, pour un temps, l’interdiction et la destruction des images religieuses dans les territoires soumis à l'autorité de Byzance, de sorte que les rares vestiges antérieurs au VIIIe siècle se trouvent surtout en Occident. La production d’images religieuses reprend à partir du milieu du IXe siècle et, de l’Empire byzantin, se diffuse dans l’ensemble du monde orthodoxe, jusqu'à l'Égypte copte.
Dans l'art byzantin et orthodoxe, la Vierge apparaît généralement à droite, dans un cadre fortement architecturé, tandis que Gabriel se tient devant un parapet ; cette disposition se diffusera en Europe occidentale et se retrouve jusqu'à l'Annonciation de Léonard de Vinci. Souvent elle file le voile de pourpre du Temple. La colombe apparaît plus rarement. Les personnages conservent une attitude impassible et les détails de la vie quotidienne que l'on retrouvera plus tard en Occident sont ici absents. Toutefois, à partir du IXe siècle, le dessin devient plus élégant, les corps s'allongent et se déforment, donnant plus d'émotion aux représentations.
Les icônes dédiées à la dévotion privée suivent en général des conventions strictes de représentation. L'Annonciation de Saint-Clément-d’Ohrid (XIVe siècle) montre pourtant un Ange « maniériste » face à une Vierge très expressive : la dignité de la Vierge répond à l'attitude impétueuse de l'Ange, tandis que le souffle divin, peint en noir, descend du ciel. Dans une Annonciation du monastère Sainte-Catherine du Sinaï, à la fin du XIIe siècle), l'Ange semble danser face à une Vierge élégante, ; cette image rappelle des représentations antiques des ménades dansantes, mais pourrait aussi illustrer un texte d'auteurs tels qu'André de Crète qui décrivent longuement les hésitations de l'ange, écrasé par le poids de mission comme stupéfait par la beauté de Marie. Dans le monde russe, l'Annonciation d'Oustioug montre le Christ enfant présent dans le sein de Marie au moment même où l'ange lui annonce sa maternité divine, tandis que Dieu est représenté en haut, dans une mandorle.

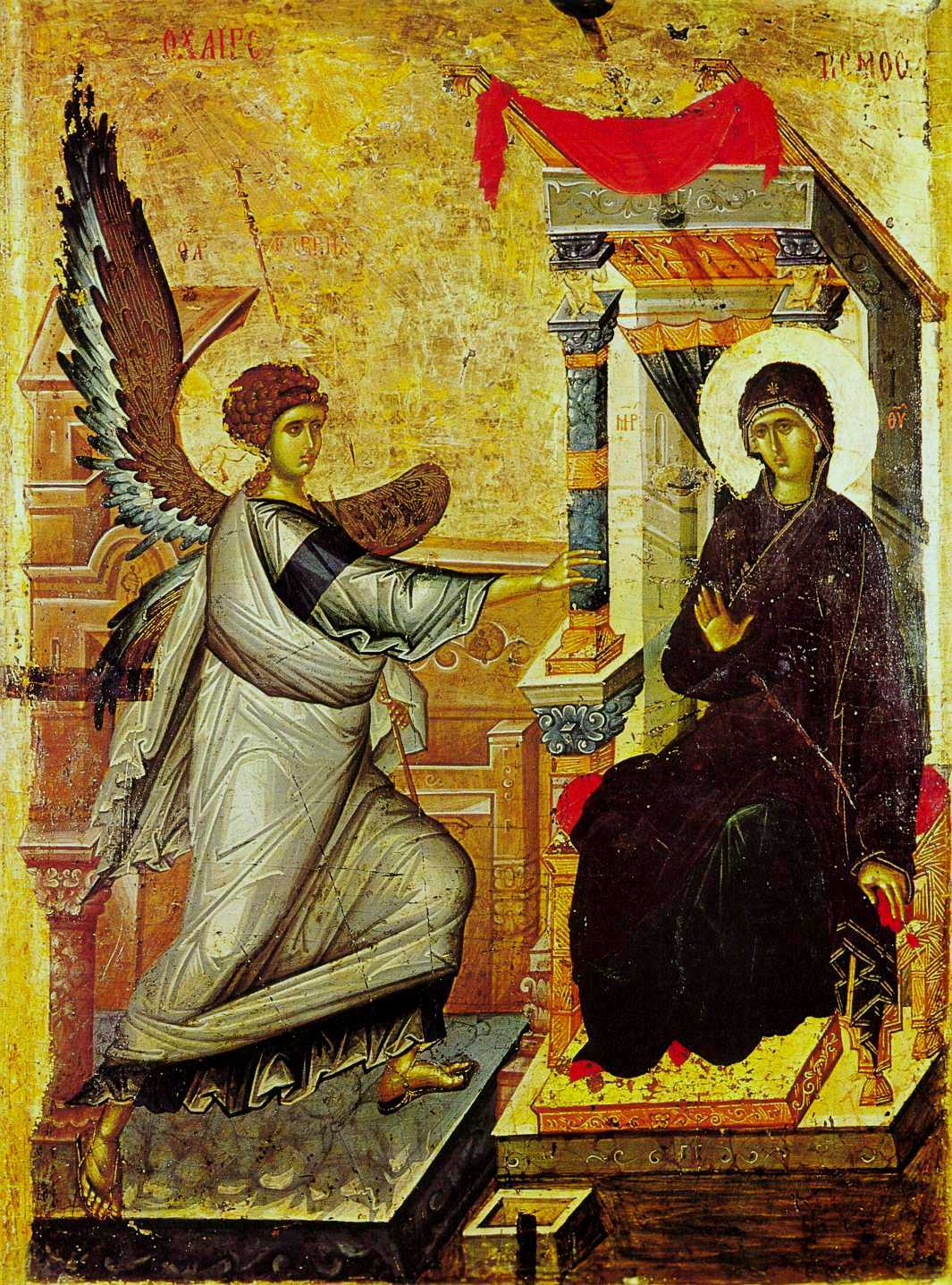
Annonciation de Saint-Clément-d’Ohrid, Macédoine, début du XIVe siècle.
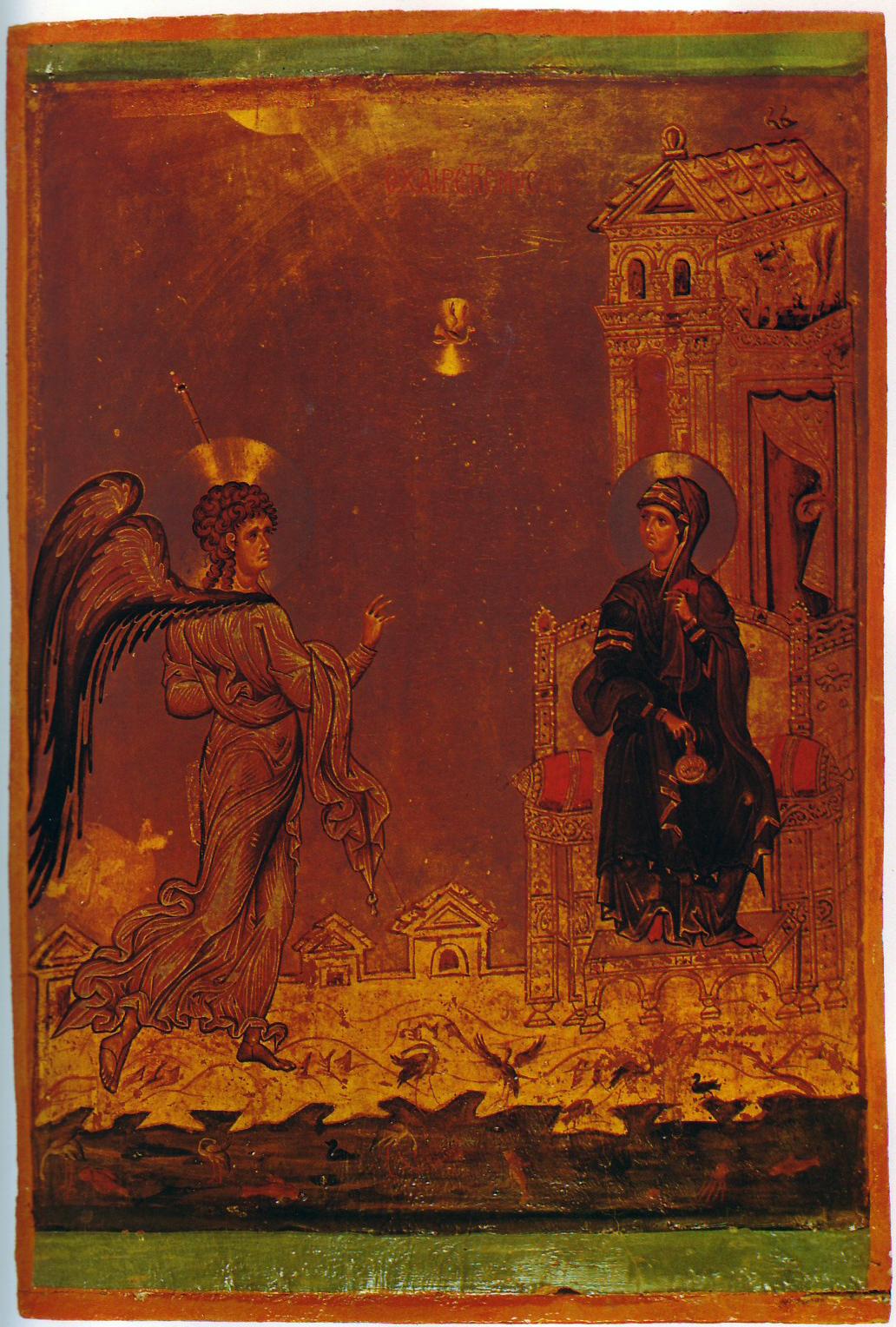
Annonciation, fin XIIe siècle, Sinaï.
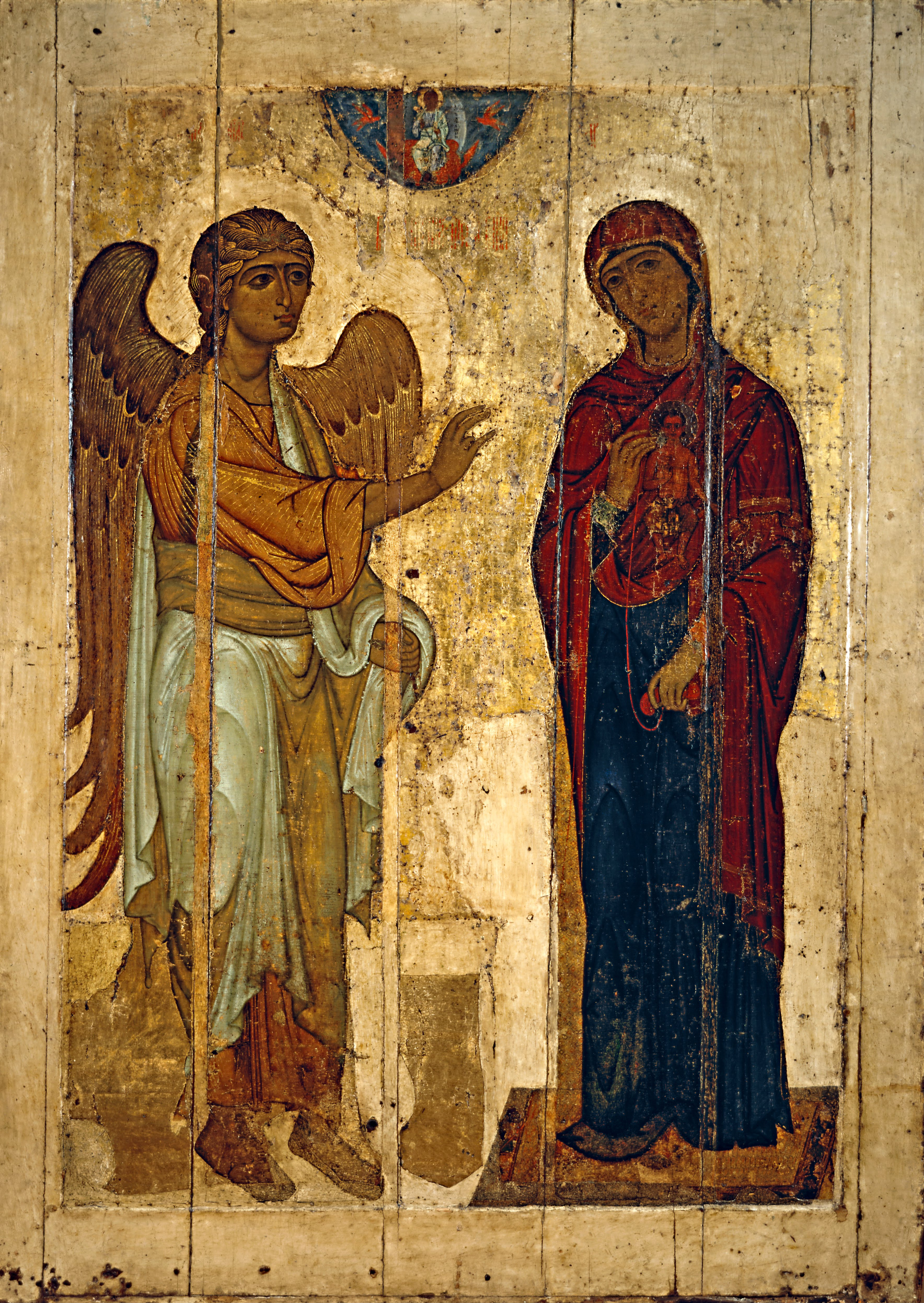
Annonciation d'Oustioug, vers 1120-1130, Novgorod, Russie.

La scène apparaît également dans les décors des églises (fresques de l'église des Saints-Anargyres de Castoria, probablement de la première moitié du XIe siècle, mosaïques du monastère d’Osios Loukas au XIe siècle, mosaïques de Sainte-Sophie à Kiev). Dans les églises à coupole centrale, elle prend typiquement la première place d'un cycle consacré aux principaux événements de la vie du Christ, qui correspondent aux douze grandes fêtes liturgiques.
Le thème est exploité dans toutes les formes d'art : sur des mosaïques miniatures (mosaïque portative, XIVe siècle), sur des plaques d’ivoire (chaire de l'évêque Maximin, vers 546-556), dans des médaillons, en orfèvrerie (Pala d'oro de Venise au XIIe siècle, reliquaire de Pliska, IXe siècle, reliquaire Fieschi-Morgan, IXe siècle), dans les manuscrits (L’Annonciation et la Visitation, 1084) et sur des tissus. Le musée du Louvre conserve une Annonciation fragmentaire copte en bois de figuier.

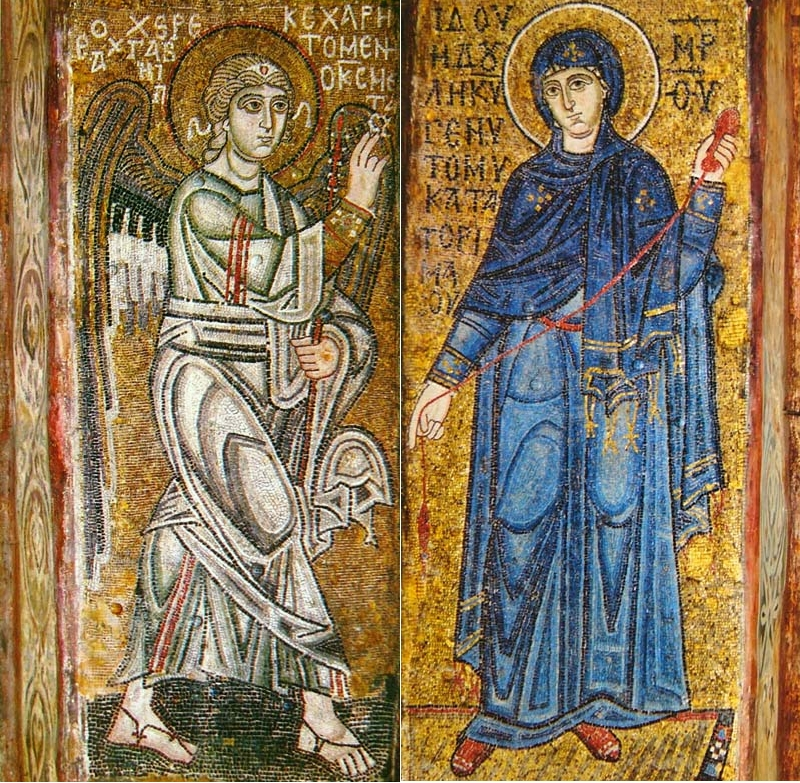
Mosaïque de l'Annonciation, Cathédrale Sainte-Sophie de Kiev, XIe siècle. L'ange marche vers la Vierge, qui file la pourpre du Temple.
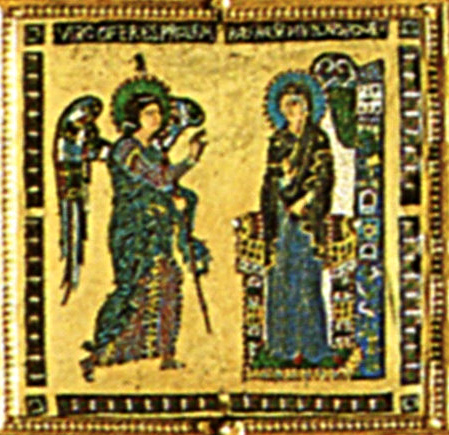
Pala d'oro, Venise, XIIe siècle.
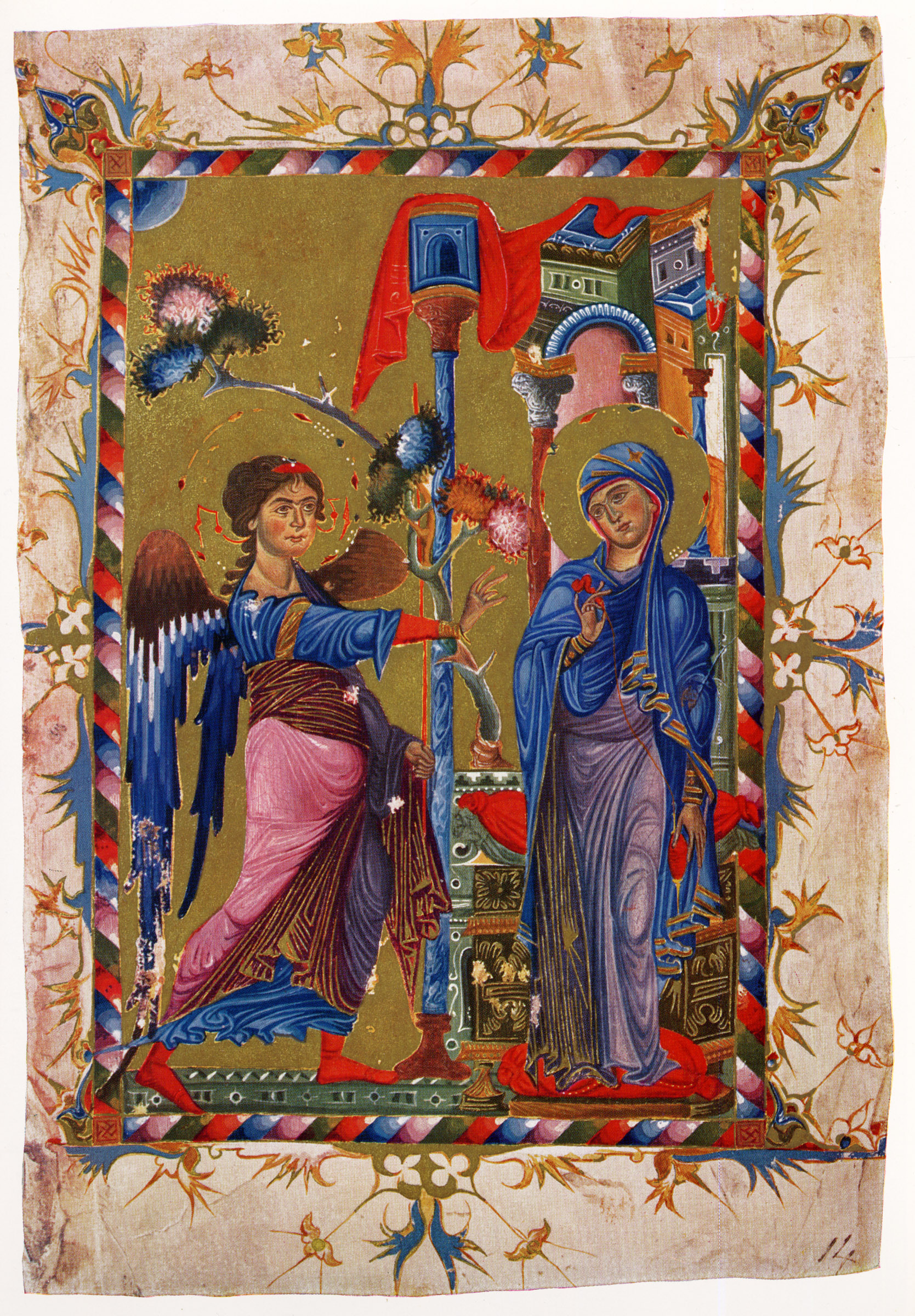
Annonciation, manuscrit arménien, Erevan (vers 1280). Marie file la pourpre dans un fauteuil surmonté d'éléments architecturaux.
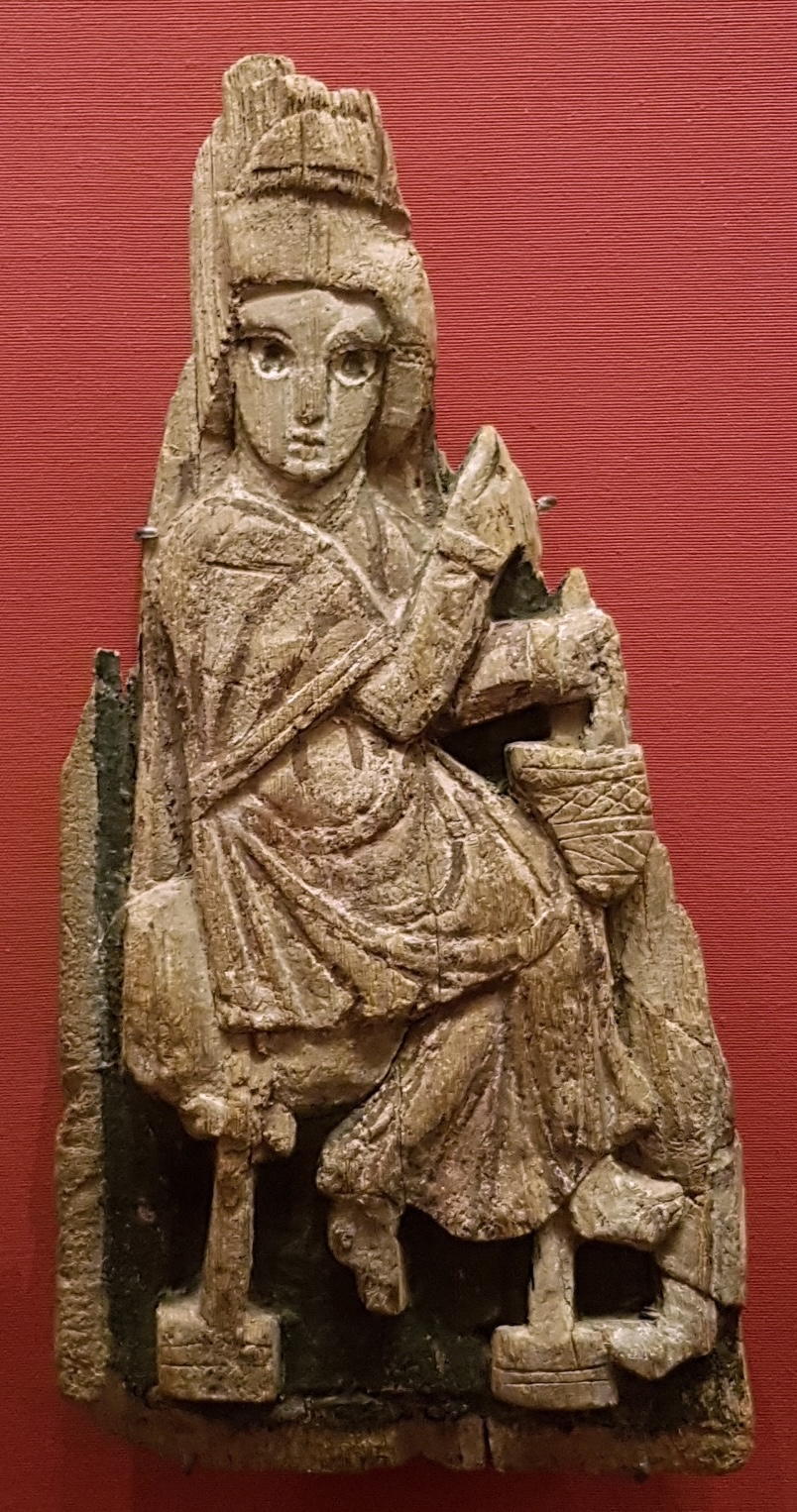
Annonciation (ange manquant), fin du Ve siècle, bois de figuier peint, Paris.

### Le monde persan
Le Coran décrit l'Annonciation dans des termes proches de l'Évangile selon Luc. Elle est fêtée le 25 mars comme chez les chrétiens et a été choisie par le Liban comme jour de la fête nationale. Toutefois Jésus est ici l'envoyé de Dieu, non son Incarnation.

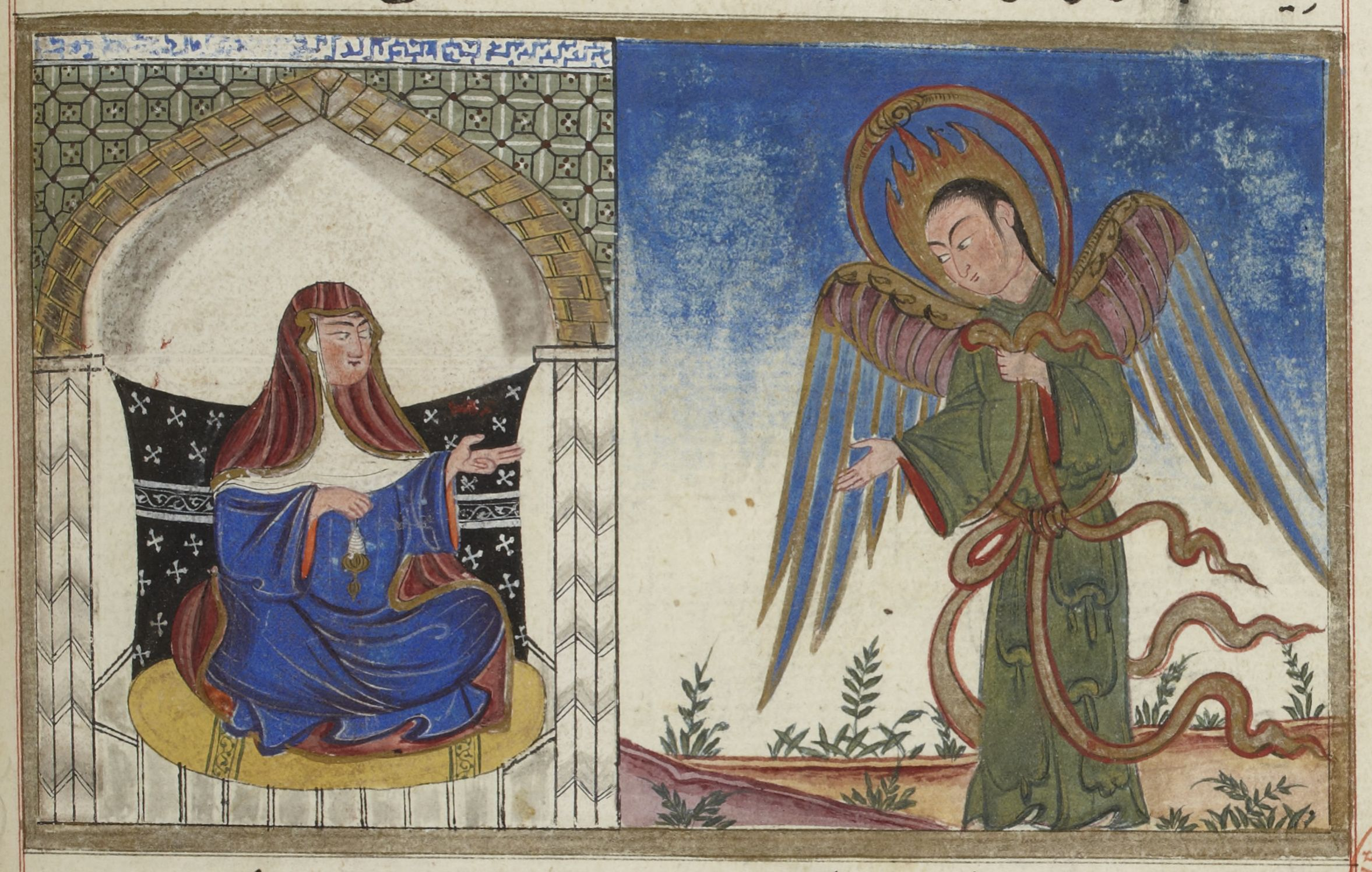
Annonciation, copie d'un manuscrit des Signes restants des siècles passés d'Al-Biruni, XVe siècle.

Dans un manuscrit persan du XVe siècle, copie d'un calendrier d'Al-Biruni, Marie est assise simplement sur un pouf, tenant une quenouille ; l'ange se tient debout à l'extérieur, les ailes encore déployées et le visage environné de feu. Les deux personnages appartiennent à deux mondes distincts qui ne peuvent se mélanger, loin du rapprochement observé dans les Annonciations chrétiennes. Cette miniature, qui apparaît dans un chapitre consacré au calendrier chrétien syriaque, a toutefois aussi des traits iconographiques typiquement chrétiens, telle la quenouille mentionnée par les apocryphes. Le Jami al-tawarikh de Rashid al-Din, composé au début du XIVe siècle en Perse, relève également d'un certain syncrétisme : il suit probablement une tradition de l'Église d'Orient en représentant Marie et Gabriel devant un arrière-plan montagneux, de part et d'autre d'une grotte dans laquelle on aperçoit une source, mais la forme conique de la montagne et l'ouverture de la cavité rappellent la forme des temples indiens qui symbolise la création de l'univers et la renaissance du croyant à l'intérieur d'une grotte.
En revanche, une édition de 1598 du Masnavi, recueil de poèmes persans du XIIIe siècle, présente une scène d'Annonciation purement islamique. Marie est assise à l'intérieur, sur un tapis, le visage entouré d'un halo, tandis que l'ange lui parle depuis l'extérieur ; un très beau jardin fait penser au jardin d'Éden.

### Moyen Âge occidental
Dans l'art médiéval européen, comme dans la tradition byzantine, les scènes de l'Évangile représentées sur les monuments sont celles qui se rattachent aux grandes fêtes liturgiques, dont l'Annonciation fêtée le 25 mars.
La représentation de l'Annonciation se répand dans le cadre du culte de la Vierge qui se développe au XIIe siècle et surtout au XIIIe siècle en Occident, au moment où les grandes cathédrales gothiques déploient un vaste programme sculpté sur leur façade. La doctrine de l'Immaculée Conception se répand, même si elle ne sera proclamée comme dogme qu'en 1854. Bernard de Clairvaux applique à Marie toutes les métaphores du Cantique des Cantiques et les auteurs pieux font de Marie l'intermédiaire entre l'homme et Dieu, celle qui peut conduire du péché à la grâce. En particulier, ils décrivent Marie comme une reine, image qui inspirera de nombreux artistes du XIIIe siècle. Au siècle suivant, ils préfèrent montrer au contraire une Vierge souriante, prise en pleine intimité avec l'enfant Jésus.

#### Art roman
Émile Mâle relie les représentations de l'Annonciation à l'époque romane à des sources d'inspiration hellénistiques et syriennes. Dans la tradition hellénistique, la Vierge est assise, filant souvent la pourpre et ressentant le poids de la mission qui lui est confiée ; l'art syrien la montre exprimant sa volonté d'accepter le message divin. L'art du XIIe siècle en France conjugue ces deux traditions : la Vierge est assise avec le fuseau dans un chapiteau à Arles, mais debout à la Charité-sur-Loire. L'iconographie est toutefois simplifiée, les détails disparaissent peu à peu pour mener vers la solennité des Annonciations gothiques.

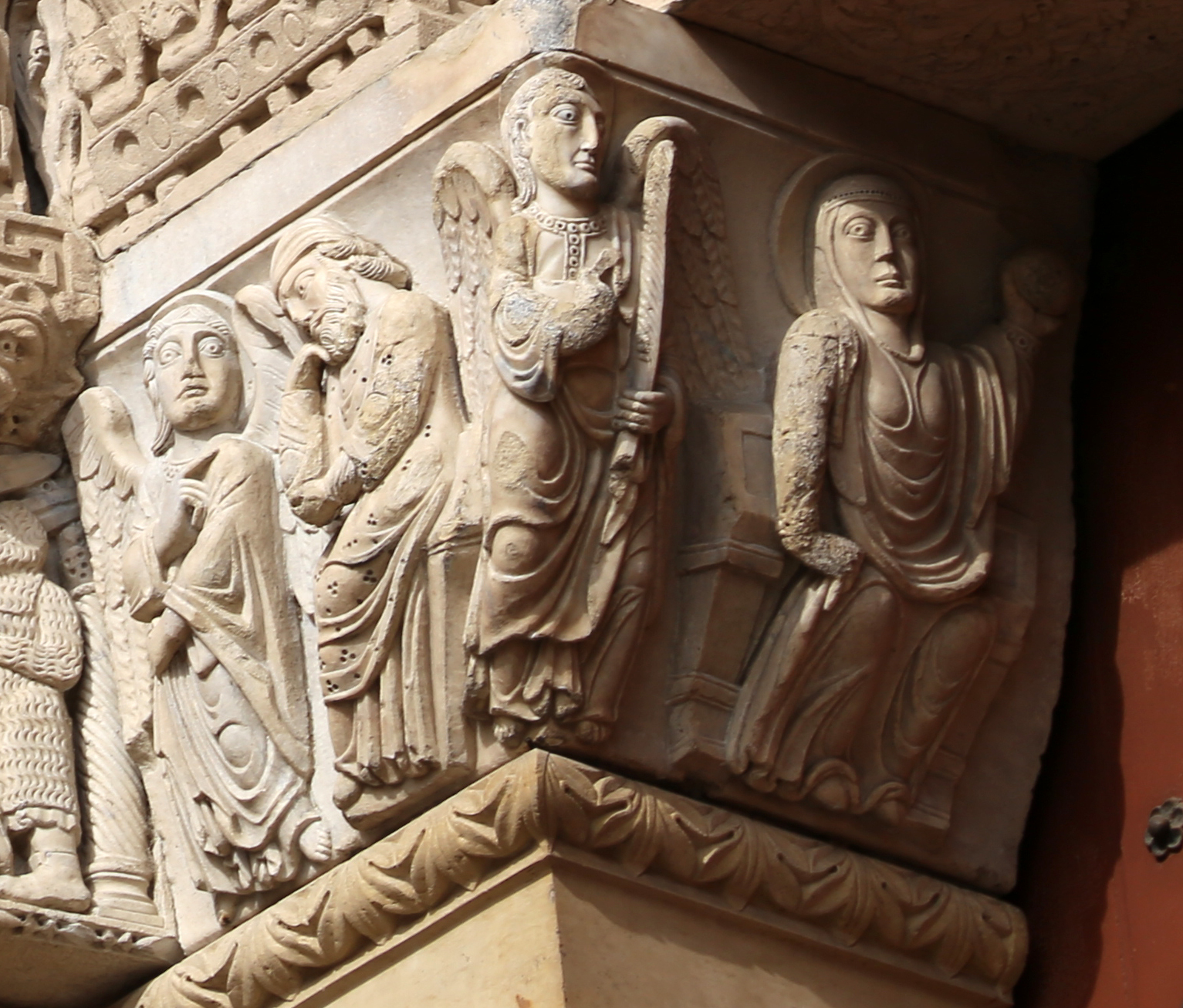
Annonciation, Arles.
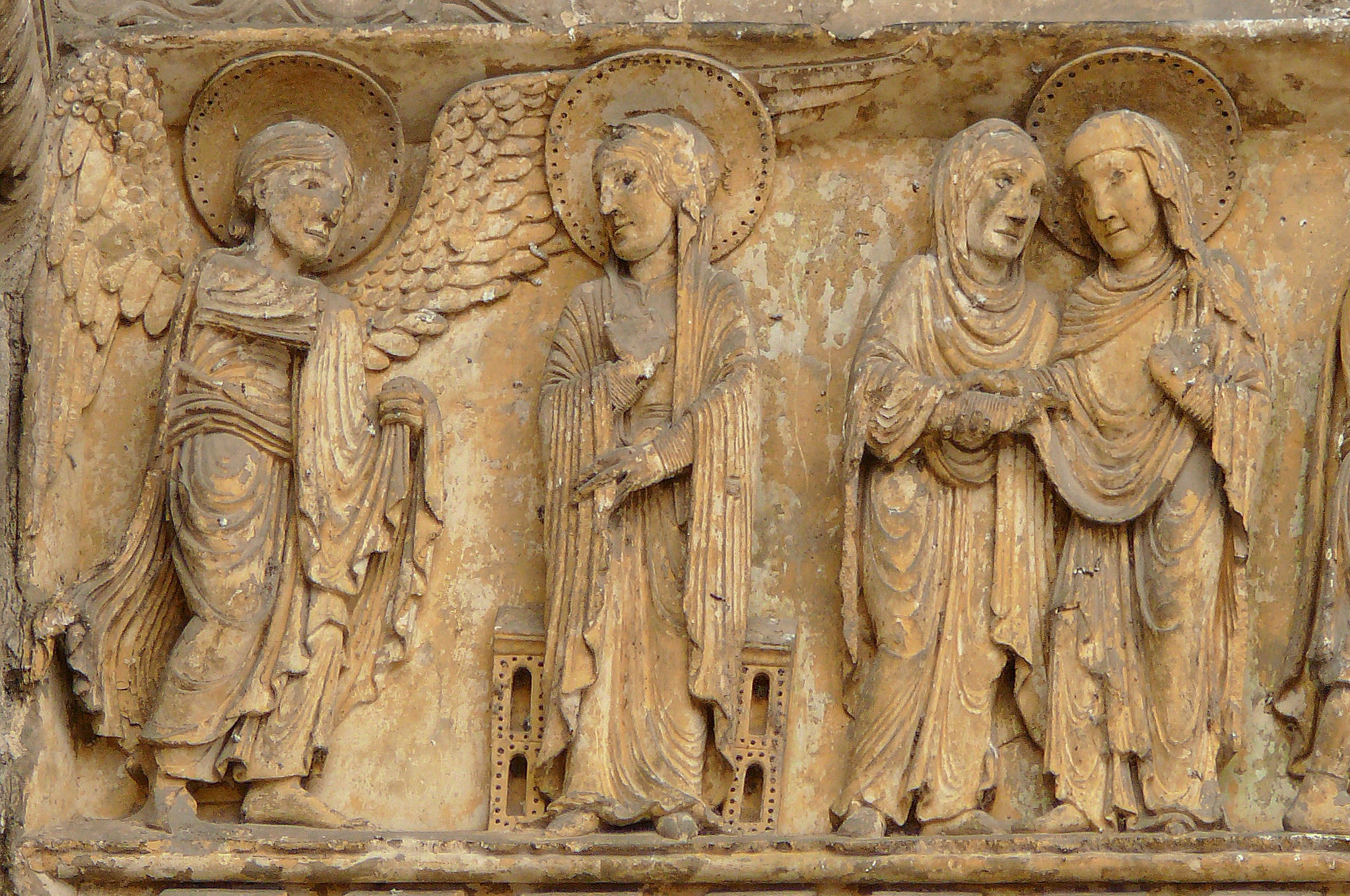
Annonciation et Visitation, La Charité-sur-Loire.

#### Art gothique
Dans le programme iconographique des cathédrales gothiques, l'Annonciation fait partie des scènes qui illustrent l'Incarnation, avec la Visitation et la Nativité. Ces scènes sont parfois mises en regard de prophètes de l'Ancien Testament qui, selon l'interprétation chrétienne, ont prédit l'Incarnation. La représentation de l'Annonciation se fonde la plupart du temps sur l'Évangile selon Luc, avec de rares emprunts aux apocryphes. Au XIIIe siècle, la scène est solennelle et seul un léger mouvement de la main traduit l'émotion de Marie face à l'ange ; ils commencent à être séparés par un vase contenant une fleur à haute tige.
L'Annonciation est ainsi présentée à côté de la Visitation sur le portail central de la cathédrale de Reims et fait face à la même Visitation de part et d'autre du portail gauche de la façade Nord à la cathédrale de Chartres. Dans le second cas, les deux personnages sont accompagnés du prophète Ésaïe, qui a annoncé l'enfantement par une vierge. Les deux scènes sont également associées dans un cycle consacré à la vie de la Vierge sur un ivoire parisien du milieu du XIVe siècle.
Le thème est enfin décliné dans les vitraux : représenté plusieurs fois sous cette forme dans la cathédrale de Chartres, il constitue le thème unique de la grande Verrière de l'Annonciation, où l'ange et Marie sont là encore séparés par un grand lys.

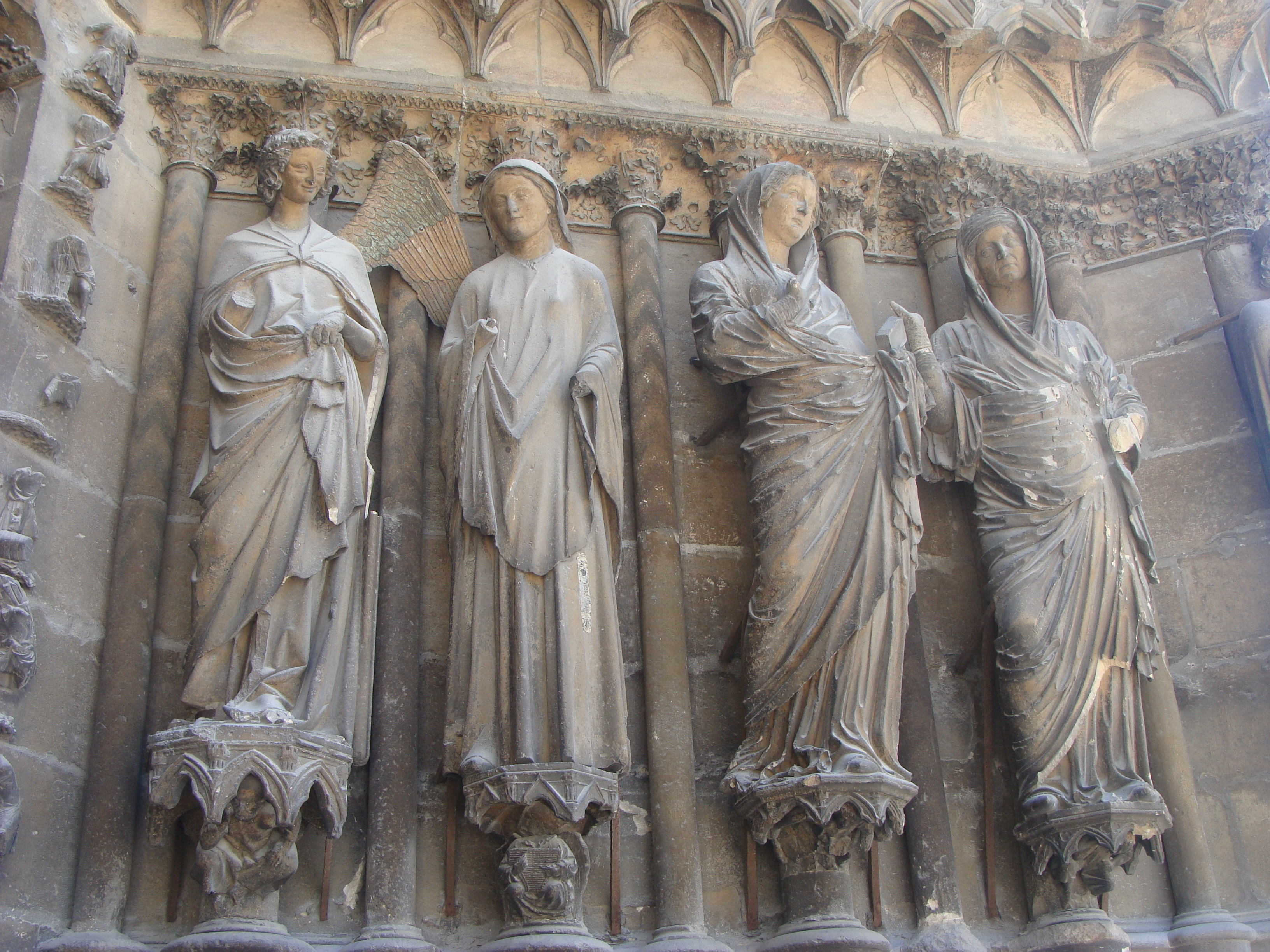
Annonciation et Visitation, Reims.
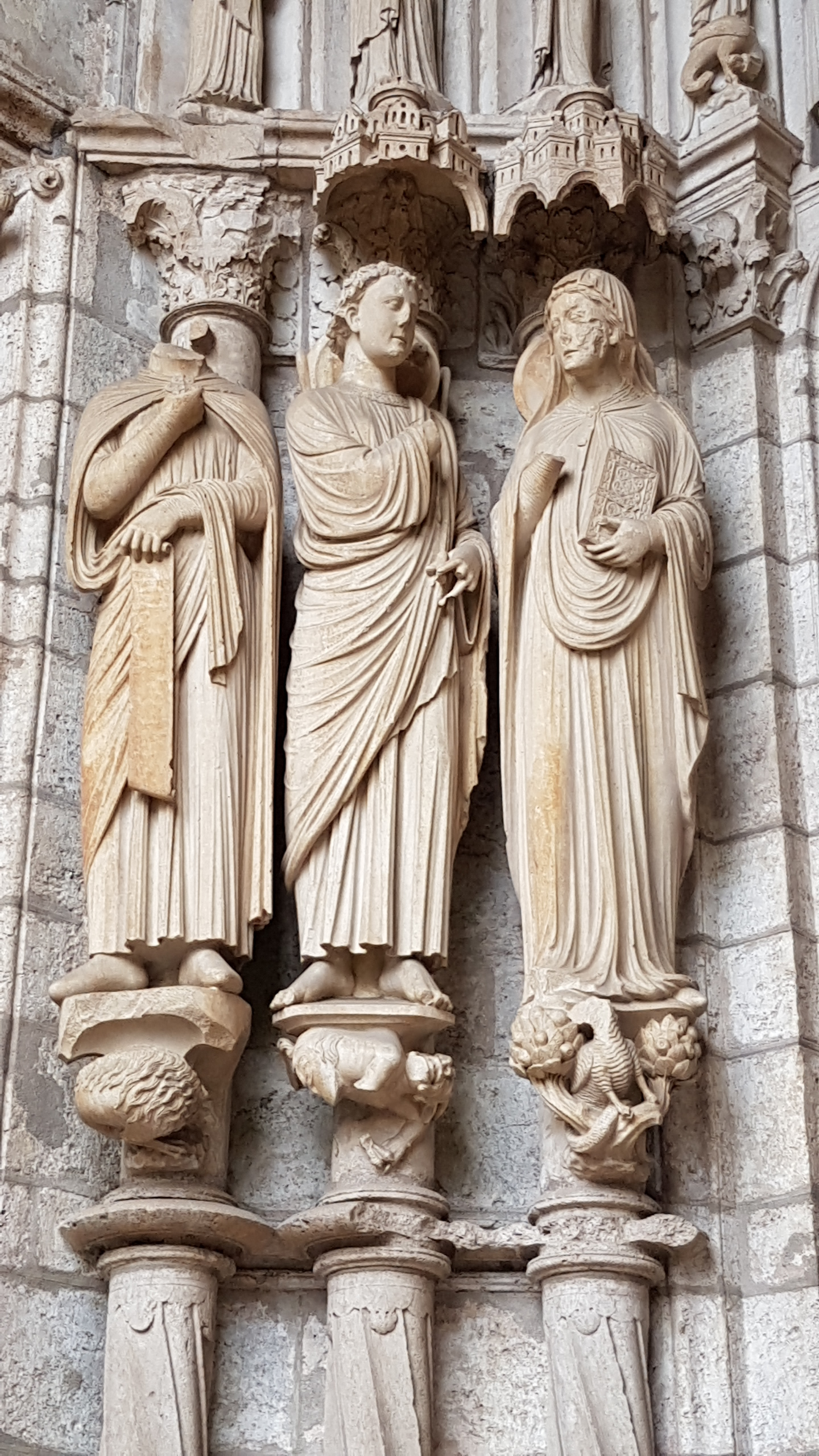
Annonciation, Chartres.
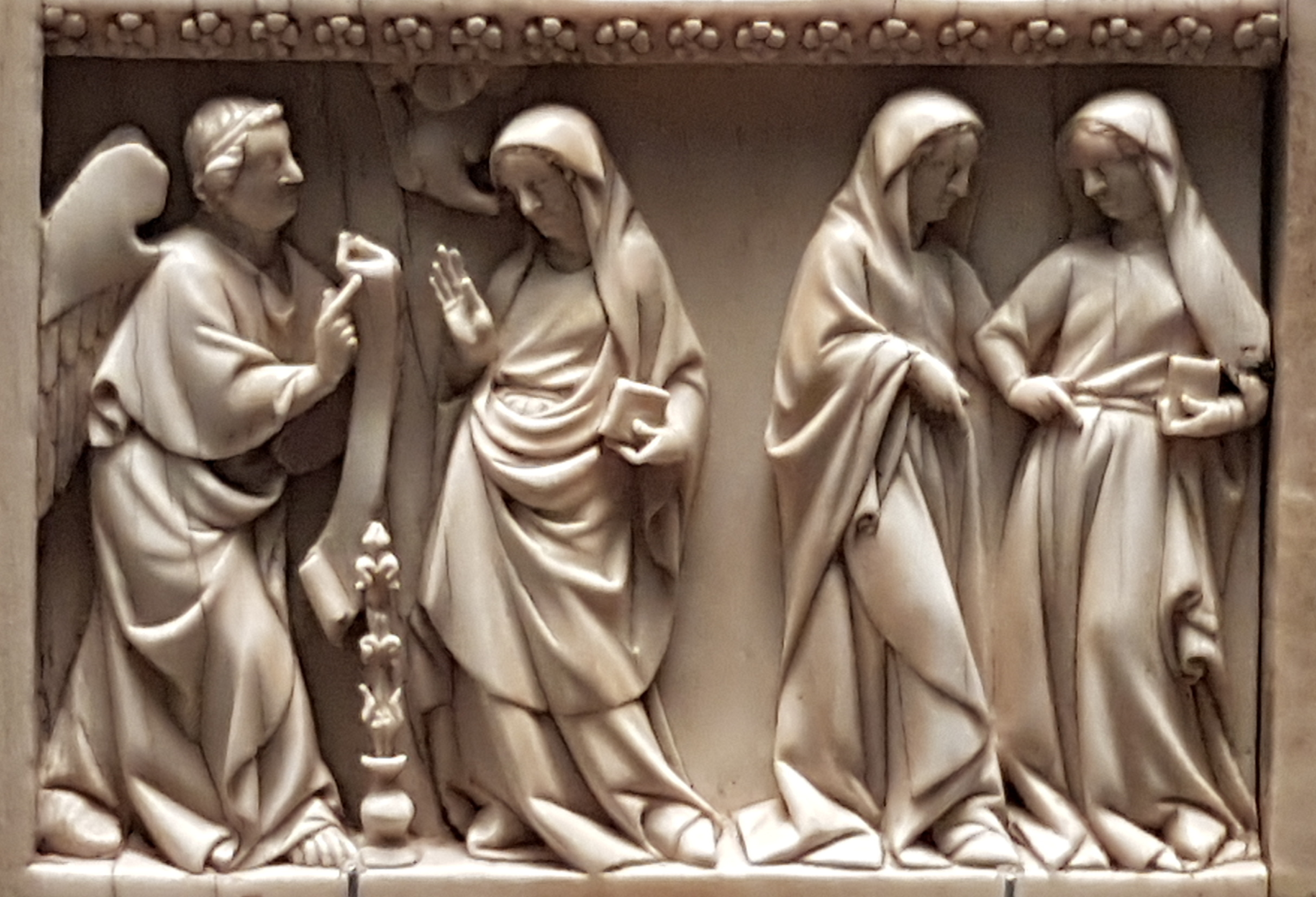
Diptyque : Scènes de la vie de la Vierge et de la Passion (détail), ivoire, Paris, vers 1330 - 1350, musée du Louvre.
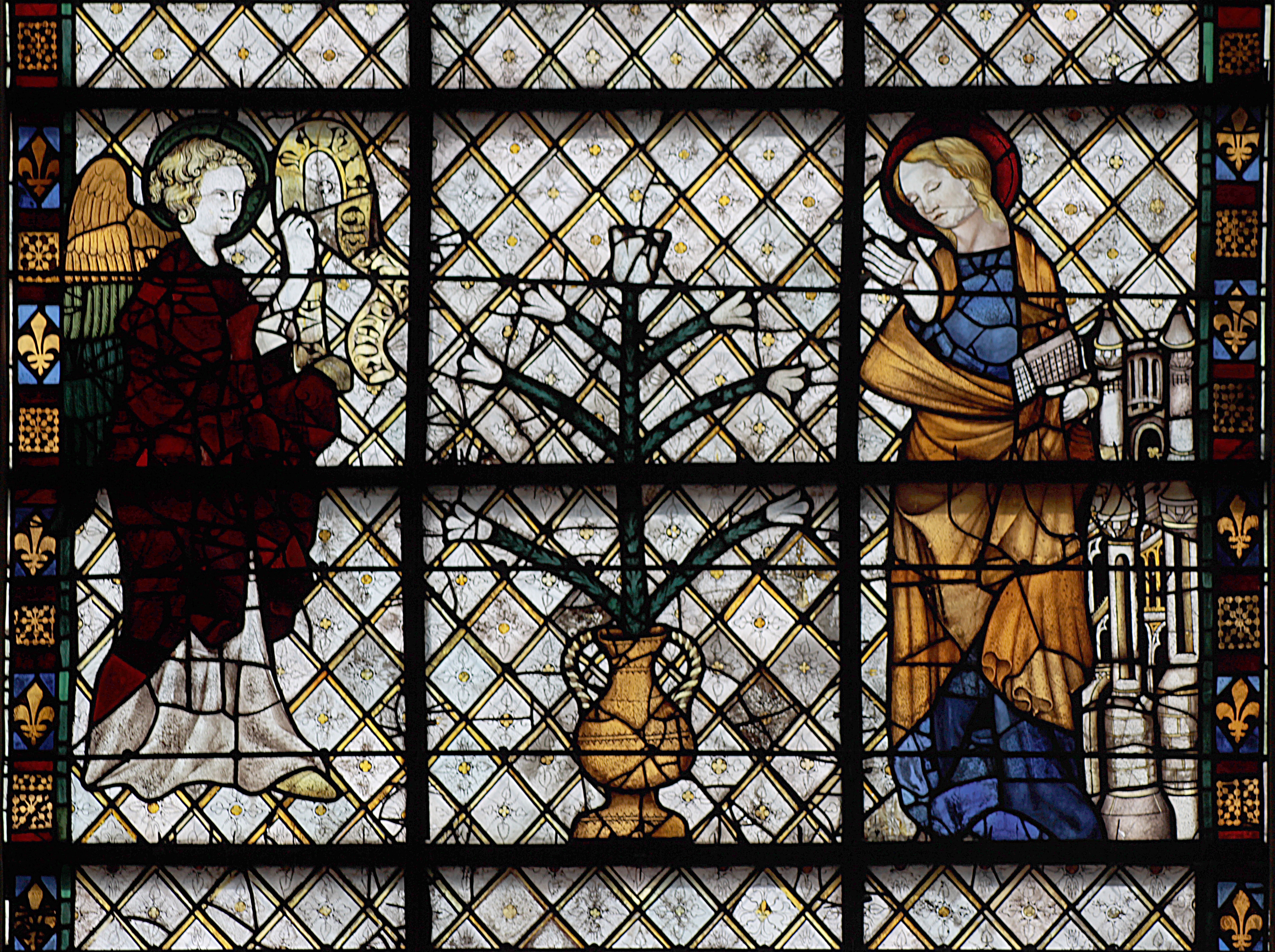
Verrière de l'Annonciation, XIVe siècle, Chartres (détail).

#### Peinture et mosaïque
En Occident, à partir du XIIIe siècle, en Occident, Marie est souvent représentée en train de lire un ouvrage, sans doute un texte religieux. Dans l'Annonciation de Pietro Cavallini, Marie est toujours assise sur un grand siège, mais porte désormais un livre à la main au moment où arrive l'ange. La scène a parfois lieu dans une pièce noble, voire dans une église comme chez Van Eyck.
Le gothique international donne une vision pleine d'amabilité de la scène, dans l'esprit de l'amour courtois et aristocratique : l'ange devient une sorte de courtisan face à Marie, gracieuse et ravissante. Dans le monde flamand, c'est plutôt dans un intérieur bourgeois que l'ange rend visite à Marie habillée de manière plus bourgeoise.

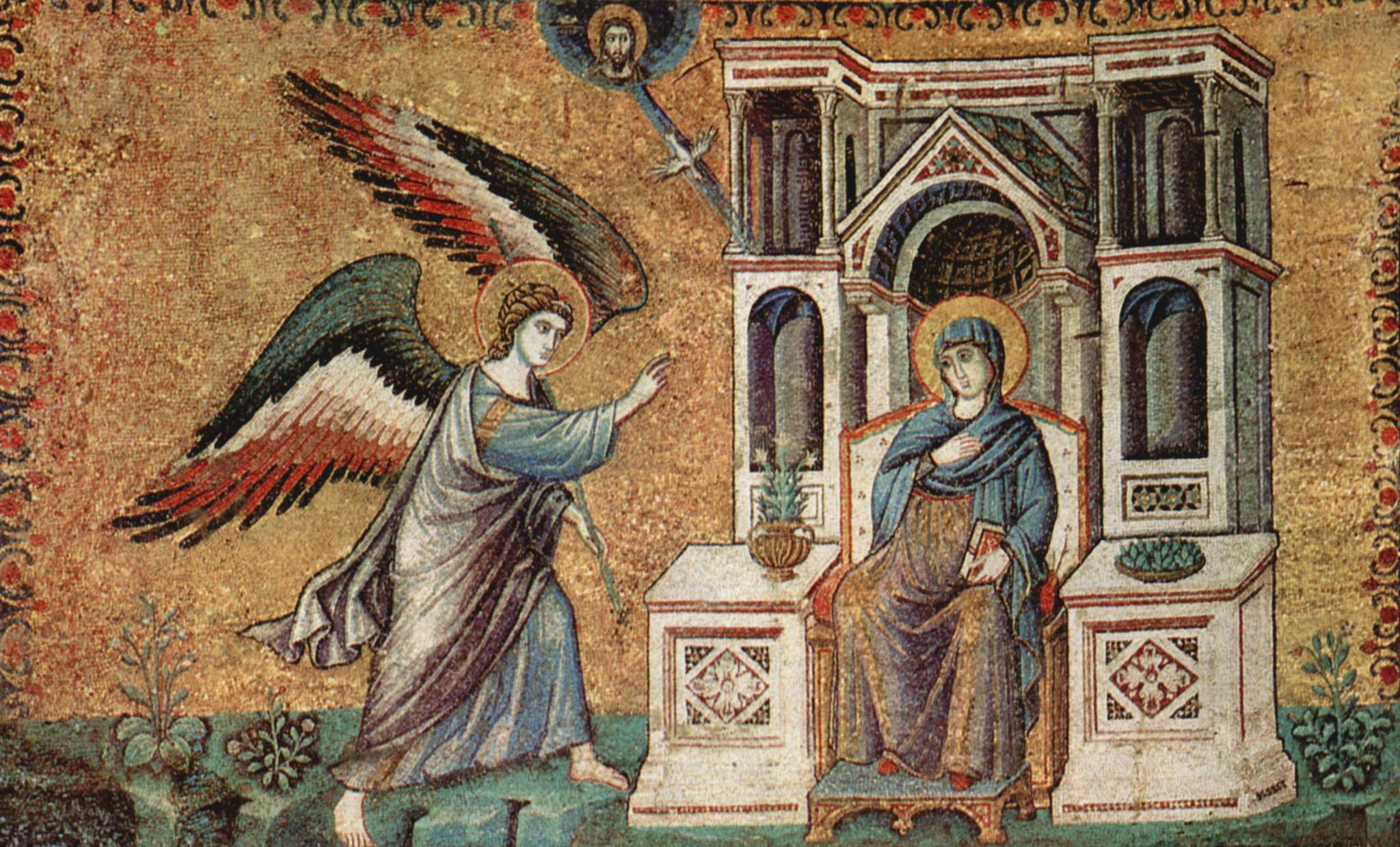
Pietro Cavallini, mosaïque, vers 1291, Rome.
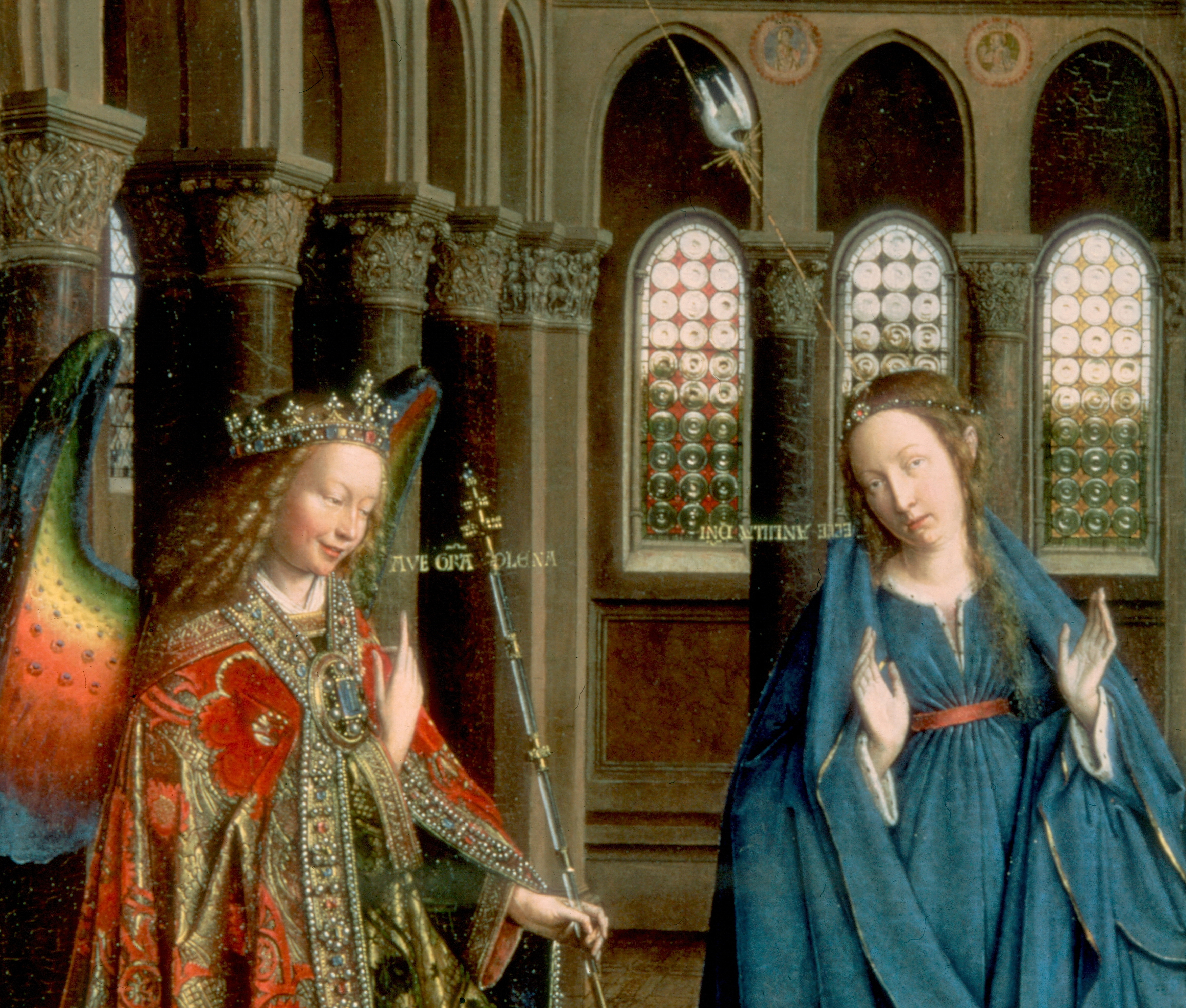
Jan van Eyck, L’Annonciation (détail), Washington.
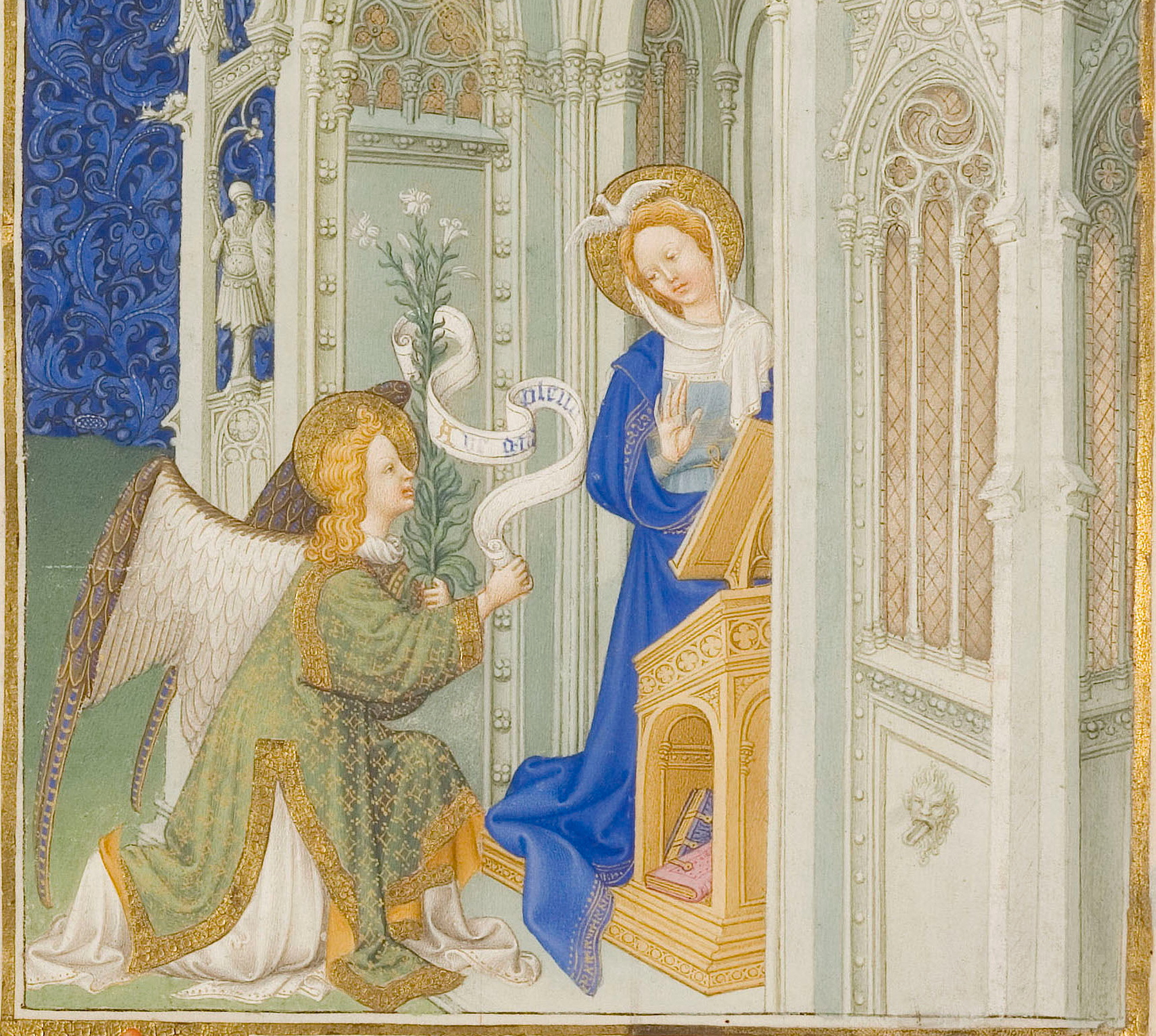
Annonciation (détail), Les Très Riches Heures du duc de Berry, 1411-1416, Chantilly.
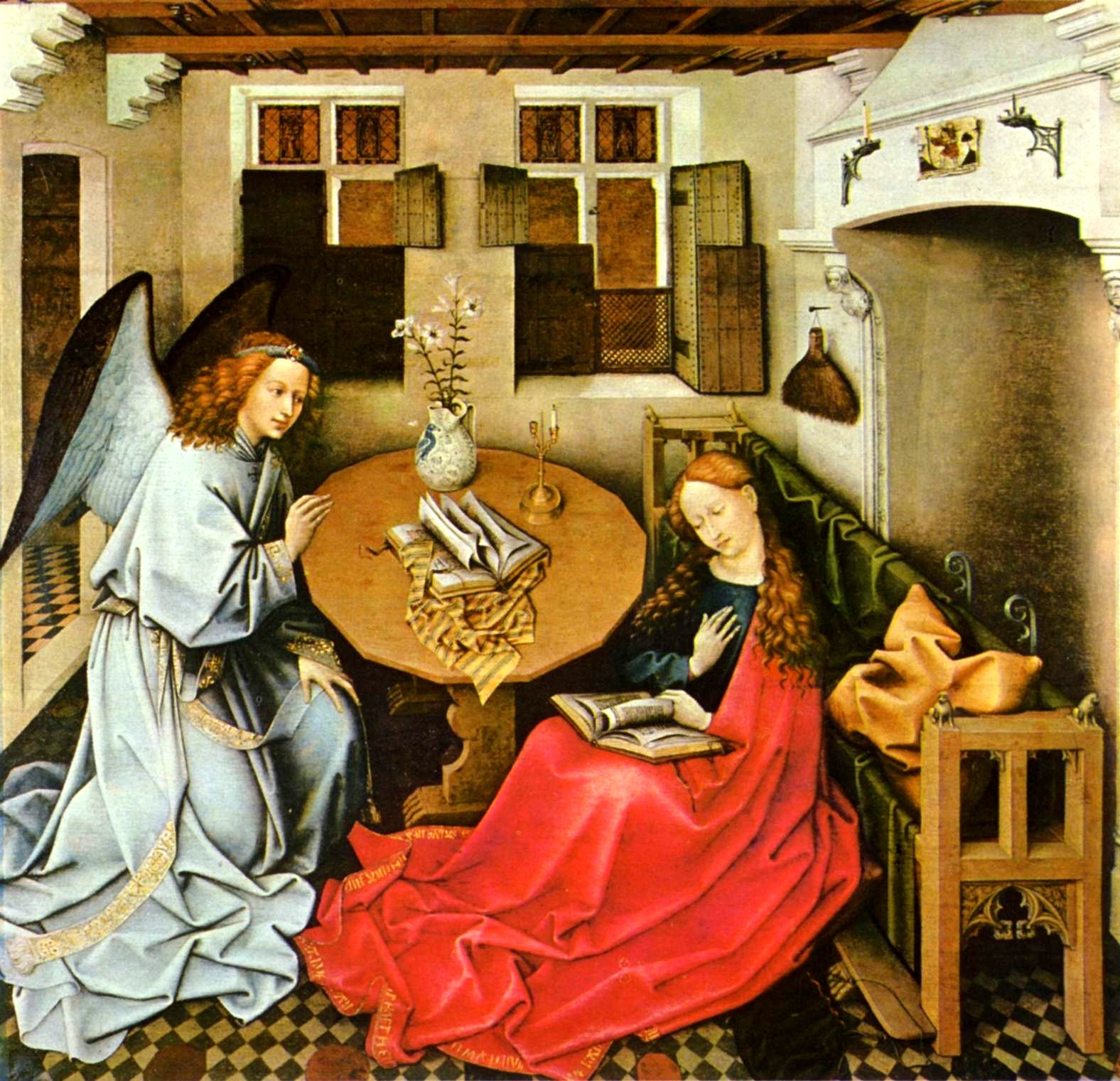
Robert Campin, Annonciation, 1420-1440, Bruxelles.

### L'Annonciation italienne
À partir du Trecento, le motif de l'Annonciation se multiplie en Italie et tout particulièrement en Toscane. La mosaïque étant presque totalement abandonnée, la peinture murale devient le principal support.

#### L'Annonciation à Sienne
La représentation de l'Annonciation à Sienne, comme la peinture elle-même, s'écarte de la tradition byzantine à la fin du XIIIe siècle. Avec Guido da Siena, l'ange arrive encore en plein mouvement face à Marie, accompagné par la courbe des arbres au fond. Tous deux sont posés devant un fond plat, sans profondeur. Duccio, lui, ralentit le mouvement de l'ange et le rapproche de Marie, dans un rapport renforcé par la structure architecturale qui les réunit et dans laquelle ils pénètrent. Dans d'autres tableaux appartenant au même ensemble de la Maestà, tels que l'Annonce de la mort de la Vierge, Duccio laisse pourtant les personnages juste devant le décor et non à l'intérieur.

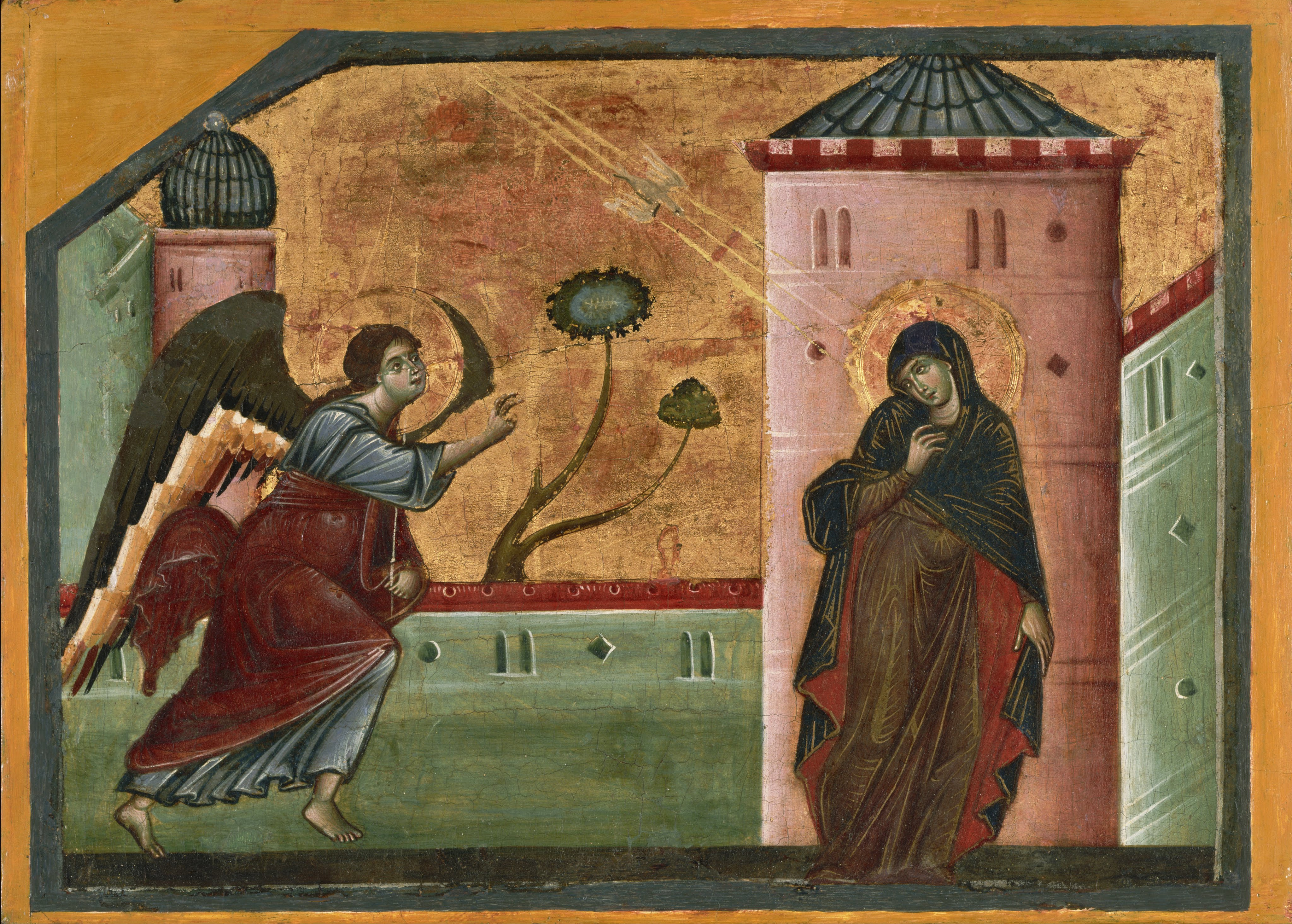
Guido da Siena, Annonciation, Princeton.
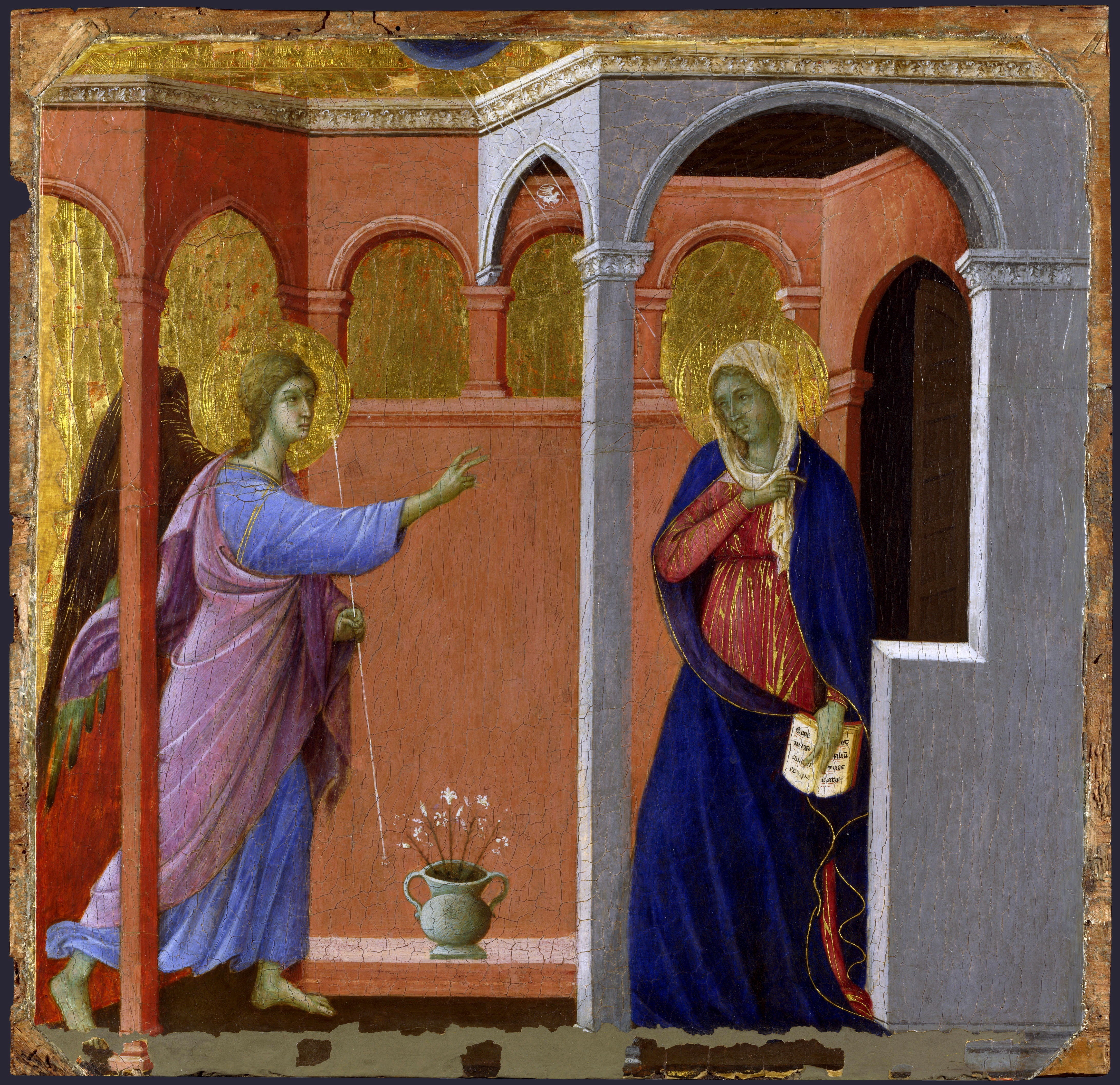
Duccio, Annonciation, 1308-1311, Londres.
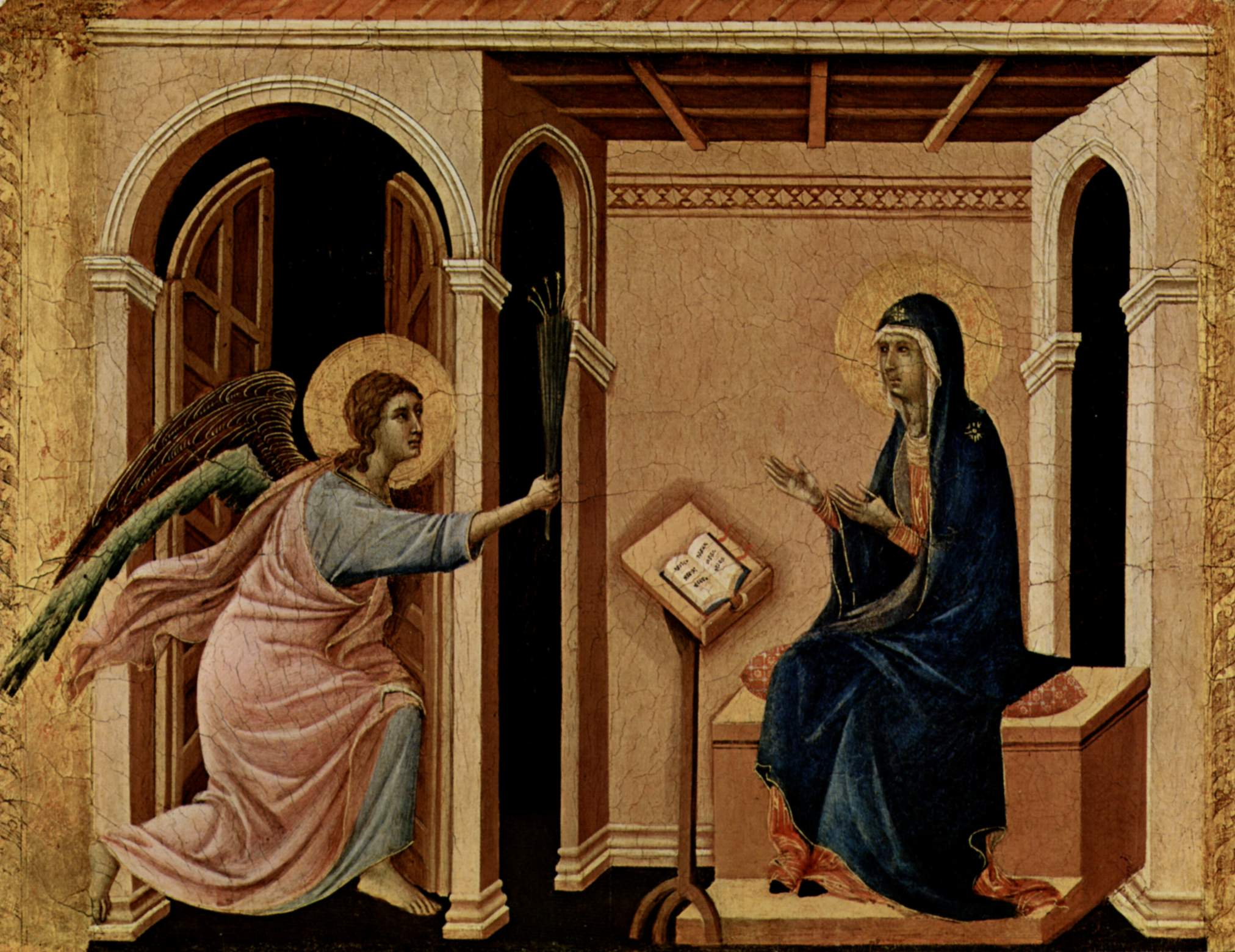
Duccio, L'Annonce de sa mort à la Vierge, 1308-1311, Sienne.

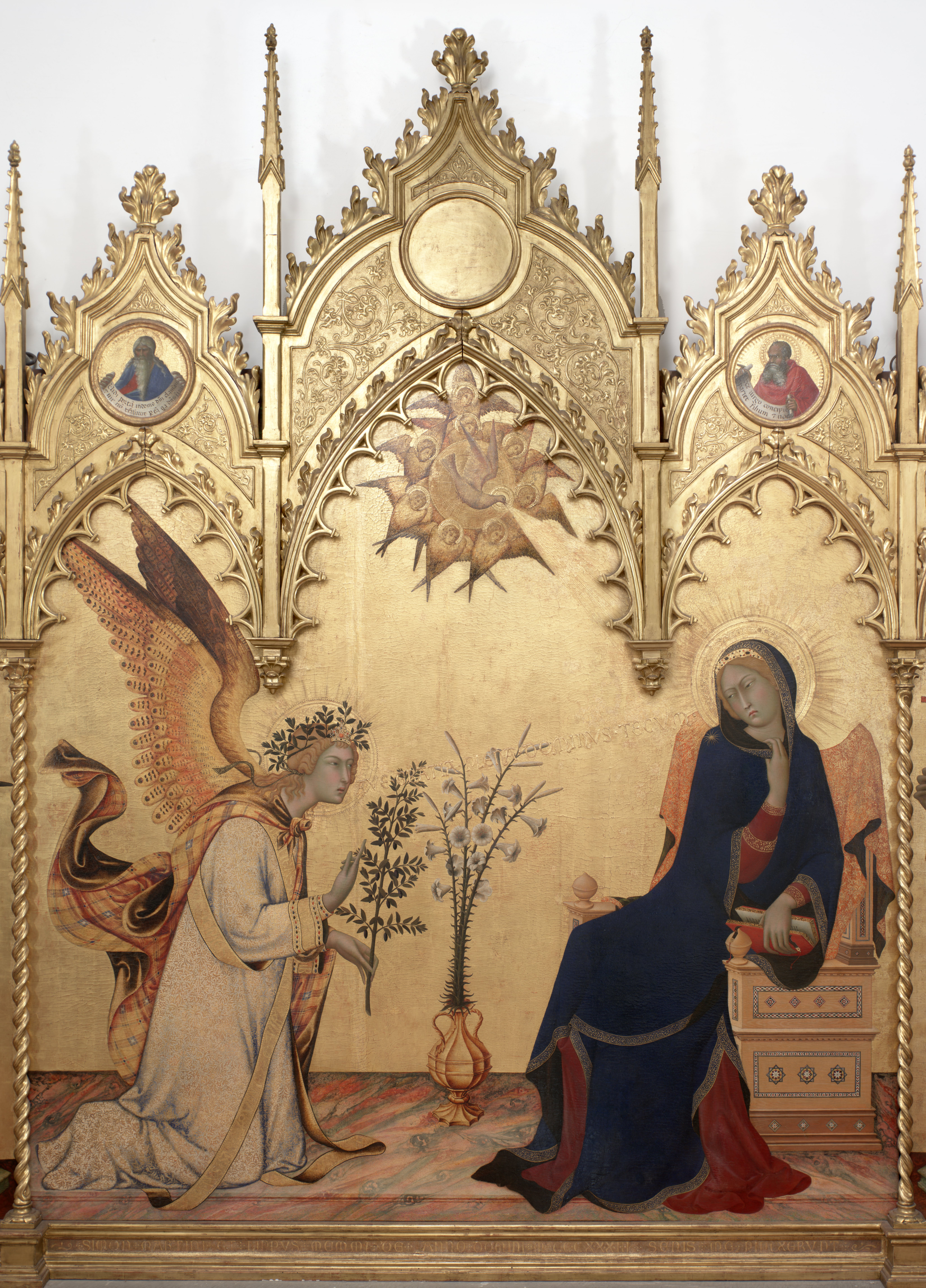
Simone Martini et Lippo Memmi, Annonciation, 1333, Florence.

Dans une Annonciation peinte pour la cathédrale de Sienne et aujourd'hui conservée au musée des Offices, Simone Martini et Lippo Memmi suppriment toute architecture et toute représentation de la profondeur au profit d'un fond doré. Marie se retire dans l'un des trois arcs du cadre, surprise par l'ange qui fait irruption dans l'espace central. Ils restent séparés, au milieu du tableau, par un axe central qui comprend le Christ, la descente du Saint-Esprit et un vase de fleurs. Les paroles de l'ange (« Je te salue, toi à qui une grâce a été faite ; le Seigneur est avec toi ») se rapportent, comme le mouvement de l'ange, au premier moment de l'Annonciation, mais la descente du Saint-Esprit indique son terme, l'Incarnation.

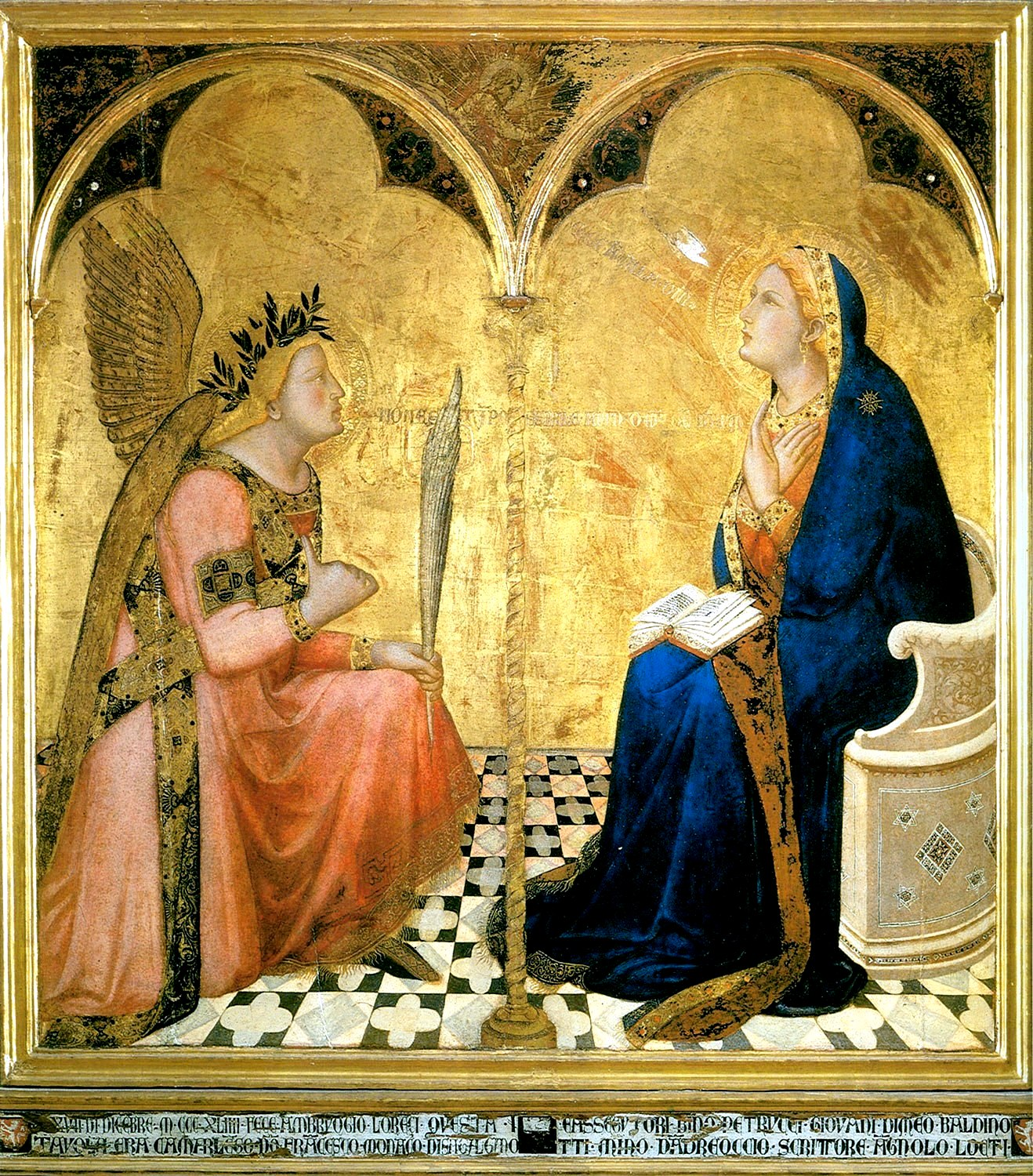
Ambrogio Lorenzetti, Annonciation, 1344, Sienne.

L'Annonciation d'Ambrogio Lorenzetti, d'après Erwin Panofsky, est une œuvre d'une importance considérable en raison de son rôle dans l'invention de la perspective en art. Pour la première fois, un artiste fait converger en un point unique les lignes perpendiculaires au plan de base. De plus, le plan de base ne se limite plus au sol d'une simple « boîte », mais s'ouvre sur un espace extensible au gré de notre imagination, dont le pavage permet de servir d'échelle aux corps qui l'occupent et de mesurer leurs positions respectives. Cette pratique ne se généralisera pas avant le siècle suivant. Daniel Arasse nuance les propos de Panofsky, mais fait observer que le pavage permet de situer pleinement les personnages dans le lieu représenté, qui s'étend jusqu'au bord du tableau, alors que les personnages paraissent placés en avant du décor chez Duccio.
Après la grande peste de 1348 et la disparition des grands maîtres, l'art siennois innove moins : le dispositif introduit par Simone Martini, pendant plus d'un siècle, suscitera de nombreuses variations. Dans d'autres centres, tels que Padoue dans les années 1370, les peintres continuent à progresser dans l'affirmation d'un lieu architectural unitaire et continu. C'est toutefois à Florence au XVe siècle que l'Annonciation trouvera de nouveaux modèles.

#### L'Annonciation à Florence
L'Annonciation fait l'objet d'un culte important dans la Florence du Moyen Âge. L'année calendaire commence le jour de la Fête de l'Annonciation qui, au XVe siècle, fait l'objet de représentations théâtrales à Florence : Filippo Brunelleschi, l'un des inventeurs de la perspective, conçoit et met en scène des « machines » qui soulèvent la stupéfaction des spectateurs.
L'église de la Santissima Annunziata tire son nom d'une Annonciation qui fait depuis le Trecento l'objet d'un culte populaire encore vivace de nos jours. La légende veut que, en 1252, un ange ait achevé le visage de Marie, l'« Annoncée », dont le peintre ne parvenait pas à représenter la beauté. Un grand sentiment d'intimité, qui se distingue de la crainte exprimée dans les Annonciations de Giotto ou de Martini, ressort des innovations qu'apporte cette fresque peinte en réalité vers le milieu du XIVe siècle : présentation des deux figures dans un même intérieur sans séparation, position des mains de la Vierge réunies sur ses genoux. La dévotion exceptionnelle qui entoure cette image se traduit par la réalisation, dans les décennies et même les siècles qui suivent, de nombreuses Annonciations reprenant son schéma, telles que celle peinte par Gentile da Fabriano.

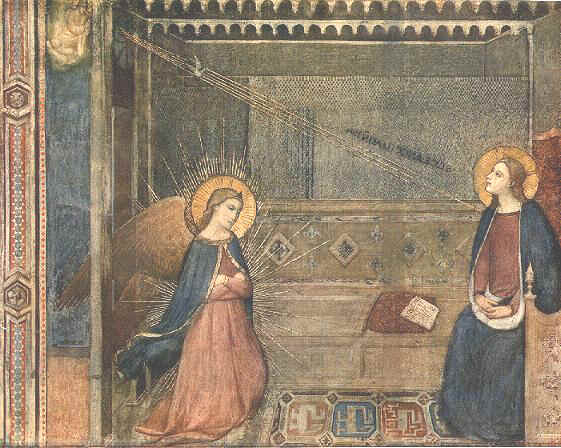
Anonyme florentin, Annonciation, XIVe siècle, Santissima Annunziata.
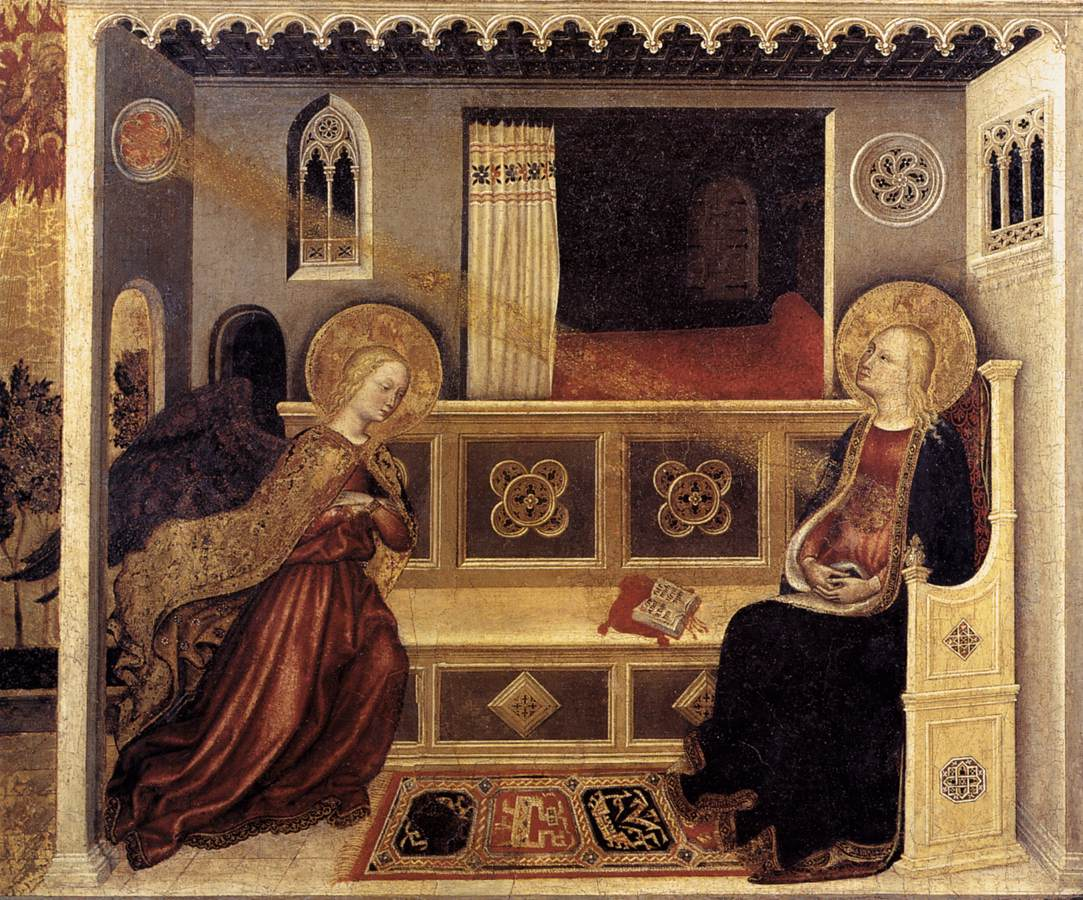
Gentile da Fabriano, Annonciation, 1425, Rome.

Le thème de l'Annonciation, dans la deuxième moitié du XIVe siècle, reflète pourtant, à Florence comme à Sienne, un certain déclin de la créativité des peintres, qui déclinent surtout des variations autour de deux thèmes : soit l'ange est placé à l'extérieur, face à Marie située dans un lieu construit ; soit tous deux se font face dans un même lieu construit. Dans la disposition relative des deux personnages, les peintres florentins retiennent les grandes innovations introduites par les peintres siennois, telles que le mouvement de retrait de la Vierge de Simone Martini en 1333 ou la manière par laquelle Duccio utilisait l'architecture pour séparer les deux personnages.
Vers cette époque, pourtant, un groupe d'artistes introduit un mode de représentation de l'espace fondamentalement différent, célébré et théorisé par Leon Battista Alberti : la grille en perspective permet de placer les personnages dans un espace rationnel et partagé avec le spectateur. Une Annonciation perdue de Masaccio aurait été pionnière, suivie par Domenico Veneziano et Fra Angelico à la fin de sa vie. La composition symétrique de L'Annonciation de Veneziano, l'ange et Marie se tenant face à face de part et d'autre d'une allée qui s'éloigne le long d'un axe central, est typique de ce nouveau mode de représentation. Celle de Fra Angelico ou de son atelier, en 1450, dégage Marie de son attitude ancienne de soumission pour mettre l'accent sur sa relation avec l'ange. Piero della Francesca trace avec virtuosité l'allée centrale de l'Annonciation qui couronne le polyptyque de Sant'Antonio, mais une analyse géométrique démontre que, au premier plan, l'une des colonnes empêche en réalité l'ange de voir Marie qu'il semble pourtant regarder. Cette composition se diffuse ensuite dans toute l'Italie du nord et du centre jusqu'au XVIe siècle.

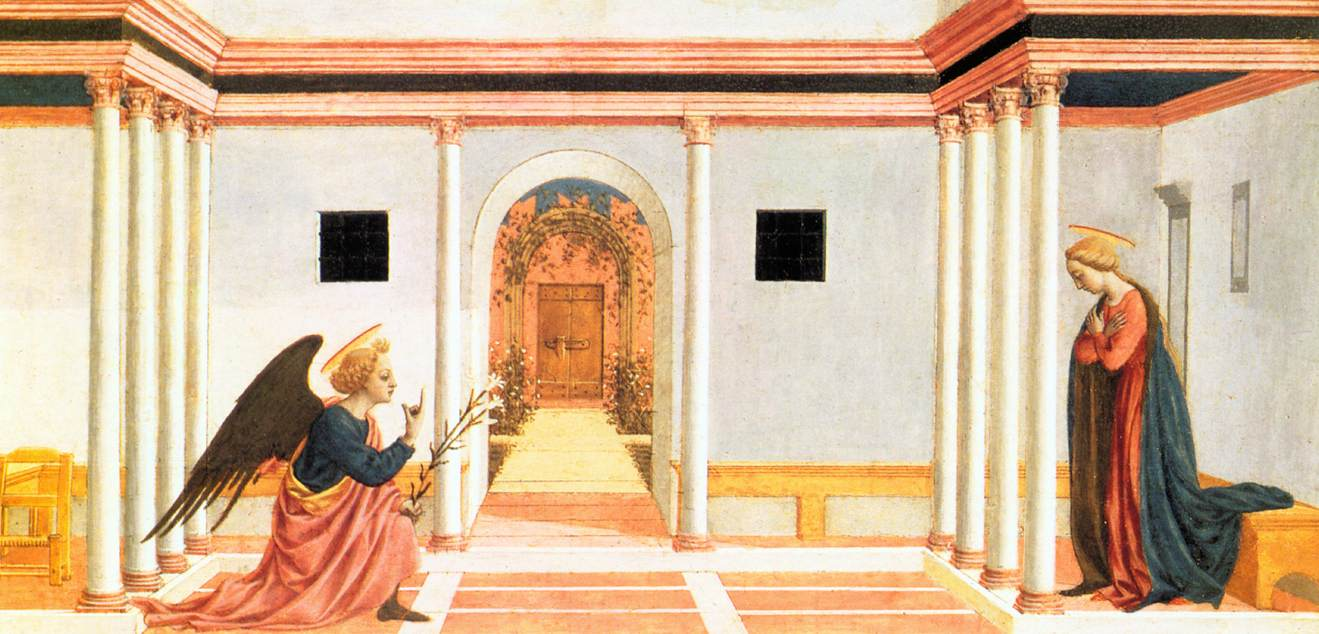
Domenico Veneziano, L'Annonciation, vers 1445, Cambridge.
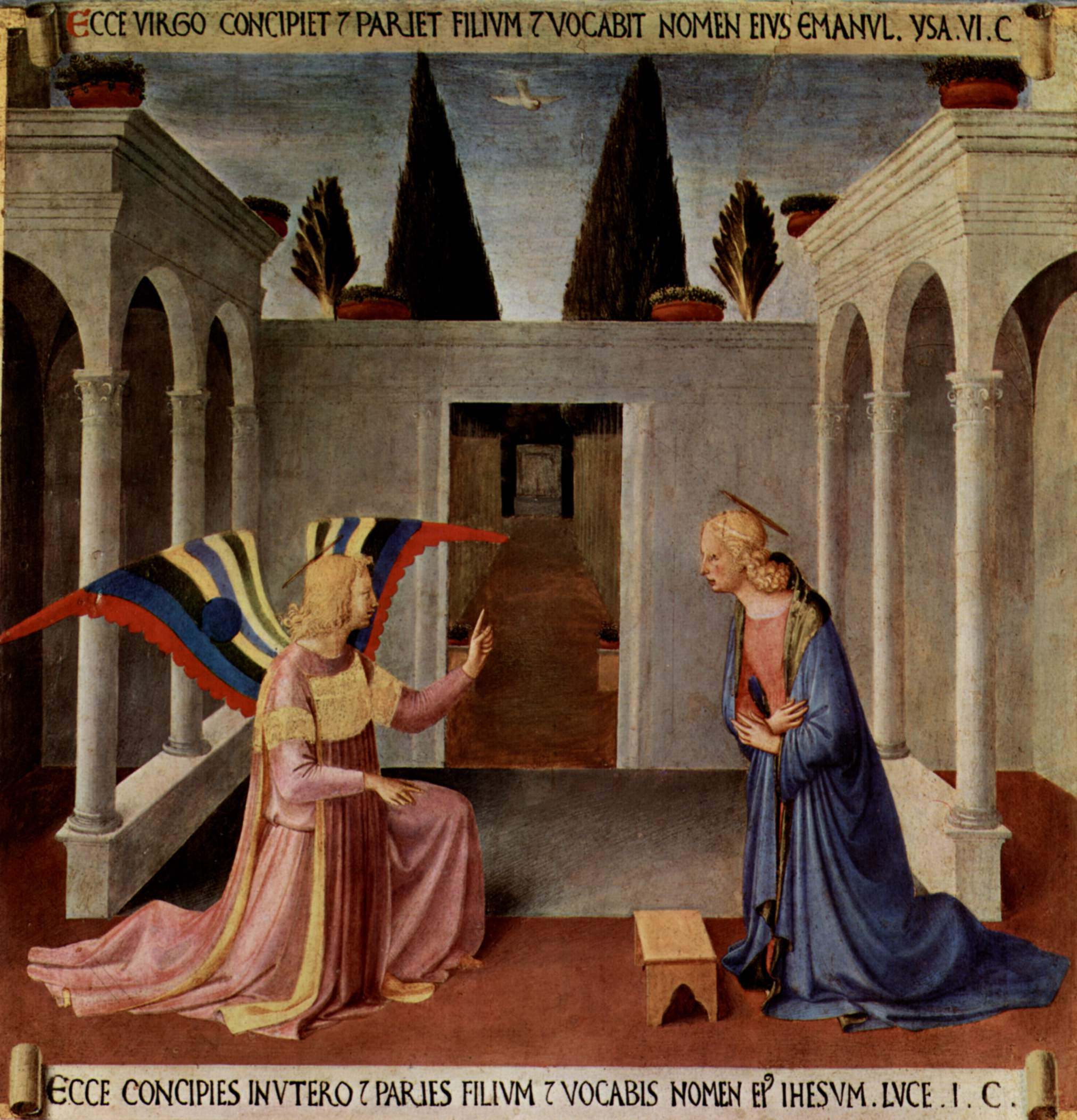
Fra Angelico, Annonciation, 1450, Florence.
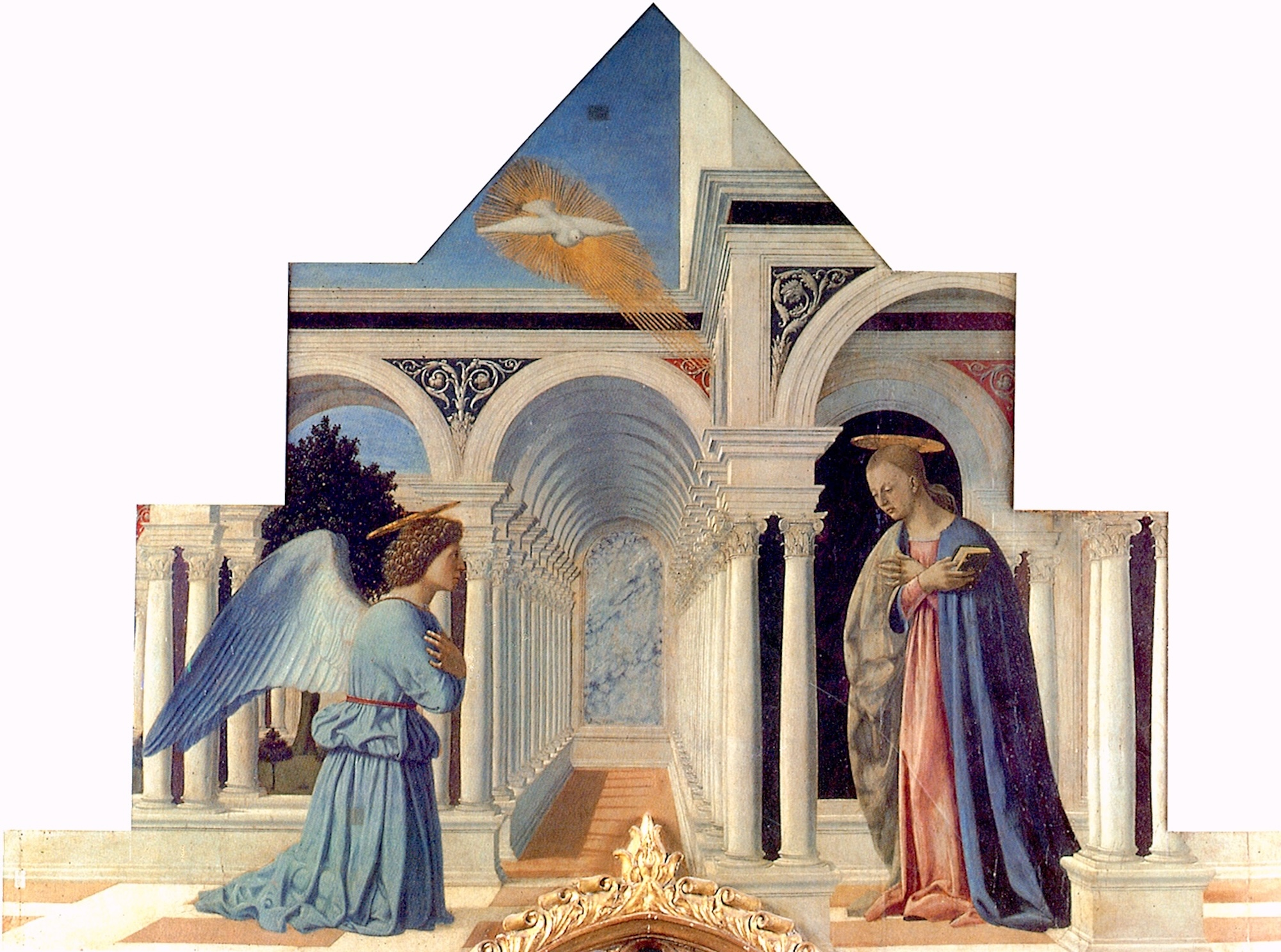
Piero della Francesca, 1460-1470, polyptyque de Sant'Antonio, Pérouse.

Avant d'adopter cette mise en scène centrale, Fra Angelico, vers le premier tiers et la moitié du XVe siècle, poursuit d'abord la tradition d'origine siennoise, plaçant Marie sous un édicule et l'ange face à elle. Dans la plupart de ses Annonciations, il utilise ainsi l'architecture pour englober les personnages dans l'ensemble plutôt que pour les séparer, mais il se distingue de ses prédécesseurs par sa maîtrise de la perspective et de l'agencement spatial.
Si la construction est encore imparfaite dans L'Annonciation de San Giovanni Valdarno, elle est pleinement aboutie dans celle de Cortone vers 1433-1434. L'expulsion d'Adam et Ève du Paradis terrestre y est représentée à gauche du tableau, juste au-dessus du point de fuite qui se place à la limite entre cette scène désertique et le « jardin » de la Vierge, opposant ainsi la Chute à la Rédemption dont l'Incarnation représente la première étape. Malgré la précision de cette construction en perspective, une analyse géométrique montre que la chambre de Marie, qu'on aperçoit au fond, est surdimensionnée ; elle constitue selon Daniel Arasse une représentation de l'incarnation du divin incommensurable dans le corps fini de la Vierge.
Enfin, dans la fresque peinte vers 1450 dans le couloir Nord du couvent San Marco de Florence, Fra Angelico place la scène à l'intérieur d'un cadre peint sur le mur, tel le montant de la fenêtre par laquelle Alberti, le théoricien de la perspective, voulait en 1436 faire voir l'histoire représentée ; cette histoire est organisée selon un point de fuite situé au niveau du regard de la Vierge, bien au-dessus de l'œil du spectateur.
L'autre moine peintre de Florence à cette époque, Fra Filippo Lippi, place, comme au Trecento, une Marie réticente à l'intérieur d'une architecture, tout en retenant la nouveauté de l'allée, en l'occurrence un jardin clos, qui s'éloigne au centre. Cette composition, qui permet de réunir des éléments d'iconographie intérieurs comme extérieurs, se répandra également à Florence après 1450.

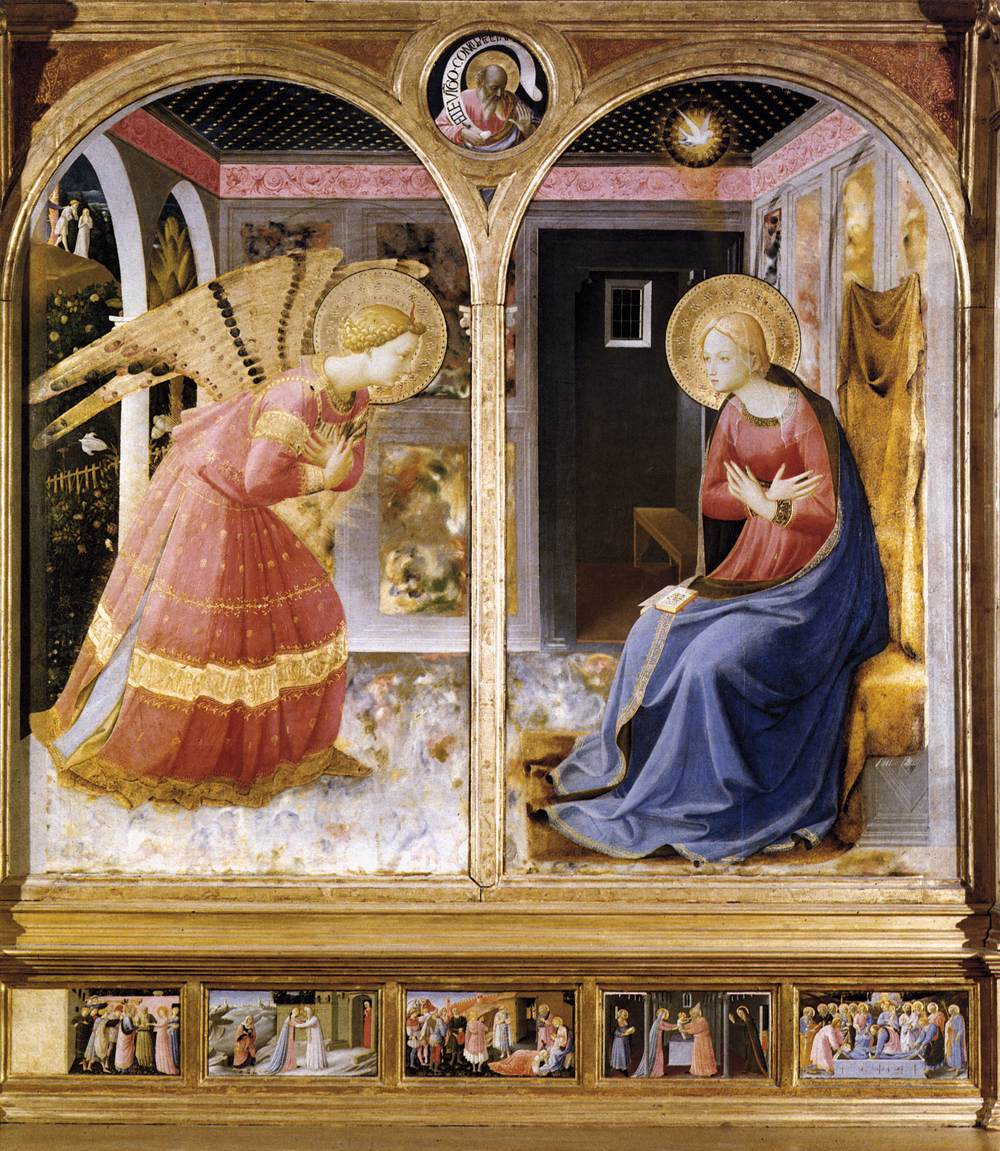
Annonciation, 1430-1433, San Giovanni Valdarno.
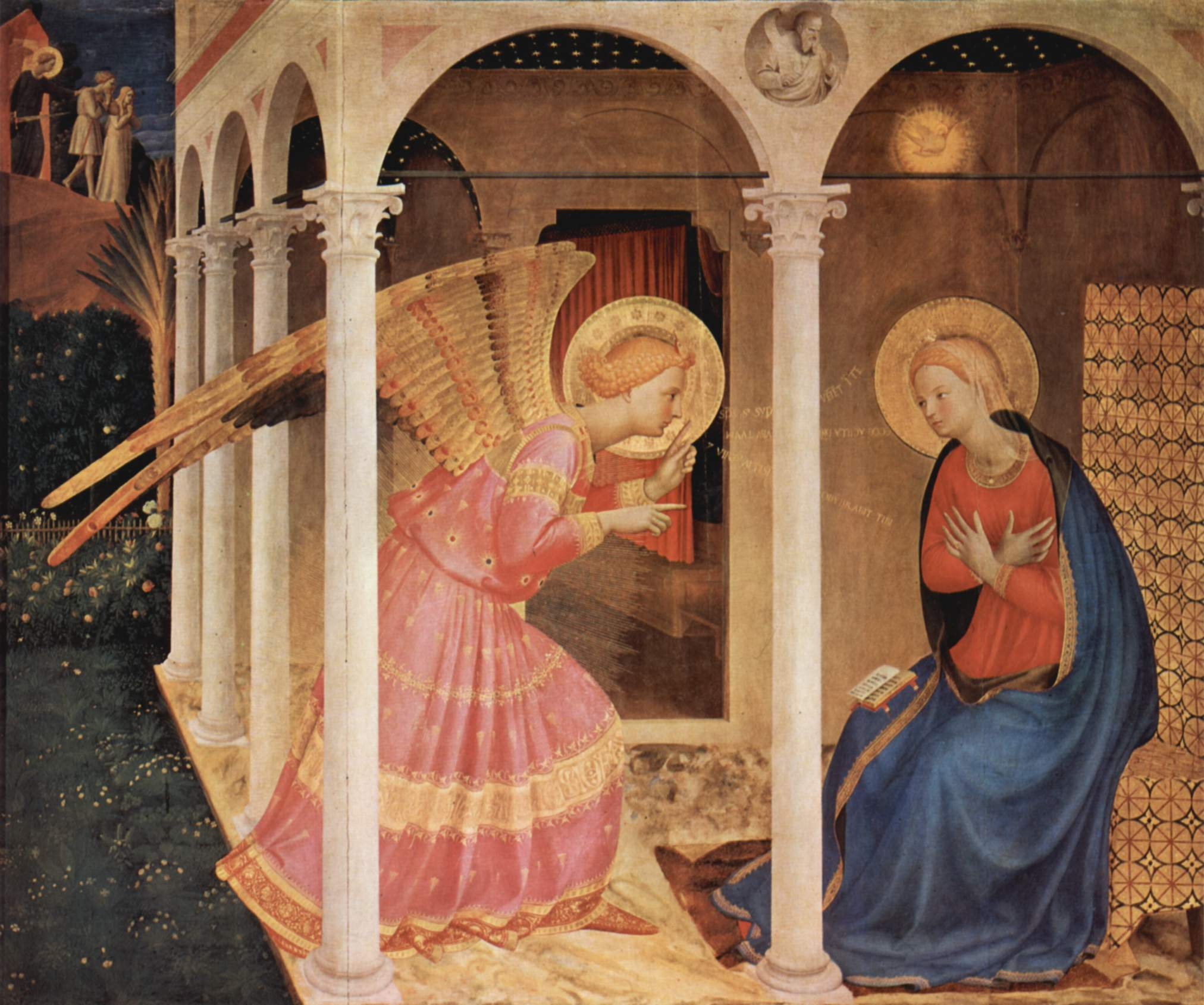
Annonciation, 1433-1434, Cortone.
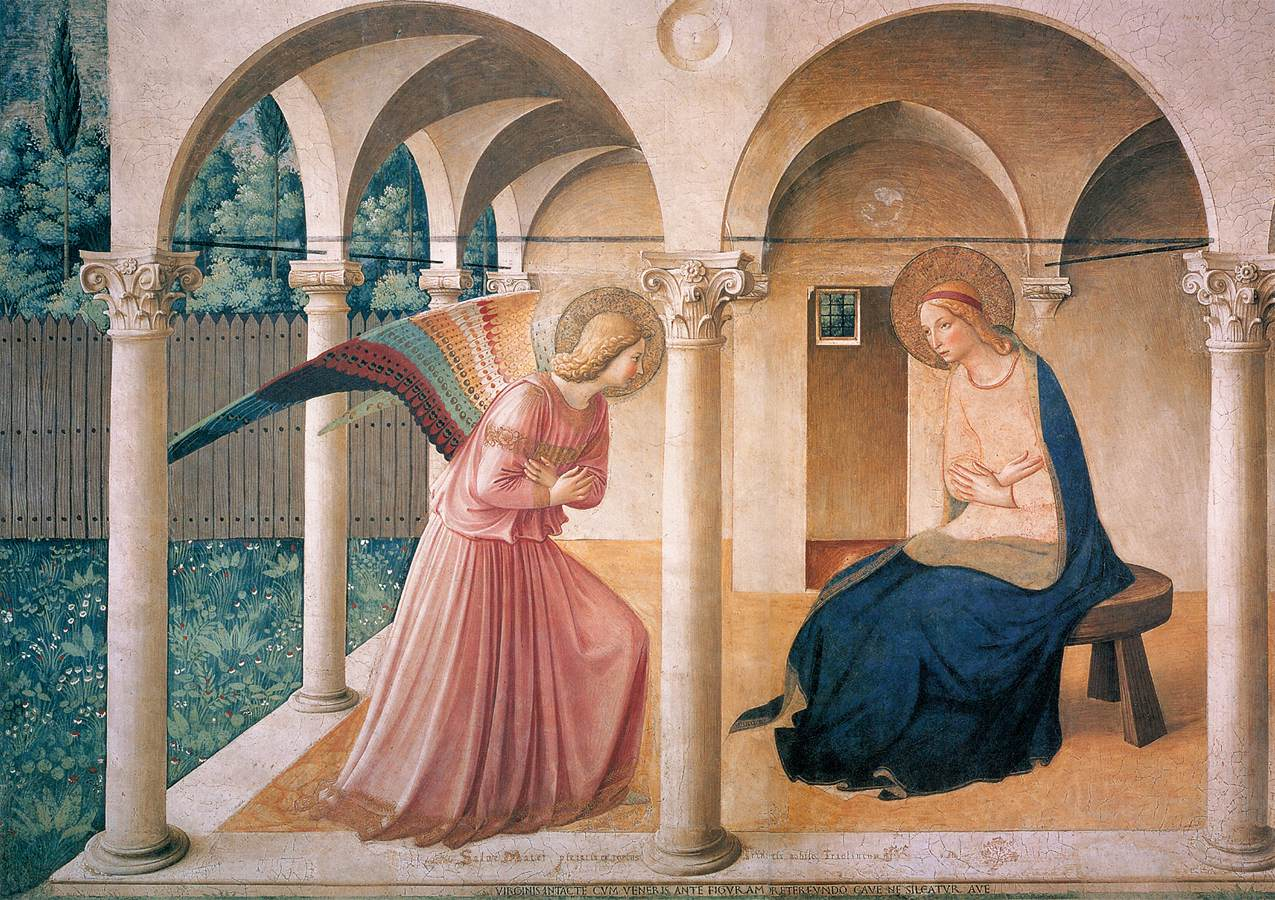
Annonciation, vers 1450, couvent San Marco, couloir Nord.
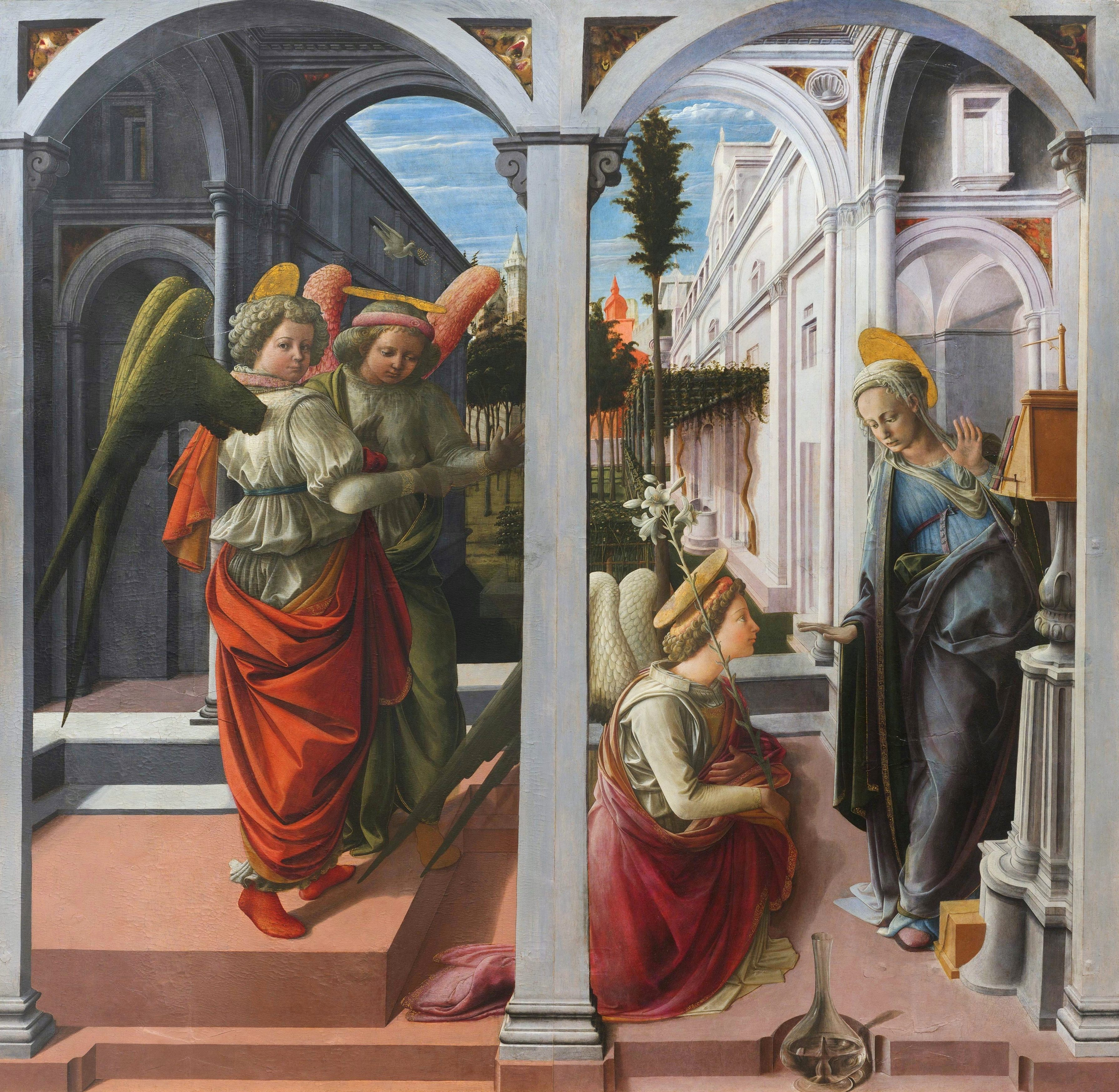
Fra Filippo Lippi, Annonciation Martelli, vers 1440, Florence.

#### La Haute Renaissance
Le thème est particulièrement développé à la Renaissance. Christiane Rancé rapporte plusieurs hypothèses pour expliquer le succès de ce thème : la promesse du bonheur sur Terre grâce à l'humanisme ; Marie comme symbole d'une nouvelle féminité ; la découverte de l'Amérique comme avènement d'un monde nouveau. L'Annonciation représenterait ainsi le basculement du monde ancien vers le monde nouveau.
Léonard de Vinci, dès une Annonciation de jeunesse peinte dans les années 1470, montre une certaine désinvolture à l'égard des règles de la perspective, au niveau du muret et surtout du bras droit de Marie, placé dans une position peu naturelle.
Entre 1495 et 1515, le motif de l'Annonciation hérité du Quattrocento florentin se transforme complètement. La perspective linéaire, en particulier dans le dispositif à percée centrale, joue désormais un rôle secondaire dans les œuvres les plus importantes, même si des œuvres plus secondaires continuent à la mettre en pratique. Le cadre architectural n'enserre plus les personnages ; chez Andrea del Sarto, le cadre architectural est placé derrière Marie et non autour d'elle, tandis que le lieu de Gabriel est marqué par un arrière-plan lointain. Les premiers peintres maniéristes, quant à eux, ne chercheront plus guère à construire un espace pictural de manière régulière : Domenico Beccafumi joue sur le clair-obscur plus que sur la perspective géométrique.

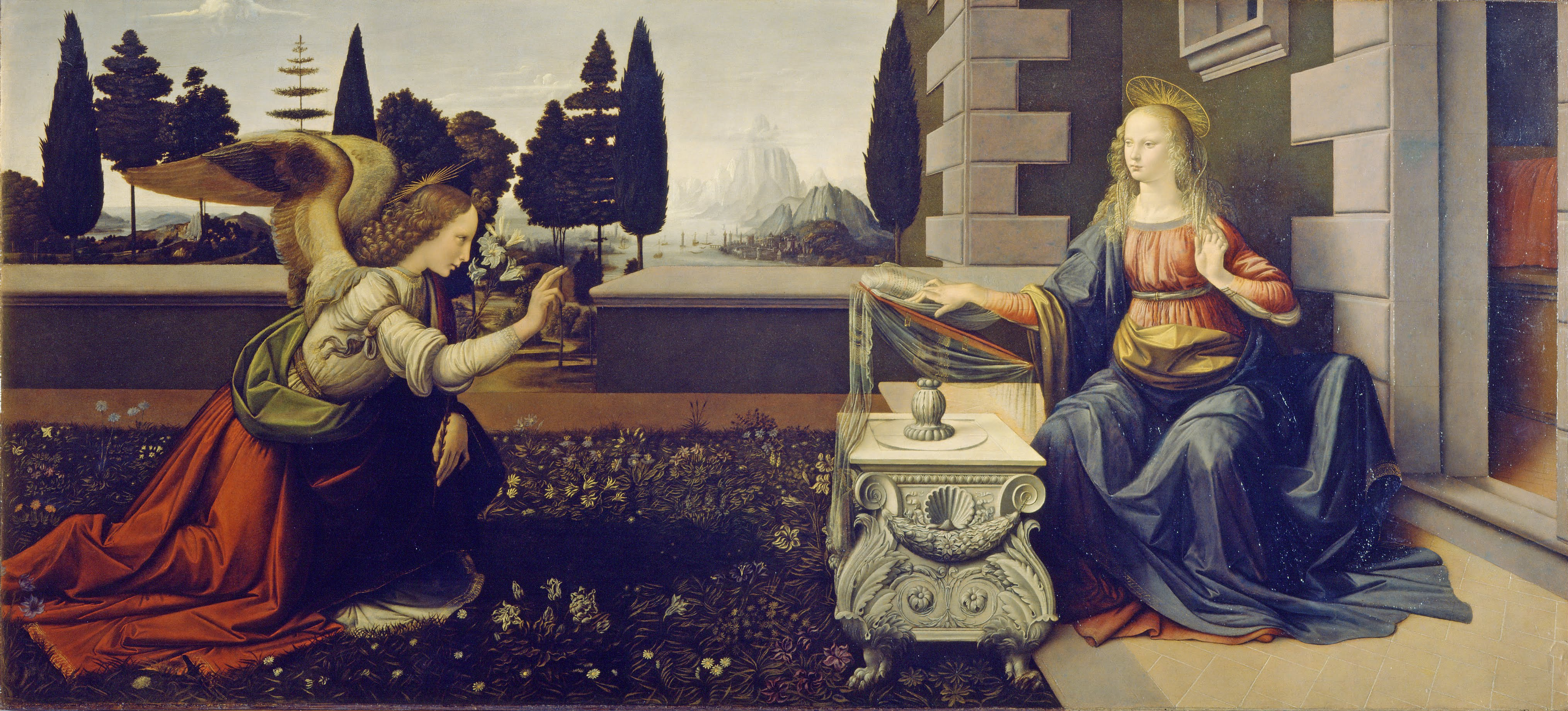
Léonard de Vinci, Annonciation, 1470-1478, Florence.
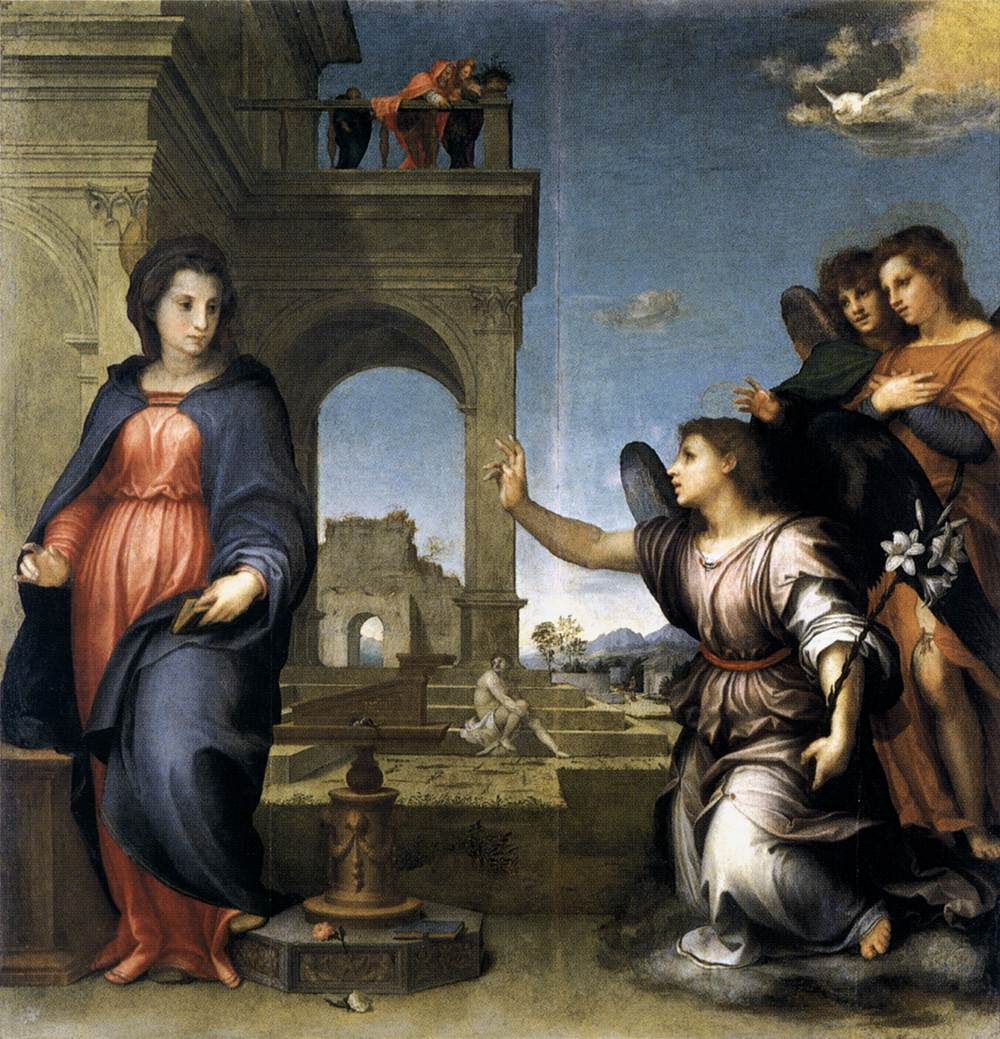
Andrea del Sarto, Annonciation, Florence.
Domenico Beccafumi, Annonciation, 1546, Sarteano.

#### L'Annonciation vénitienne
Venise, selon la légende, a été fondée le jour même de la fête de l'Annonciation, le 25 mars 421. Le thème est représenté dans la peinture vénitienne comme dans celle des autres cités italiennes, avec lesquelles les échanges artistiques sont nombreux. Jacopo Bellini introduit la représentation toscane, d'abord sous la forme d'une perspective centrée, la Vierge et l'ange séparés par une colonne, puis dans des compositions asymétriques offrant des vues sur la ville ou sur l'extérieur. Ce schéma sera repris par les peintres ultérieurs.

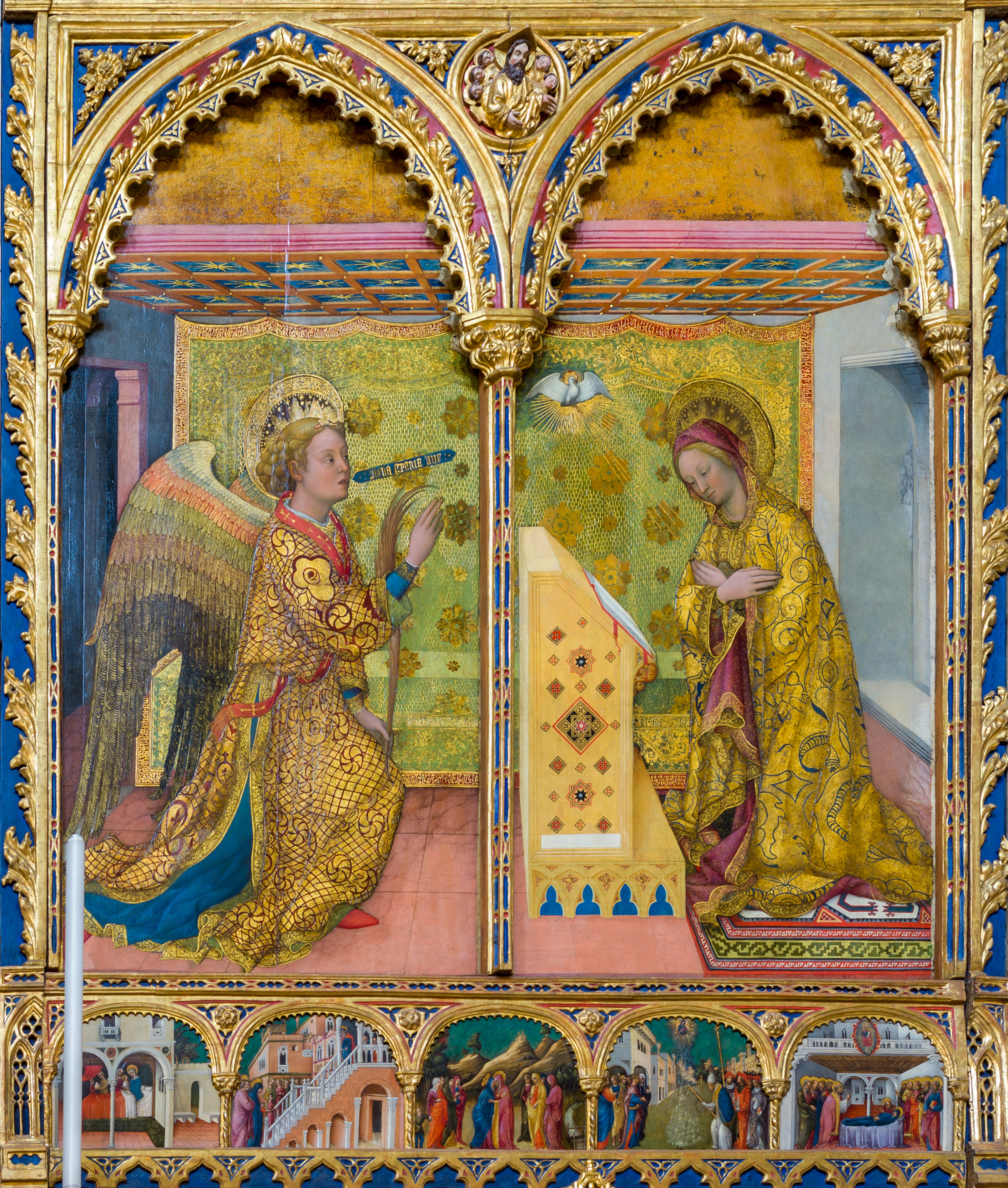
Jacopo Bellini, Annonciation, 1430-1435, Église Sant'Allessandro, Brescia.
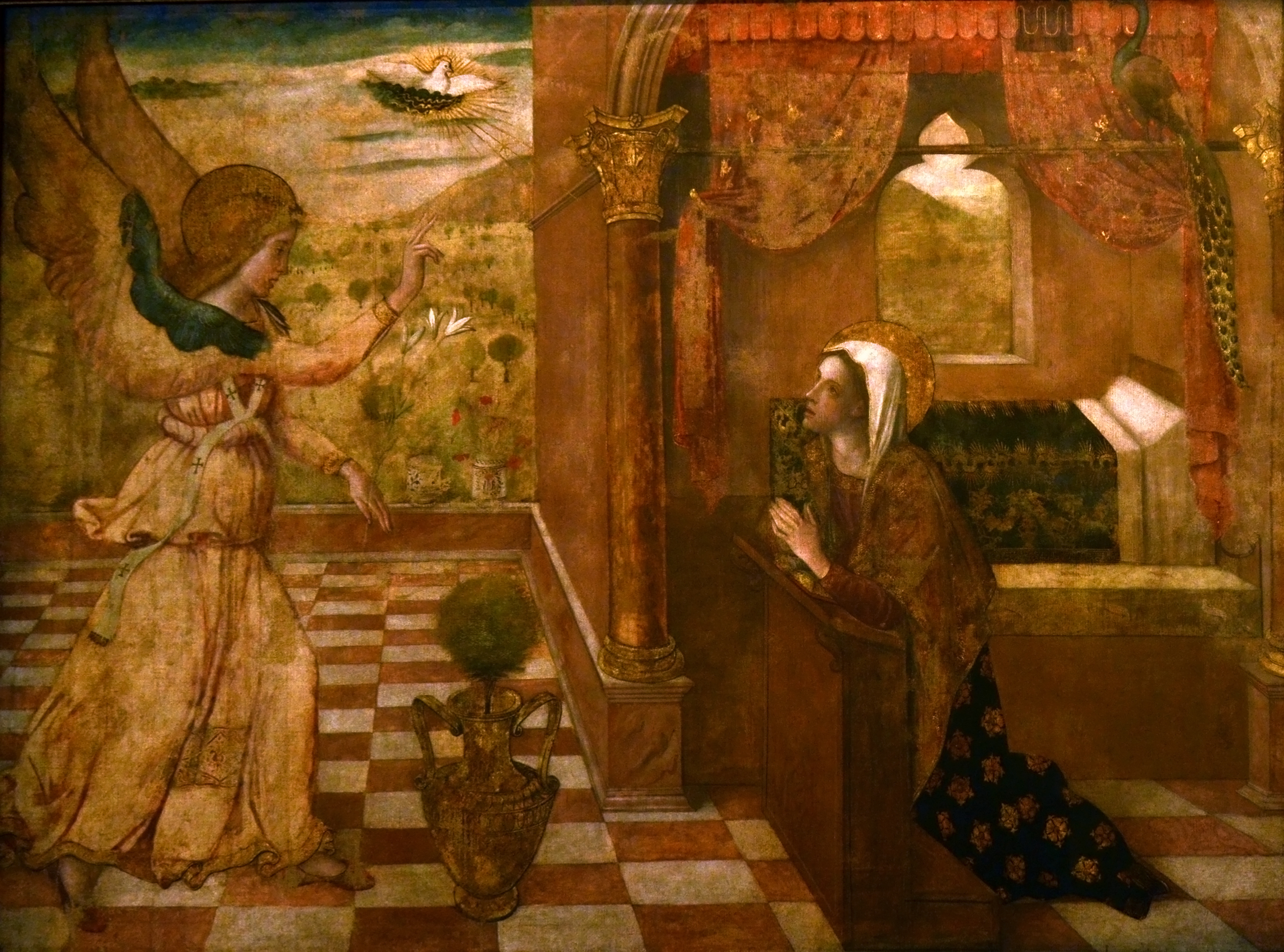
Jacopo Bellini (et atelier), Annonciation, avant 1465, Turin.
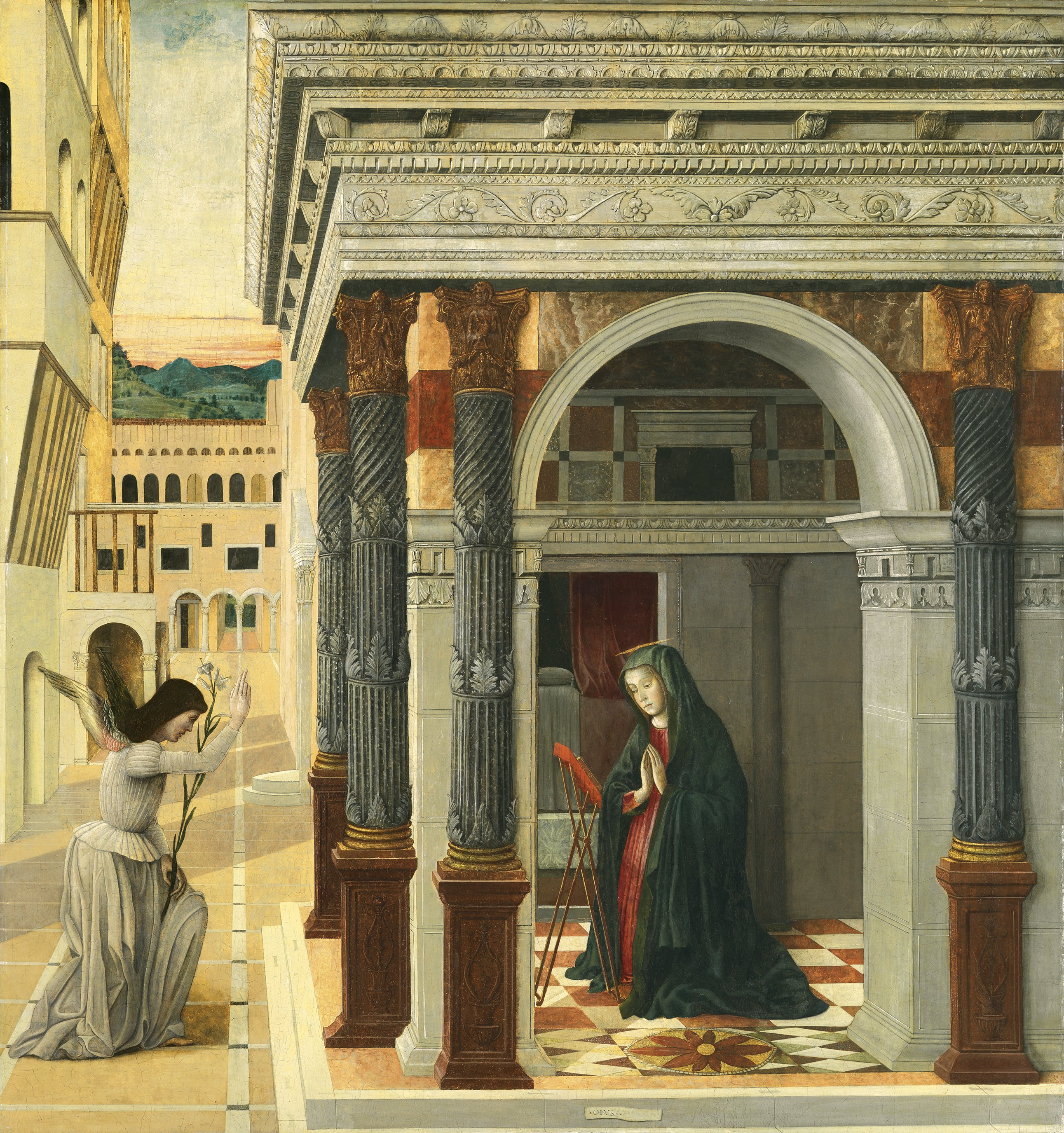
Gentile Bellini, Annonciation, vers 1465, Madrid.
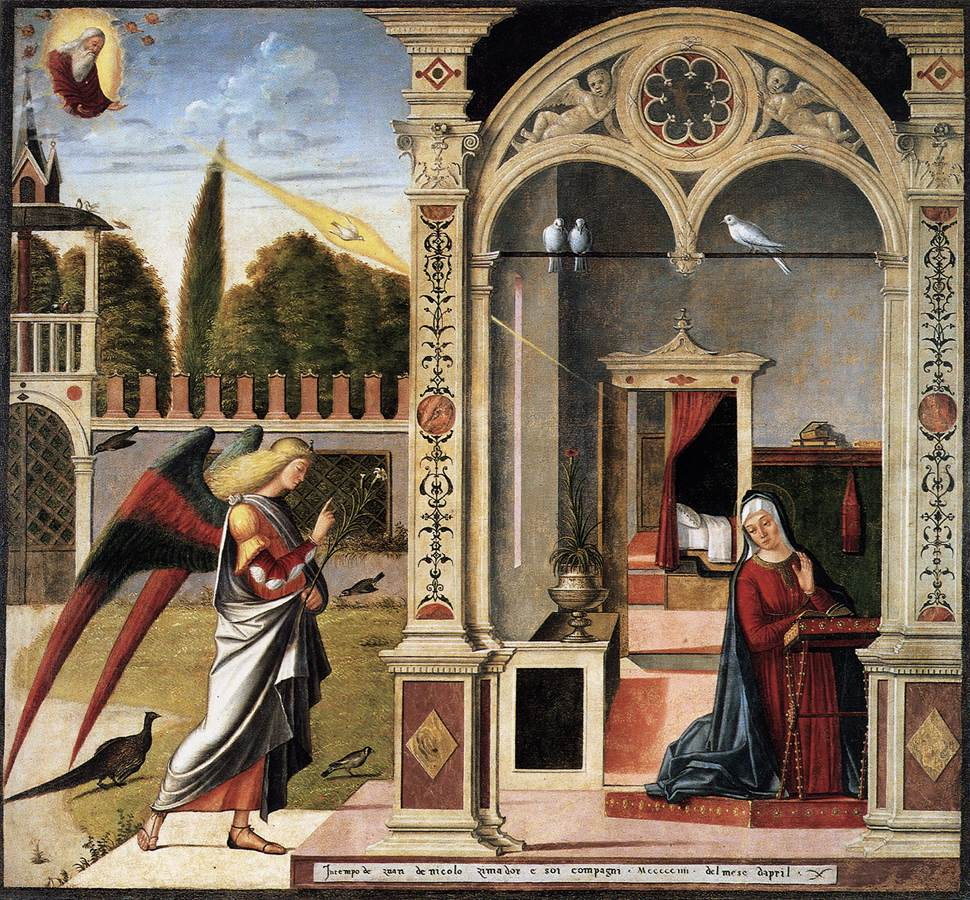
Carpaccio, Annonciation, 1504, Venise.

Chez Titien, la perspective permet dans ses premières œuvres de poser le cadre de la scène, en contraste à l'irruption de l'ange et de la lumière divine. Par la suite, le lieu architectural disparaît sous la lumière et les nuages faisant descendre les anges du ciel, manifestant la puissance divine. Cette évolution touche l'ensemble de la représentation de l'Annonciation à Venise.

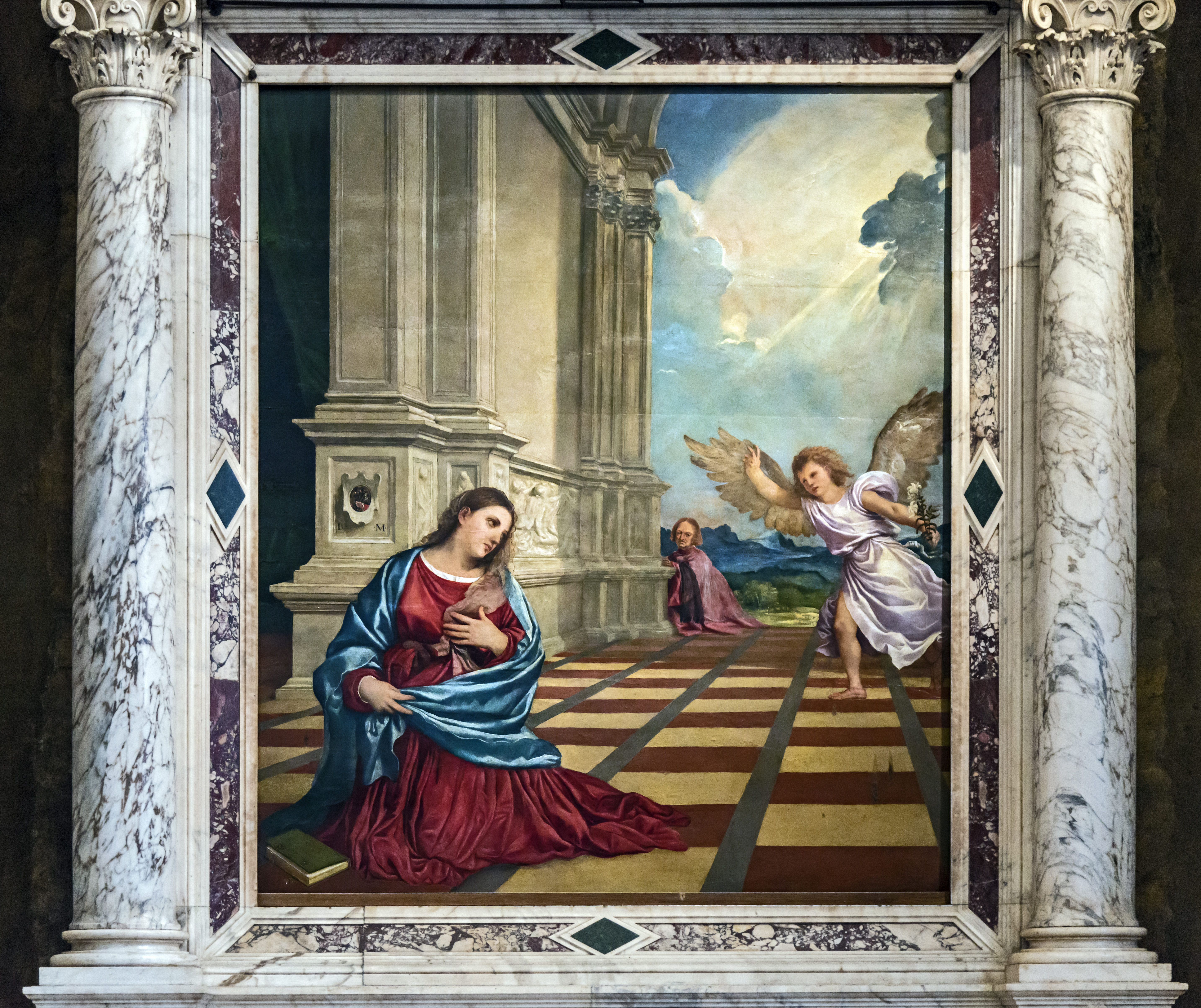
Titien, Annonciation, 1519, Trévise.
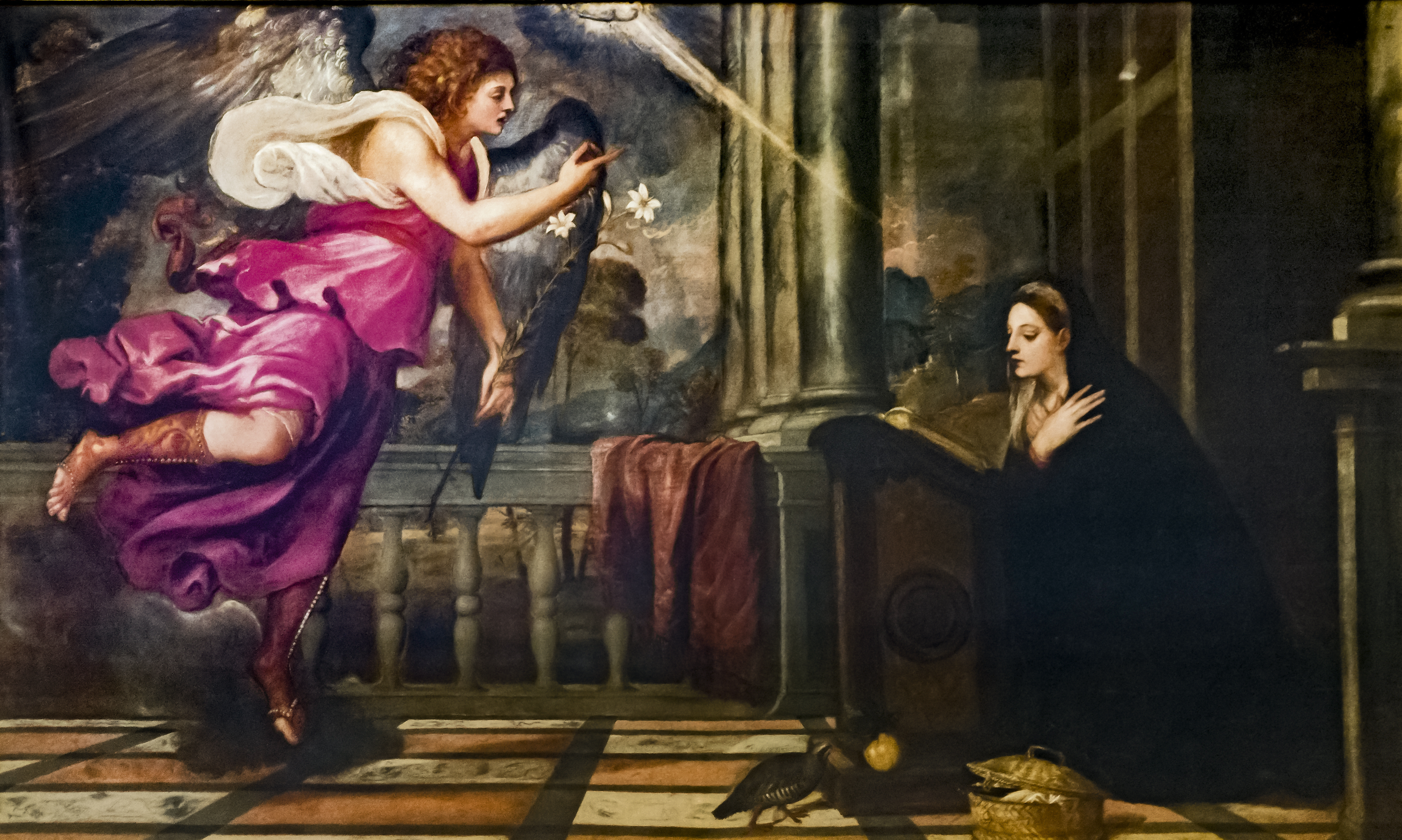
Titien, Annonciation, vers 1530, Venise.
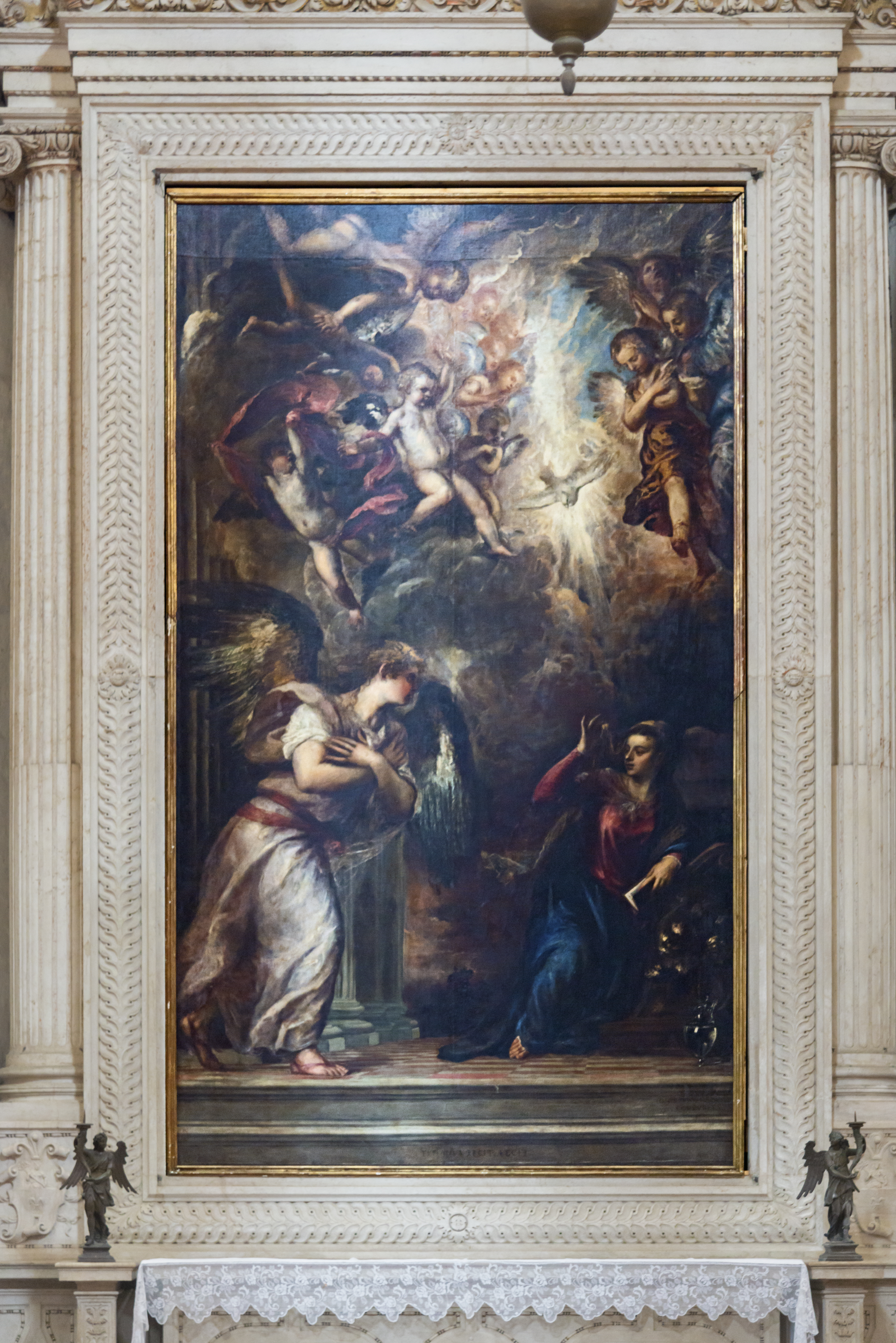
Titien, Annonciation, 1567, Venise.

L'école vénitienne se distingue toutefois, dans les années 1550 à 1580, dans certaines Annonciations de Paris Bordone, Véronèse et le Tintoret, par un retour au dispositif à percée centrale que l'on a attribué à une influence de dispositifs architecturaux théâtraux  connus à Venise, tels que ceux de Sebastiano Serlio et de Palladio. Ces artistes reviennent ensuite à un dispositif asymétrique. Parmi ces peintres, Véronèse est, avec son atelier, un grand producteur d'Annonciations. Sa pratique de la perspective n'est pas forcément rigoureuse et cherche surtout à produire un effet de théâtralité. Plus que le pavage régulier, dont les lignes de fuite sont vite interrompues, c'est d'ailleurs la juxtaposition abrupte des plans avec un point de vue rabaissé qui crée un sentiment de profondeur, conduisant le regard vers un ciel situé tout au fond de la représentation et non au-dessus, tandis que lequel l'ange fait soudainement irruption dans le décor. 

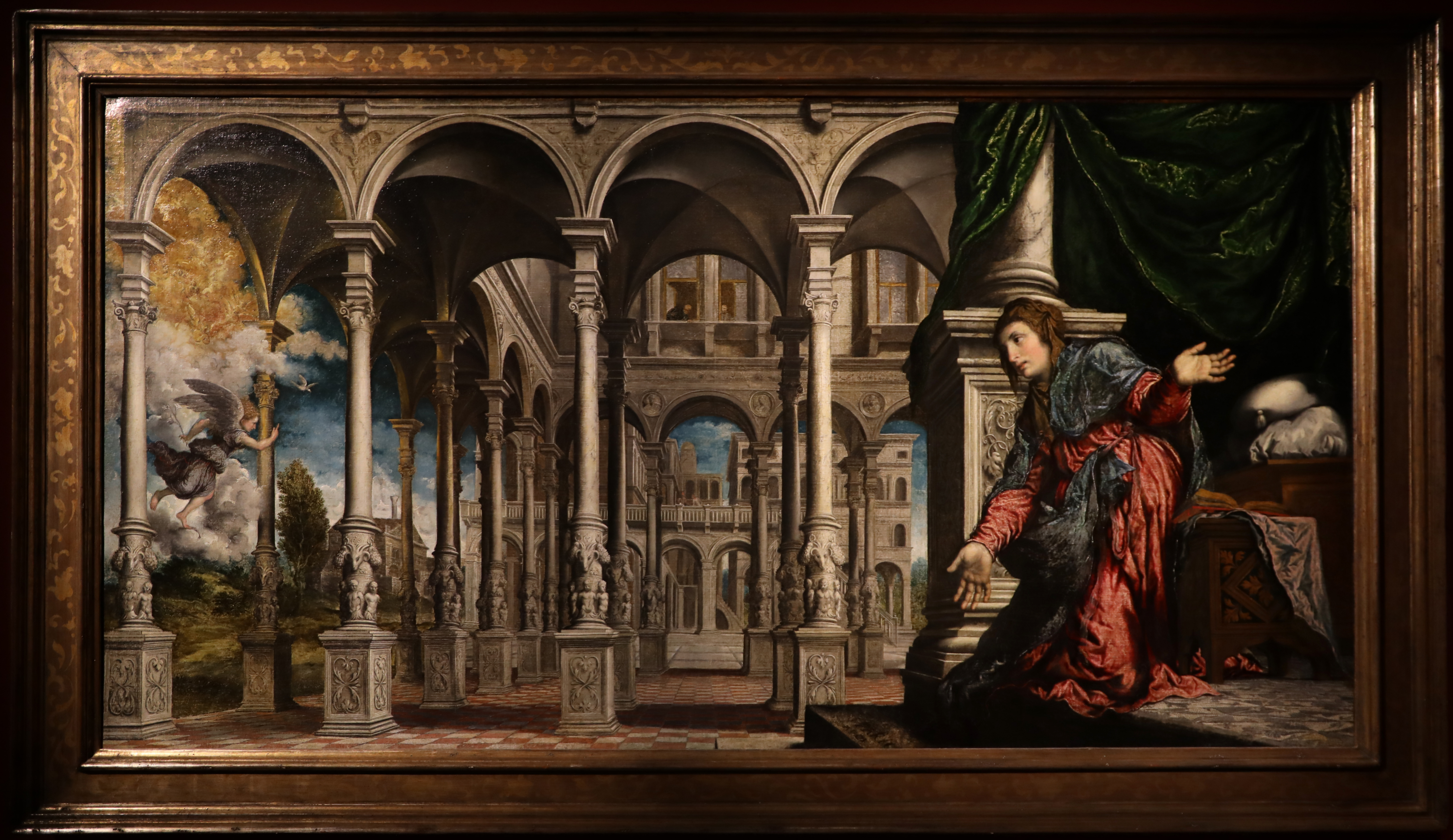
Paris Bordone, Annonciation, vers 1550, Caen.
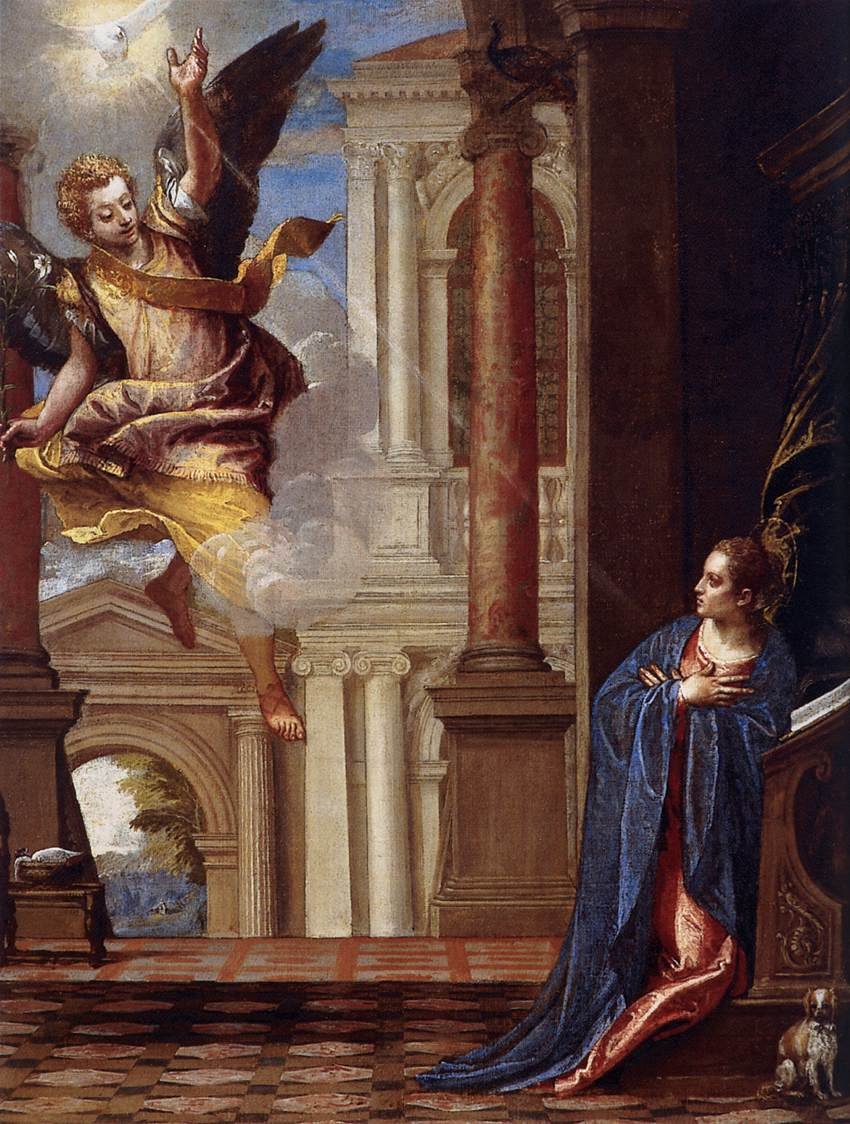
Véronèse, Annonciation, vers 1570, Musée Thyssen-Bornemisza.
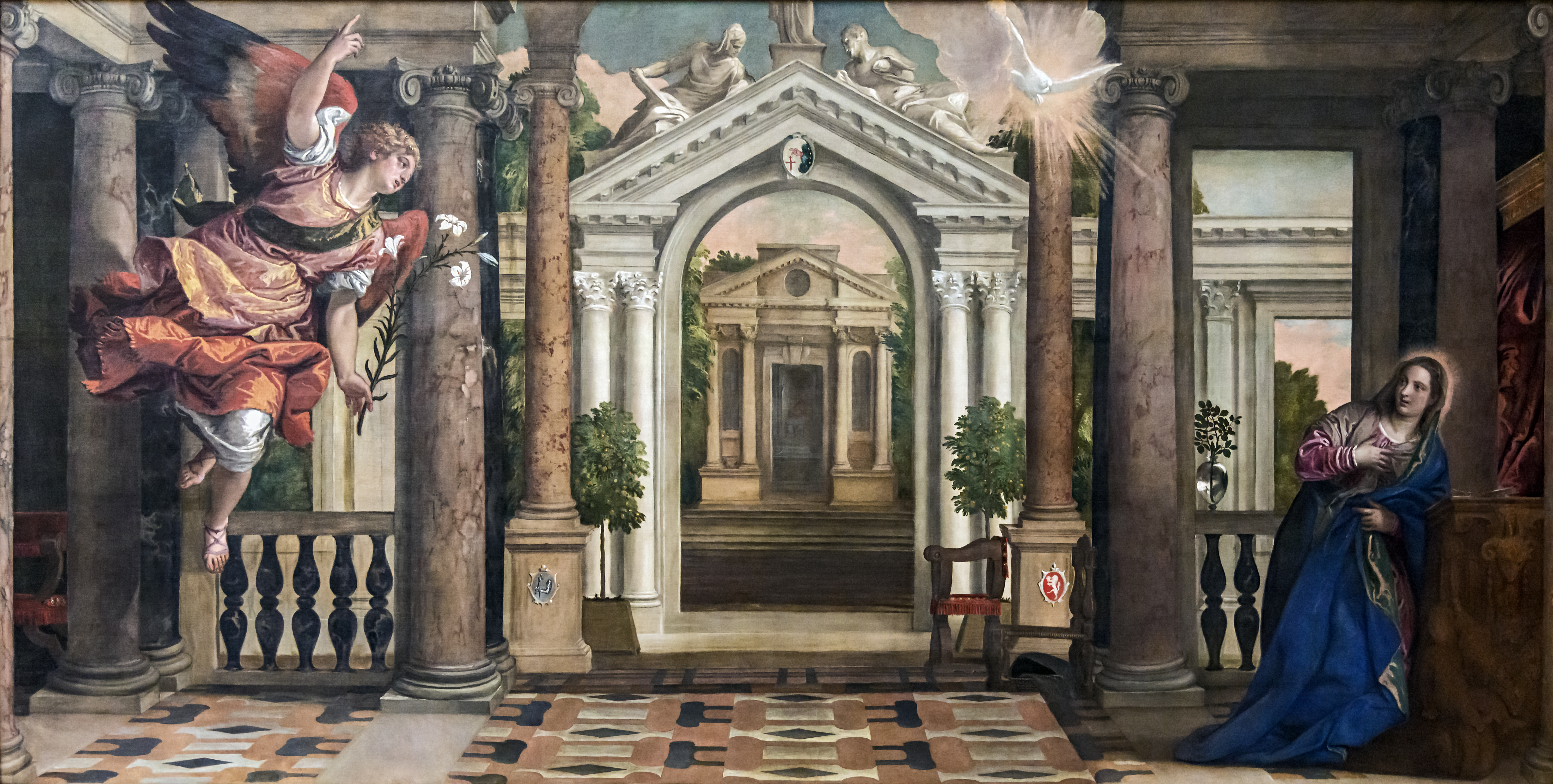
Véronèse, L'Annonciation, 1578, Venise.

### Époque maniériste et baroque

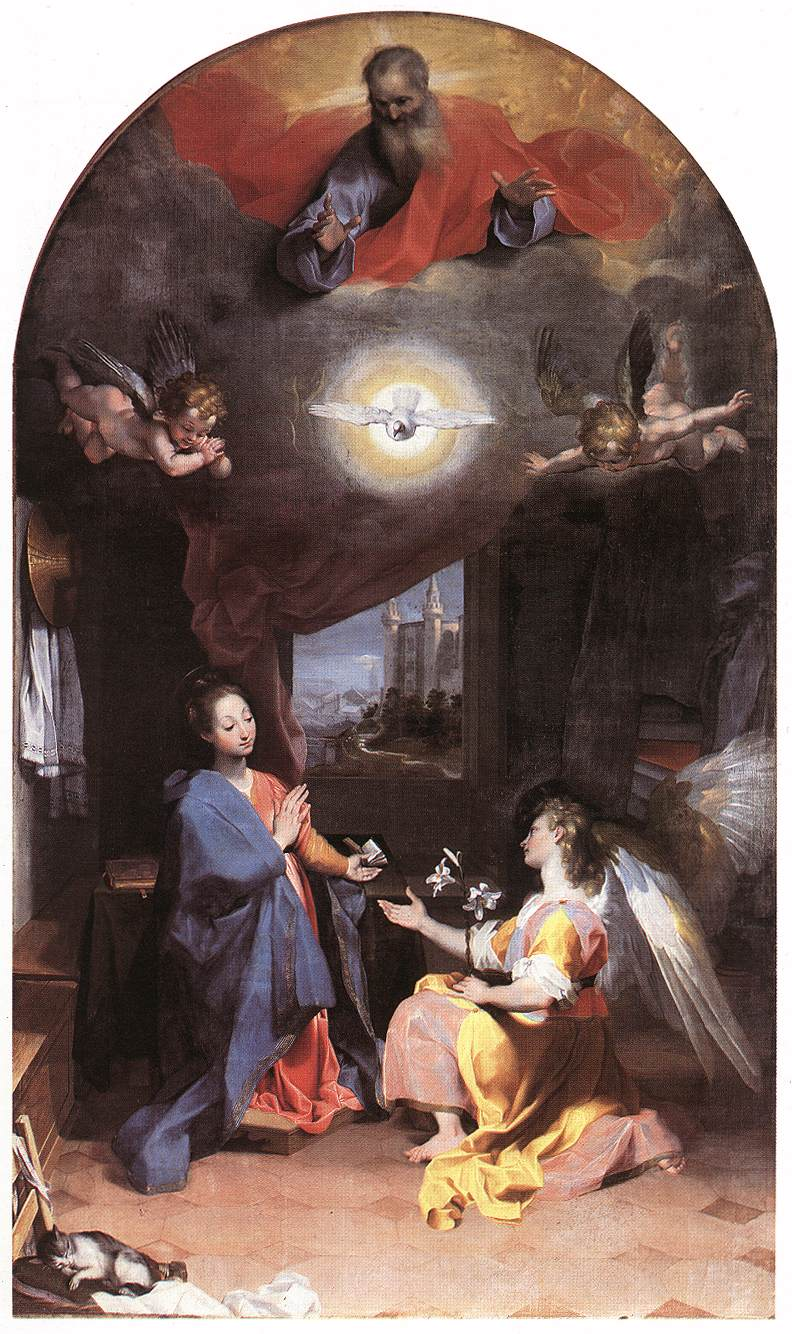
Federico Barocci, chapelle de la basilique Sainte-Marie-des-Anges d'Assise, 1592. Les attributs classiques (livre, lis) sont présents. Le chat dormant augmente l'impression d'intimité de la scène.
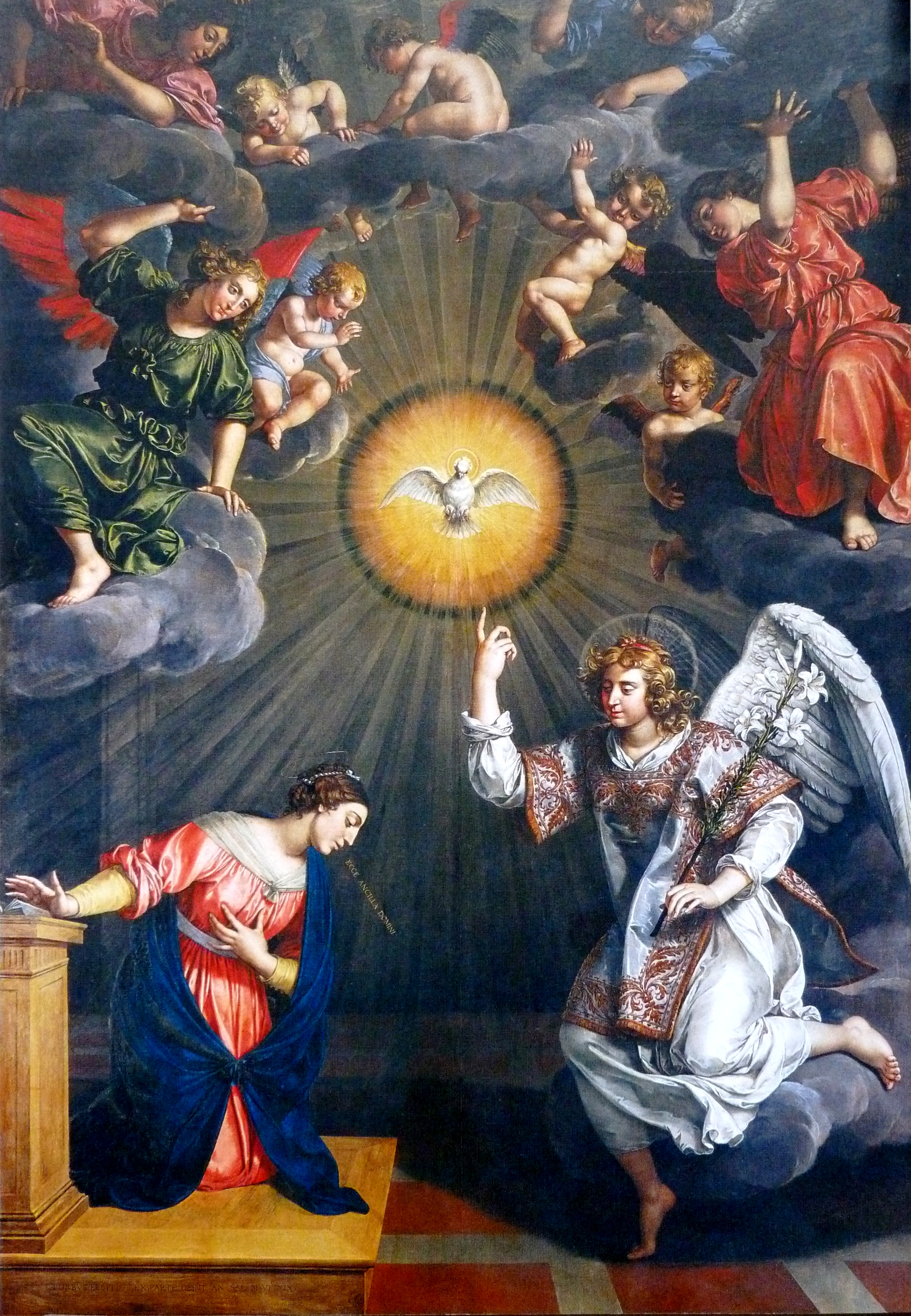
Frans Pourbus le Jeune, musée des beaux-arts de Nancy, 1619. L'ange annonciateur est habillé en tenue d'évêque.
Le Caravage, musée des beaux-arts de Nancy. Le doigt de l'ange indiquant le lit défait pourrait être une remise en cause du dogme de la virginité de Marie,.

Après l'essor du protestantisme, qui s'oppose aux images tout autant qu'au culte de la Vierge, le thème de l'Annonciation disparaît de l'Allemagne à l'Angleterre, des Pays-Bas à la Scandinavie.
En réaction, le concile de Trente légitime la vénération des images dans la mesure où c’est le modèle représenté, et non l'image elle-même, qui est adoré. Le décret souligne toutefois que seules les images conformes à la doctrine doivent être acceptées et que les abus anciens devront être abolis, sous le contrôle des évêques. En particulier, les épisodes secondaires ou inutiles et les légendes issues des textes apocryphes sont abandonnés. Dès lors, la Contre-Réforme orne ses églises et retrouve la ferveur du Moyen Âge pour la Mère de Dieu.
L'Annonciation abandonne alors le caractère intime, parfois même trivial, dont elle était empreinte dans la tradition des siècles précédents. Elle doit retrouver un caractère de noblesse et de majesté. Désormais le ciel envahit la cellule où prie la Vierge, des vapeurs masquent le décor. Conformément aux descriptions de la scène données dans les livres de dévotion, Gabriel est souvent accompagné d'autres anges, le ciel entier venant assister au mystère de l'Incarnation. La représentation de l'ange transporté par un nuage est consacrée par le Corrège vers 1525 dans l'Annonciation de la pinacothèque de Parme avant d'être reprise par Carrache. À la fin du XVIe siècle les anges et les vapeurs se multiplient dans le ciel chez les artistes, tels le Dominiquin ou Guido Reni. Par-delà les variations, l'entrée de Gabriel porté par un nuage, un lys à la main, caractérise cette nouvelle tradition de représentation. L'importance donnée à la lumière s'inscrit aussi dans une évolution préparée, dès la fin du XIVe siècle, par les innovations artistiques de Léonard de Vinci concernant le clair-obscur, voire l'exaltation philosophique de la lumière dans le milieu néo-platonicien.
Cette représentation venue de Rome, qui fixe les grands thèmes iconographiques au XVIIe siècle, se répand dans toute l'Europe catholique, depuis les œuvres des grands maîtres jusqu'aux tableaux anonymes accrochés dans les églises. Le motif de l'ange reposant sur un nuage, qui masque en même temps le décor terrestre, est ainsi adopté en Espagne par Zurbarán, en France par Jean Jouvenet.
La même évolution concerne d'autres thèmes iconographiques : la Nativité ne montre plus que la Sainte Famille, mais une scène animée, fortement contrastée, aux nombreux témoins venus du ciel ou de la terre.

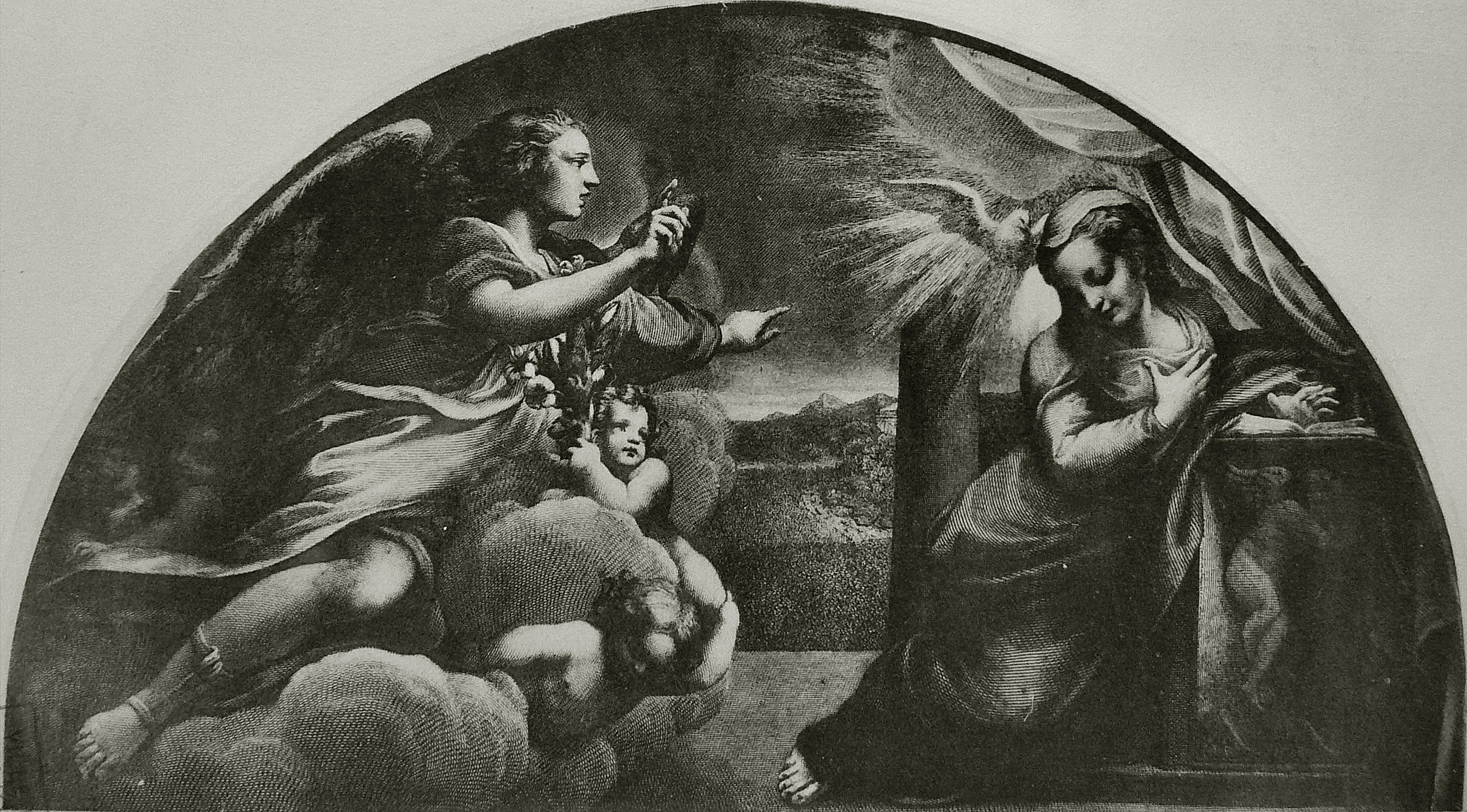
Le Corrège, L'Annonciation (gravure de Paolo Toschi[n 19]), vers 1525, Parme.
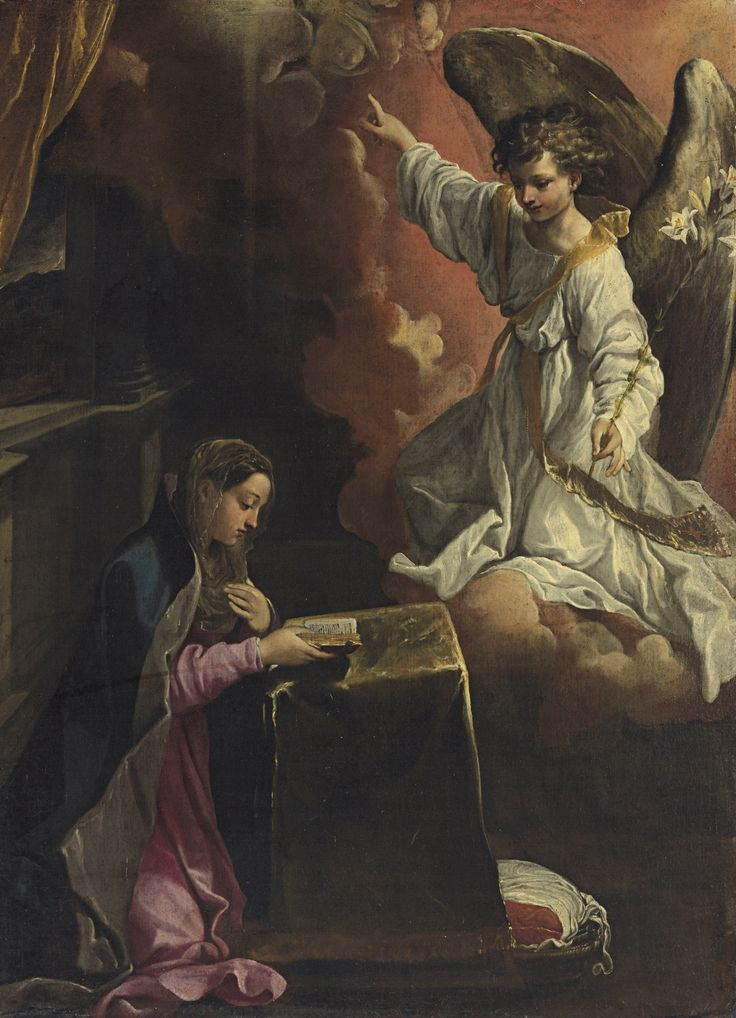
Carracci, L'Annonciation, vers 1590, collection privée.
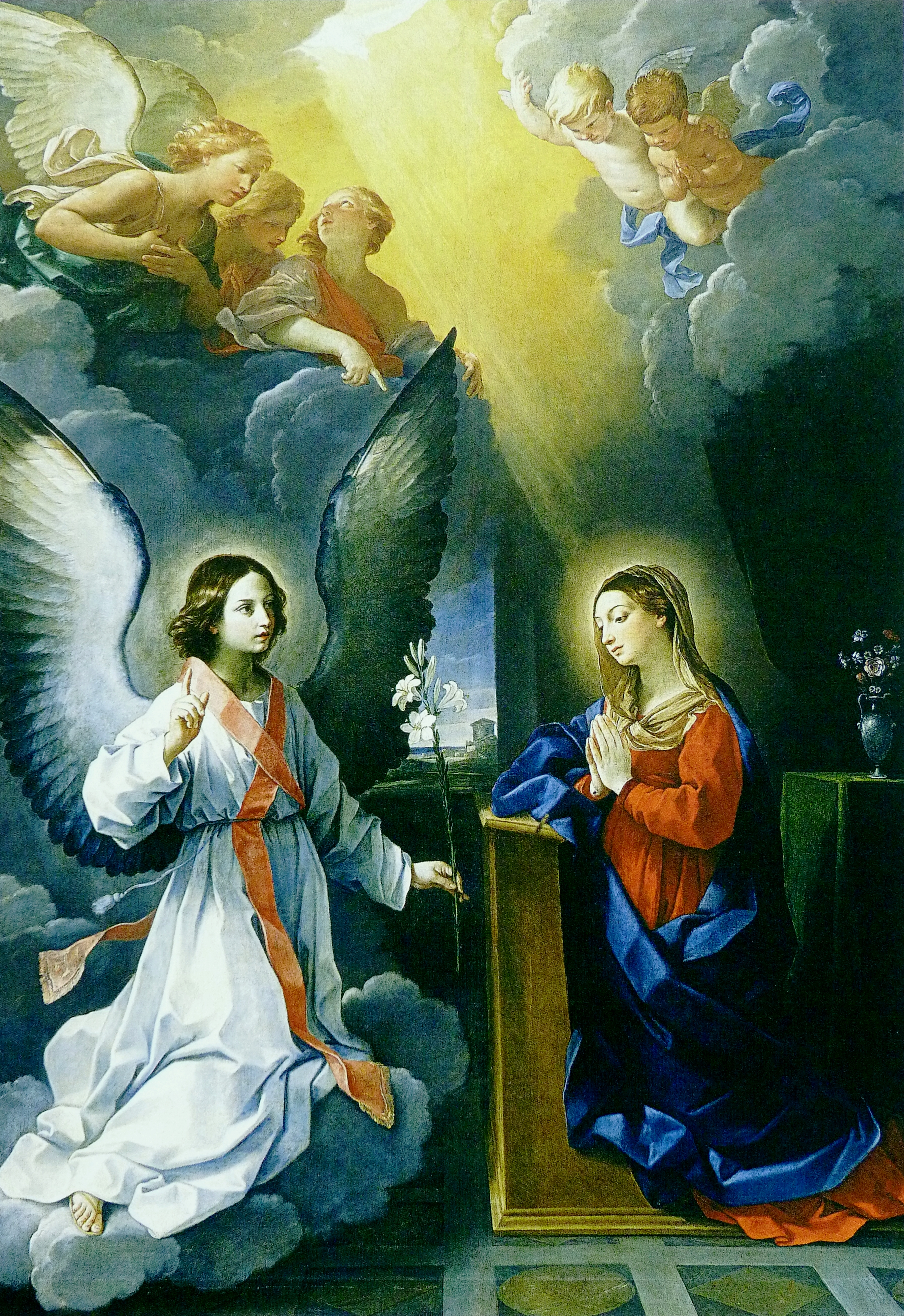
Guido Reni, L'Annonciation, 1629, Paris[78].
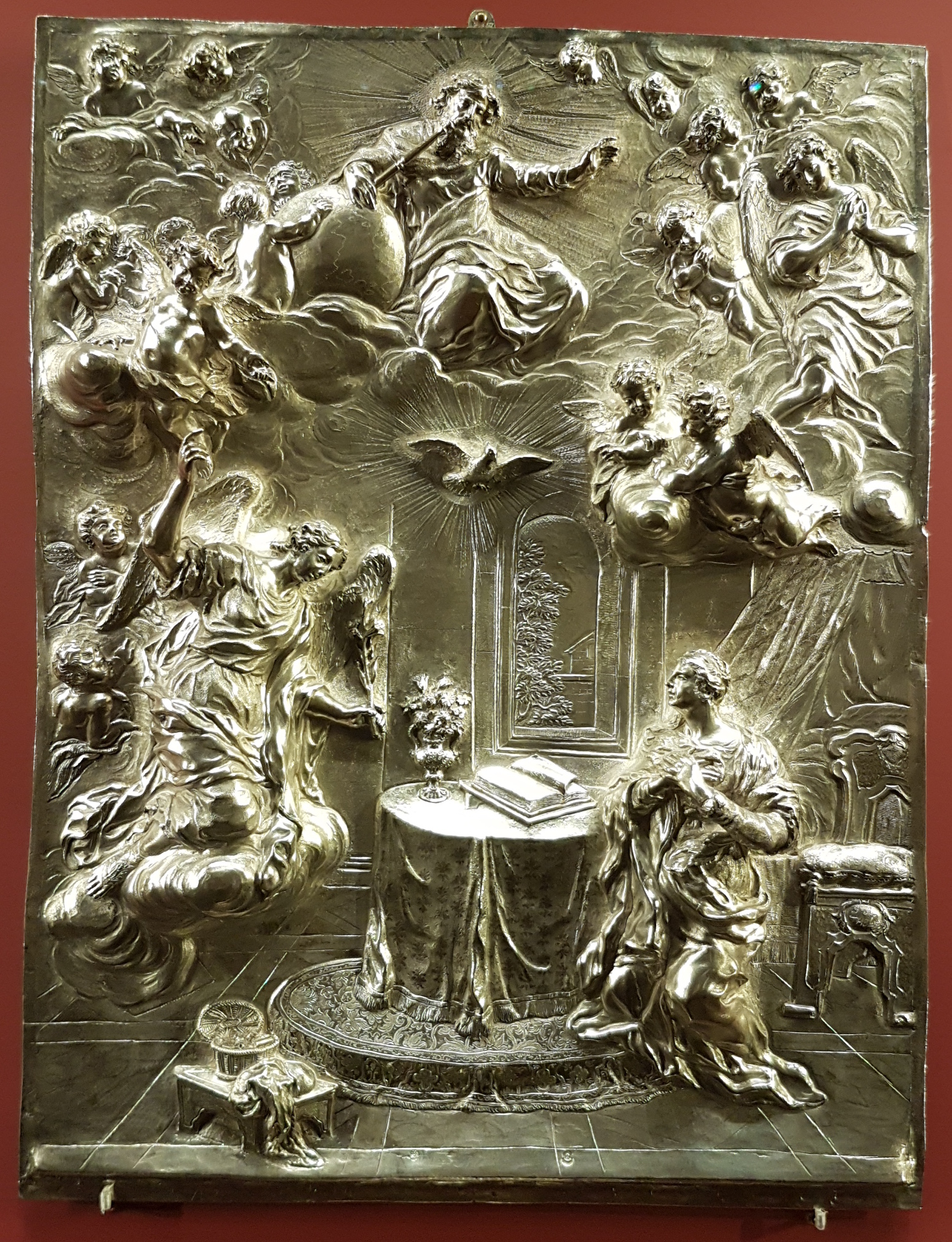
J.-A. Thelott, bas-relief en argent, Ausbourg, 1690[n 20].

Le Greco réalise de nombreuses variations sur le thème de l'Annonciation. L'ange arrive généralement de la droite, sur un nuage, le ciel remplaçant la chambre de Marie dans une mise en scène dynamique. Dans une version de 1576 peinte en Italie et conservée au musée Thyssen-Bornemisza, il est encore influencé par les couleurs de Titien et les drapés du Tintoret ; il place les personnages sur un cadre architectural simple. Dans une autre Annonciation peinte vers 1600 en Espagne et conservée dans le même musée, il supprime toute référence à l'espace réel, exaltant les valeurs spirituelles et le sentiment religieux au moyen de figures allongées et flottant dans les airs, surplombées par un groupe d'anges musiciens.

Le Greco
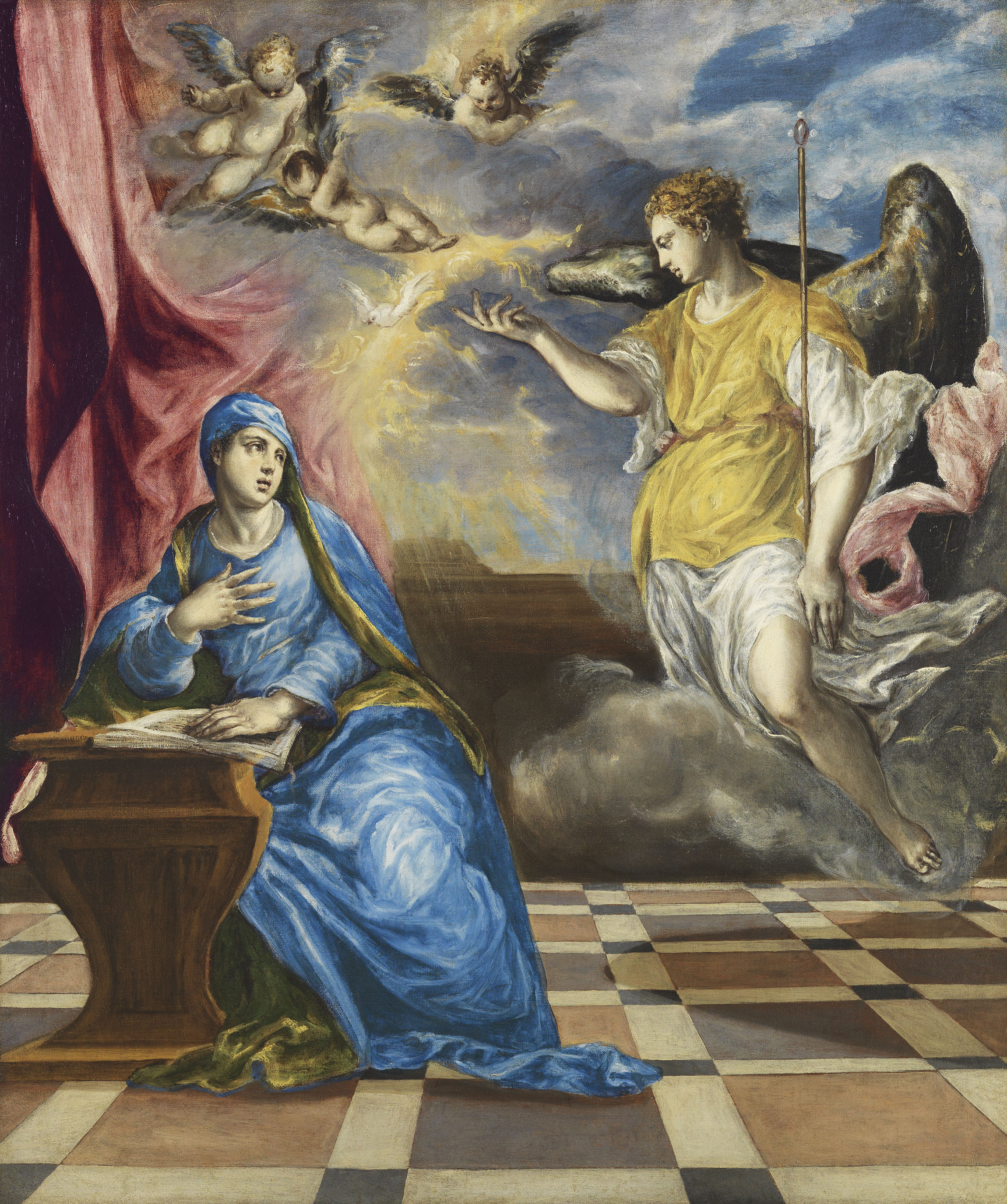
Vers 1576, Madrid.
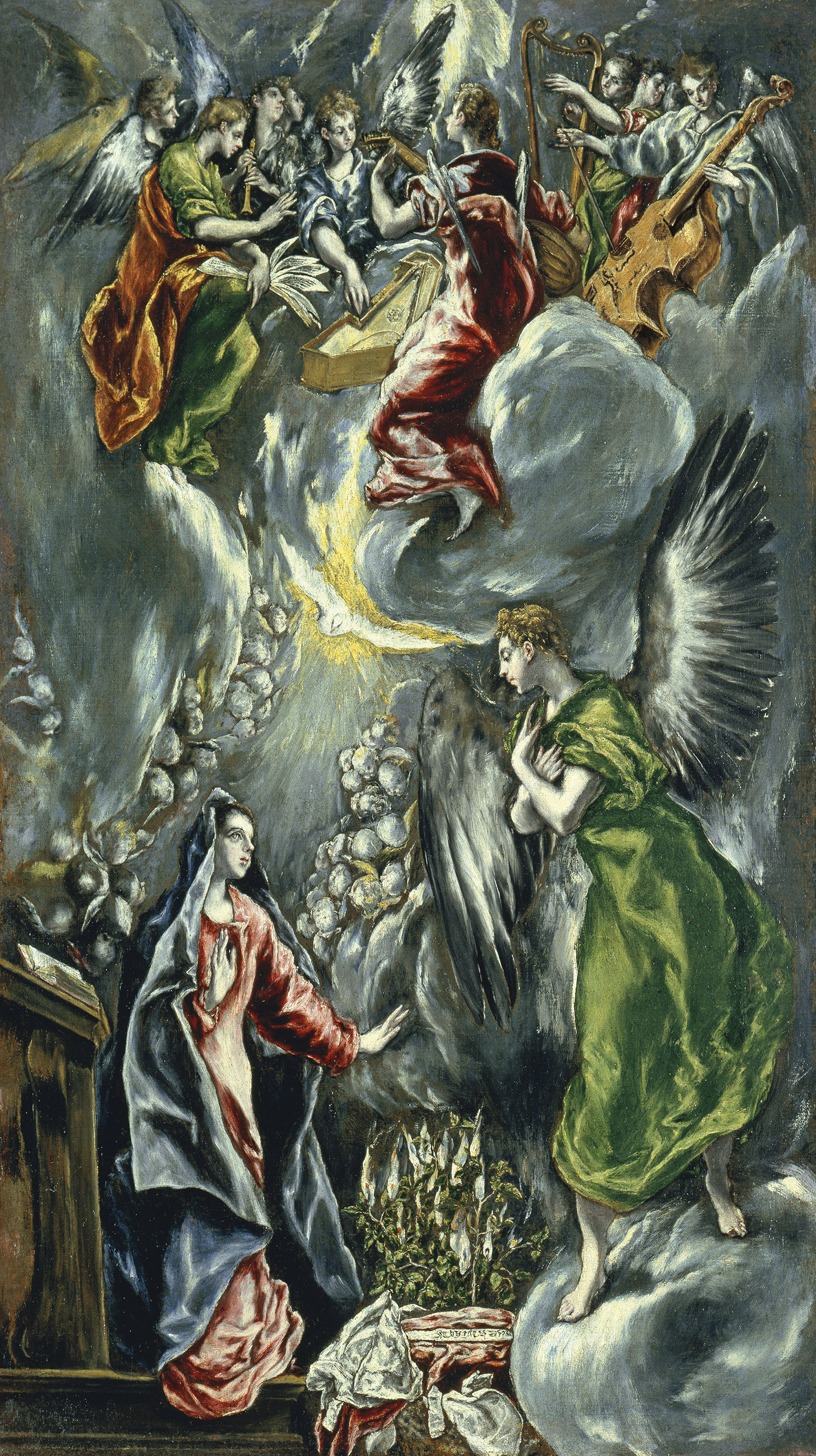
Vers 1600, Madrid.
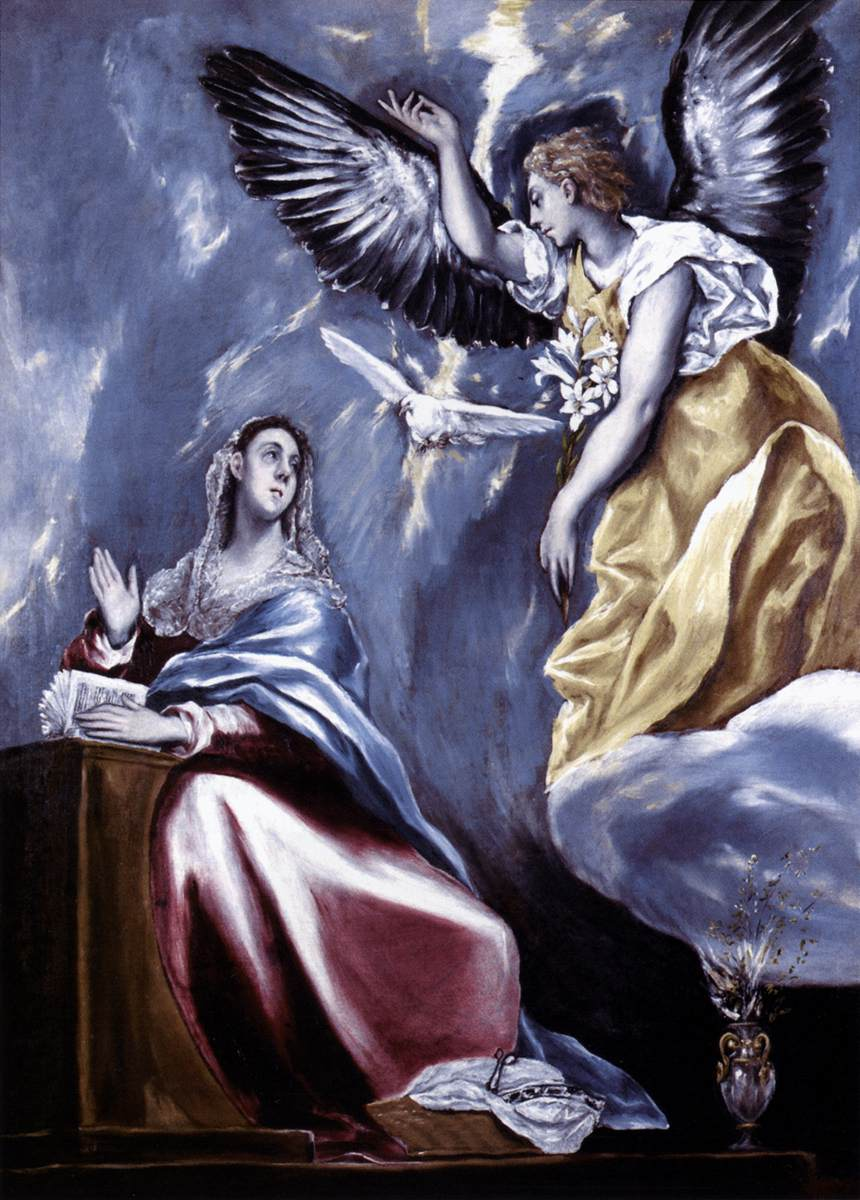
1595-1600, Budapest.
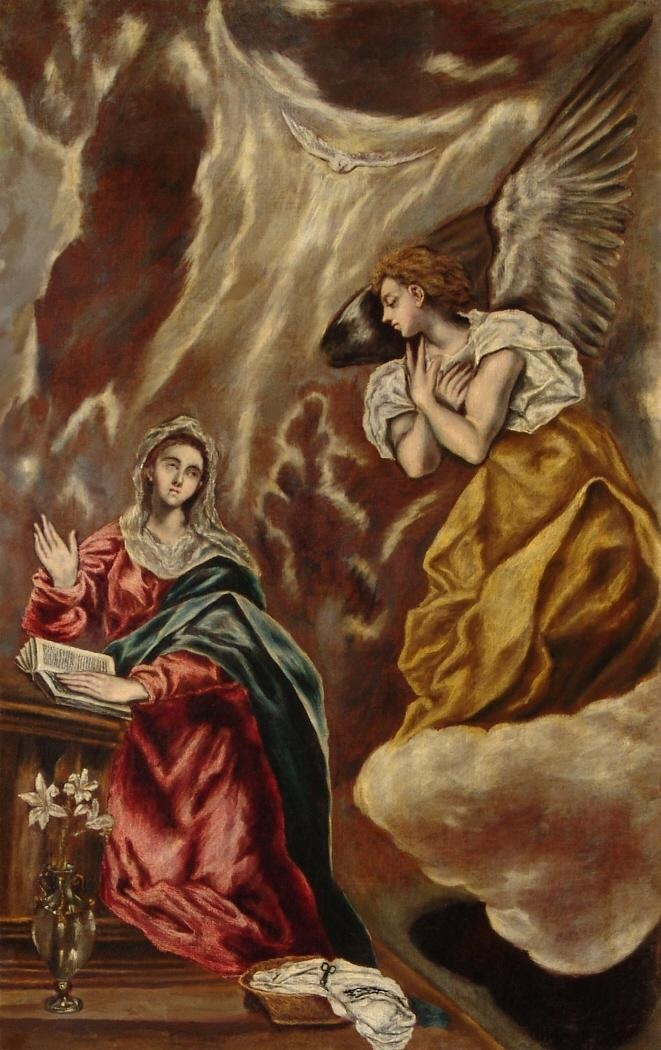
1600-1605, Tolède.

- Federico Barocci, chapelle de la basilique Sainte-Marie-des-Anges d'Assise, 1592. Les attributs classiques (livre, lis) sont présents. Le chat dormant augmente l'impression d'intimité de la scène[80].
- Frans Pourbus le Jeune, musée des beaux-arts de Nancy, 1619. L'ange annonciateur est habillé en tenue d'évêque[80].
- Le Caravage, musée des beaux-arts de Nancy. Le doigt de l'ange indiquant le lit défait pourrait être une remise en cause du dogme de la virginité de Marie[80],[81].

### DuXIXeauXXIesiècle

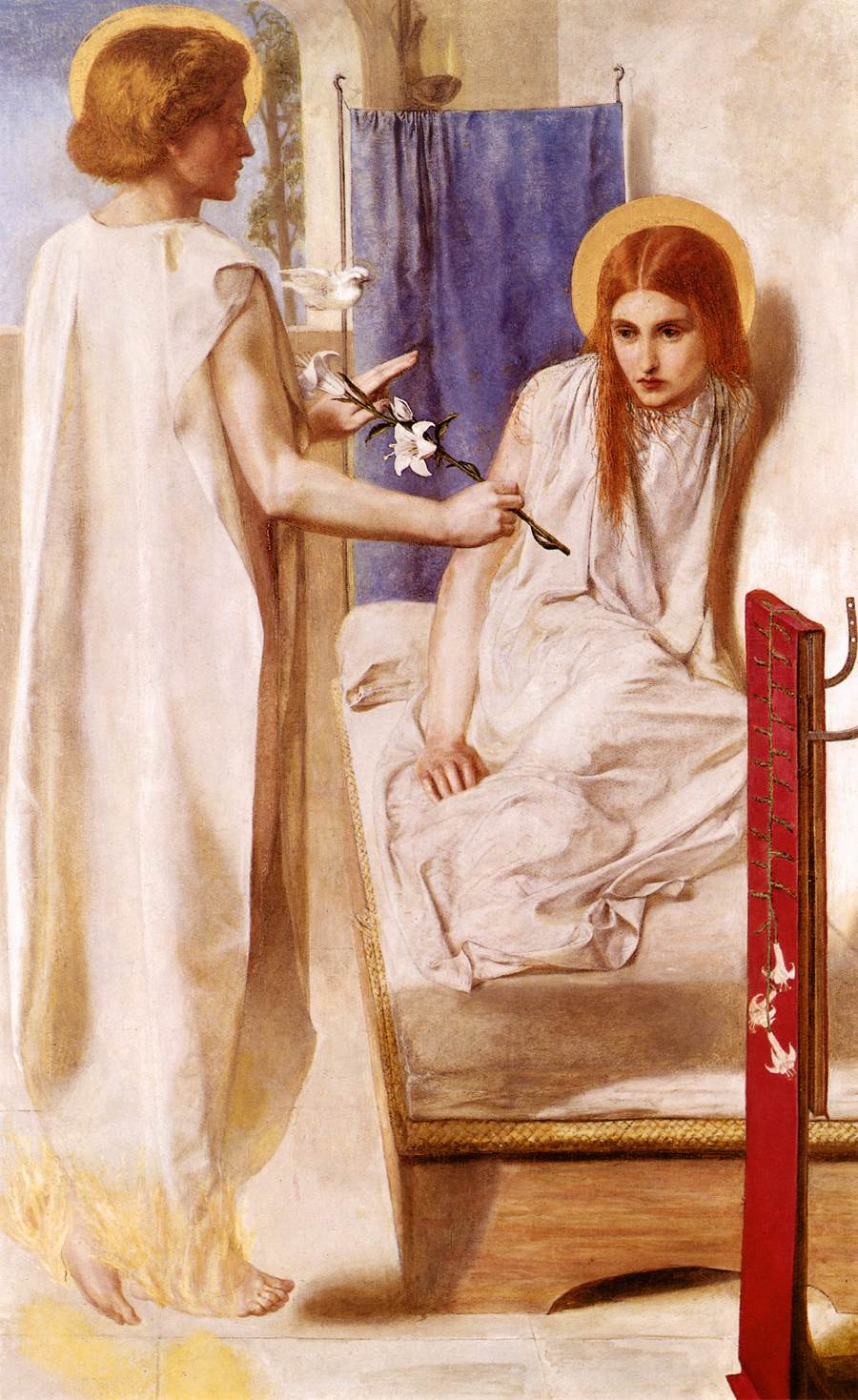
Rossetti, Ecce Ancilla Domini, 1850, Londres.

À partir de l'époque baroque, les représentations de l'Annonciation deviennent moins fréquentes. Certains artistes continuent tout de même à représenter ce thème en renouvelant son approche.
Le préraphaélite Dante Gabriel Rossetti se rapproche ainsi au milieu du XIXe siècle du mysticisme de la fin du Moyen Âge en montrant, dans l'un de ses tableaux les plus célèbres, la Vierge en chemise de nuit avec les cheveux dénoués, écoutant l'ange qui lui tend une branche de lis.
D'autres artistes continuent à faire de l'Annonciation un champ de recherche sur la représentation et la perspective. En 1964, Foujita, sur un mur de la chapelle qu'il peint entièrement à Reims, place en arrière-plan un carrelage qui semble parallèle au plan du tableau, faisant ressortir l'ange et Marie au premier plan. Au XXIe siècle, dans un collage numérique créé en 2005 en vue d'une exposition au couvent San Marco de Florence, Richard Hamilton reprend certains éléments de l'Annonciation peinte par Fra Angelico à cet endroit pour montrer une femme nue, assise dans un intérieur de murs blancs, écoutant avec attention non pas un ange surgissant dans la pièce mais un correspondant lointain par l'intermédiaire du combiné téléphonique. David Hockney transpose en 2017 la même composition de Fra Angelico au sein d'une série d'études de perspectives où un espace dominé par les diagonales s’ouvre sur un jardin. D'une manière plus générale, la disposition relative de l'ange et de la Vierge et les moments de leur conversation dans les Annonciations du XVe siècle ont pu influencer Hockney pour la réalisation de ses nombreux doubles portraits.
Gerhard Richter, dans une série réalisée en 1973, copie l'Annonciation de Titien à la Scuola Grande de San Rocco de Venise, avec plusieurs niveaux de flous. Le thème sert également de source d'inspiration pour le vidéaste Bill Viola, influencé  lors de l'élaboration de sa série « Passions » par la représentation de la conversation entre l'ange et Marie dans l'Annonciation de Dirk Bouts.

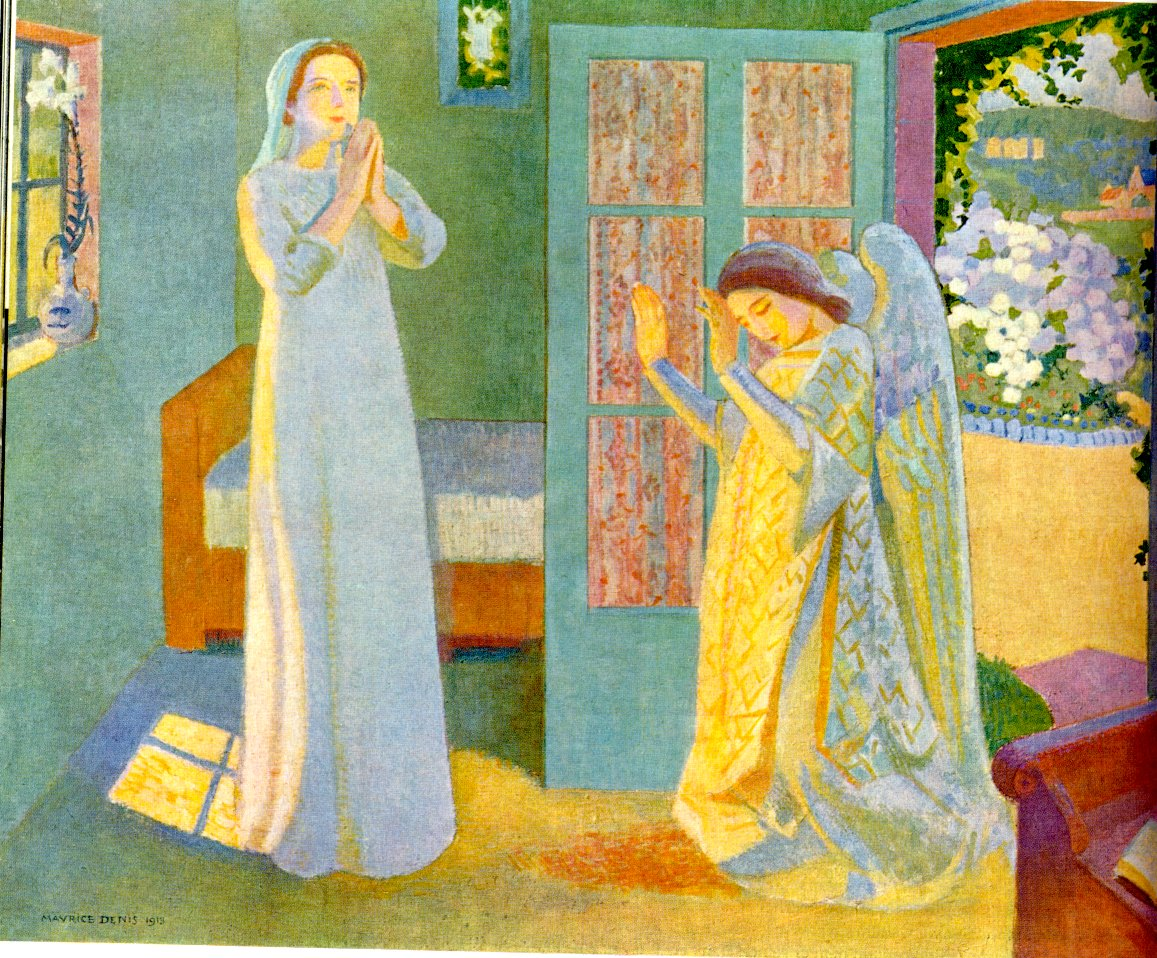
Maurice Denis, L'Annonciation, Maurice Denis, MUba Eugène-Leroy.

## Iconographie
Pour le pape Grégoire le Grand, « l'image est l'écriture des illettrés », c'est-à-dire un moyen d'accès à la connaissance des choses ; c'est donc un véhicule de l'enseignement des choses de la foi. Le Moyen Âge, surtout en Occident où l'image est ouverte aux innovations, déploie ainsi une riche iconographie tout en restant fidèle à des types reconnaissables, sous le contrôle des moines et des théologiens. Les représentations de l'Annonciation, en particulier, s'appuient sur un corpus de motifs symboliques aussi important que les significations religieuses dont ce thème essentiel de la foi chrétienne est chargé.

### Esprit général de la représentation

#### D'un lieu neutre à un cadre architectural élaboré
D'après les textes sacrés et apocryphes, l'Annonciation a lieu dans la maison occupée par Joseph et Marie. Pourtant, pendant longtemps la scène est représentée dans un palais à l'intérieur d'une église, sous un portique, ou encore en plein air. Ce choix pourrait être lié à une difficulté des artistes à représenter l'intérieur d'une pièce : dans la peinture byzantine, la scène est ainsi placée devant un simple fond architectural, qui s'inspire souvent de la basilique de l'Annonciation, censée occuper le lieu même de l'événement à Nazareth.
Dans le Moyen Âge occidental, l'espace est progressivement structuré par des éléments simples tels que des arcades surmontant les deux personnages, ou un dais abritant la figure de Marie. Des tentures, à partir du XIVe siècle, mettent également en valeur les personnages. Le dais prend peu à peu la forme d'un édicule sous lequel la Vierge prend place, orné avec un raffinement croissant chez Spinello Aretino.
Le Trecento italien commence à placer la scène dans un intérieur. Les détails correspondent de plus en plus à la chambre à coucher de Marie, soit par référence à des sources littéraires, soit par intérêt des artistes pour la représentation du cadre de vie quotidien. Au XVe siècle, dans une cellule du couvent San Marco, Fra Angelico ne montre plus que les murs intérieurs et donne au spectateur le sentiment d'être dans la même pièce que l'ange et Marie. La maîtrise de la perspective permet alors aux peintres italiens de rendre cet espace de plus en plus réaliste et leur virtuosité les pousse à dresser des architectures de plus en plus complexes à l'époque maniériste.
Les artistes des Pays-Bas se contentent d'intérieurs intimes, tandis que les peintres français choisissent plutôt le cadre d'une église, par exemple la Sainte-Chapelle de Bourges qui est évoquée par Jean Fouquet dans les Heures d'Étienne Chevalier ; Jan van Eyck fait le même choix dans l'Annonciation de Washington.

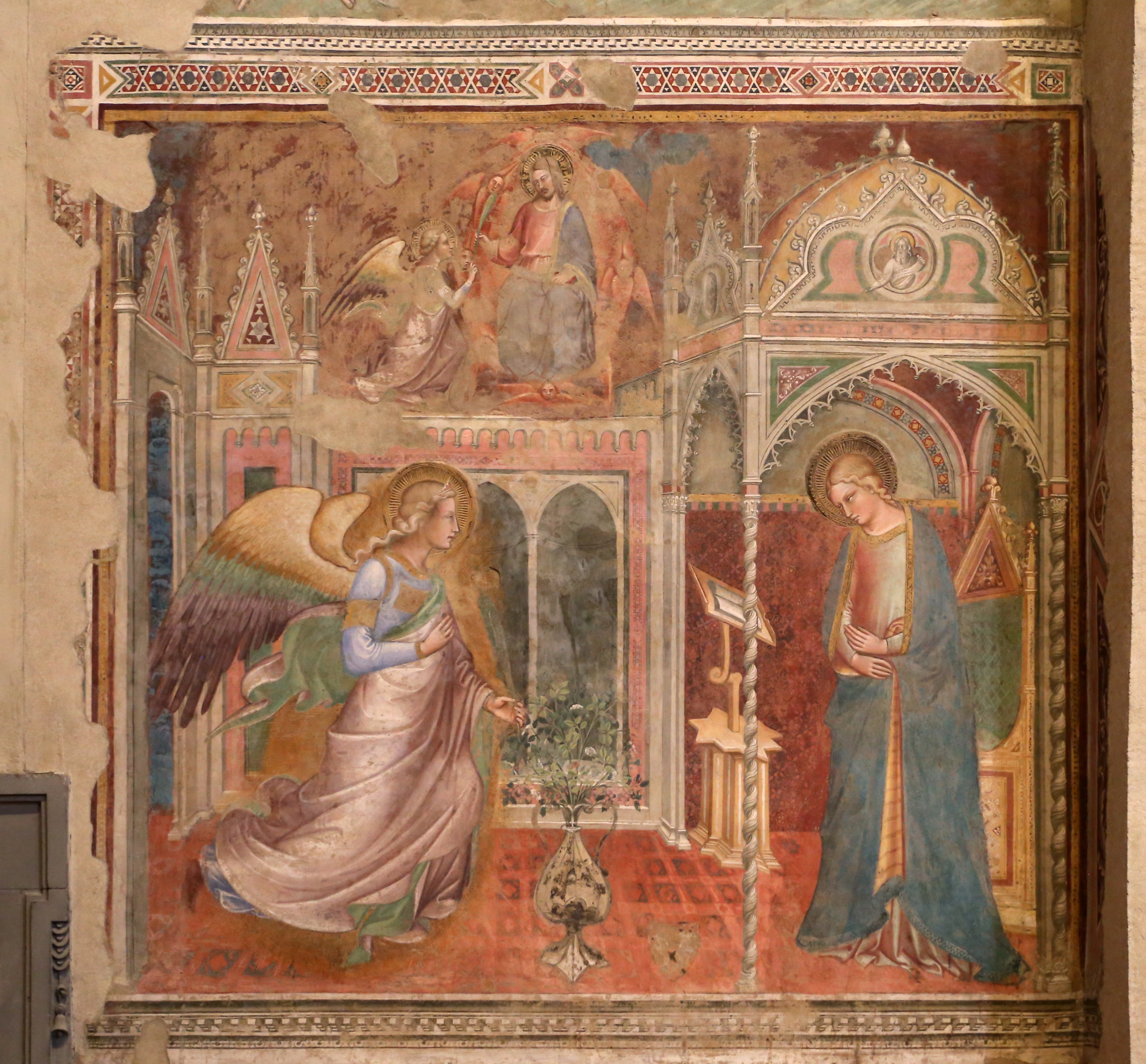
Spinello Aretino, Annonciation, vers 1390-1400, Arezzo.
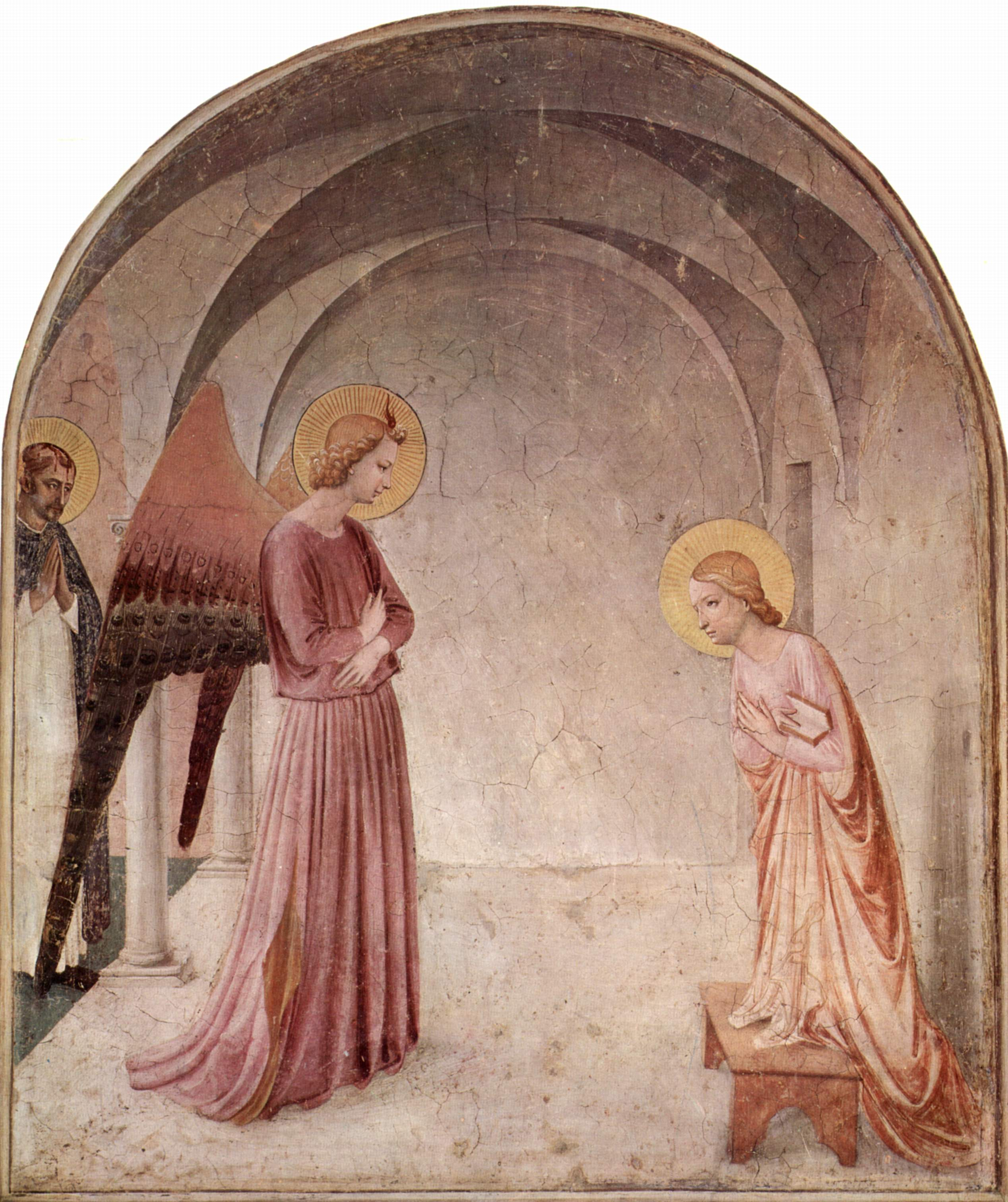
Fra Angelico, Annonciation, cellule 3 du couvent San Marco.
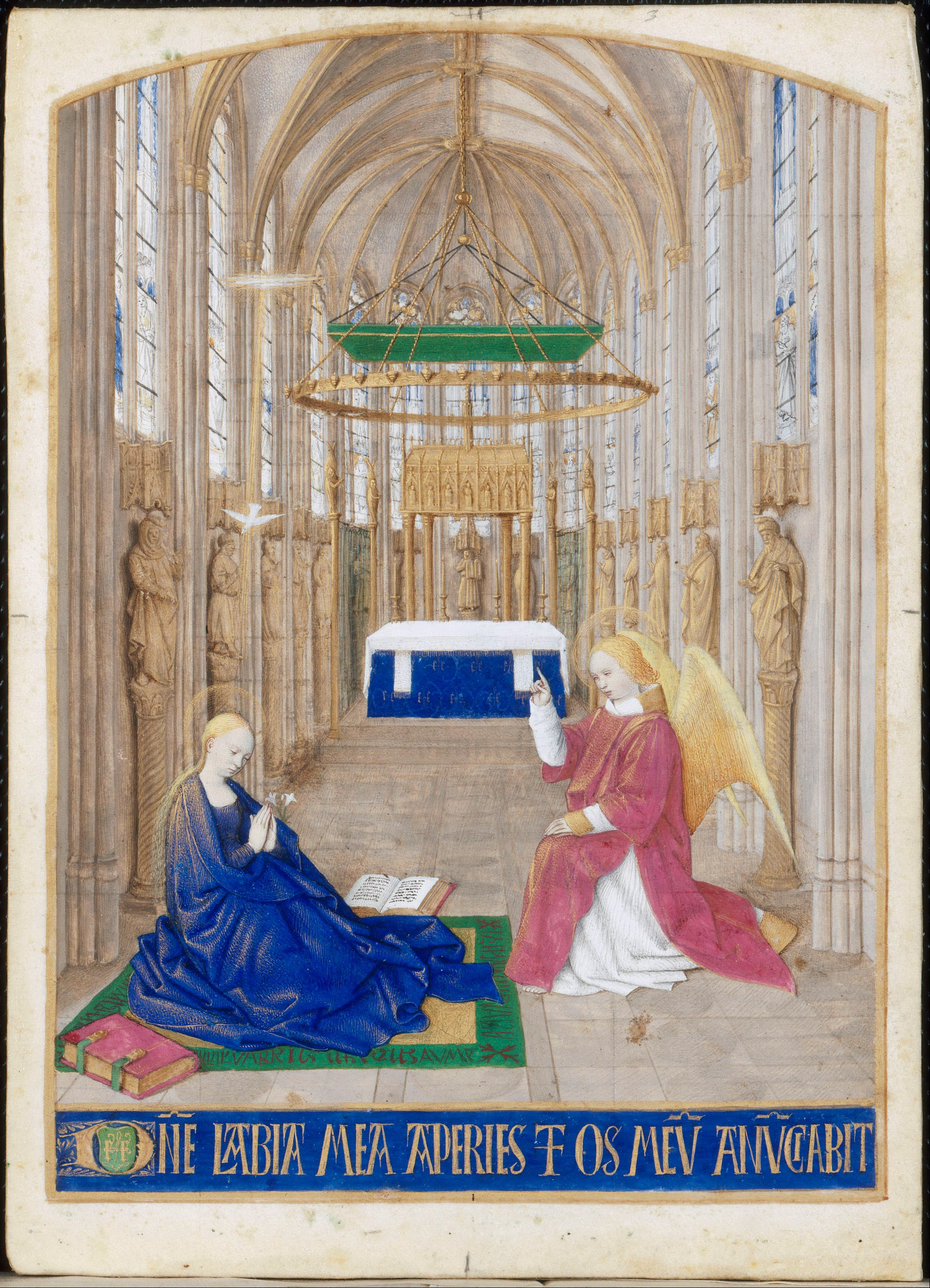
Jean Fouquet, Heures d'Étienne Chevalier, musée Condé.

#### Sérénité ou surnaturel
La concision de l’Évangile selon Luc permet aux artistes, tout en suivant les règles imposées par le texte et précisées par la tradition, de faire varier considérablement l’effet produit par la scène. L’Annonciation de Dierick Bouts s'inscrit dans un espace intimiste, ouvert sur un paysage verdoyant : la Vierge reçoit avec calme l’ange qui lui annonce son destin.  Dans l’Annonciation de l’église San Salvador à Venise, Titien propose au contraire une vision démesurée dans laquelle la colombe s’abat telle une comète au milieu d'une foule de putti descendant du ciel vers une Marie stupéfaite par l’irruption de l’ange.

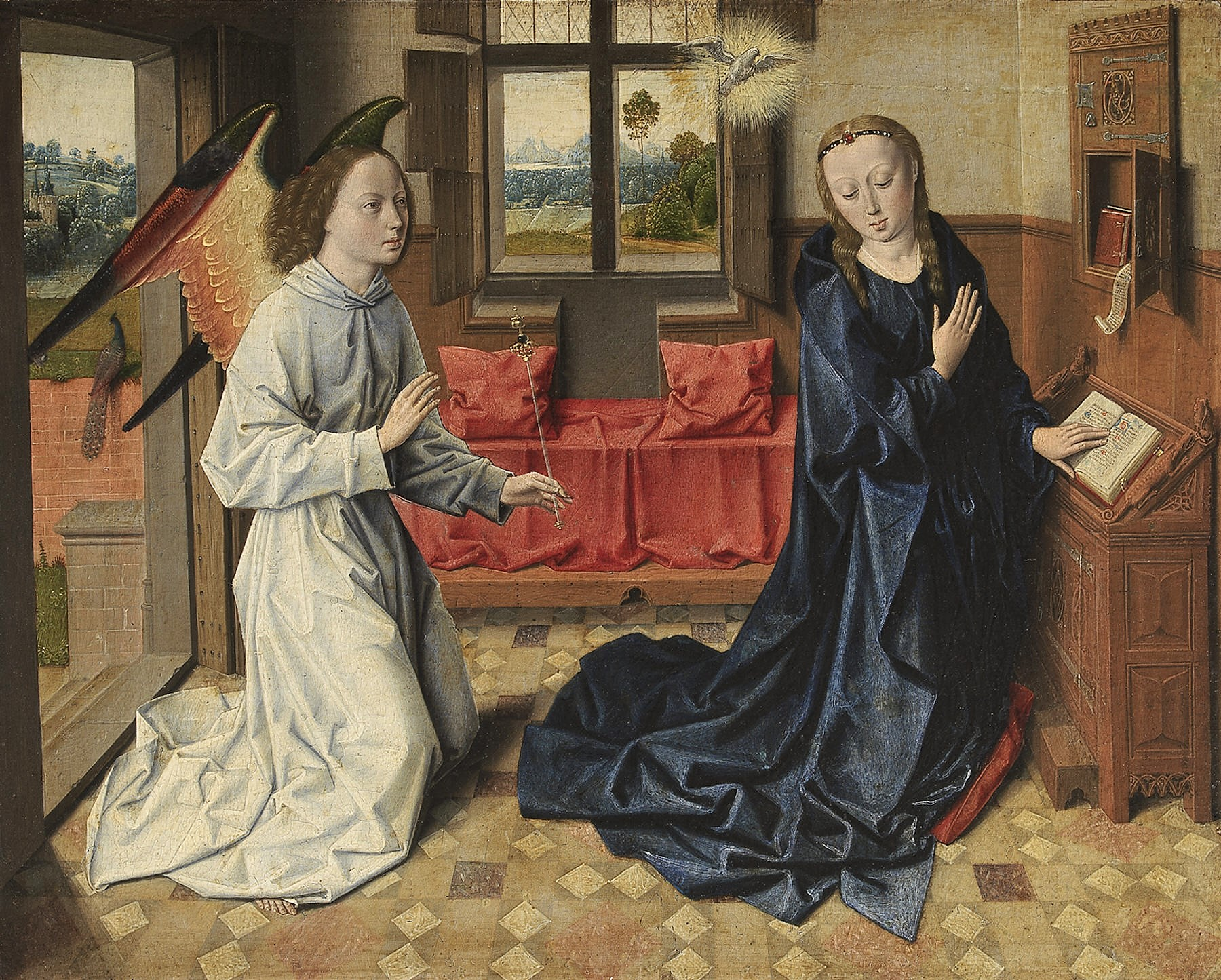
Dierick Bouts, Annonciation, Lisbonne.
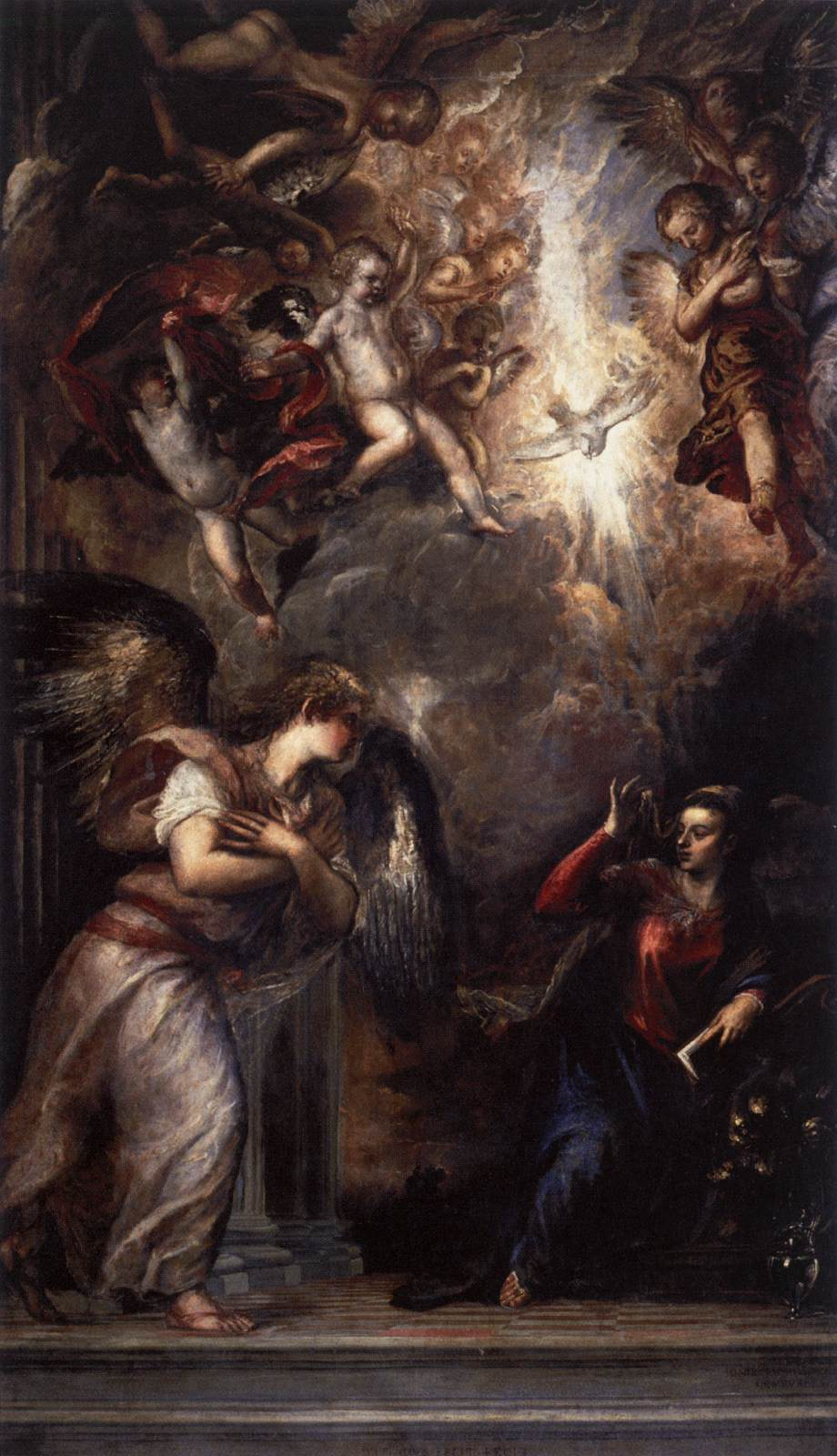
Titien, Annonciation, vers 1560-1566, Venise.

### Marie et l'ange
La scène de l'Annonciation met en scène deux personnages que tout oppose : un ange ailé, immortel, incorporel en principe, et une jeune femme pure mais soumise à la condition humaine. L'un arrive et transmet un message ; l'autre est immobile et écoute.

#### Leur position respective
L'ange est généralement situé à gauche de Marie par rapport au spectateur. À partir du XVe siècle, on le trouve de plus en plus souvent à droite. Leur position respective définit leur relation : Marie peut être la servante de Dieu qui reçoit le message transmis par un ange arrivant avec impétuosité, ou au contraire une souveraine qui reçoit son hommage.
Si l'Ange regarde généralement Marie puisqu'il vient pour elle, il arrive que celle-ci ne le voie pas encore s'il arrive à peine, ou qu'elle détourne les yeux ; parfois elle est en train de tourner la tête vers lui. Souvent l'Ange s'incline vers Marie, les bras croisés, ou la désigne du doigt comme destinataire de son message. Il arrive également qu'il désigne le ciel, pour expliquer que c’est par l'opération de Dieu que Marie deviendra enceinte.
La scène de l'Annonciation permet aussi bien de montrer Marie dans une attitude d'écoute attentive et soumise, comme chez Fra Angelico, que dans une position craintive de retrait, comme chez Simone Martini.

#### La séparation entre Marie et l’ange
La nature même de l'ange, son mouvement, ses ailes déployées conduisent souvent à lui donner plus de place sur le tableau qu'à Marie qui se réfugie sur le côté. L'ange est encore à l'extérieur ou vient de l'extérieur, vers la lumière, Marie reste dans son intérieur, vers l'ombre.
Quoi qu'il en soit, à partir du Moyen Âge les artistes tendent à séparer nettement l’ange et Marie, soit en les éloignant l’un de l'autre, soit en disposant entre eux un obstacle : colonne ou muret. Ils peuvent également se distinguer par la couleur.
Cette séparation complète est explicite chez Crivelli, qui montre la Vierge isolée derrière un mur et une fenêtre à barreaux, au point que la colombe doit se faufiler par un petit trou au sommet du mur. Chez Piero della Francesca, seule une analyse poussée de la représentation en perspective permet de démontrer que le massif de colonnes empêche le regard de l’ange d'atteindre Marie.

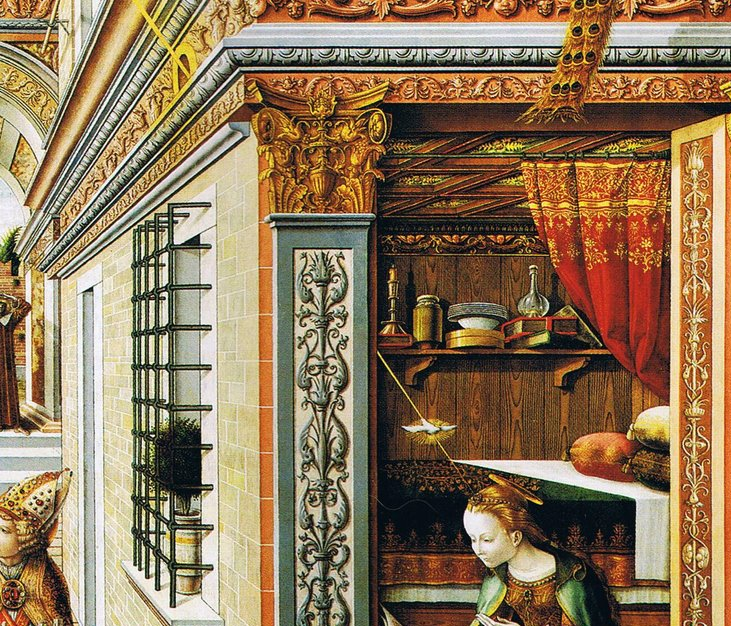
Crivelli, Annonciation (détail), Londres.
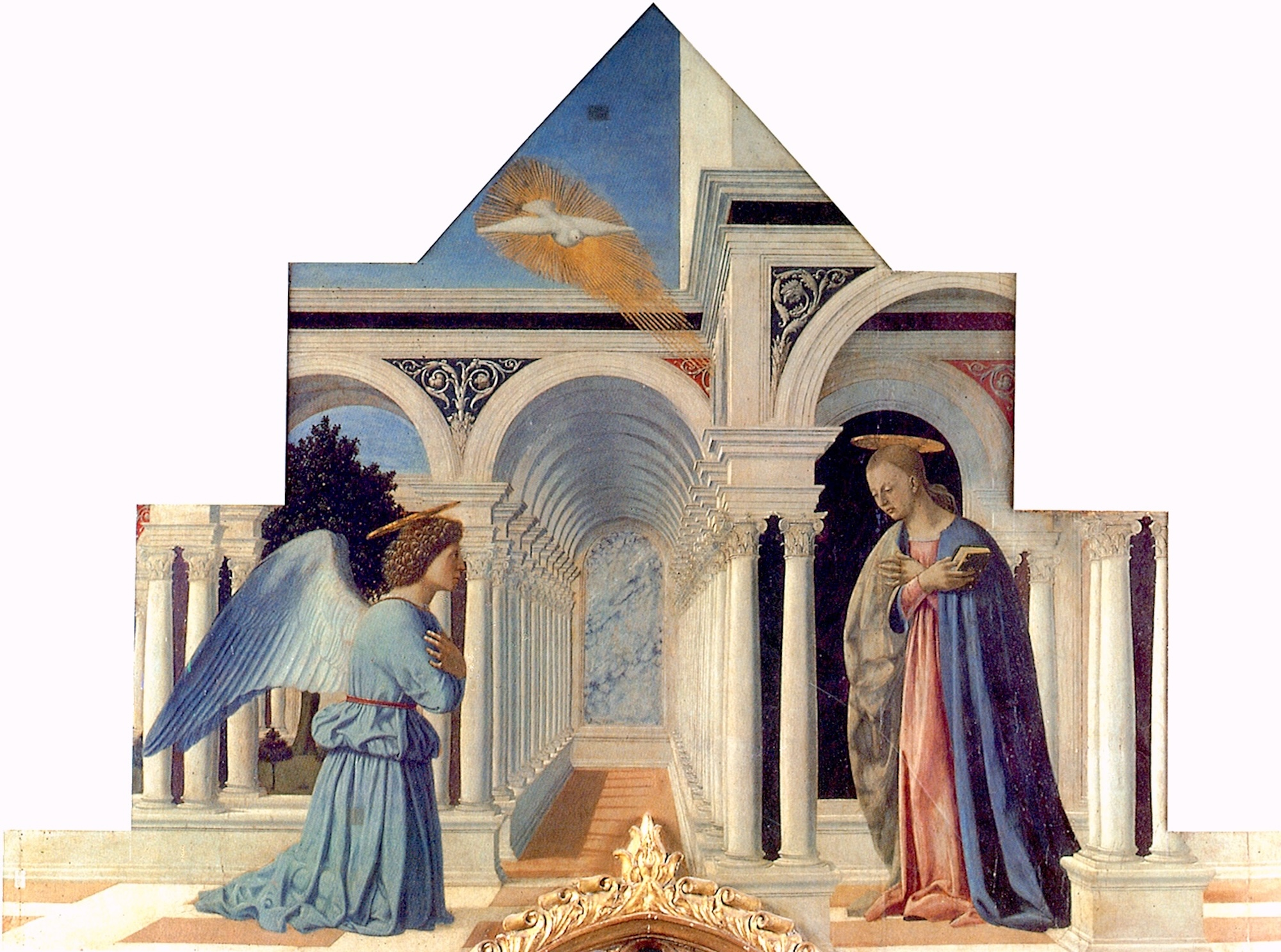
Piero della Francesca, tympan du Polyptyque de Sant'Antonio, Pérouse.

La distinction entre les deux personnages peut aussi résulter de l'organisation de l'espace du tableau, avec la présence d'une percée centrale ou d'un élément de mobilier. Robert Campin, dans le Triptyque de Mérode, oppose les deux interlocuteurs en leur associant des couleurs différentes et en les plaçant de part et d'autre d'une table qui peut aussi être considérée comme un autel. Lorenzo di Credi les différencie par des couleurs, des postures et des regards, de part et d'autre d'une percée centrale traversée par les regards.

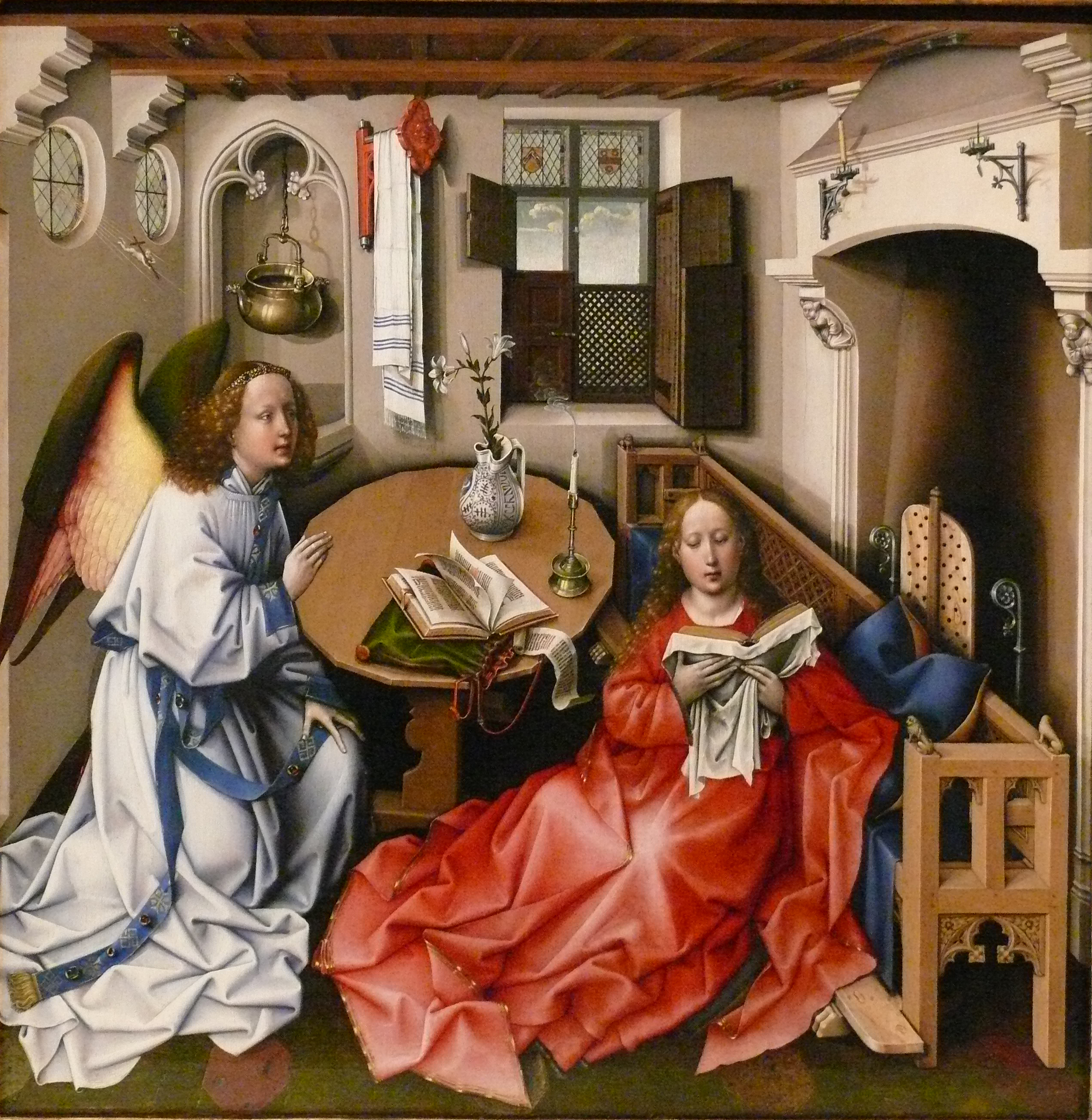
Robert Campin, Triptyque de Mérode, panneau central, années 1420, New York.
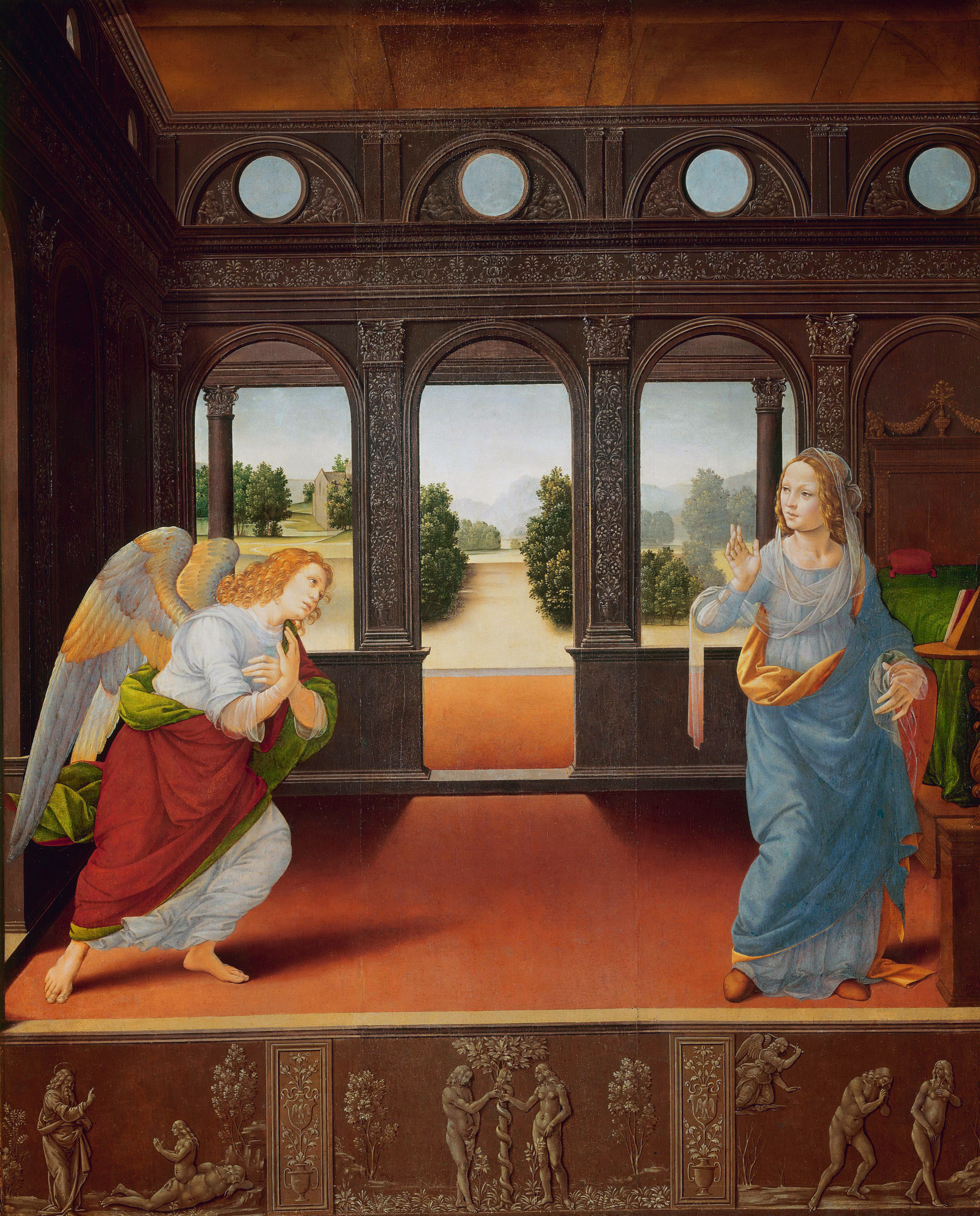
Lorenzo di Credi, Annonciation, 1477, Florence.

Parfois les deux figures sont séparées en deux tableaux ou éléments de fresques distincts, de part et d'autre d'une ouverture comme dans l'Annonciation de Giotto dans la chapelle des Scrovegni à Padoue, d'un retable ou d'un autre élément de décor comme Pontormo à l'église Santa Felicita de Florence. Dans un triptyque, Bellini place l'ange et Marie de part et d'autre de Dieu le père, qui ne s'adresse pas à eux mais domine l'ensemble de la composition.

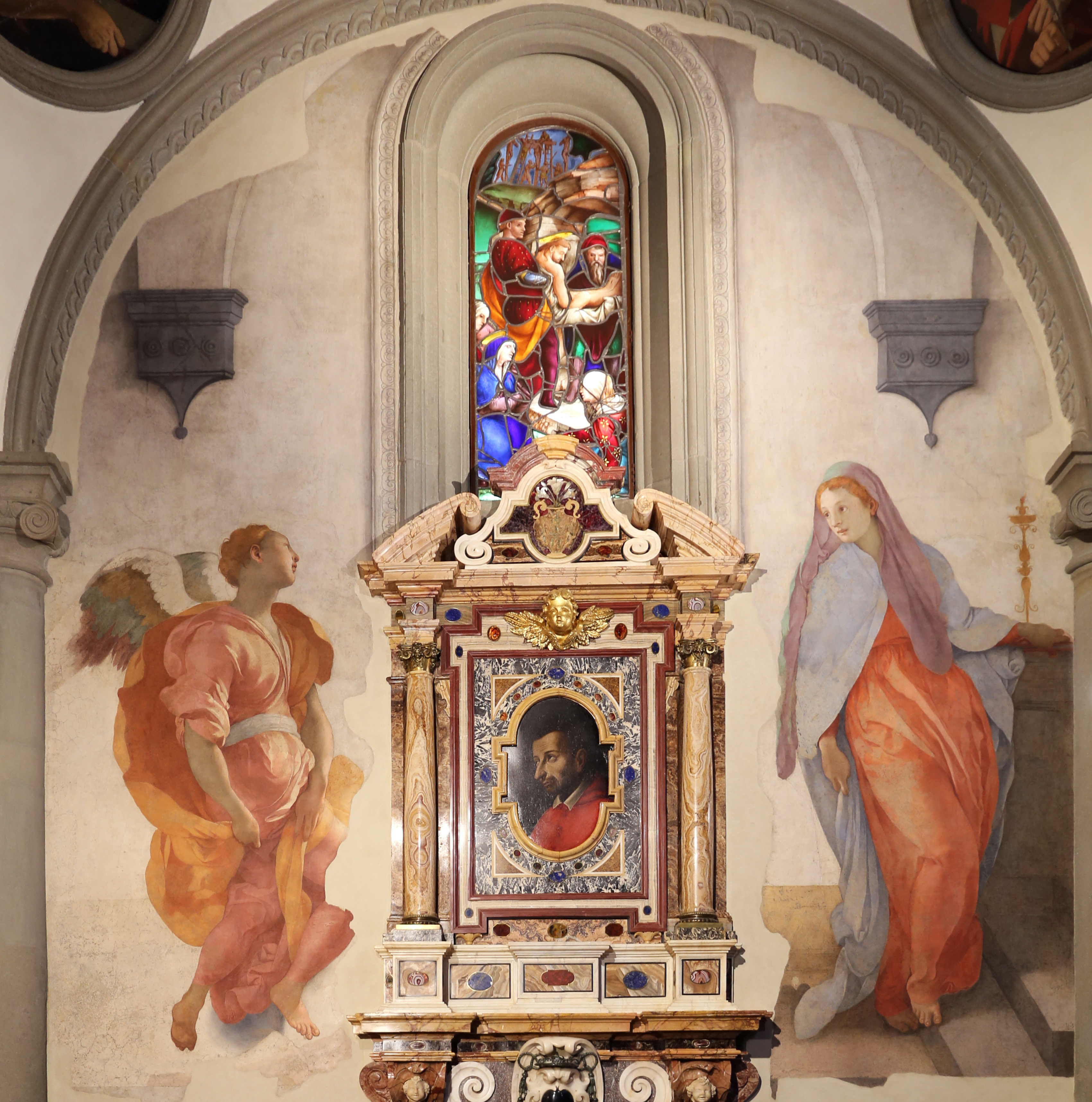
Pontormo, Annonciation, Florence.
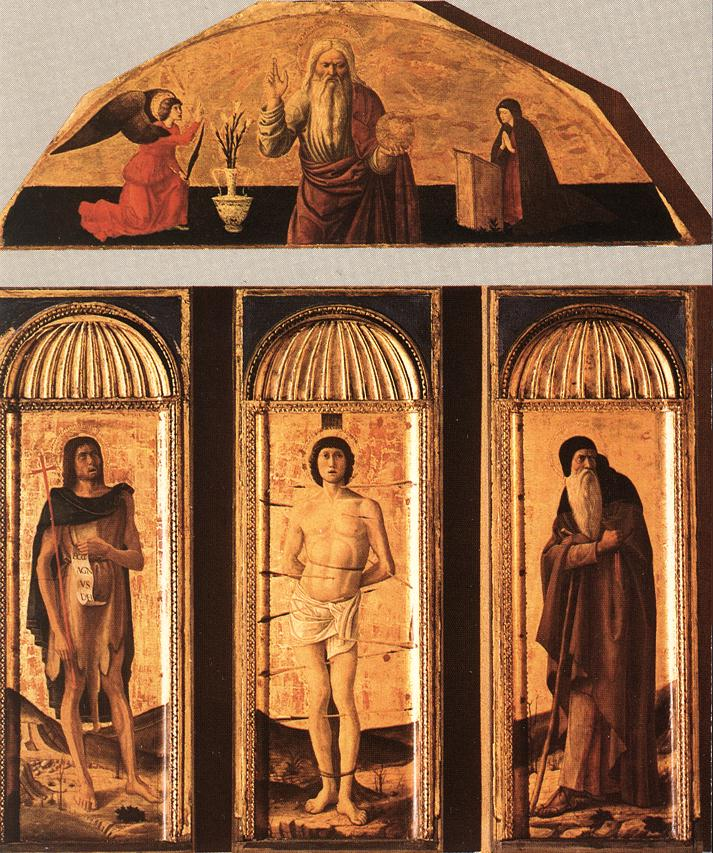
Jacopo ou Giovanni Bellini, Triptyque de saint Sébastien, Galeries de l'Académie de Venise.

Pour Daniel Arasse, l'espace situé entre l'ange et Marie, qu'il s'agisse d'une colonne, d'un chemin s'éloignant en perspective centrale comme dans l'Annonciation de Domenico Veneziano et dans celle de Piero della Francesca, voire d'un espace tiers dans une Annonciation d'encadrement, permet d'évoquer ce qui ne peut être vu dans l'Annonciation et qui est pourtant présent, à savoir l'Incarnation qui est l'objet même de l'annonce de Gabriel à la Vierge. La colonne représente traditionnellement le Christ, de même que la porte ou la clôture qui clôt souvent les Annonciations à perspective centrale. Il note que, dans ces modes de représentation, la porte ou la clôture présentent souvent un caractère disproportionné qui les soustrait au système de la perspective. Par exemple, la porte située au fond du tableau de Veneziano et la plaque de marbre qui occupe le même endroit dans celui de Piero della Francesca sont peintes comme si elles étaient situées bien plus près du spectateur. Ce lieu est ainsi, comme Dieu lui-même, impossible à mesurer tout en étant situé au cœur même du dispositif vu en perspective ; de la même manière, lors de l'Annonciation, la divinité incommensurable s'incarne dans le corps fini de Marie.

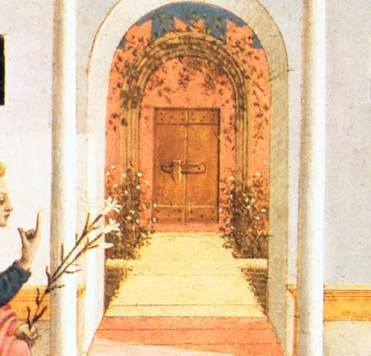
Domenico Veneziano, Annonciation (détail), vers 1445, Cambridge.
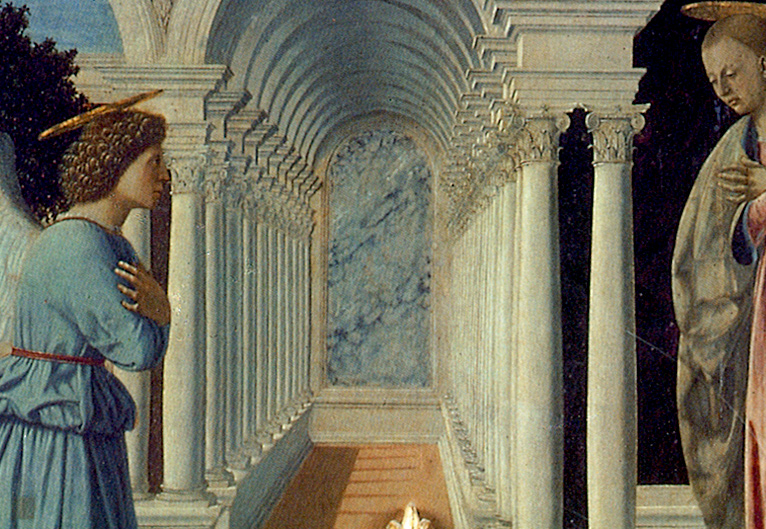
Piero della Francesca, 1460-1470, Polyptyque de Sant'Antonio (détail), Pérouse.

#### Leur dialogue
L’Annonciation est d'abord la représentation d'un message prononcé par l’ange et des réponses de Marie. Le message de l’ange est souvent écrit sur un phylactère, parfois enveloppé autour du sceptre ou de la branche de lys tenue par l'ange, ou transmis sous forme d'un document scellé, tout particulièrement dans la peinture allemande des XIVe et XVe siècles. Il peut aussi être inscrit directement sur le fond du tableau comme dans l'Annonciation de Lorenzetti, voire en bas du cadre.
Le texte prononcé par l'ange est le plus souvent la « salutation angélique », c'est-à-dire l'Ave Maria : « Ave gratia plena, dominus tecum », soit « Je te salue, pleine de grâces, le Seigneur est avec toi ».
Le consentement de Marie s'exprime sous la forme d'une réponse par laquelle elle se soumet, comme servante de Dieu, à ce qu'il ordonnera. Si ce consentement s'exprime souvent par un geste d'acceptation, il peut aussi être matérialisé, comme la salutation de l'ange, par une inscription en latin : « Ecce ancilla domini fiat », c’est-à-dire « Voici la servante du Seigneur, que cela soit fait ». Parfois, la Vierge étant assise à droite, le message est écrit renversé, comme pour être lu depuis le ciel. C’est le cas dans L'Annonciation de van Eyck conservée à Washington comme dans celle figurant au dos de L'Agneau mystique de Gand, ainsi que dans L'Annonciation de Fra Angelico à Cortone.

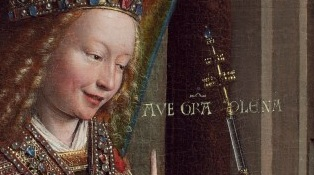
Message de l’ange, de gauche à droite : « Ave Gr(ati)a plena », « Je te salue, pleine de grâce… »
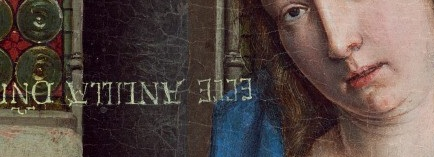
Réponse de Marie : « Ecce ancilla d(omi)ni », « Voici la servante du Seigneur. »

### Iconographie de Marie

#### L'attitude de Marie
Marie peut être debout, agenouillée, assise en train de lire ou de tisser. La position assise, constante dans l'art des origines en Italie, est souvent associée à la majesté de la personne et correspond bien à la dignité de la jeune femme, choisie pour accueillir en son sein l'Incarnation. Si la station debout se répand au Moyen Âge, la Vierge est souvent de nouveau assise au Trecento, sur un siège richement orné. La même période voit apparaître les Vierges agenouillées, ou exceptionnellement avec un seul genou sur le sol comme dans la chapelle Scrovegni de Padoue.
Les gestes de Marie expriment les sentiments variés décrits par l'Évangile selon Luc et par les textes apocryphes, depuis une sérénité éventuellement troublée par le discours de l'ange jusqu’à une véritable frayeur causée par son irruption. Marie exprime sa surprise en écartant ses mains, voire en se désignant du doigt. Elle signifie son acceptation de la mission qui lui est confiée en repliant un ou parfois deux bras sur sa poitrine, paume ouverte vers l'extérieur, surtout jusqu'au XIIIe siècle. Dans l'art roman français du XIIe siècle, en particulier, elle accepte la situation avec emphase en rassemblant les deux mains devant la poitrine, paumes ouvertes vers l'avant. Au XIVe siècle elle pose une seule main sur la poitrine, enfin à partir du même siècle en posant ses deux mains croisées sur la poitrine, ce qui met l'accent sur son humilité, également indiquée par l'inclination de la tête. La Vierge peut également être représentée en prières, à genoux et les mains jointes.
Elle porte généralement un manteau ou une toge de couleur bleu sombre, sous lequel on entrevoit un vêtement écarlate.

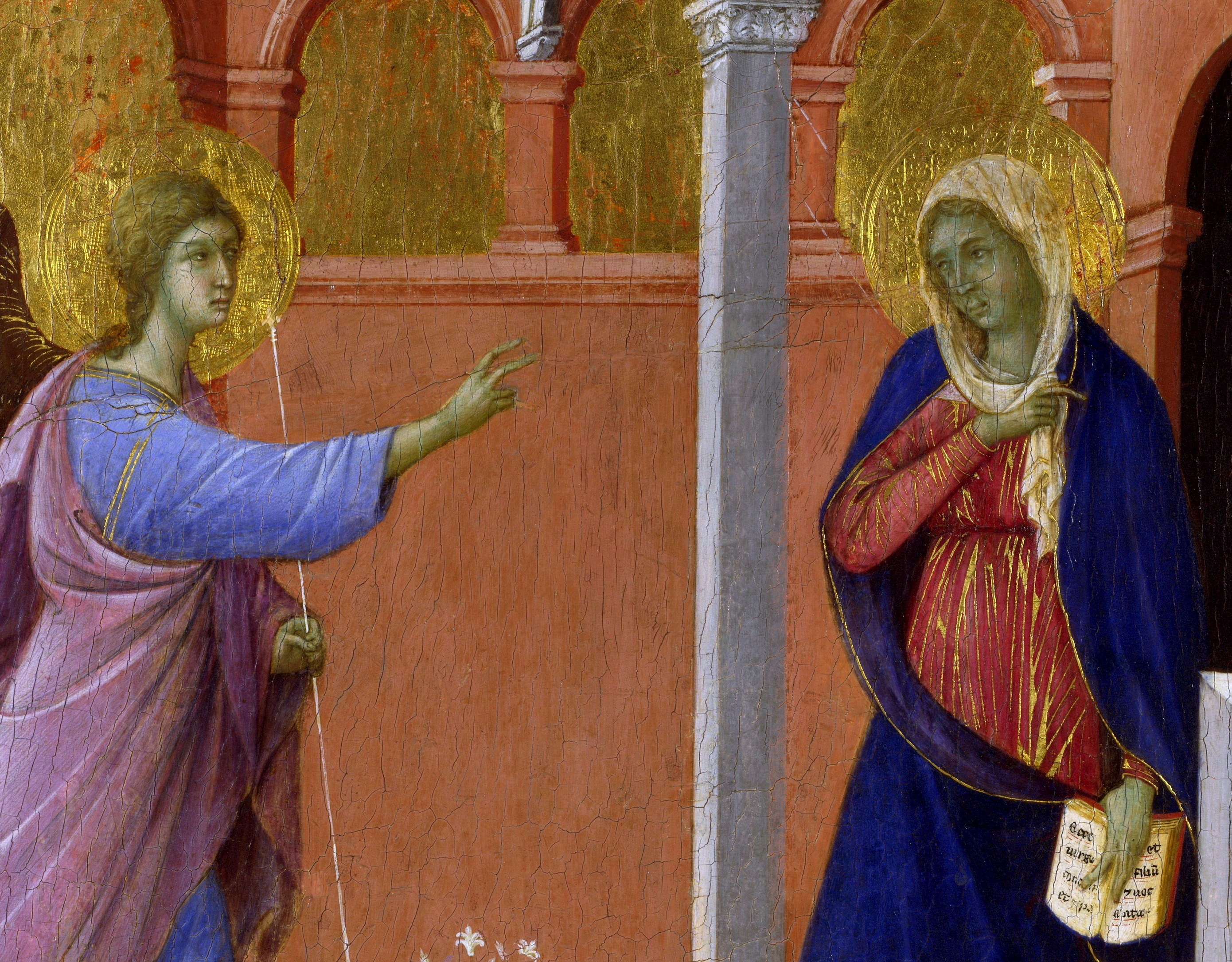
Surprise : Marie se désigne du doigt. Duccio, 1308-1311, Londres.
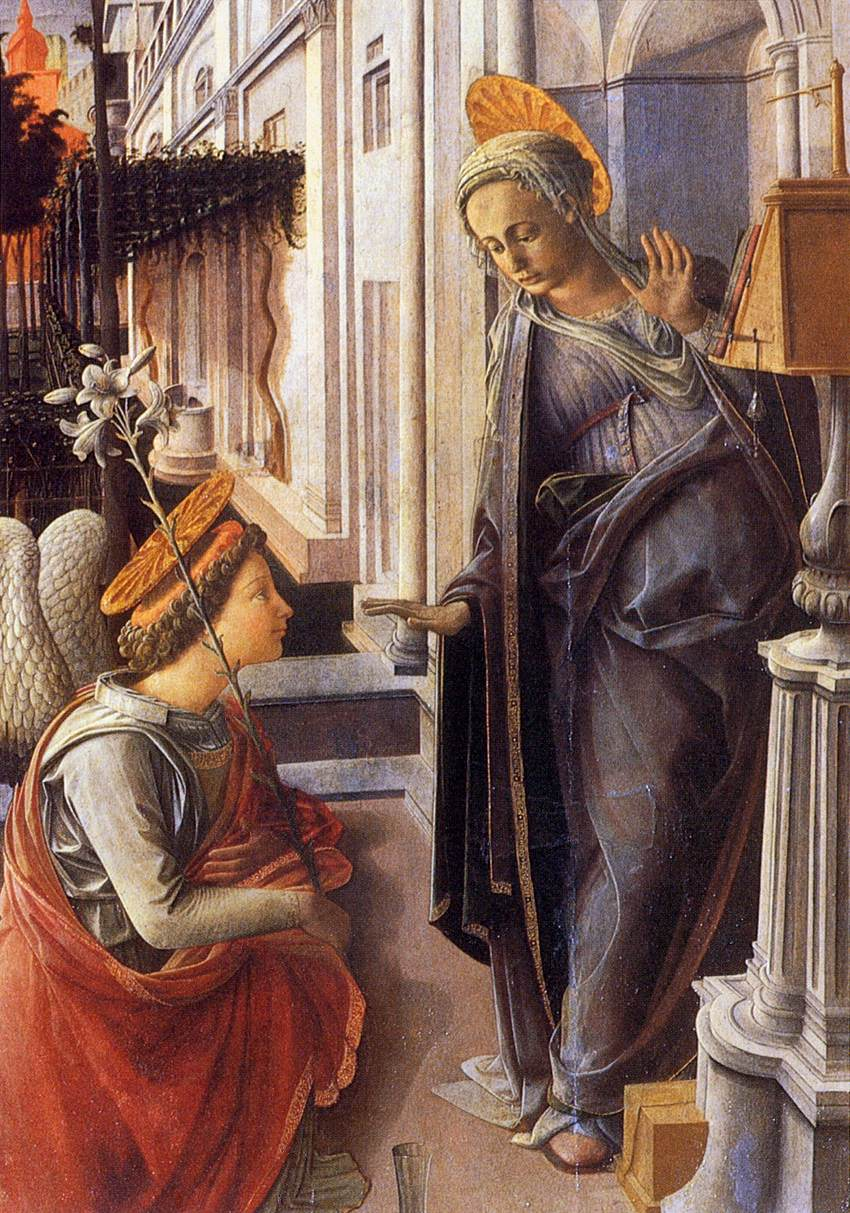
Surprise : les mains écartées. Fra Filippo Lippi, Florence.
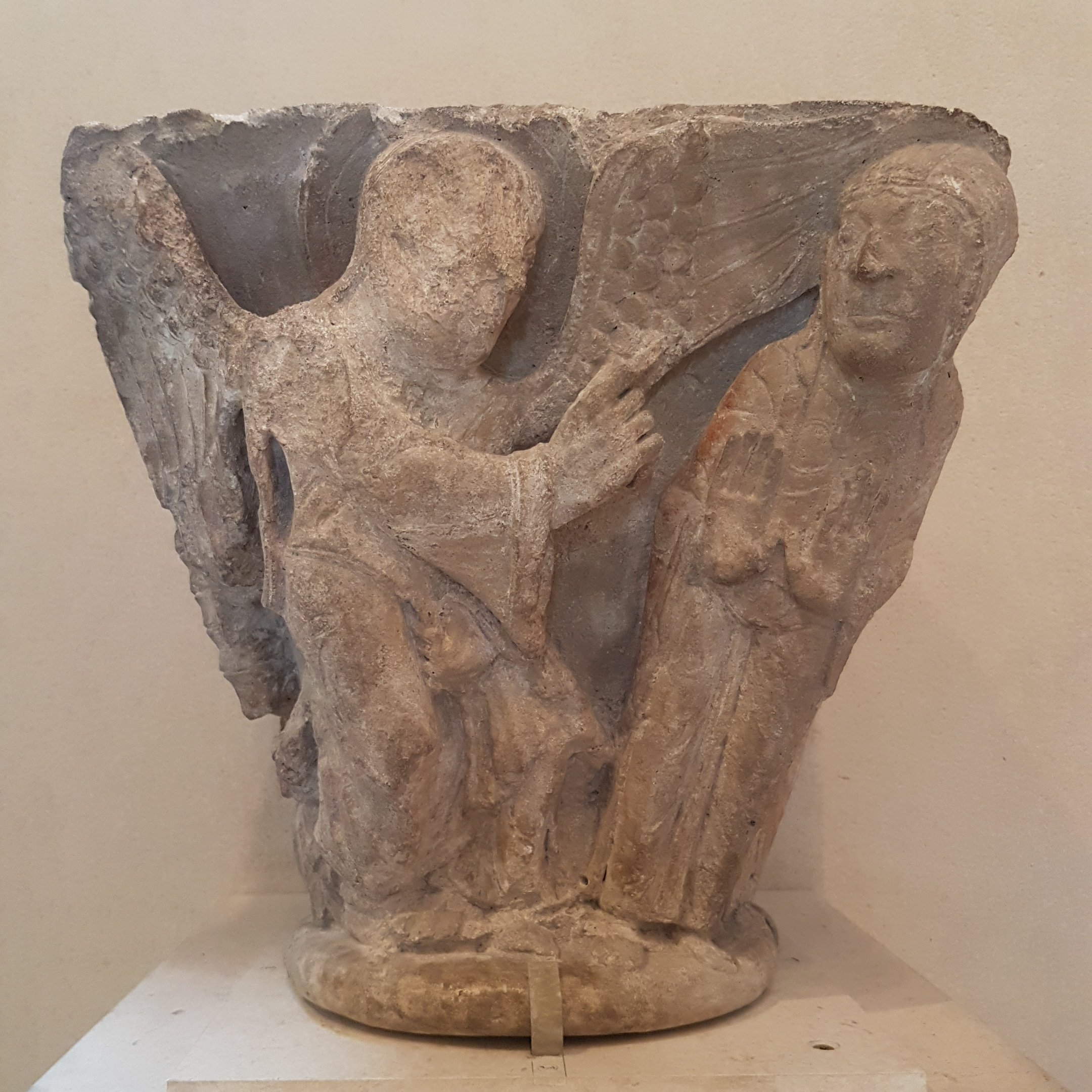
Acceptation : paumes ouvertes devant la poitrine. Chapiteau roman, 1125-1150, Paris.
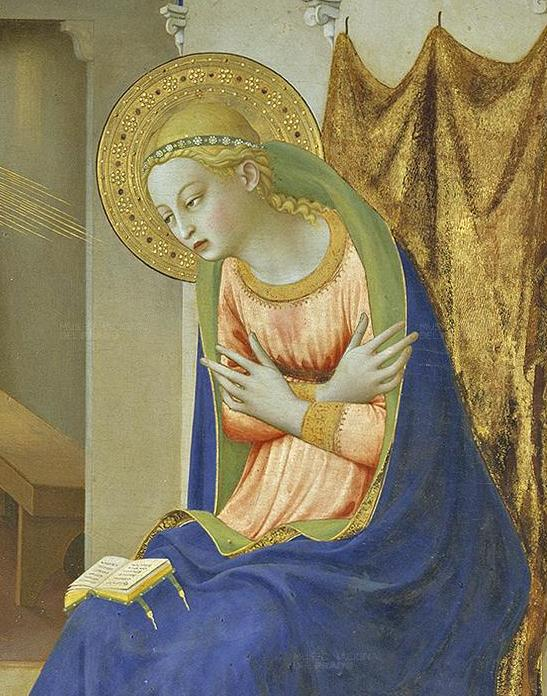
Acceptation : mains croisées sur la poitrine. Fra Angelico, Annonciation du Prado, Madrid.

#### La Vierge à la fontaine ou au puits
Selon les Évangiles apocryphes, tels que le Protévangile de Jacques, Gabriel s'adresse une première fois à Marie tandis qu'elle porte une cruche, près d'une fontaine ou de la margelle d'un puits, voire d'un cours d'eau ou une cascade. Paul de Tarse compare pour sa part le Christ à un rocher abreuvant le peuple de Dieu dans le désert ; dans l'Évangile selon Jean, Jésus se présente comme une source d’eau jaillissant en vie éternelle ; ces références font écho à la tradition juive relative à Myriam, sœur d'Aaron, comme responsable par ses prières du puits d'eau qui abreuva les Hébreux dans le désert, préfigurant Marie, mère de Jésus.
D'anciennes représentations de l'Annonciation présentent ainsi Marie demeurant auprès d'un puits,. Le thème est particulièrement représenté dans le monde byzantin : l'eau joue un rôle essentiel dans les régions désertiques de l'Orient, et plusieurs rencontres de l'Ancien Testament ont lieu aux abords d'un puits. On retrouve ce thème sur l'enluminure d'un évangéliaire du monastère de Deir El-Zaafaran (vers 1250). L’image du puits continuera d’être reproduite dans toutes les traditions orientales.
L'un des rares exemples recensés en Occident se trouve dans la basilique San Marco à Venise ; réalisé probablement autour de 1200, il s'inspire de l'art byzantin : Marie, en plein mouvement comme le montrent les plis de sa robe, s'apprête à plonger la cruche dans le puits lorsque l'arrivée de l'ange interrompt son geste en pointant l'index et le majeur.

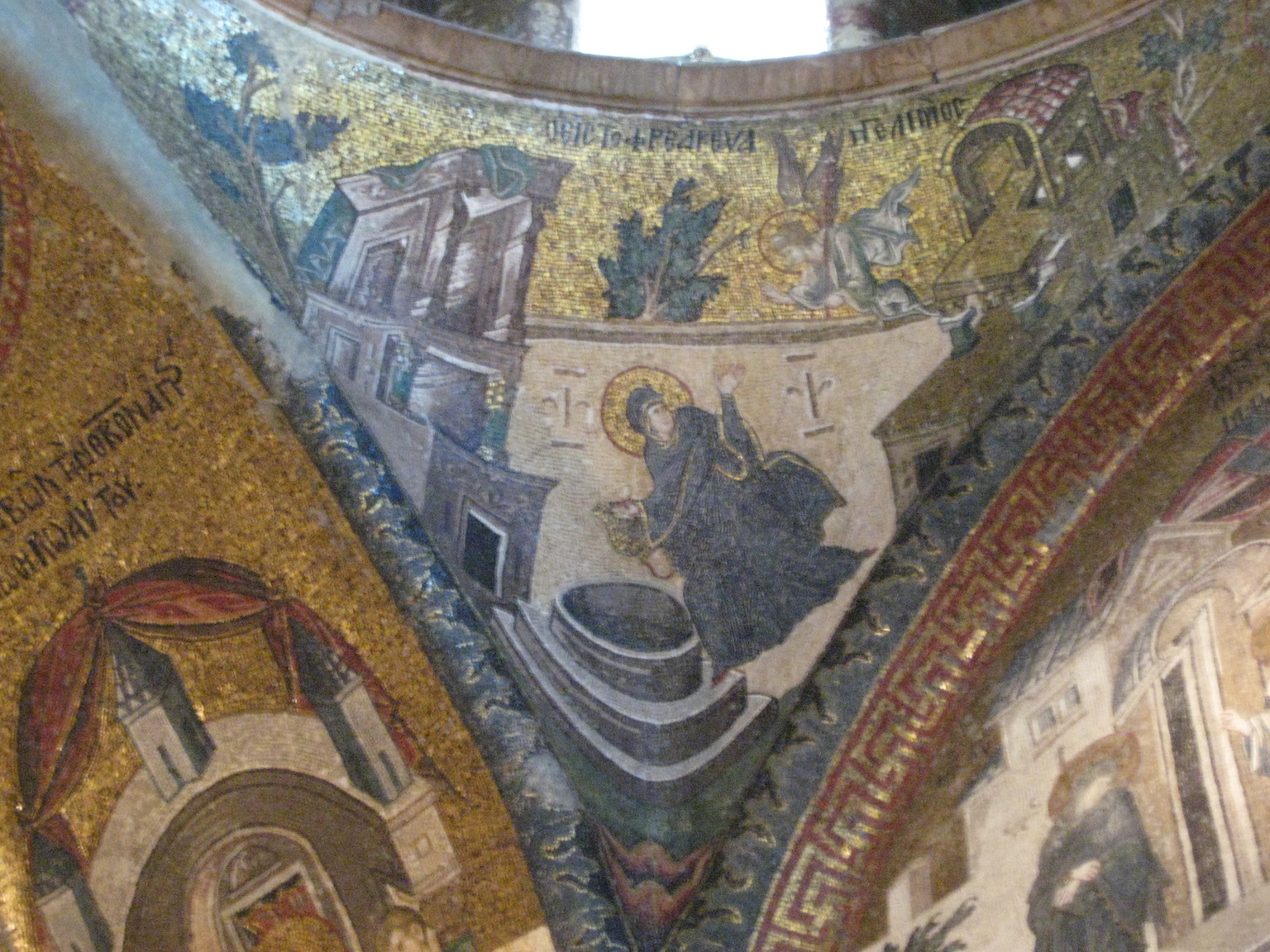
Annonciation, XIVe siècle, Istanbul.
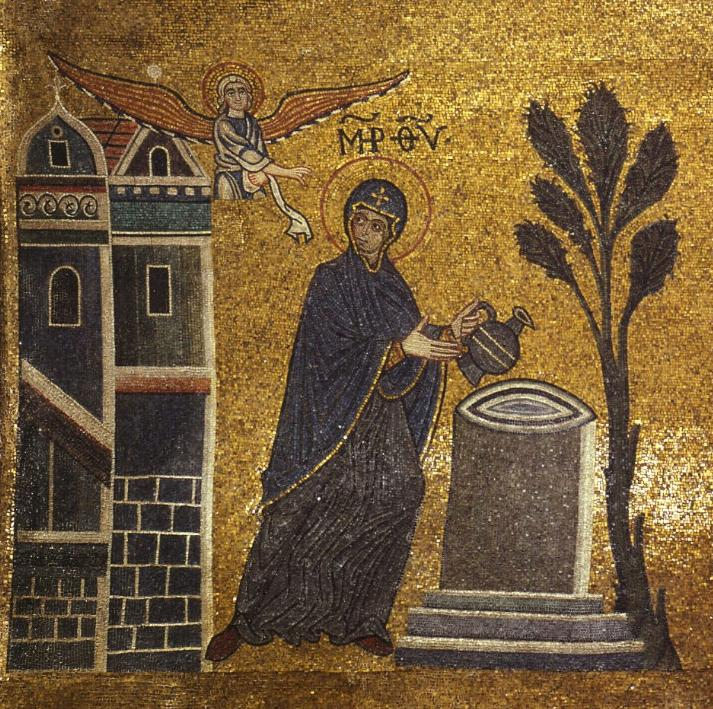
Annonciation, mosaïque, Venise.

#### La Vierge à la quenouille
Cette scène est tirée des textes apocryphes, mais pourrait aussi dériver de la représentation, courante dans l'est du bassin méditerranéen à l'époque antique, d'une femme à la quenouille aidée par une servante. Marie tisse un voile de pourpre destiné au Temple, tâche importante qui lui a été confiée en raison de sa pureté.
Ce thème apparaît dès l'époque romaine dans la basilique Sainte-Marie-Majeure de Rome, avec deux éléments caractéristiques : le long écheveau tiré d'un panier et la quenouille. En reprenant certaines métaphores des Pères de l'Église, la laine servant à fabriquer le tissu, qui a la couleur de l'aube, pourrait être un symbole du Christ qui inaugure une ère nouvelle, tandis que le panier serait associé à la Vierge elle-même.
Par la suite ce motif est fréquemment représenté dans l'art byzantin, et l'apparition du motif dans le Moyen Âge occidental pourrait résulter d'une influence de celui-ci. On le retrouve notamment dans la chaire de l'évêque Maximien à Ravenne, à la basilique San Michele Maggiore de Pavie ou dans la chaire de Pisano à Pise,. Parfois un serviteur accroupi à ses pieds lui tend la pelote, ou bien c’est une servante qui tient la quenouille et file : dans la collégiale de San Gimignano, elle tend même l'oreille pour écouter le dialogue entre Marie et l'ange. Les Vierges à la quenouille se raréfient après le XIIe siècle avant de disparaître complètement.

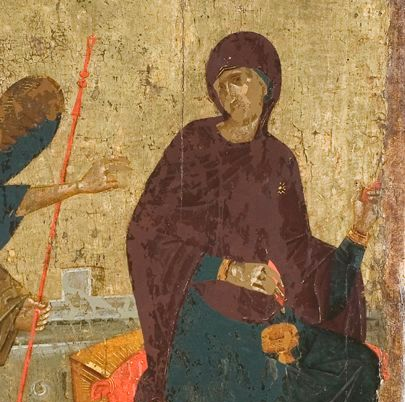
Annonciation (détail), XIVe siècle, Belgrade.
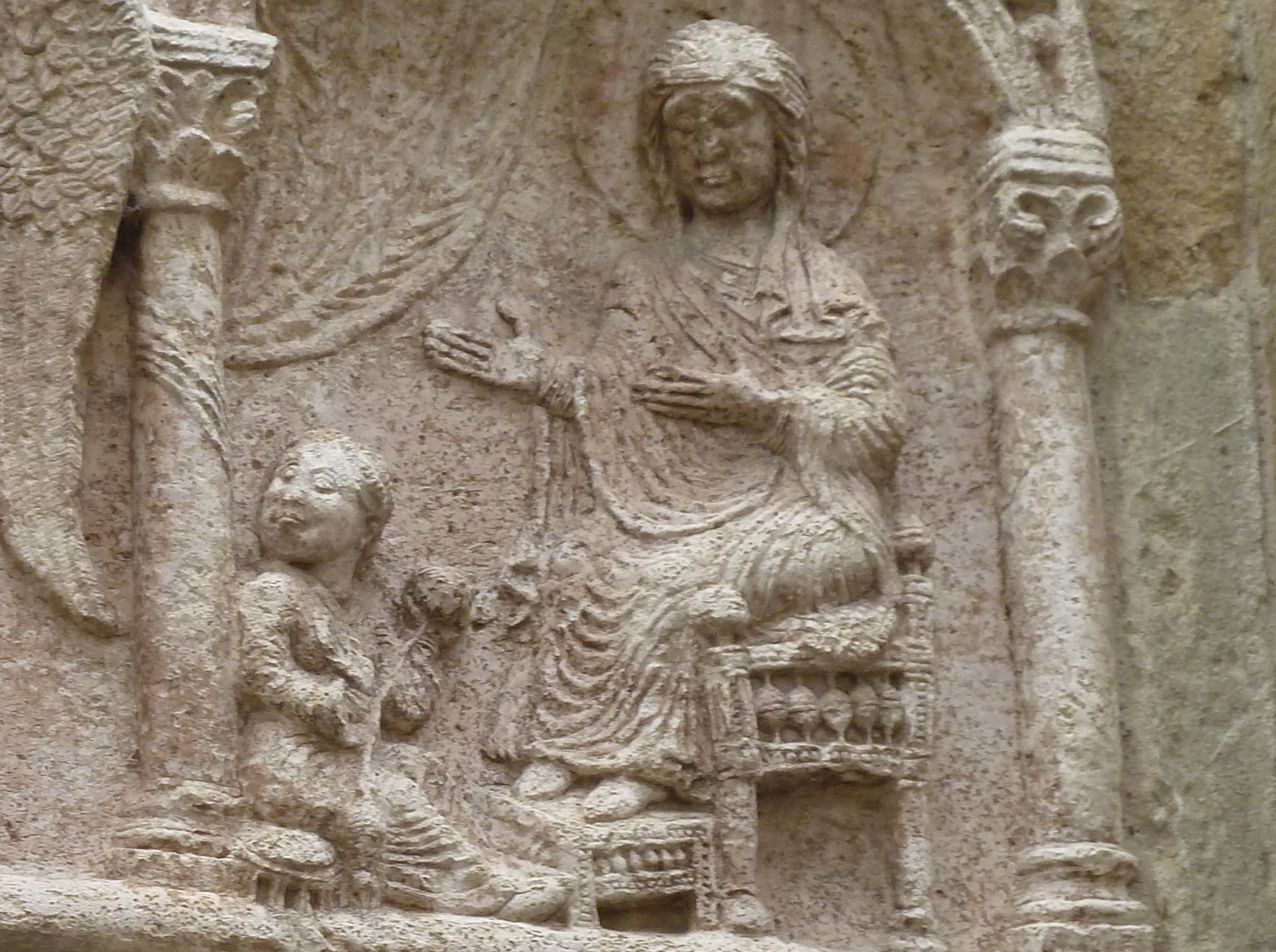
Annonciation (détail), bas-relief, Pavie.
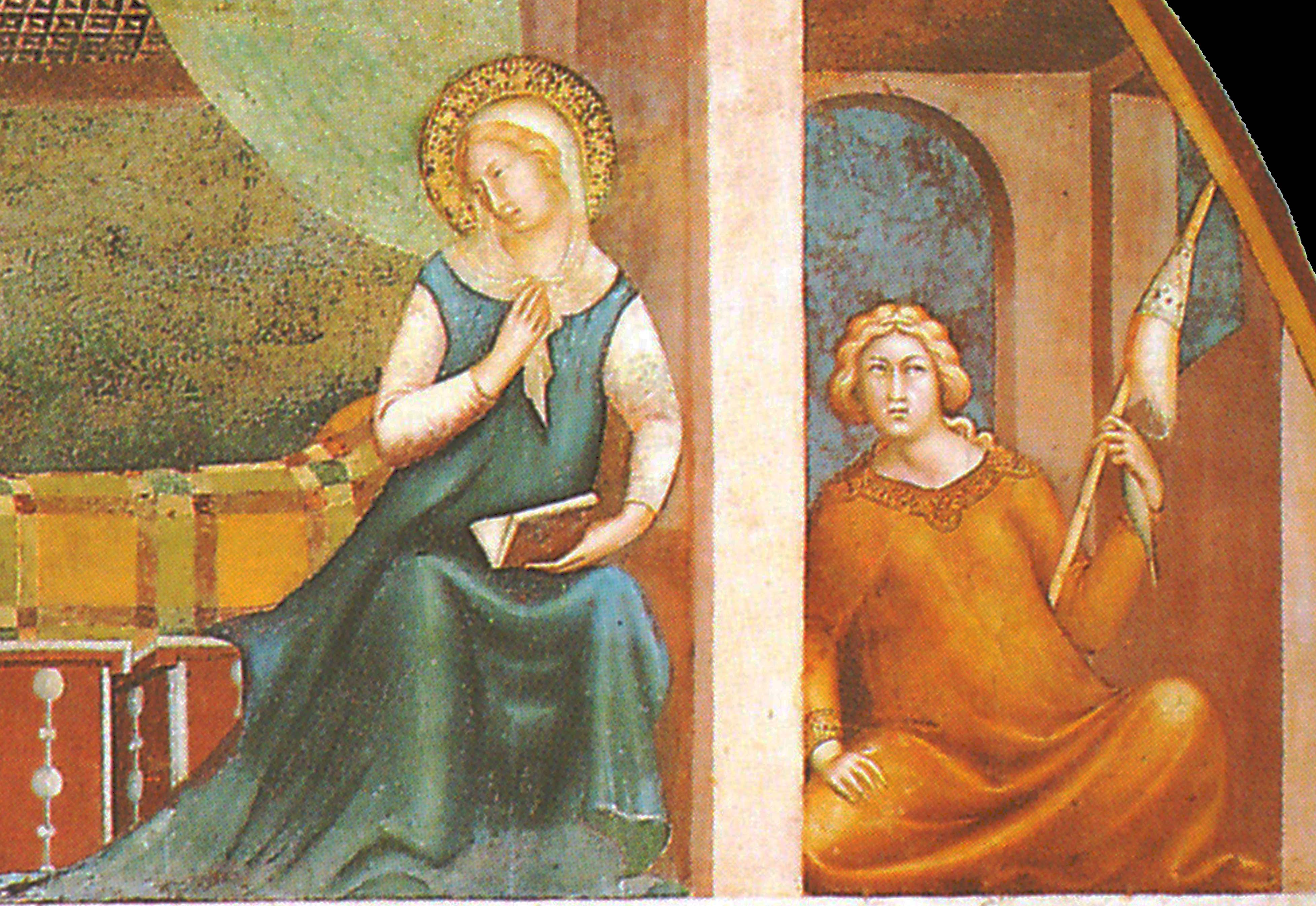
Barna da Siena ou Limmo Memmi, Annonciation (détail), 1335-1350, San Gimignano.

#### La Vierge au livre
À partir du XIIIe siècle, en Occident, voire de la deuxième moitié du XIIe siècle en France, Marie cesse de puiser de l'eau ou de filer la pourpre du Temple conformément à l'indication des textes apocryphes ; désormais elle est représentée en train de lire un livre,, Contrairement aux représentations byzantines, la Vierge Marie occidentale médite donc sur un texte qui, selon les Pères de l'Église, correspond au livre d'Isaïe dans lequel la tradition chrétienne lit une annonce de l'Incarnation : Ecco Virgo concipiet. Marie est comparée par des auteurs du Moyen Âge à un livre qui contient en elle la Sagesse divine. Les artistes remplacent parfois la Bible par un missel ou un livre d'Heures, plus facile à manipuler, montrant ainsi aux fidèles un exemple de dévotion qu'ils peuvent suivre dans leur vie quotidienne.
Marie peut lire ce livre debout, assise, à genoux sur un prie-Dieu. Le livre peut être ouvert ou fermé, tenu d'une main ou posé sur les genoux. À partir du XIVe siècle, il est souvent disposé sur un lutrin, qui peut constituer une séparation entre l'ange et Marie, ou sur la tablette d'un prie-Dieu, voire posé à même la banquette sur laquelle elle est assise.

### Iconographie de l'ange

#### Un ou plusieurs anges
L'Évangile selon Luc ne mentionne que l'archange Gabriel. Pourtant, certains peintres représentent deux ou trois anges, comme Bernardo Daddi au XIVe siècle, Fra Filippo Lippi en 1443. Après le concile de Trente, Gabriel reçoit une escorte d'anges.

#### L'attitude de l'ange
Debout dans les représentations du Moyen Âge, l'ange est agenouillé durant une période intermédiaire, puis il vole.
La station debout, la plus fréquente en France et en Italie jusqu'au XIIIe siècle, souligne son autorité et l'importance de son rôle de messager.
On le retrouve fréquemment agenouillé à partir du XIVe siècle en Italie, mais rarement dans l'art mural en France. Il peut aussi avoir un seul genou à terre, surtout à partir du XVe siècle. Ces attitudes, comme celles de Marie à la même époque, mettent l'accent sur son humilité à l'égard de la Vierge, choisie par Dieu.
Ses gestes suivent la même évolution, avec un doigt pointé vers Marie, geste de l'orateur ou de l'empereur, ou un geste de bénédiction, index et majeurs collés ; à partir du XIVe siècle en Italie, l'ange croise les deux avant-bras sur la poitrine, signe de recueillement et d'humilité. On commence à trouver dès cette période des représentations où l'ange descend du ciel en volant, comme c'était déjà le cas dans l'Annonciation de la basilique Sainte-Marie-Majeure à l'époque romaine.
L'ange peut aussi désigner le ciel dont il transmet le message et qui lui confère son autorité, ou d'autres éléments de la composition. Parfois il tend le majeur ou le pouce, comme dans l'Annonciation de Lorenzetti à la Pinacothèque de Sienne. Dans l'Annonciation de Cortone par Fra Angelico, l'ange désigne Marie avec un index et le ciel avec l'autre. Il tient le bras plié à angle droit, pointé vers le ciel, dans l'Annonciation Recanati de Lorenzo Lotto.
Au XVIe siècle enfin, le concile de Trente, qui promeut un art religieux moins familier et plus majestueux, généralise la figure de l'ange volant dans les airs ou planant sur un nuage.
Dans l'art des catacombes, l'ange n'est pas encore pourvu d'ailes, qu'il obtient dès la période des grandes basiliques romaines. Certaines représentations modernes montrent à nouveau l'ange sans ailes.

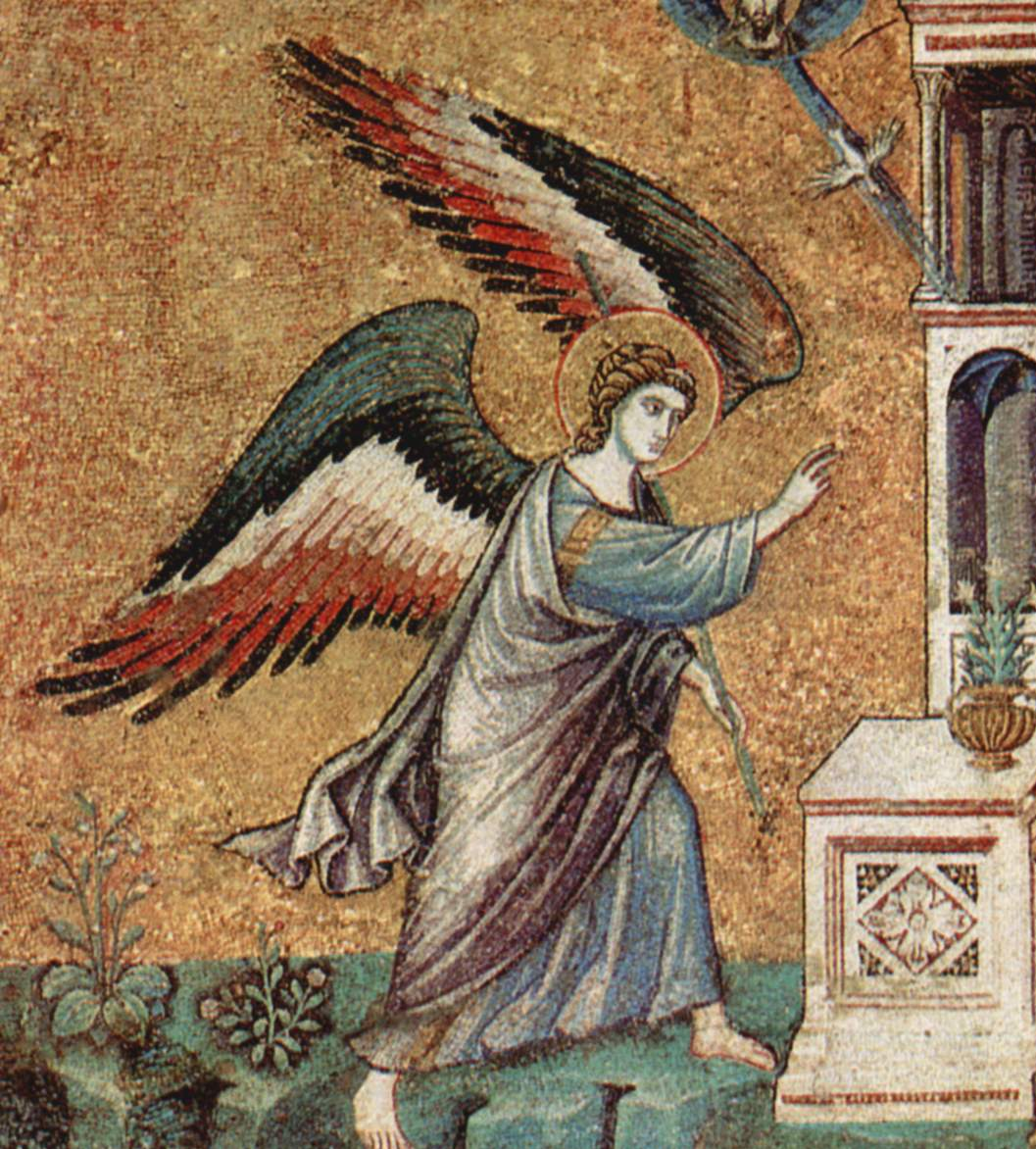
L'Ange debout : Pietro Cavallini, vers 1291 Rome.
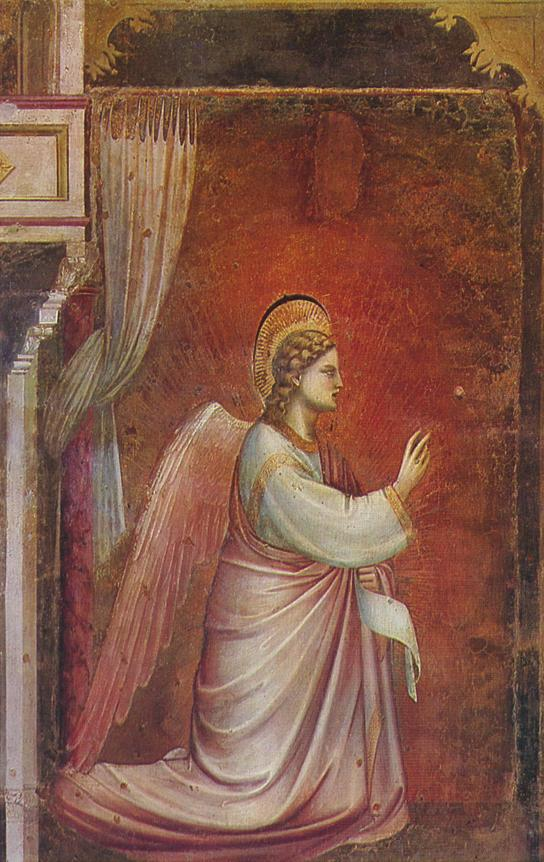
L'Ange à genou : Giotto, Padoue.
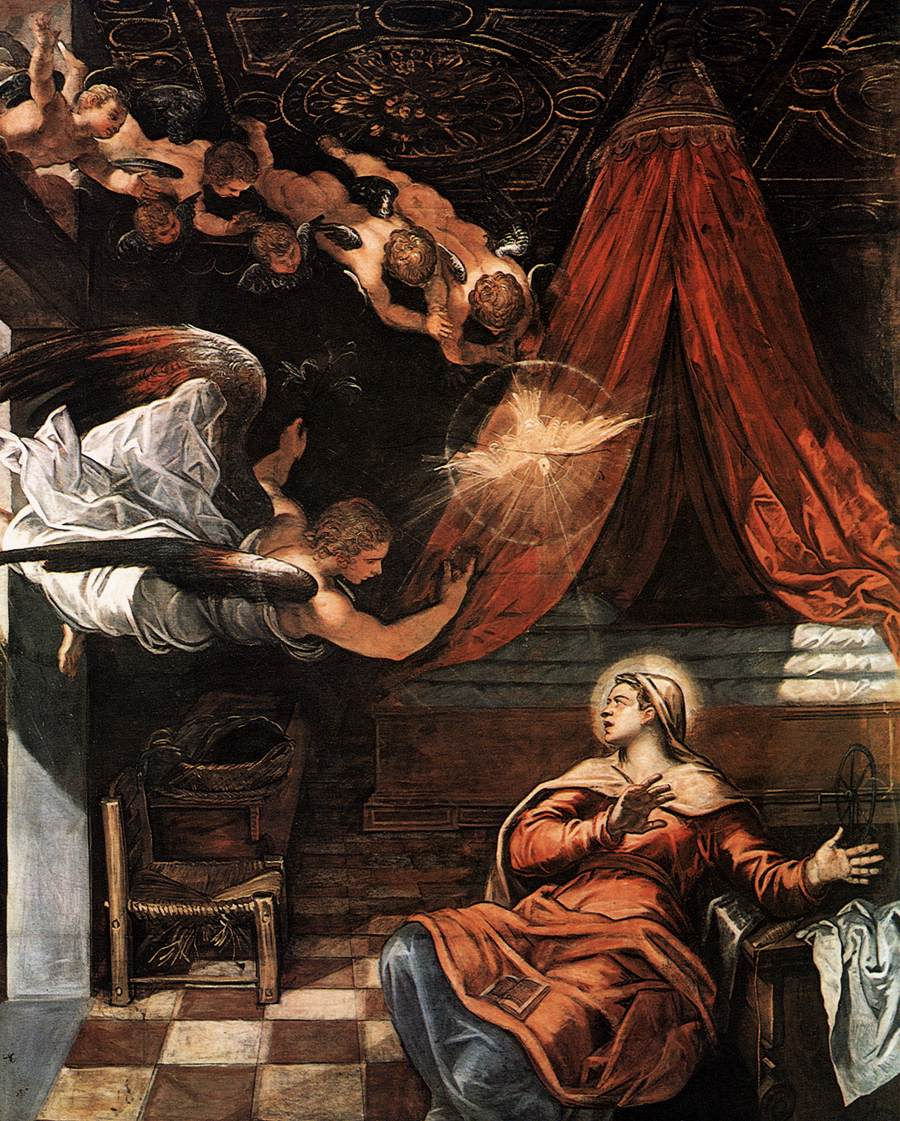
L'ange volant : Tintoret (détail), Venise.
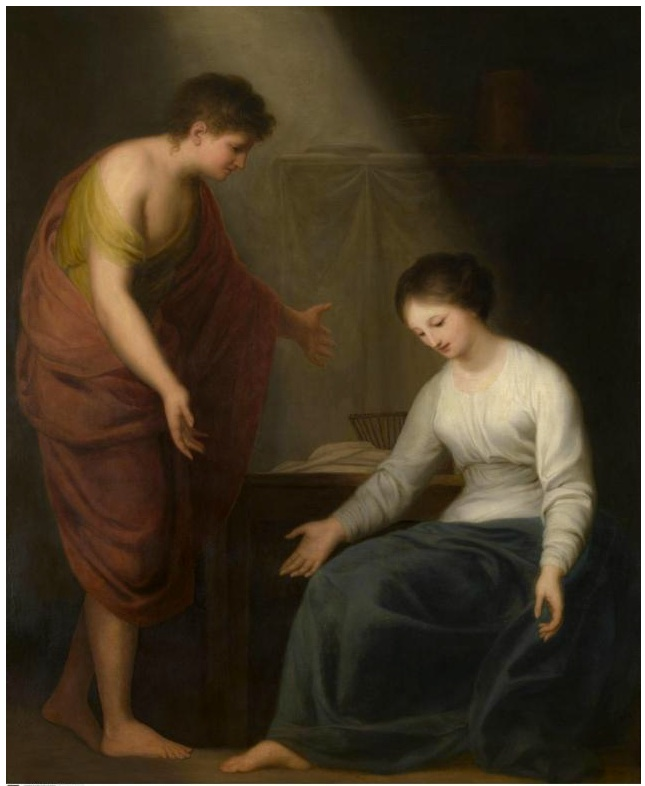
L'ange sans ailes : André Corneille Lens, XVIIIe siècle, Anvers.

#### Du sceptre au lys
L'ange peut porter un bâton avec pommeau, signe des hérauts emprunté à l'art byzantin, une croix ou un sceptre couronné d'une fleur de lys. À partir du XIVe siècle, le lys supplante les autres attributs de Gabriel en Occident. Il symbolise la pureté et la virginité de Marie par sa blancheur immaculée et ses fleurs non sexuées,. Le lys rappelle aussi que l'Annonciation a lieu au printemps, neuf mois avant Noël.
La tige comporte souvent trois fleurs, Marie étant vierge avant, pendant et après l'enfantement ; seule la première est épanouie au moment où advient l'Annonciation, les deux autres étant encore en bouton.
C'est à Florence, dont le symbole est un lys rouge, que s'impose cette fleur que l'ange tend à la Vierge. La ville rivale de Sienne tend donc à lui substituer un rameau d'olivier, comme dans l'Annonciation de Simone Martini.

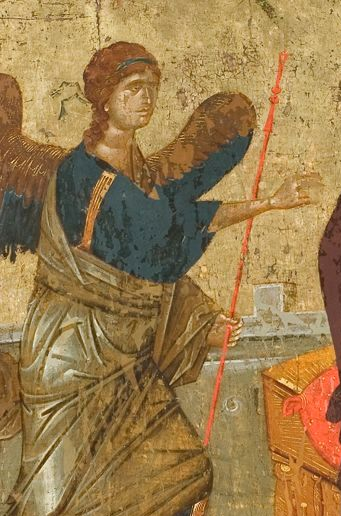
Le bâton : Icône de l'Annonciation (détail), XIVe siècle, Belgrade.
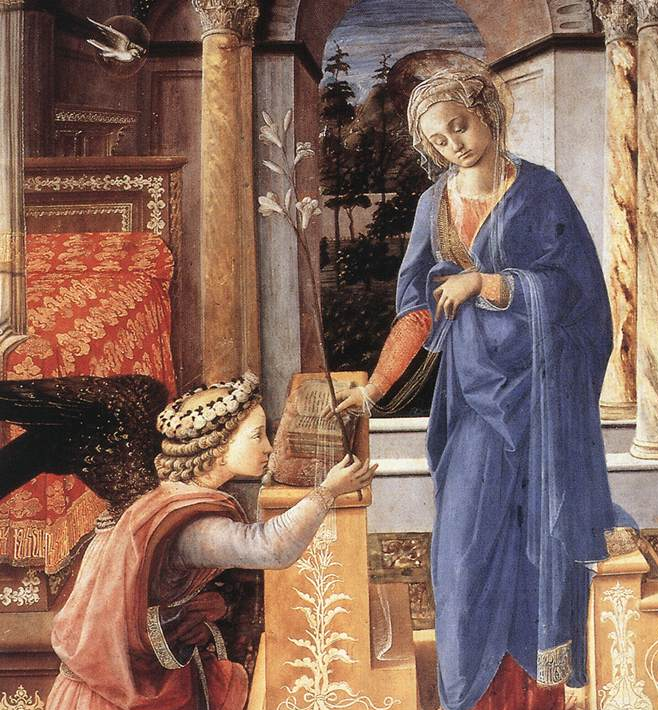
L'Ange tend le lys à Marie : Fra Filippo Lippi, Annonciation aux deux donateurs agenouillés (détail), Rome.
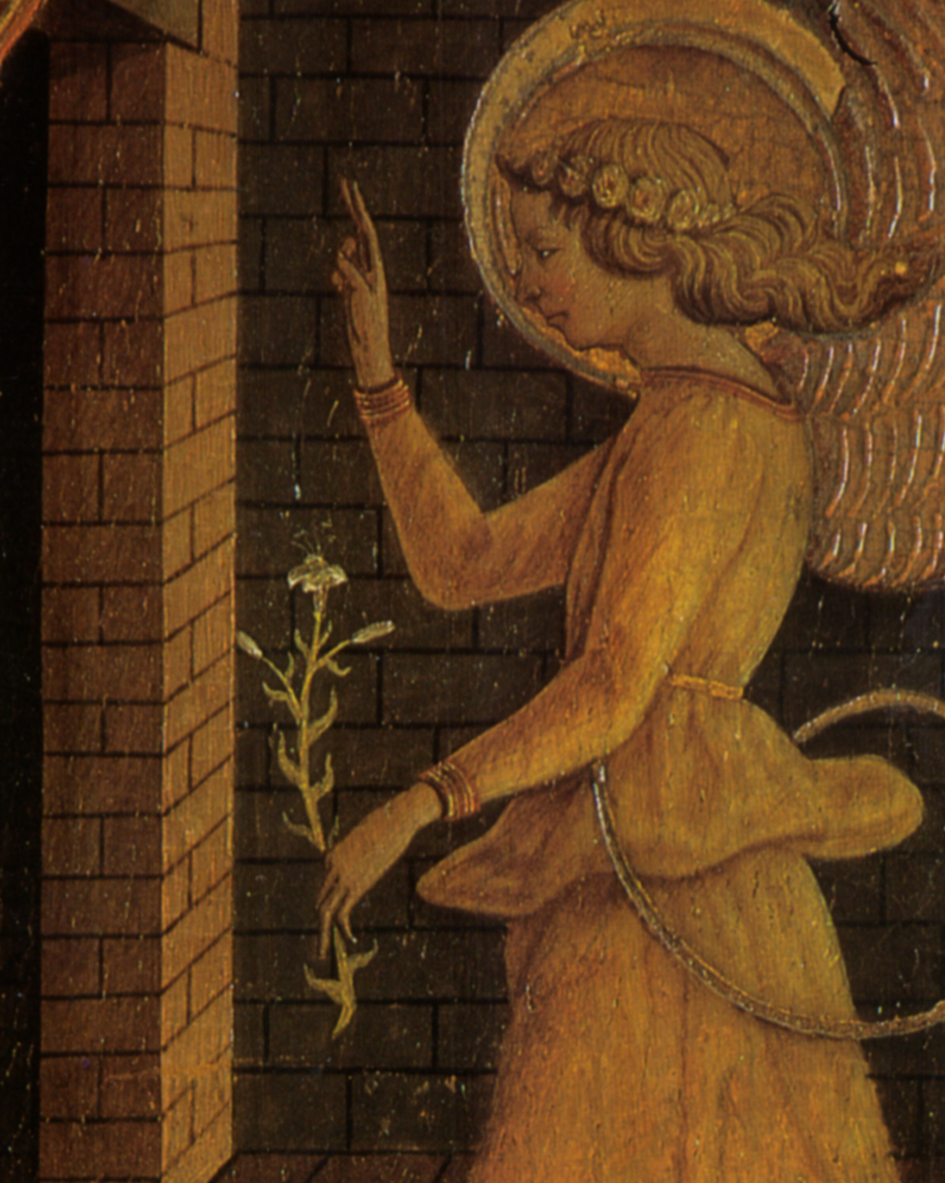
Une seule fleur éclose : Carlo Crivelli, Ange de l'Annonciation (détail); 1468, Massa Fermana.
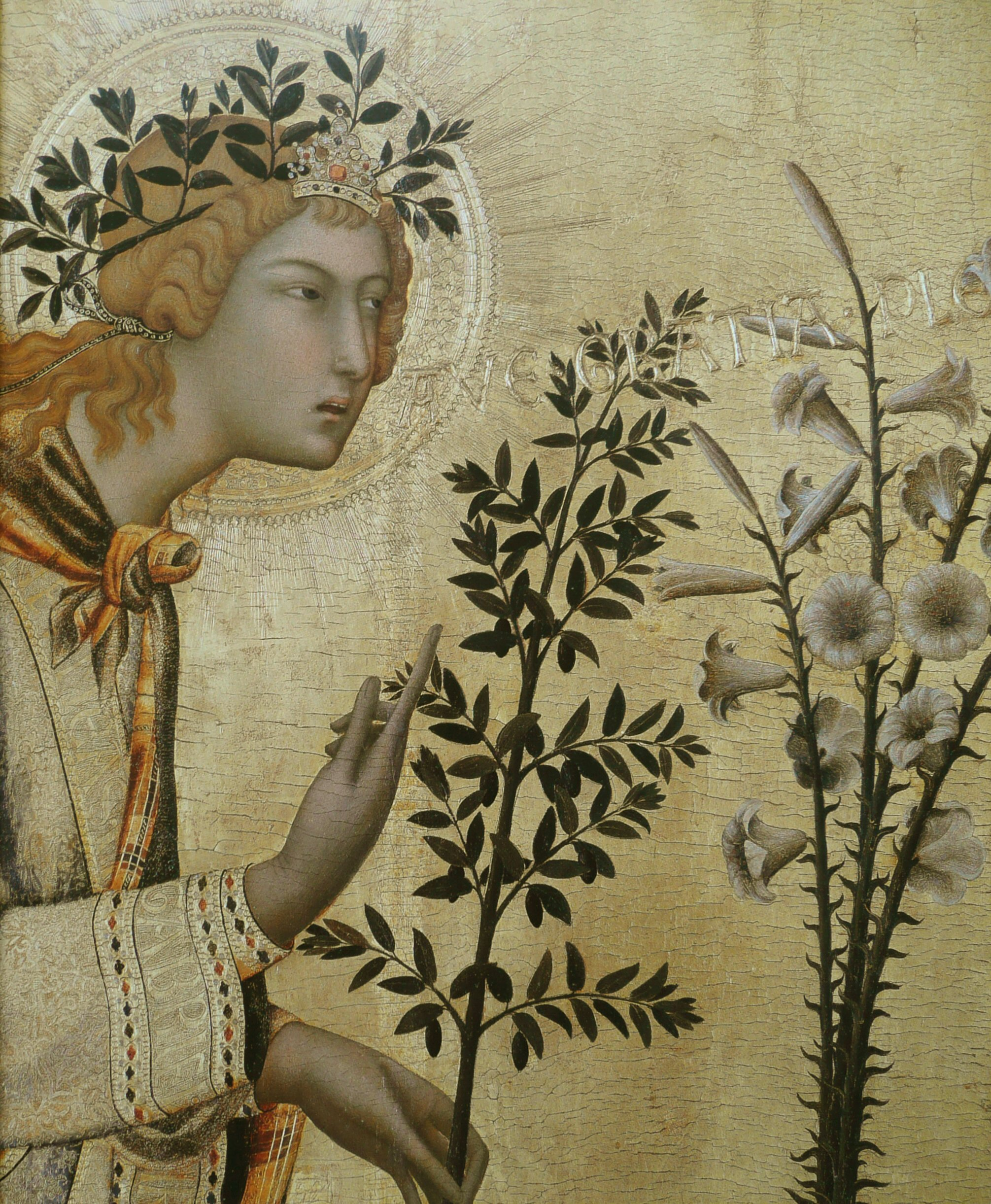
Le rameau d'olivier : Simone Martini, Annonciation (détail), 1333, Florence.

#### La palme, signe ambigu
Parfois, l'ange ne donne pas un lys, mais une palme à Marie. C'est le cas dans l'Annonciation de Piero della Francesca à Arezzo, ville dans laquelle l'utilisation de la palme était la règle plutôt que l'exception, comme dans l'Annonciation d'Ambrogio Lorenzetti à Sienne. Un palmier apparaît également juste en dehors du jardin clos de la Vierge dans l'Annonciation de Fra Angelico à Cortone.
Le motif de la palme peut renvoyer à une mention de Dante, qui indique dans le Paradis que l'ange « porta la palme à Marie, quand le Fils de Dieu voulut se charger de notre fardeau », ainsi qu'à certaines représentations de la palme dans l'imaginaire médiéval, selon lequel le palmier pouvait être fécondé par un souffle d'air. La palme est associée depuis l'Antiquité à la victoire, qui serait en l'occurrence celle de Marie, seule à avoir été choisie par Dieu entre toutes les femmes. Symbole de la victoire sur la mort obtenue à travers le martyre, la palme peut encore se référer à la mort d'Adam ou à la Crucifixion du Christ, toutes deux datées traditionnellement du 25 mars comme l'Annonciation.
Le thème de la mort conduit toutefois à associer le plus souvent la palme à la « Seconde Annonciation », c'est-à-dire l'annonce à Marie de sa mort prochaine. Cette annonce lui étant faite par le même archange Gabriel, l'interprétation de certains tableaux demeure donc incertaine, surtout si les autres attributs de la première Annonciation (colombe, paroles de Marie ou de l'ange) sont absentes.

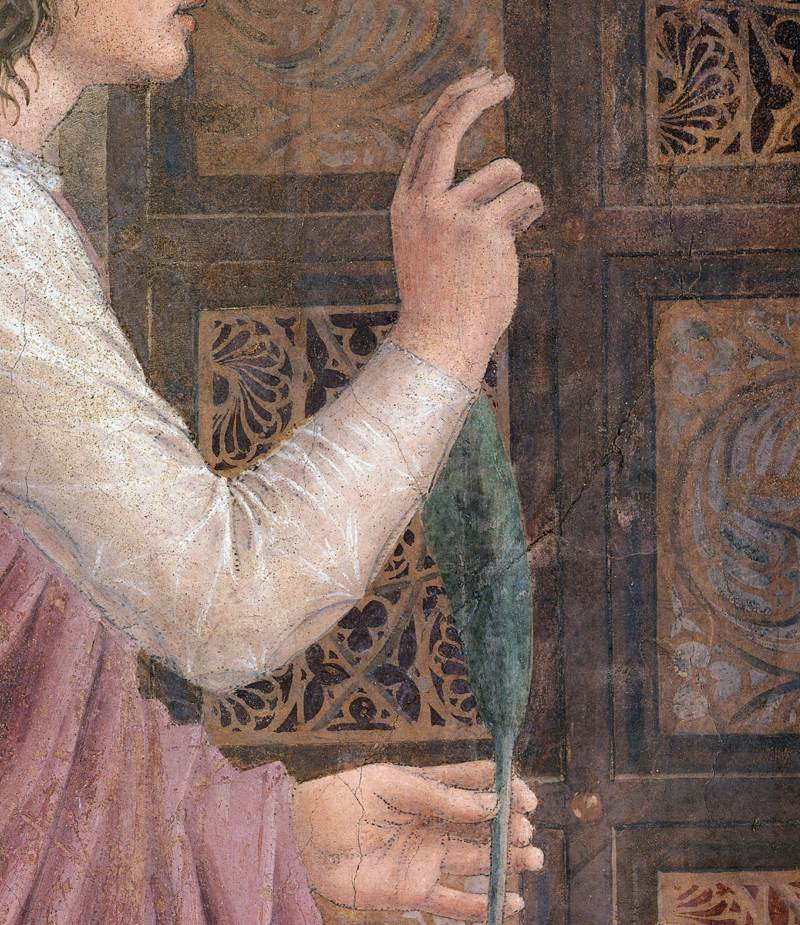
Piero della Francesca, Annonciation (détail), vers 1452-1466 Arezzo.
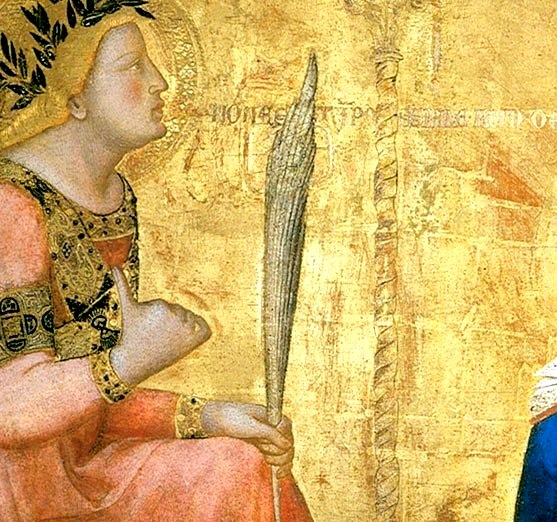
Ange à la palme : Ambrogio Lorenzetti, Annonciation, 1344, Sienne.
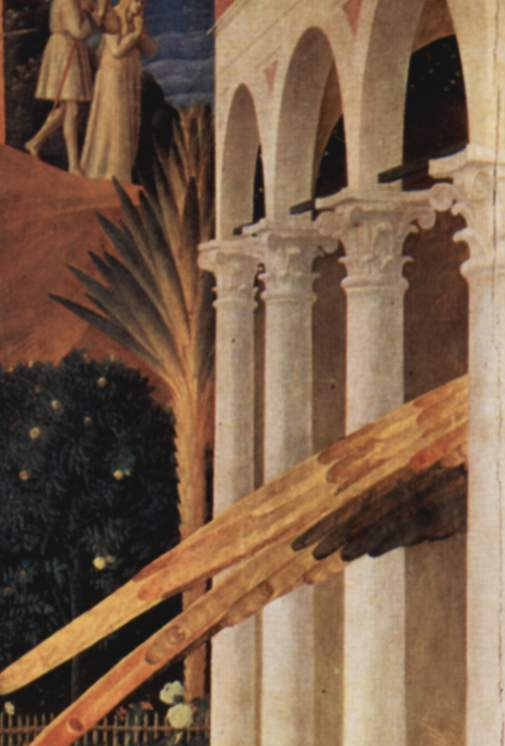
Palmier : Fra Angelico, Annonciation, 1433-1434, Cortone.

### La représentation de l'Incarnation et la Sainte Trinité
L'Incarnation se joue lors de l'Annonciation, au moment de son acceptation par Marie. Mystère absolu, l'entrée du divin, de l'infini, de l'incorruptible dans un corps humain, limité, mortel, est forcément incompréhensible et paraît proprement irreprésentable.
Si elle peut être symbolisée par plusieurs symboles évoqués plus loin, elle met d'abord en jeu les trois personnes de la Trinité : Dieu le Père qui confie sa mission à Gabriel ; le Saint-Esprit qui, envoyé par Dieu, réalise l'Incarnation au contact de Marie ; le Fils lui-même, qui s'incarne dans le sein de Marie et représente également le Verbe selon l'Évangile selon Jean.

#### Figuration de Dieu le père
Dieu le père est représenté sous plusieurs formes. Dès le XIIe siècle, comme dans les mosaïques de Palerme et de Monreale, une simple main suffit à évoquer sa présence. Chez Bartolo di Fredi dans une fresque conservée au couvent Sant'Agostino de Monticiano, la main surgit du cadre de l'image et esquisse une bénédiction. À partir du XIIIe siècle, c'est le visage du Seigneur, soit jeune, soit vieux, qui apparaît en médaillon. La représentation la plus fréquente est, à partir du XIVe siècle, celle de Dieu en buste.

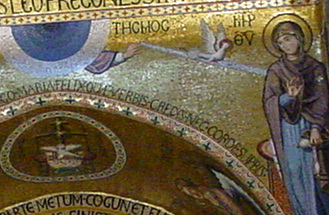
Annonciation (détail), milieu XIIe siècle Palerme.
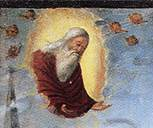
Carpaccio, Annonciation (détail), 1504, Venise.

#### La colombe du Saint-Esprit
Très souvent, dès le VIe siècle au moins, une colombe envoyée par Dieu descend du sommet du tableau en direction de Marie. L'Évangile selon Jean décrit en effet la descente du Saint-Esprit sous la forme d'une colombe lors du baptême de Jésus. Cette forme est, dans la description de l'Annonciation par Luc, assimilée à l'« ombre » qui enveloppe Marie : « Le Saint-Esprit viendra sur toi, et la puissance du Très-Haut te couvrira de son ombre » : c'est le cercle d'ombre représenté par Poussin dans une Annonciation conservée à la National Gallery.
Son parcours est signalé par une traînée dorée. Elle peut en être au début de ce parcours, quittant à peine les mains de Dieu, ou au contraire atteindre Marie, presque au point de la toucher. Elle tend à constituer un véritable personnage au même titre que l'ange, faisant du tableau un faisceau de convergences vers Marie.
La colombe participe à la représentation de l'Incarnation, qui se réalise à la fois par la parole de l'Ange (le Verbe) et par la chair. Tout se passe comme si l’acceptation par la Vierge (« qu’il me soit fait selon ta parole ») réalisait l’Incarnation, selon un mode performatif qui était déjà celui de la Création du monde. Elle joue donc un rôle central dans un tableau tel que L'Incarnation du Christ de Piero di Cosimo, consacré à la réalisation de ce dogme sans pour autant représenter l'épisode de l'Annonciation dans son ensemble.
Lorsqu'elle atteint Marie, elle peut entrer en contact soit avec son ventre, soit avec sa tête. En effet, c’est par l'oreille que pénètre la « semence » divine selon certains théologiens : le Christ, qui est le Verbe incarné, serait entré par l'oreille de Marie en même temps qu'elle entendait le message de l'ange. Cosmè Tura montre ainsi la colombe volant au plus près de l'oreille de Marie dans une Annonciation dont les deux panneaux encadrent un orgue, contribuant peut-être à une mise en scène musicale.

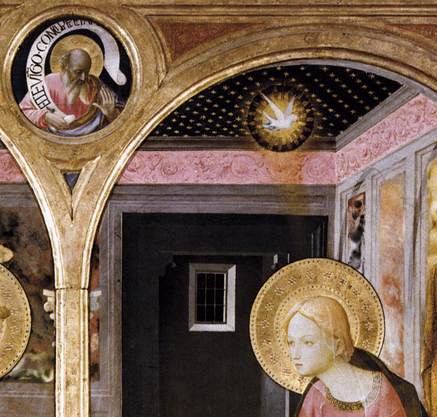
Fra Angelico, L'Annonciation de San Giovanni Valdarno (détail), 1430-1432.
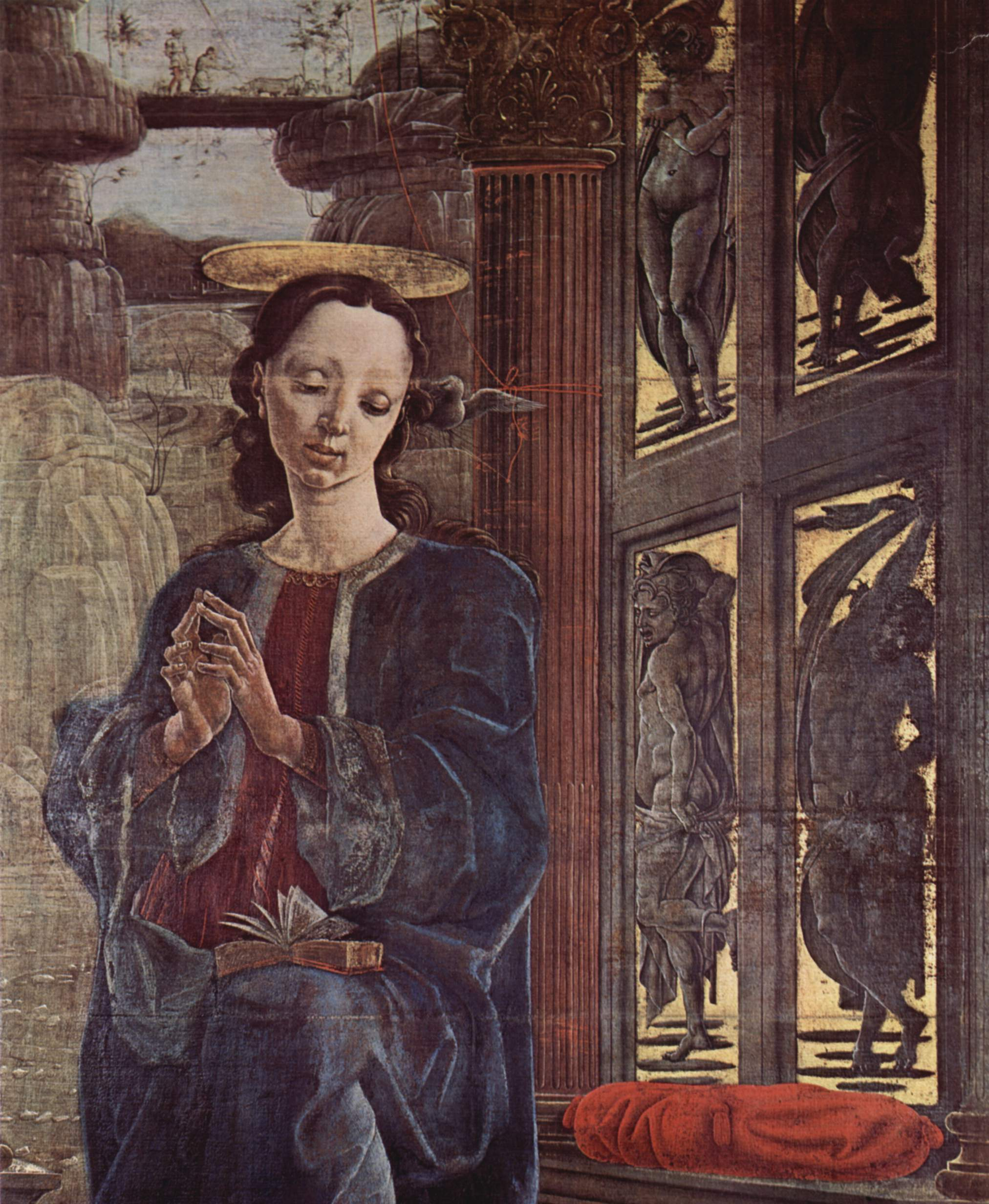
Cosmè Tura, panneaux d'orgue (détail), 1655-1657, musée de la cathédrale de Ferrare.
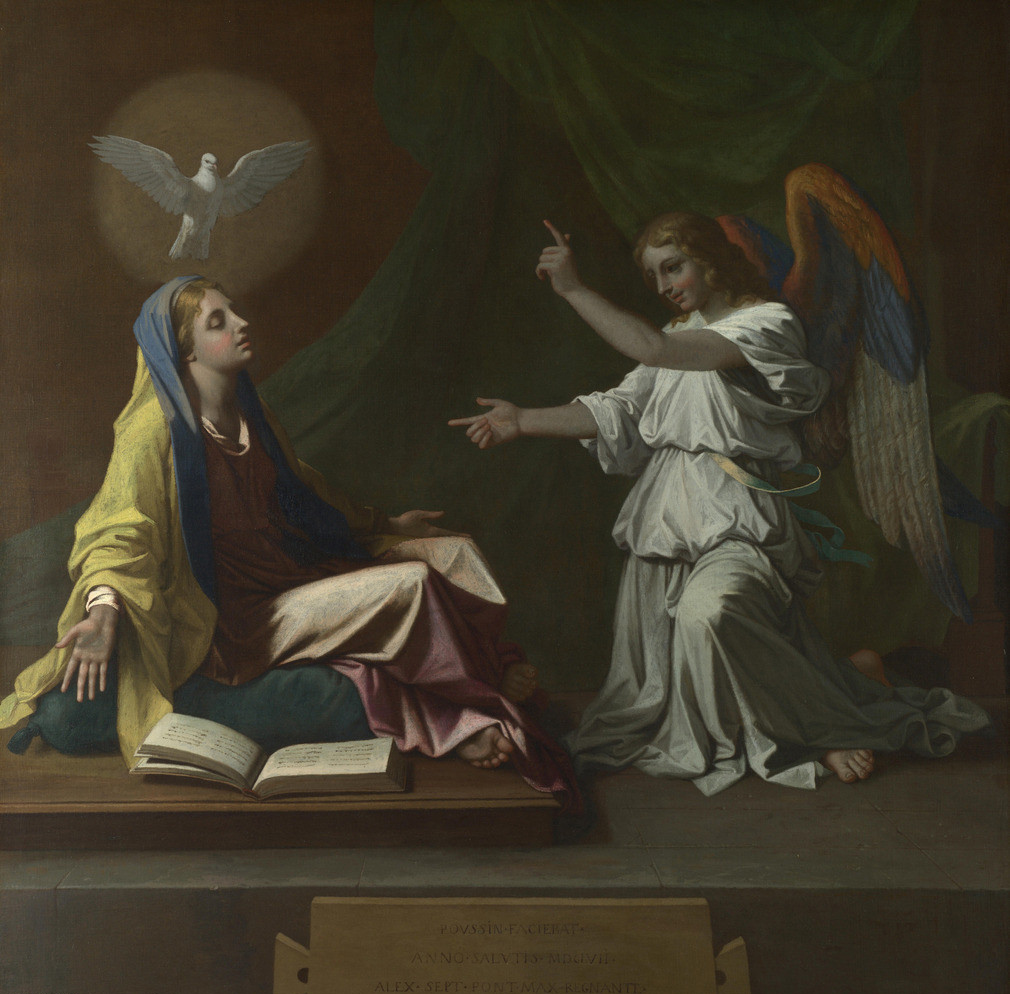
Nicolas Poussin, Annonciation, 1655-1657, Londres.

#### L'Enfant Jésus
À la fin du dialogue entre l'ange et Marie, l'Incarnation est faite et la semence divine a été déposée en Marie.
Des représentations byzantines ou russes, par exemple l'Annonciation d'Oustioug, montrent, dans le corps même de Marie, un Christ enfant déjà tout formé. Au XVe siècle en Occident, un homoncule, l'Enfant Jésus, qui peut porter une croix, se dirige parfois vers la Vierge à la suite de l'Esprit-Saint. Ces tableaux illustrent la doctrine selon laquelle le Christ n'aurait pas été conçu in utero, mais serait entré tout formé dans le sein de Marie. Cette conception sera condamnée par le concile de Trente qui interdira les représentations du Christ en homoncule.

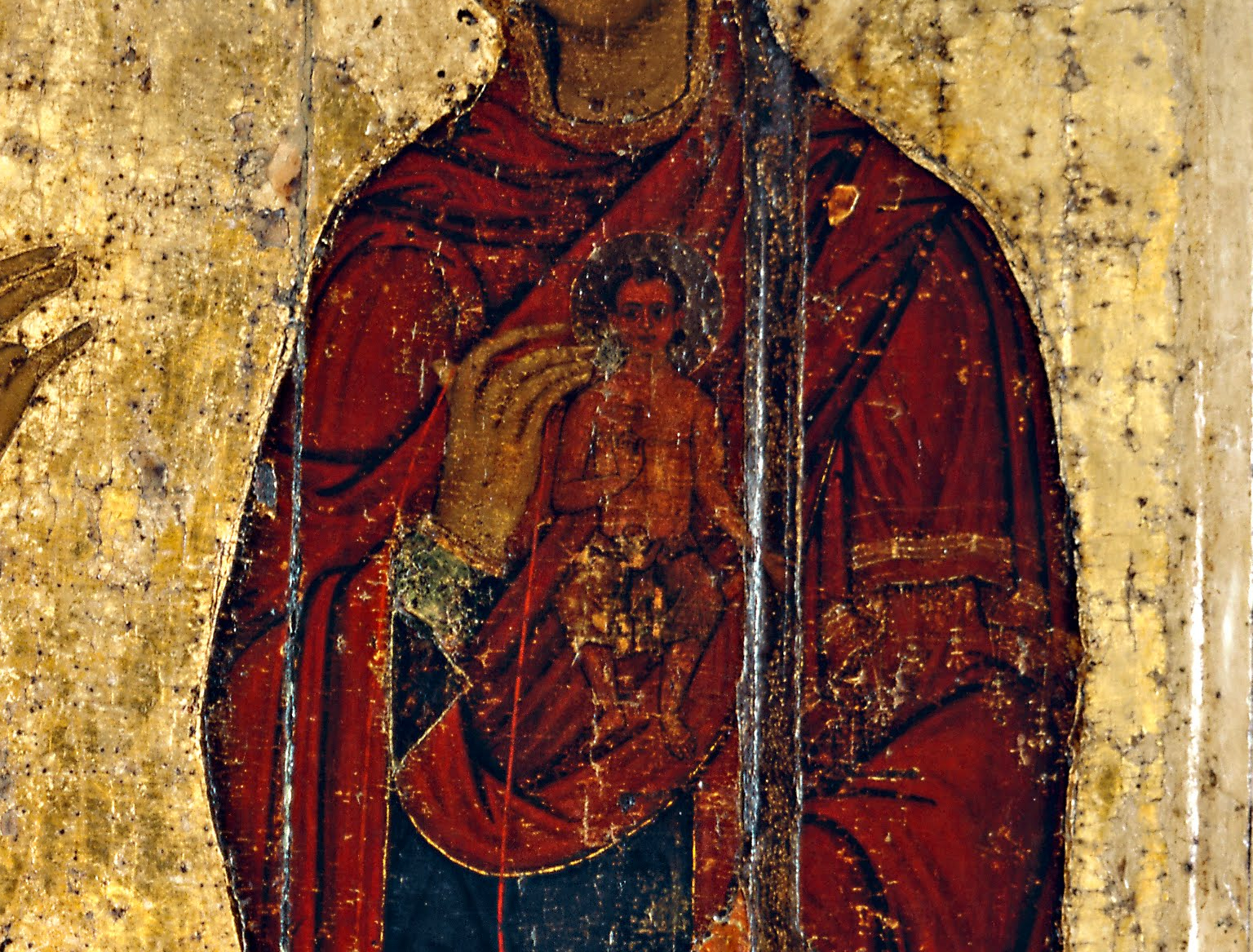
Annonciation d'Oustioug, détail, vers 1120-1120, Novgorod, Russie.
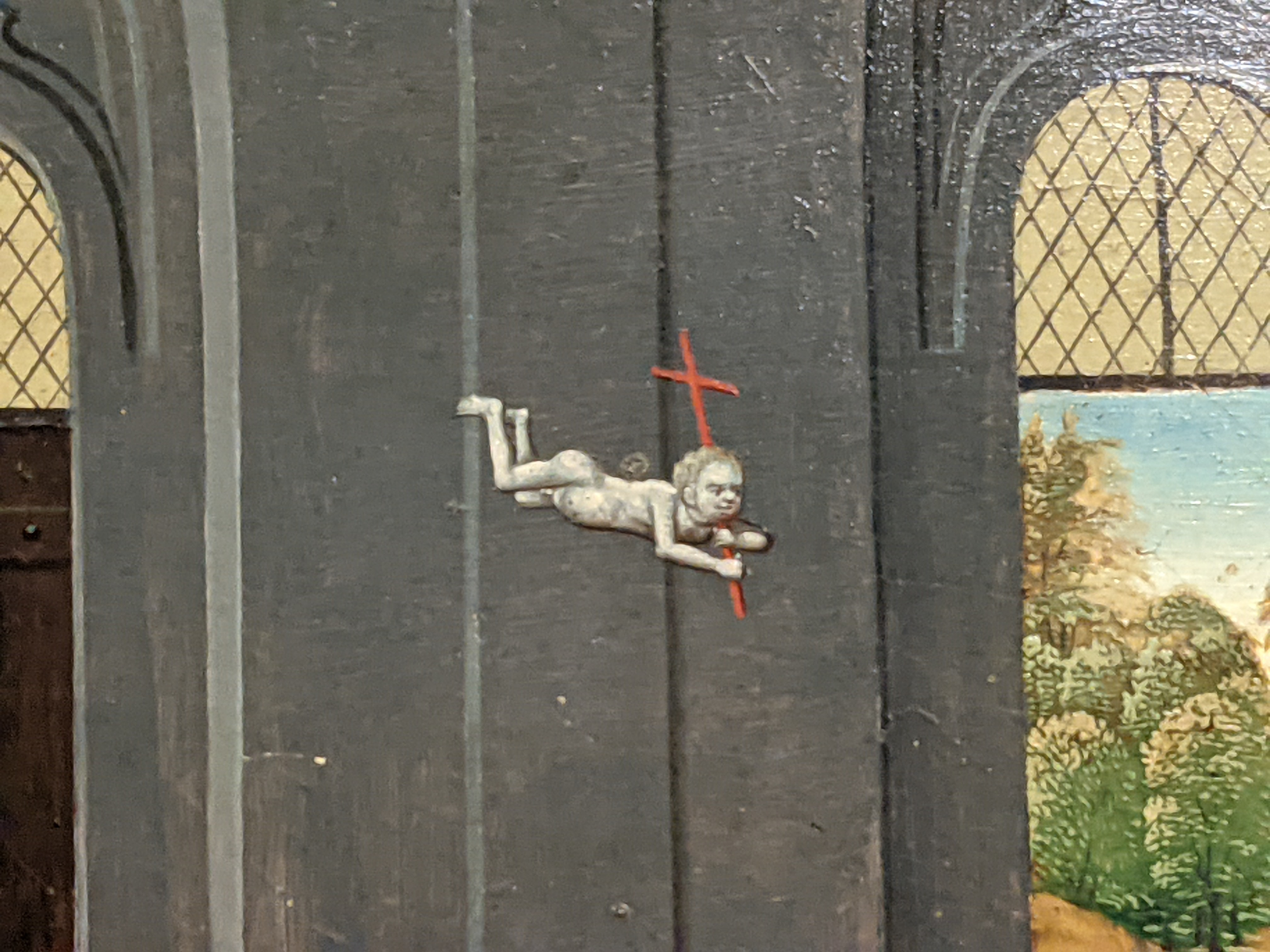
L'Enfant Jésus sous la forme d'un homoncule, Vie de la Vierge d'Aix-la-Chapelle par le maître éponyme, vers 1485.

#### Lumière ou Verbe
Si le Protévangile de Jacques et le Livre arménien de l'Enfance décrivent une conception par la Parole ou le Verbe, l'Évangile du Pseudo-Matthieu évoque une lumière divine. Les deux éléments, proches sur le plan théologique, apparaissent dans de nombreuses représentations de l'Annonciation où des rayons de lumière partent de Dieu ou du ciel pour rejoindre Marie. Dans la chapelle Scrovegni de Padoue, Giotto enveloppe l'ange dans un halo d'où semblent partir les rais de lumière qui retombent sur la Vierge.

Chapelle Scrovegni (détails)
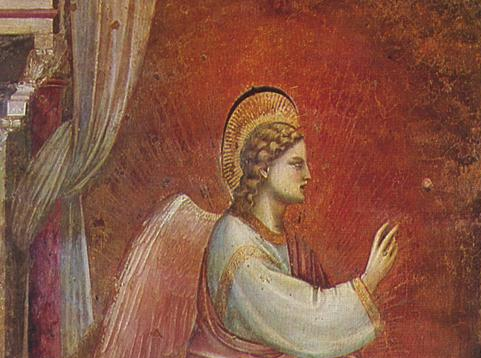
L'ange.
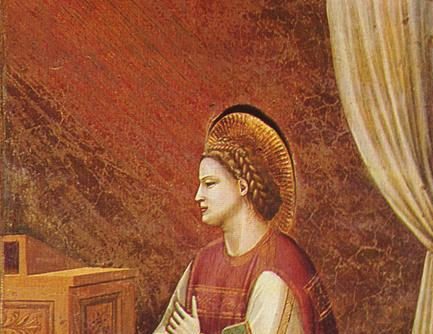
La Vierge.

### Le décor

#### Sols et murs
On constate dans les Annonciations italiennes un soin particulier consacré aux sols et aux murs.
Les sols marbrés sont récurrents, en particulier chez Fra Angelico ; le marbre multicolore, doté d'une certaine transparence, pourrait symboliser la virginité de Marie, mais ses teintes entrent aussi en dialogue avec les couleurs bleu et rouge du vêtement de Marie. Dans Fra Angelico, dissemblance et figuration, Georges Didi-Huberman voit dans ces teintes mélangées, comme liquéfiées, une sorte de limon symbolique de l'Incarnation : celle-ci consiste en la formation du Christ dans le corps de Marie, de même qu'Adam a été modelé avec de la terre, deux événements qui se sont déroulés un 25 mars.
Le sol en pavement, quant à lui, pose le fondement d'une construction de l'espace en perspective. L'espace peut alors être fermé par des murs en marbre coloré, comme chez Benedetto Bonfigli ou Giovanni Bellini. Dans l'Annonciation de Piero della Francesca à Pérouse, c'est un pan de marbre coloré qui contient un point de fuite particulièrement marqué.

Marbres colorés
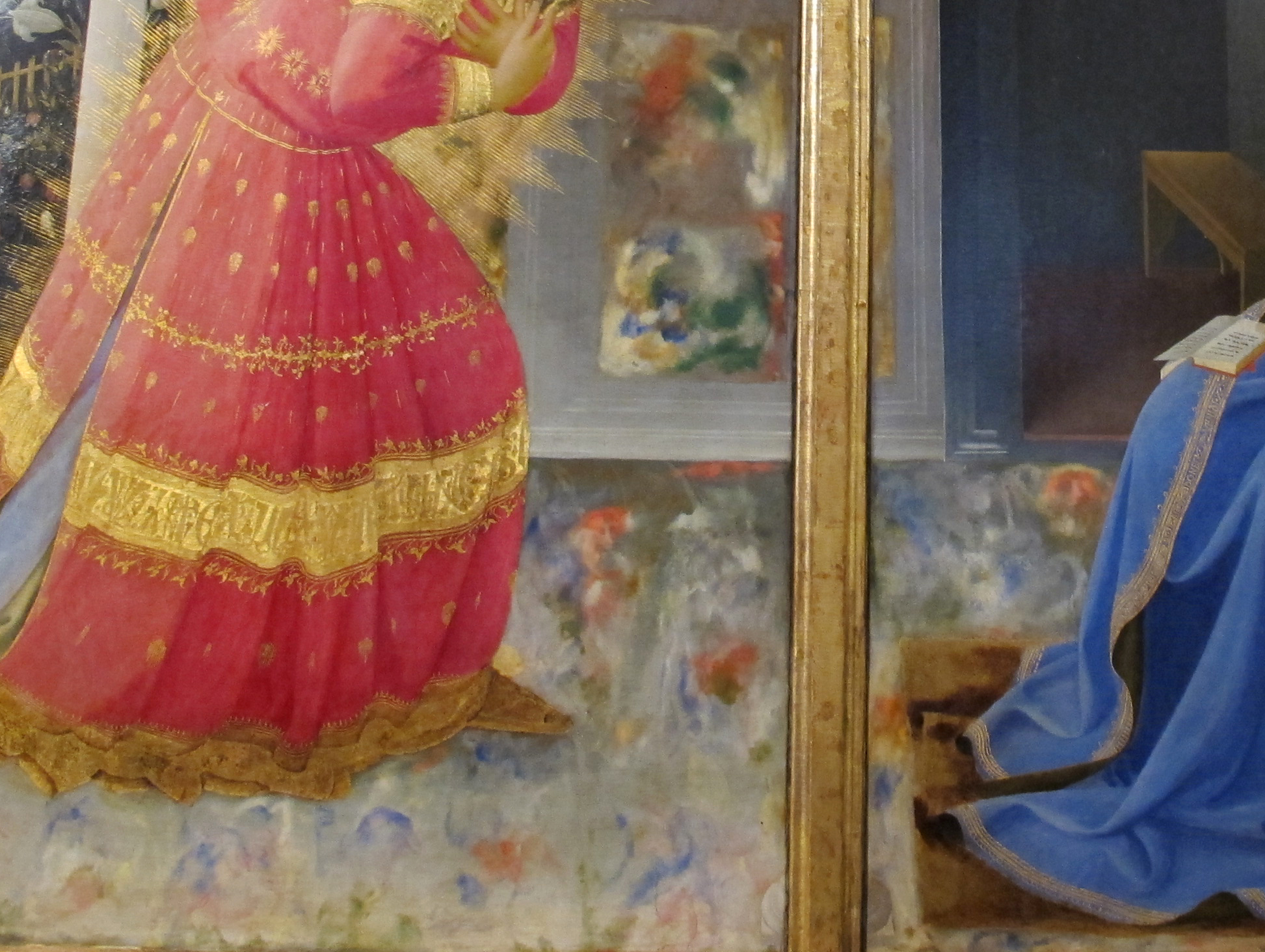
Fra Angelico, Annonciation, 1430-1432, San Giovanni Valdarno.
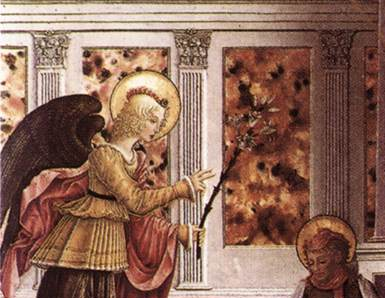
Benedetto Bonfigli, Annonciation (détail), 1455-1460, Pérouse.
Giovanni Bellini, Annonciation (détail), vers 1500, Venise.

#### La colonne

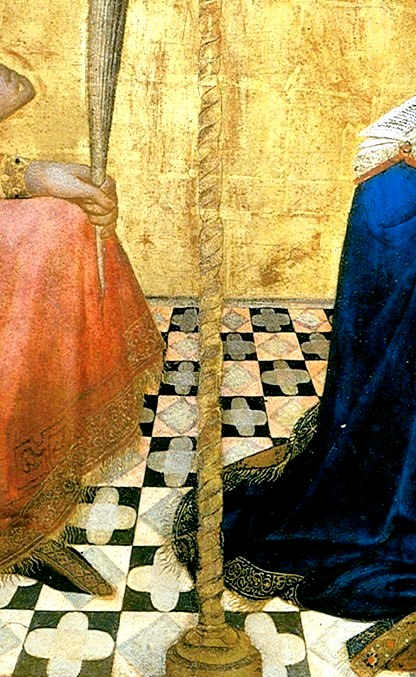
Ambrogio Lorenzetti, Annonciation (détail), 1344, Sienne.

La colonne est chargée de nombreuses significations dans les écrits chrétiens : fondement du cosmos, présence de Dieu, l'Église, le Christ et ses vertus, apôtres ou saints... Ces symboles se retrouvent dans l'art dès l'époque paléochrétienne : la colonne peut symboliser l'Église ou le Christ, dans une mise en scène souvent liée au thème de l'Incarnation.
Dans la représentation de l'Annonciation, la colonne sépare le monde humain, auquel appartient la Vierge, du monde céleste duquel provient l'ange. Ainsi dans l'Annonciation d'Ambrogio Lorenzetti en 1344, la colonne centrale fait partie du fond d'or dans sa partie supérieure, qui est incise et non peinte, et du monde matériel dans sa partie basse, où elle passe devant le pavage et la robe de Marie. Ce passage de la lumière divine, incommensurable, à un espace mesurable serait selon Daniel Arasse une figuration de l'Incarnation.
La valeur symbolique de la colonne est manifeste lorsqu'elle ne semble pas réellement soutenir le bâtiment, comme c'est le cas dans l'Annonciation de Bartolomeo Bonone à Bobbio. Dès lors la colonne, lorsque sa présence paraît ostentatoire, incongrue, parfois même contradictoire avec l'organisation architecturale de l'espace, est utilisée pour exprimer le sacré, ce qui ne peut être montré. Dans une Annonciation de Francesco del Cossa, une colonne massive au premier plan, qui devrait cacher Marie aux yeux de l'ange, symboliserait le Christ que Gabriel semble désigner du doigt.
L'art byzantin semble avoir emprunté le motif de la colonne à l'art occidental à la fin du Moyen Âge, en lui donnant une forme héritée de l'art hellénistique. L'art orthodoxe excluant toute représentation du Christ par des symboles, la colonne est plutôt associée à la Vierge et à sa pureté.

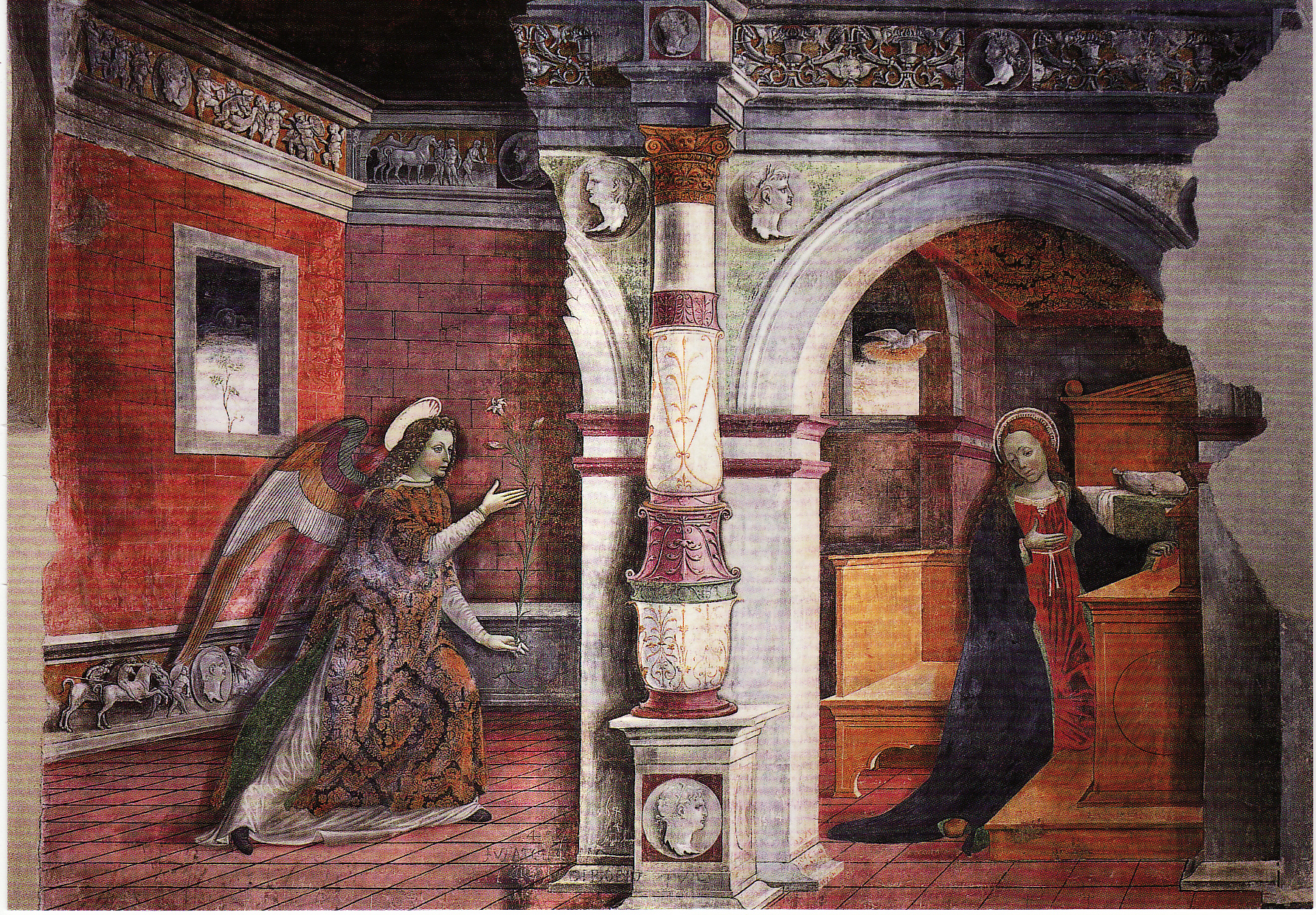
Bartolomeo Bonone, sans doute fin XVe siècle, cathédrale de Bobbio.
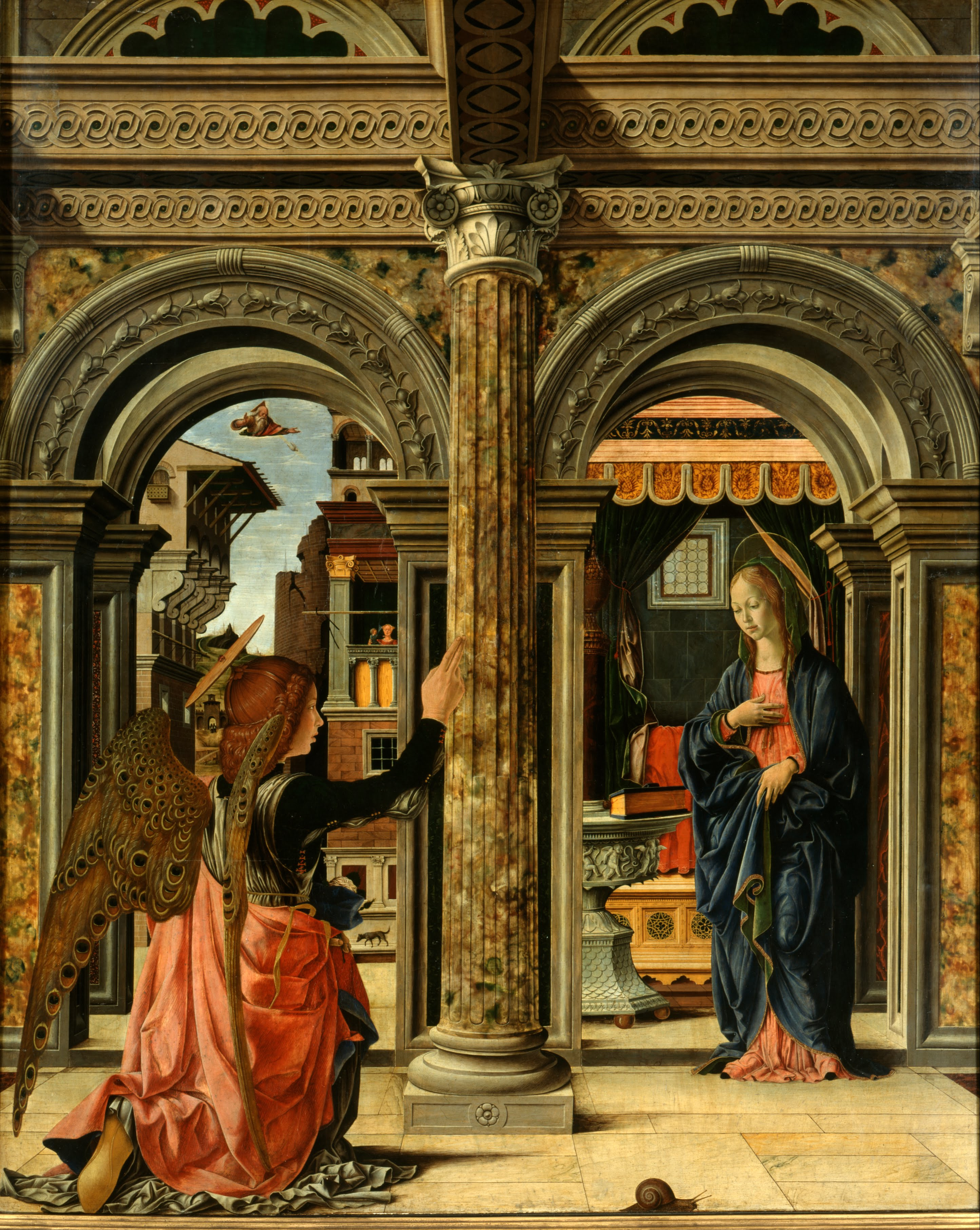
Francesco del Cossa, Annonciation, vers 1470, Dresde.

#### Le Temps
Entre le milieu du XVe siècle et le milieu du XVIIe siècle, toute une série de représentations de l’Annonciation (peintures murales, enluminures, panneaux sur bois ou toiles, gravures) comporte un sablier ou une horloge, comme l’a relevé Philippe Junod. La série donnant du sens, ces instruments peuvent être interprétés comme emblèmes d’un Temps Nouveau dans le cadre de l’iconographie chrétienne, traduisant l’Incarnation, l’instant où le Verbe se fait Chair, où l’Éternité devient Temps.

#### Le vase et les fleurs

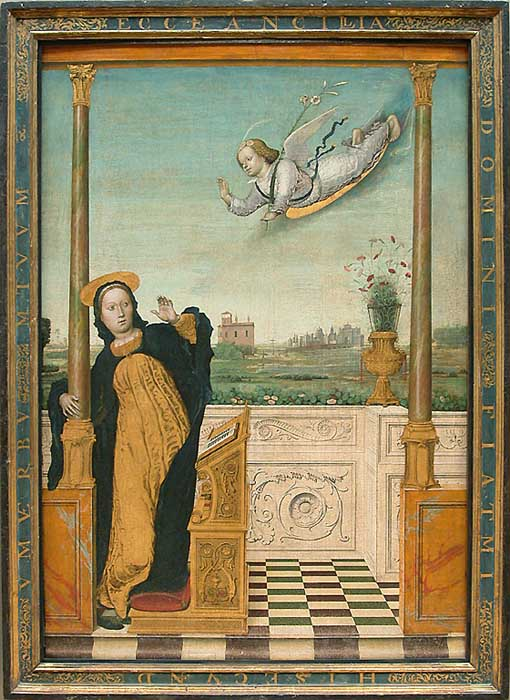
Carlo Braccesco, Annonciation, vers 1490-1500, Louvre.

Le vase, introduit par Duccio dans la tradition siennoise, est un symbole de la pureté de Marie, et la fleur représente le Christ par allusion à une phrase du Cantique des cantiques. Le vase de fleurs est donc selon Daniel Arasse une métaphore du Christ dans le corps de Marie, à moins qu'il ne faille y voir, hors de toute signification symbolique, que le contenant nécessaire pour placer les fleurs.
Marie elle-même, en effet, est comparée par les auteurs religieux à une fleur : comme l'Annonciation a eu lieu au printemps et que Nazareth signifie « fleur », la Légende dorée indique que « La fleur a voulu naître d'une fleur, dans une fleur, au temps des fleurs ». Le lys, en particulier, est associé à Marie, là encore par citation du Cantique des cantiques. Il peut figurer dans le vase, selon un motif inventé en France au XIIIe siècle, ou être tenu par l'ange comme c’est souvent le cas en Italie, ainsi que cela a été décrit précédemment.

#### L'arbre mort et l'arbre vivant
Dans certaines représentations, la perspective centrale aboutit, dans le lointain, sur deux arbres, l'un mort et desséché, l'autre verdoyant. Ces arbres illustrent la relation entre le début de la vie humaine du Christ, c’est-à-dire l'Annonciation, et sa fin sur la croix.

Piermatteo da Amelia, Annonciation Gardner, vers 1480,  Boston.
Domenico Beccafumi, Annonciation, 1546, Sarteano.

#### Le rideau entrouvert
En particulier en Italie, un rideau entrouvert pourrait symboliser un rite ancien d'union, ici entre le divin et l'humain, ou faire allusion au voile du Temple.
Le motif apparaît tout à droite dans l' Annonciation de la basilique Sainte-Marie-Majeure à l'époque romaine, où il s'oppose à l'édifice fermé figurant dans la partie gauche de la composition. Chez Agnolo Gaddi dans la cathédrale de Prato, l'écart particulier donné au rideau du côté de la Vierge pourrait signifier qu'elle sera la première à recevoir la révélation de l'Incarnation.

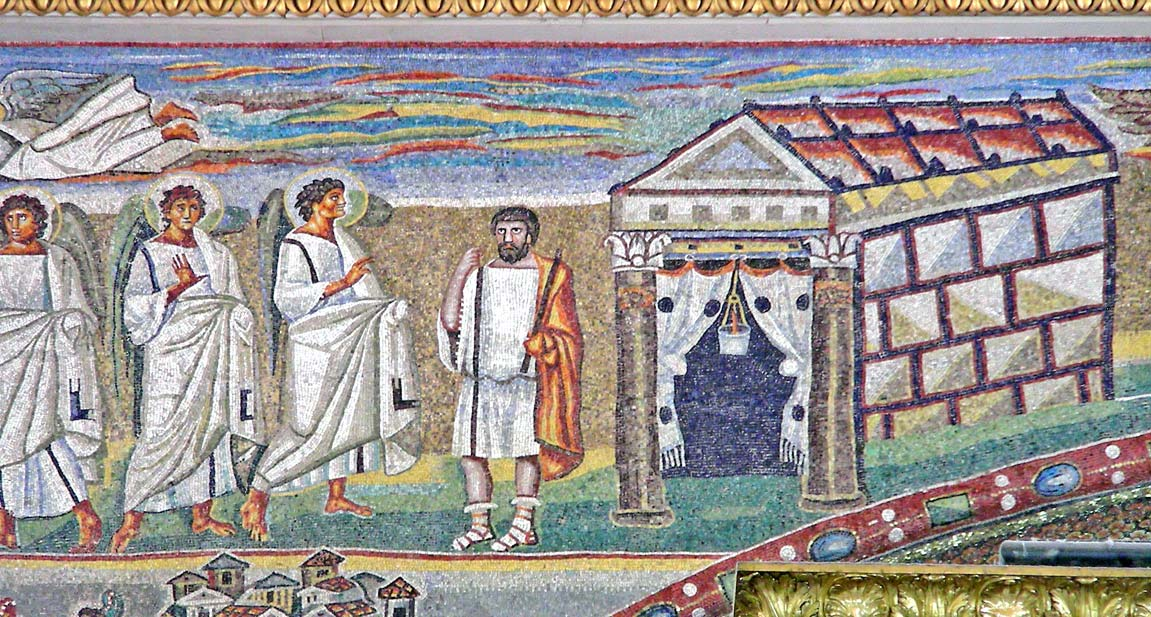
Annonciation de Sainte-Marie-Majeure à Rome, détail de la partie droite.
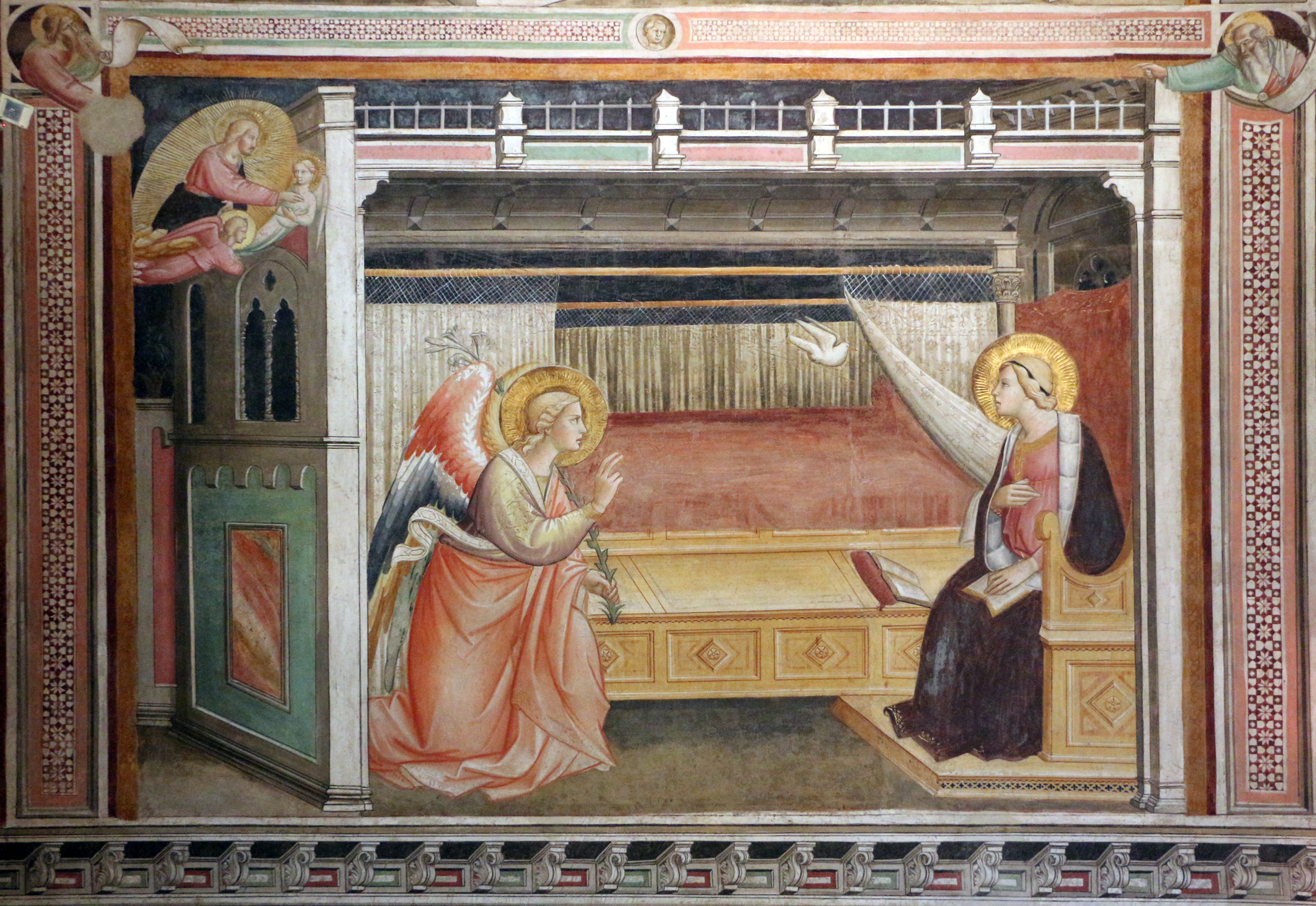
Agnolo Gaddi, 1392-1395, Prato.

#### Témoins et donateurs
Bien que les textes ne mentionnent que Marie et l'ange, les peintres ajoutent parfois des personnages supplémentaires. Ces personnages peuvent jouer un rôle de témoin, comme les anges évoqués précédemment. Ils peuvent aussi correspondre, comme dans de nombreuses représentations de la Vierge, aux donateurs ou à une corporation pour le compte de laquelle le tableau a été commandé.
Fra Filippo Lippi place les deux donateurs au premier plan d'une Annonciation, mais agenouillés. À Pérouse, dans une Annonciation de Niccolò di Liberatore, deux bienheureux présentent au premier plan les membres de la « Confrérie de l'Annonciation », petits personnages agenouillés et serrés les uns contre les autres, tandis qu'assistent également à la scène, outre Dieu et un groupe d'anges musiciens, deux jeunes personnages portant une auréole à l'arrière-plan : il s'agit d'un étendard porté par les membres de la Confrérie lors d'une procession organisée chaque 25 mars. Dans une commande des notaires de la même ville à Benedetto Bonfigli, c'est Luc l'évangéliste, narrateur de l'Annonciation mais aussi co-patron de la confrérie, qui est représenté avec son attribut caractéristique, le bœuf, tel un notaire apportant un témoignage irréfragable de l'accord passé entre l'ange et Marie.
À Ascoli enfin, le saint local Emidius, dans un tableau de Crivelli, présente à l'ange une maquette représentant la ville dans laquelle on célèbre l'autonomie accordée par le pape à cette ville le 25 mars 1582 ; l'arrière-plan montre une vision idéalisée de la ville, parcourue par de nombreux personnages dont un seul, une petite fille tout à gauche, semble remarquer le dialogue sacré entre l'ange et Marie.

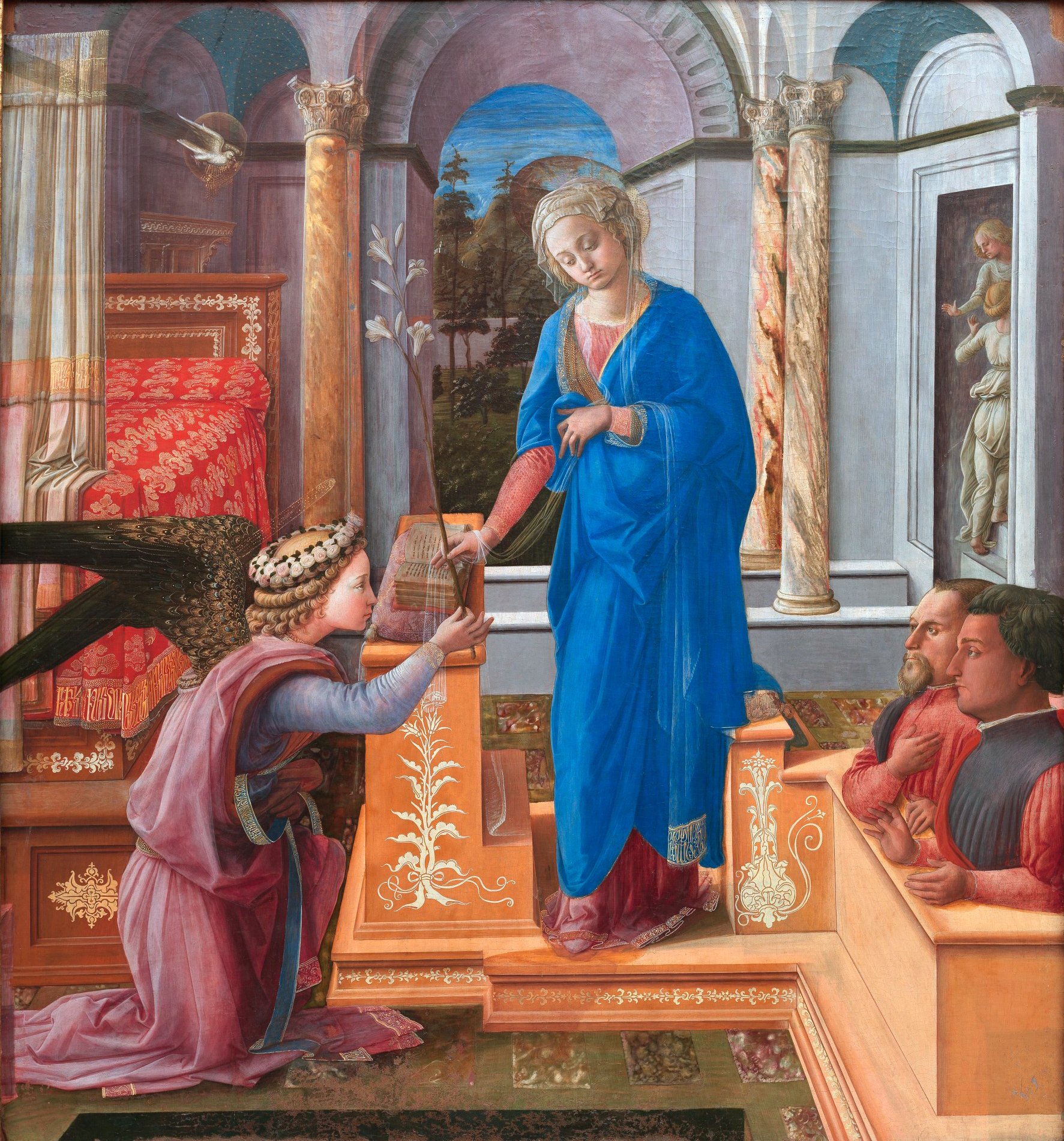
Fra Filippo Lippi, Annonciation avec deux donateurs agenouillés, vers 1440, Rome.
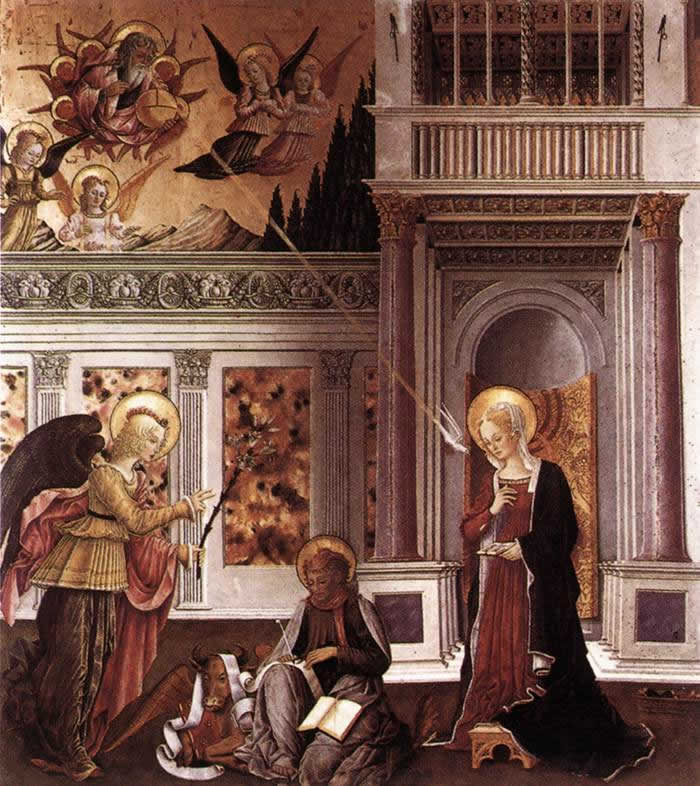
Benedetto Bonfigli, L'Annonciation, 1455-1460, Pérouse.
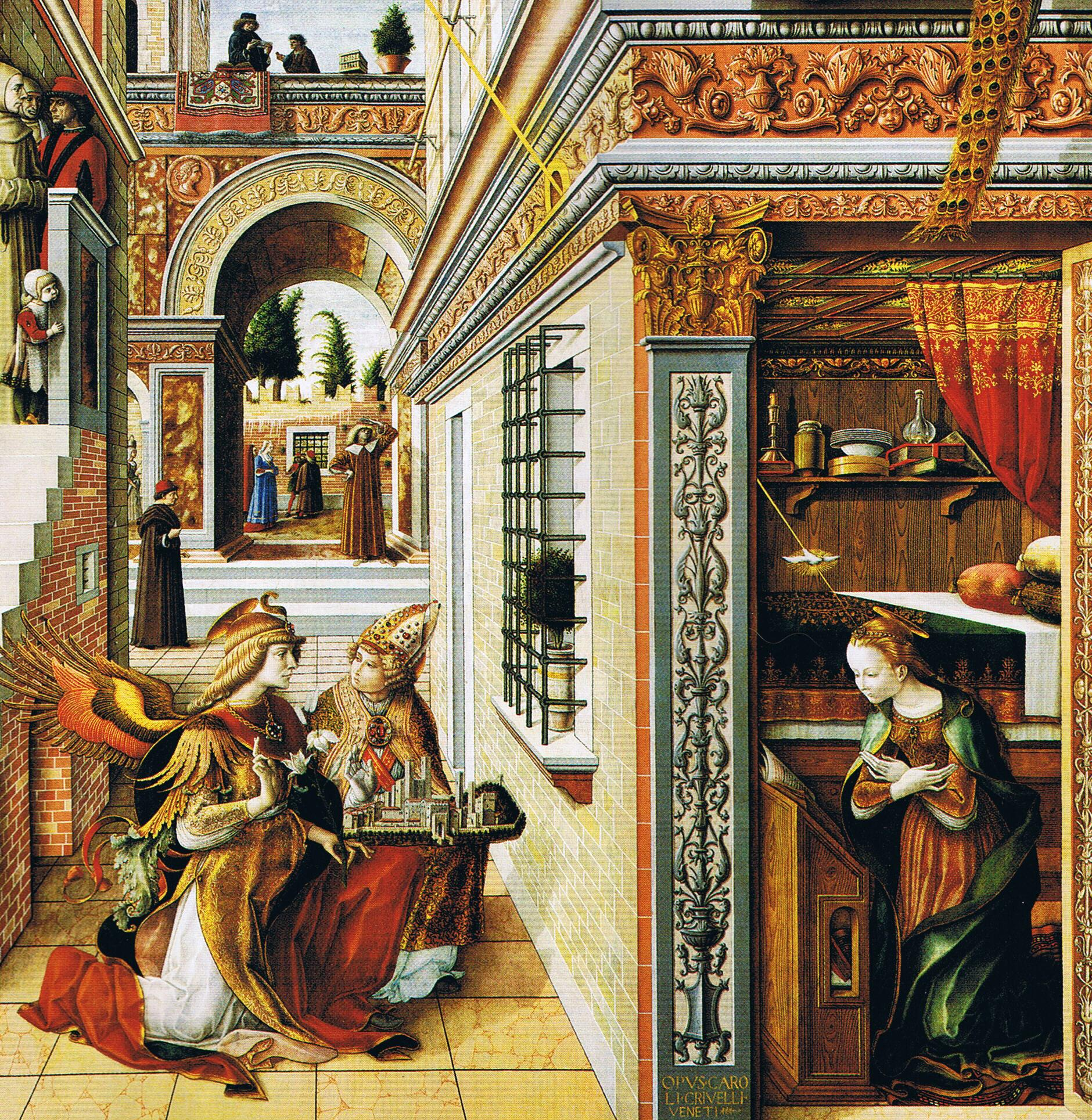
Carlo Crivelli, Annonciation d'Ascoli (détail), 1486, Londres.

#### Le jardin clos et la chasse mystique
En Italie, l'arrière-plan de l'Annonciation est parfois occupé par un jardin enclos de mur, évoquant le thème du hortus conclusus issu du Cantique des cantiques. Le jardin clos évoque Marie, protégée par sa virginité, mais aussi le jardin du Paradis dont Ève a été chassée. « La fleur du jardin, écrit Bernard de Clairvaux, est le symbole de la virginité dont la naturelle pudeur fuit le monde, aime la retraite et une vie austère. »
Le jardin clos est le théâtre même de l'Annonciation dans une représentation allégorique d'un genre particulier : la chasse à la licorne ou chasse mystique, que l'on trouve en Occident au XVe et au début du XVIe siècle avant sa condamnation par le concile de Trente. Marie est assise dans un jardin clos ou derrière une porte fermée, dans un décor rempli d'éléments symboliques : fontaine scellée, tour de David, tour d'ivoire. Une meute de chiens, représentant les vertus, est lancée par l'ange Gabriel à la poursuite d'une licorne. Celle-ci, symbole de chasteté puisqu'elle ne peut être capturée que par une vierge, se réfugie dans le sein de Marie.

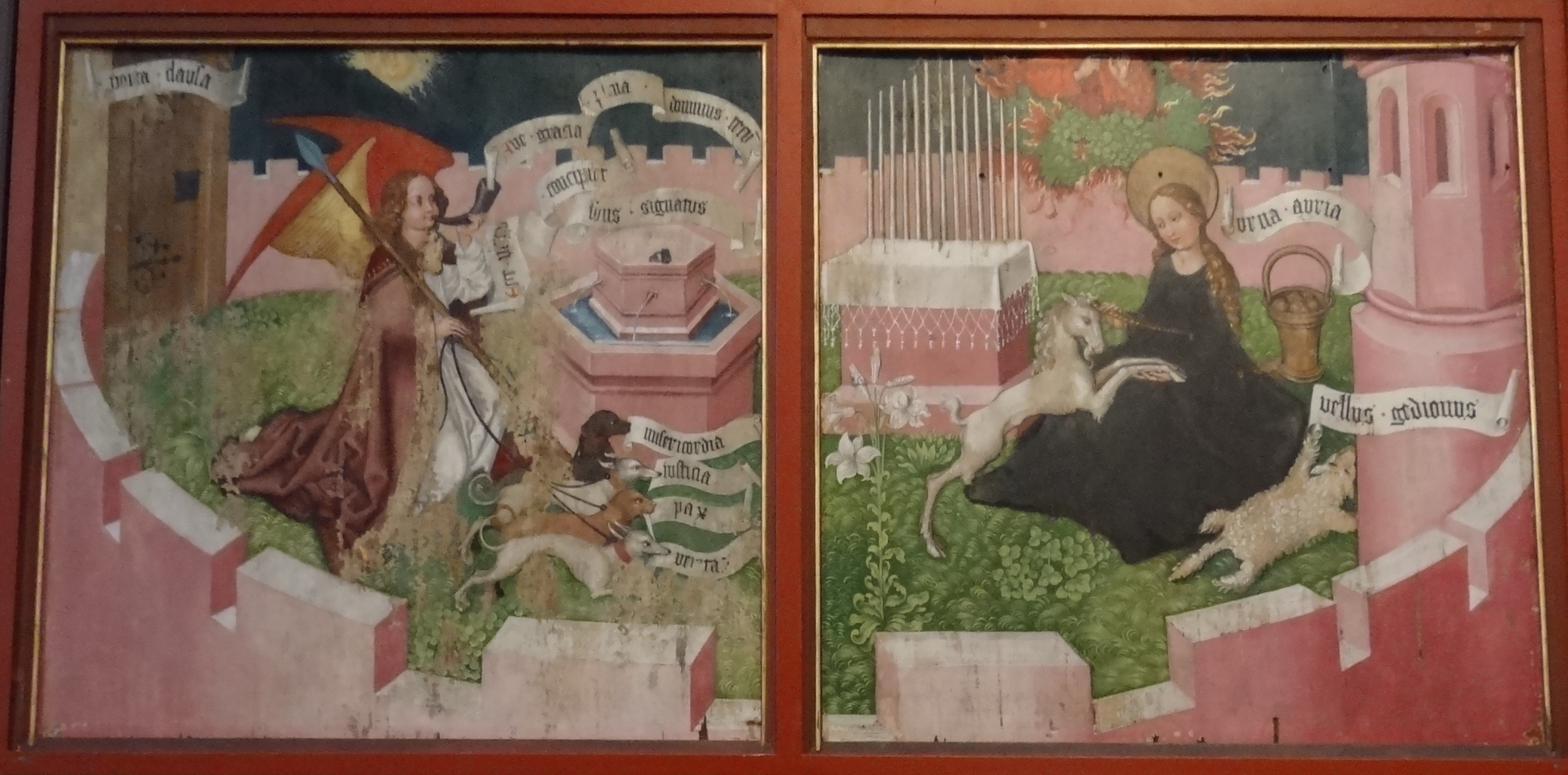
Martin Schongauer (atelier), Retable des Dominicains, Colmar.

### L'Annonciation et l'Ancien Testament
Lors de l'Annonciation débute la vie terrestre du Christ. L'événement marque ainsi le point de basculement entre le monde décrit par l'Ancien Testament et celui qui résulte de l'arrivée du Christ.

#### Le péché originel
Les Pères de l'Église ont souvent opposé le péché originel et l'Annonciation, tous deux datés du 25 mars.
À la fin du Moyen Âge se répand la croyance en l'Immaculée Conception, c'est-à-dire en une naissance de Marie non entachée par le péché originel. Marie est ainsi une seconde Ève, qui corrige la faute de la première. Le premier mot de l'ange, « Ave », inverse le nom de la première pécheresse, « Eva ». Fra Angelico présente ainsi Adam et Ève chassés du Paradis terrestre en arrière-plan de plusieurs de ses Annonciations. Dans celle peinte par Andrea del Sarto au palais Pitti, également, un homme presque nu à l'arrière-plan représenterait Adam.

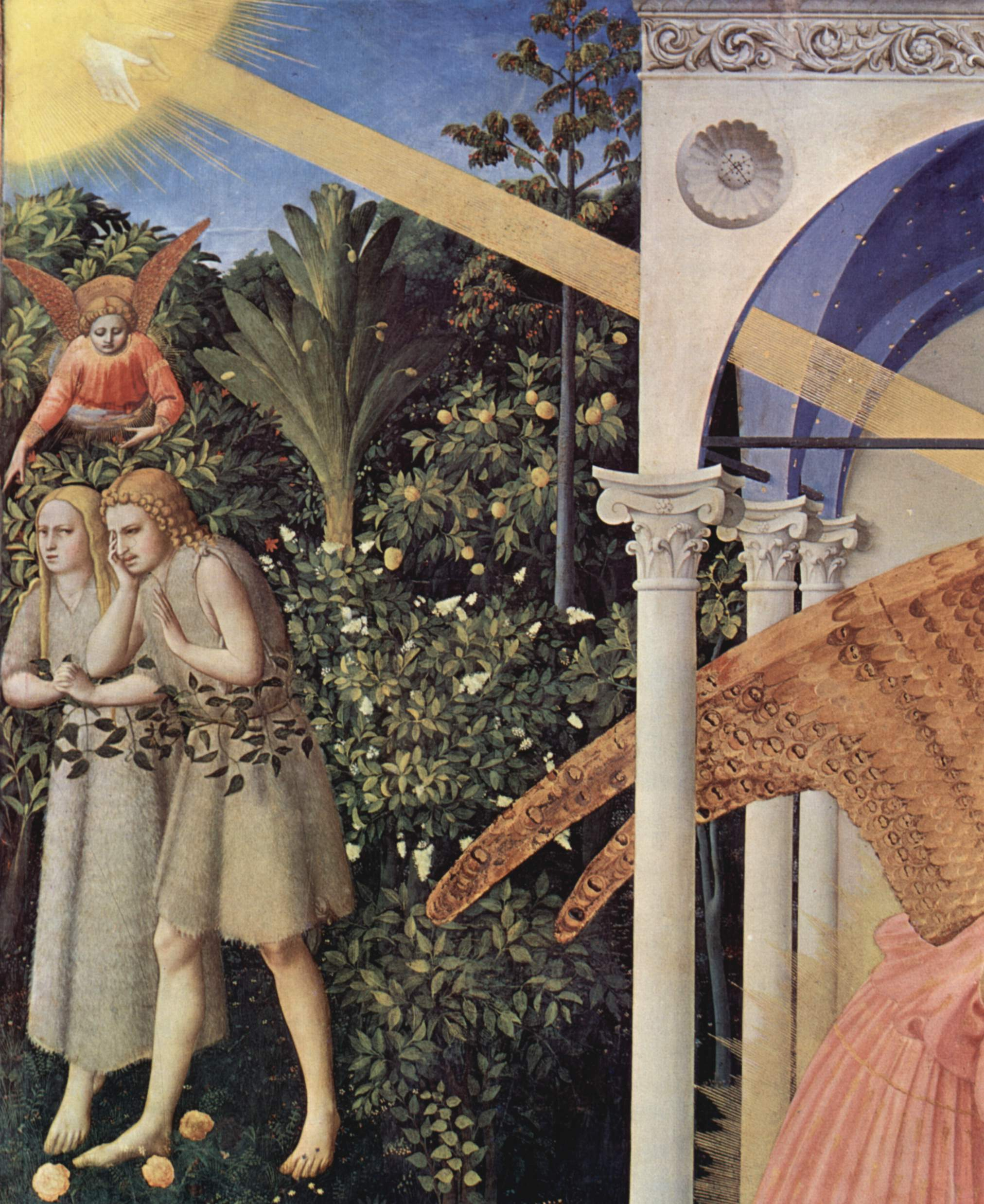
Fra Angelico, Annonciation du Prado (détail), 1430-1432.
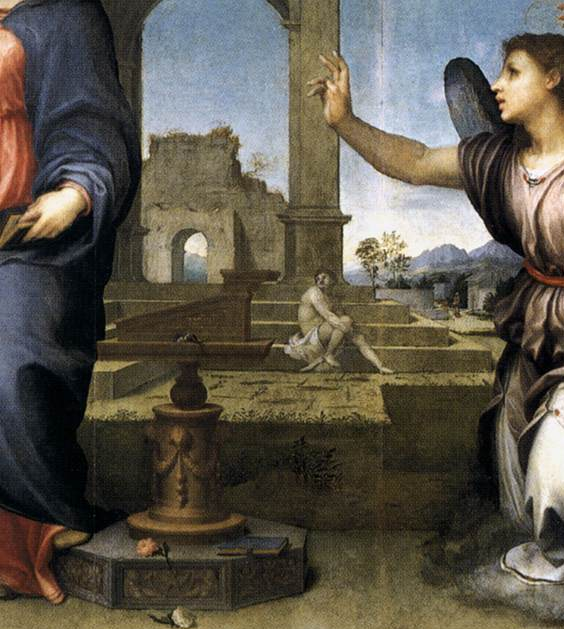
Andrea del Sarto, Annonciation (détail), Florence.

#### Accomplissement et dépassement de l'Ancien Testament
De même que Marie « corrige » le péché originel, le récit de l'Annonciation introduit le Nouveau Testament qui succède à l'Ancien. Les Évangiles eux-mêmes, puis les premiers Pères de l'Église ont cru voir des correspondances entre les événements décrits par l'Ancien Testament et ceux qui étaient survenus pendant la vie terrestre du Christ. Ce parallèle a trouvé une traduction abondante dans l'art du Moyen Âge latin.
Cette symbolique est présente dans les cathédrales gothiques où, souvent, l'Annonciation est le premier des épisodes du Nouveau Testament qui sont opposés aux personnages de l'histoire d'Israël. Elle réapparaît dans un tableau de Melchior Broederlam de la fin du XIVe siècle : une métaphore architecturale associe la Loi ancienne à un édifice roman tandis que Marie trône au premier plan dans un édicule gothique, sur un tableau qui montre également la Visitation. De même dans la cathédrale de Bobbio, Bartolommeo Bonone place la Vierge à l'intérieur d'une magnifique arcade, qui s'oppose à une arcade détruite sur la partie gauche comme le Nouveau Testament à l'Ancien.

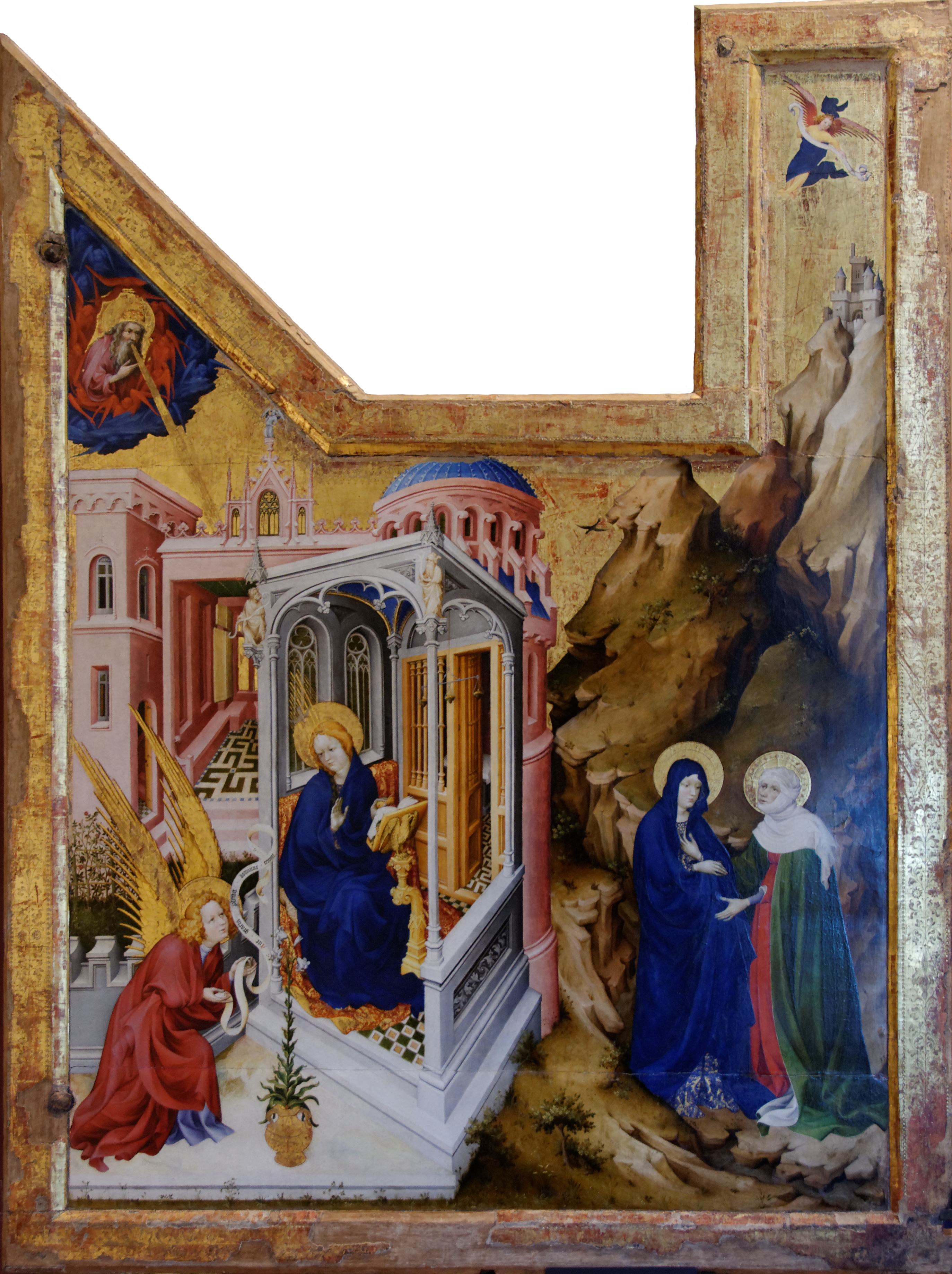
Melchior Broederlam, 1395-1399, Dijon.
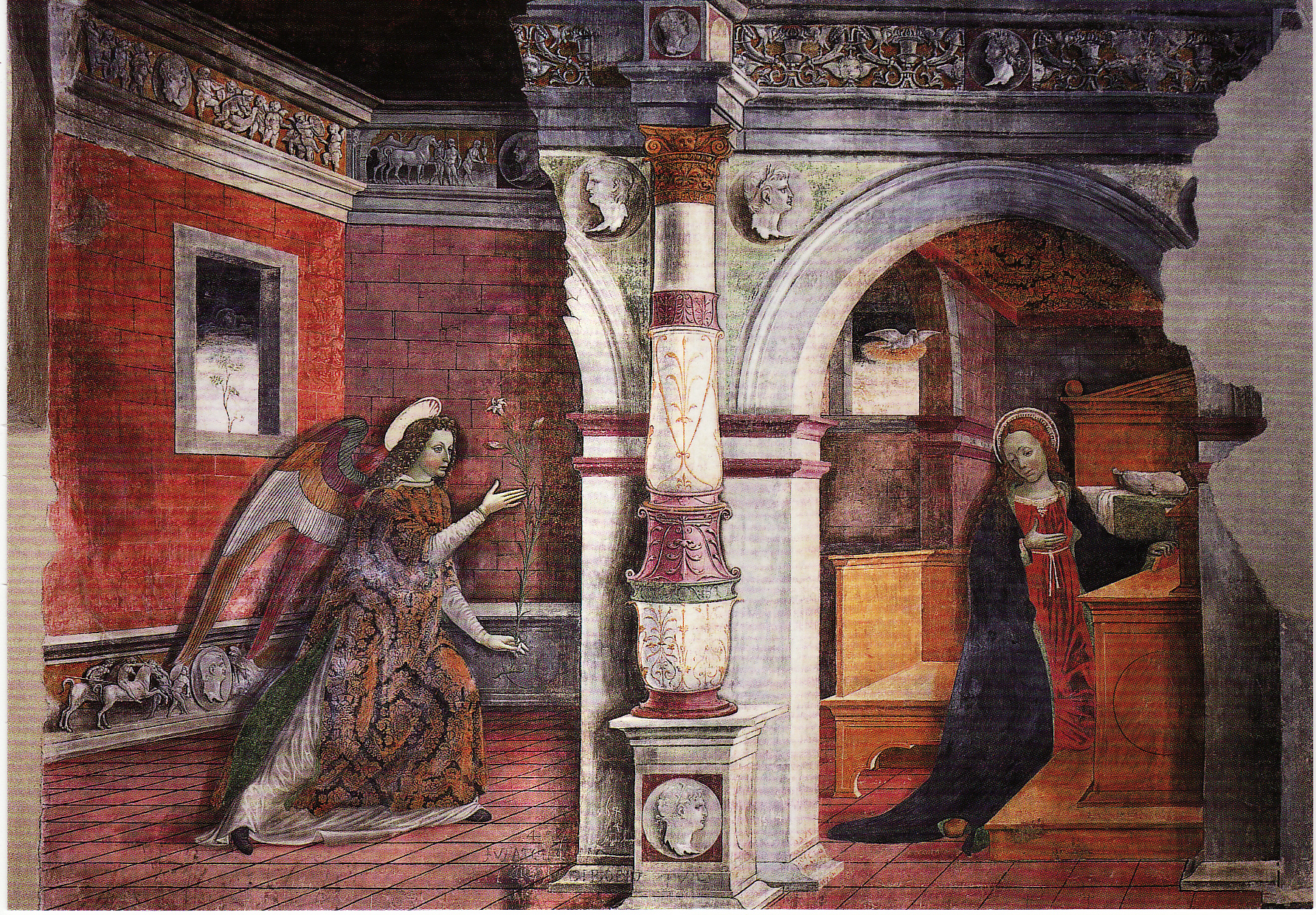
Bartolomeo Bonone, sans doute fin XVe siècle, cathédrale de Bobbio.

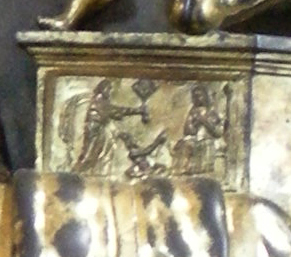
Brunelleschi, Sacrifice d'Isaac (détail de l'Annonciation), Florence.

Parfois l'Annonciation est placée à côté, voire jointe dans une composition unique avec des scènes de l'Ancien Testament qui sont supposées en être une préfiguration. Dans le premier cas, l'autel de Verdun (XIIe - XIVe siècle), dont les 55 panneaux de cuivre doré présentent sur trois rangées des épisodes de l'Ancien et du Nouveau Testament, met en parallèle les annonces des naissances d'Isaac et de Samson dans l'Ancien Testament avec celle faite à Marie. Dans le second cas, Filippo Brunelleschi, dans son projet de bas-relief pour le baptistère de Florence en 1401, introduit une minuscule Annonciation au sein même du sacrifice d'Isaac par Abraham, scène préfigurant le « sacrifice » du Christ par Dieu le Père.

Les trois Annonciations de l'autel de Verdun
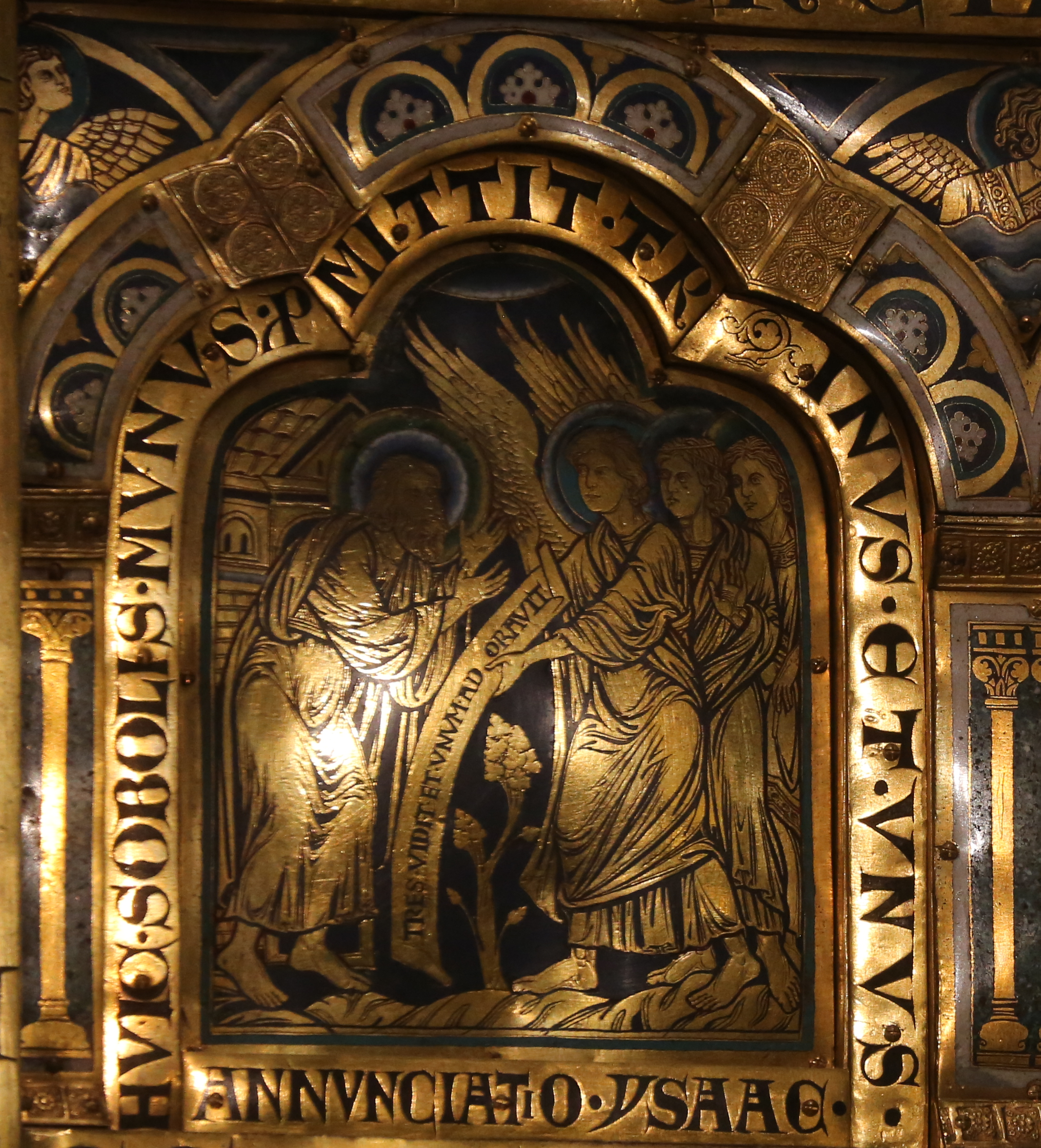
L'annonce de la naissance d'Isaac.
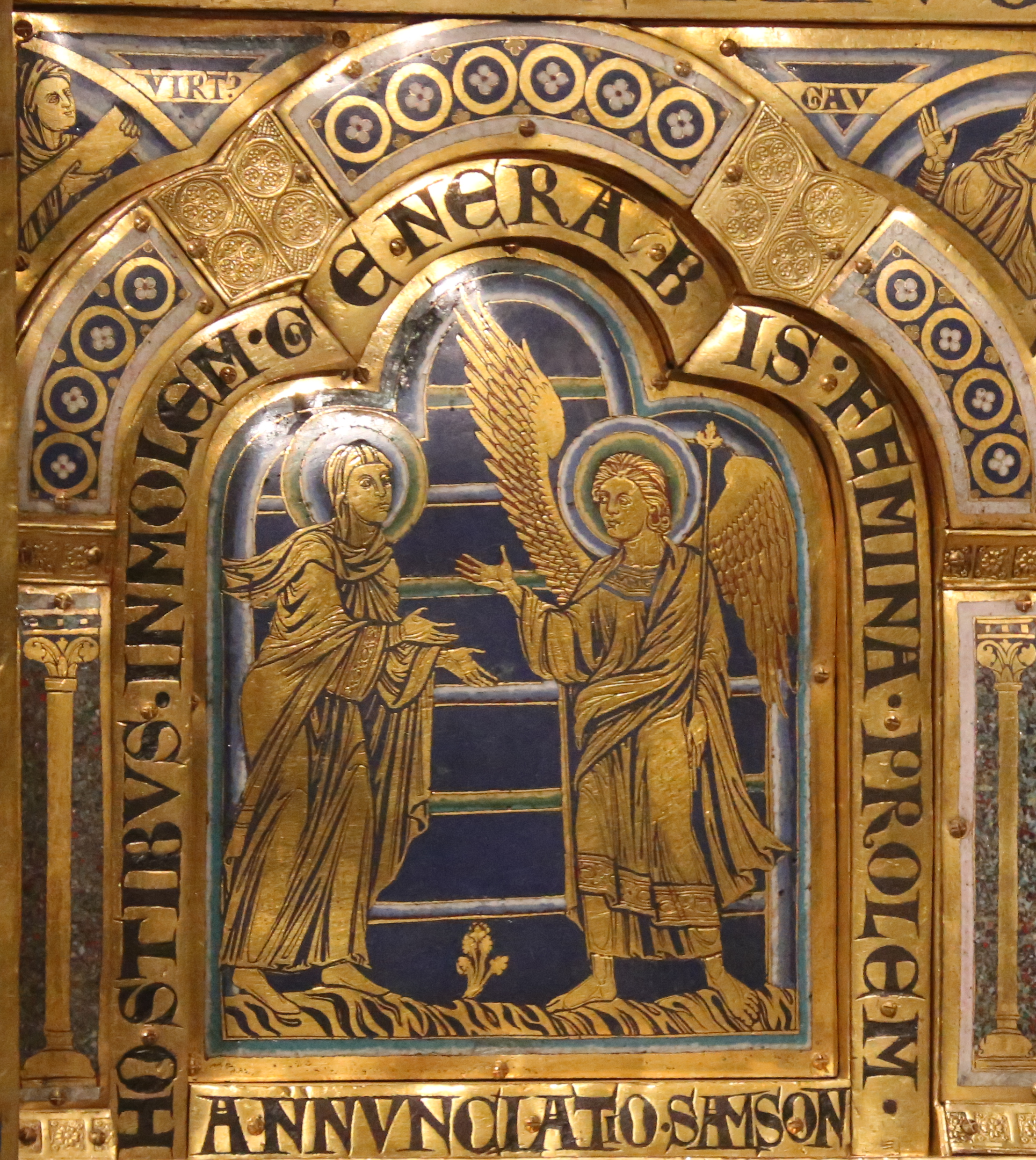
L'annonce de la naissance de Samson.
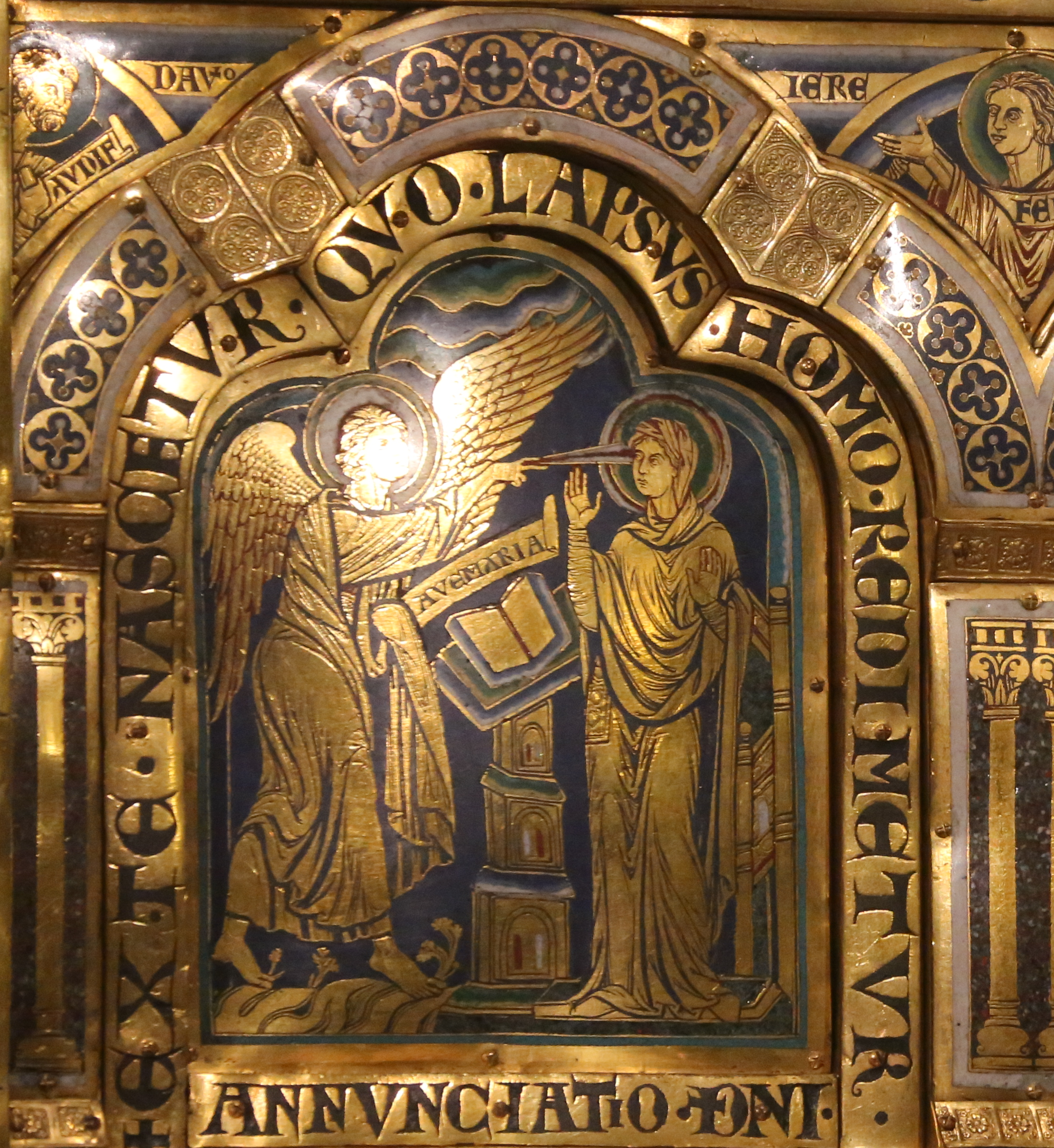
L'annonce de la naissance du Seigneur.

## Scènes précédant et suivant l'Annonciation

### La mission confiée à l'ange et son retour au ciel
On trouve dans l'art byzantin, rarement en France et en Italie, l'épisode dans lequel Dieu confie à Gabriel le message qu'il doit ensuite porter à Marie. Cette scène est presque toujours associée à une représentation de l'Annonciation elle-même : c'est le cas dans les fresques de Giotto à Padoue et dans certains tableaux de Benvenuto di Giovanni. Reprenant une scène décrite par le Pseudo-Bonaventure dans ses Méditations sur la vie du Christ, ce thème est particulièrement populaire à Arezzo, où Spinello Aretino puis son fils Parri Spinelli ont peint Dieu confiant une palme à Gabriel agenouillé. Il apparaît plus tard dans une tapisserie de Bruxelles et une peinture du Guerchin.
L'épisode au cours duquel l'ange retourne au ciel après avoir accompli sa mission est encore plus rarement représenté.

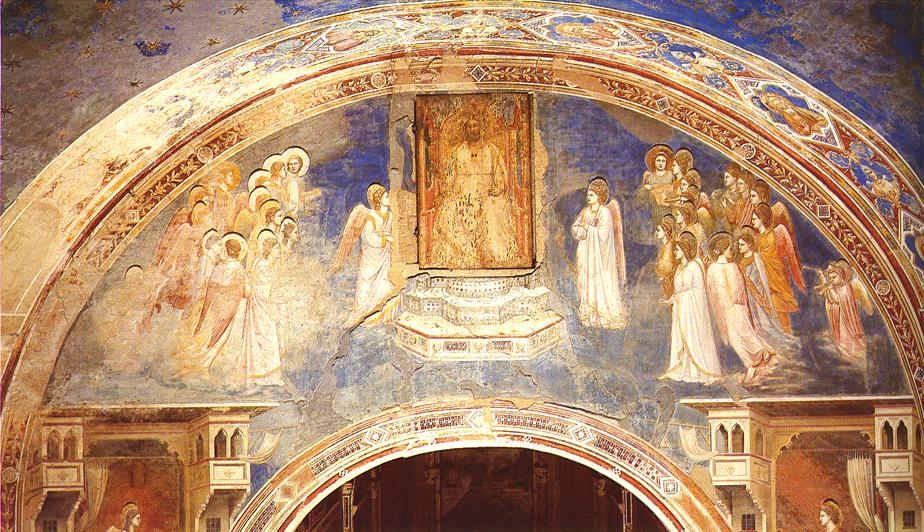
Giotto, Dieu envoie Gabriel vers la Vierge, 1305, Padoue.
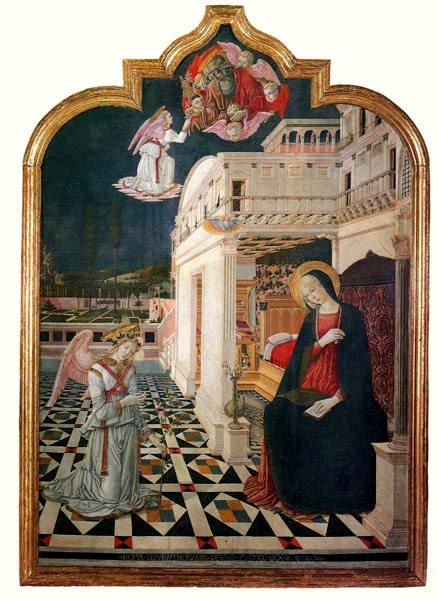
Benvenuto di Giovanni, Annonciation, 1470, Sinalunga, San Benardino.
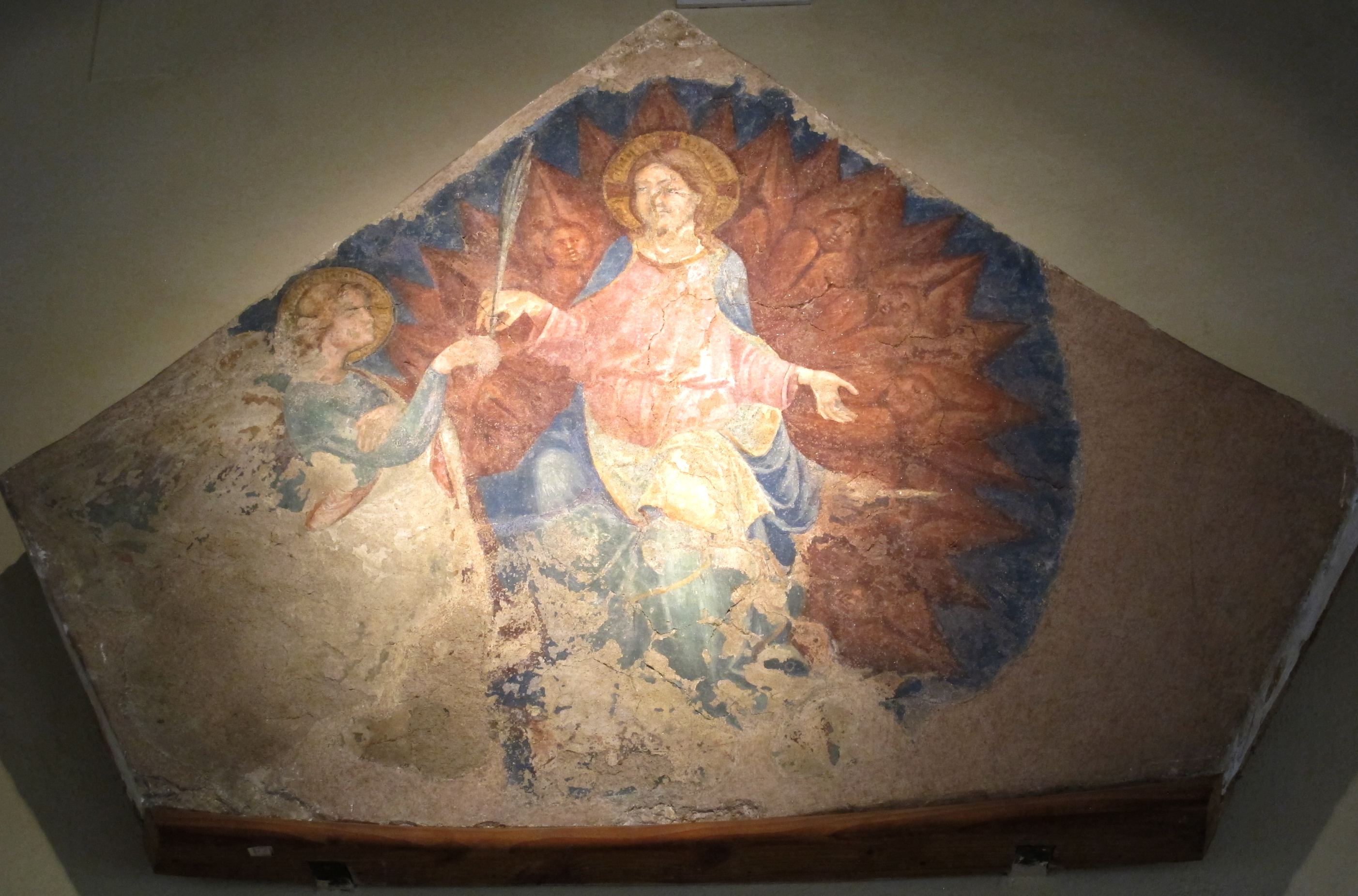
Parri Spinelli, Dieu envoie Gabriel, 1440-1449, Musée d'art médiéval et moderne, Arezzo.

### L'incompréhension de l'entourage

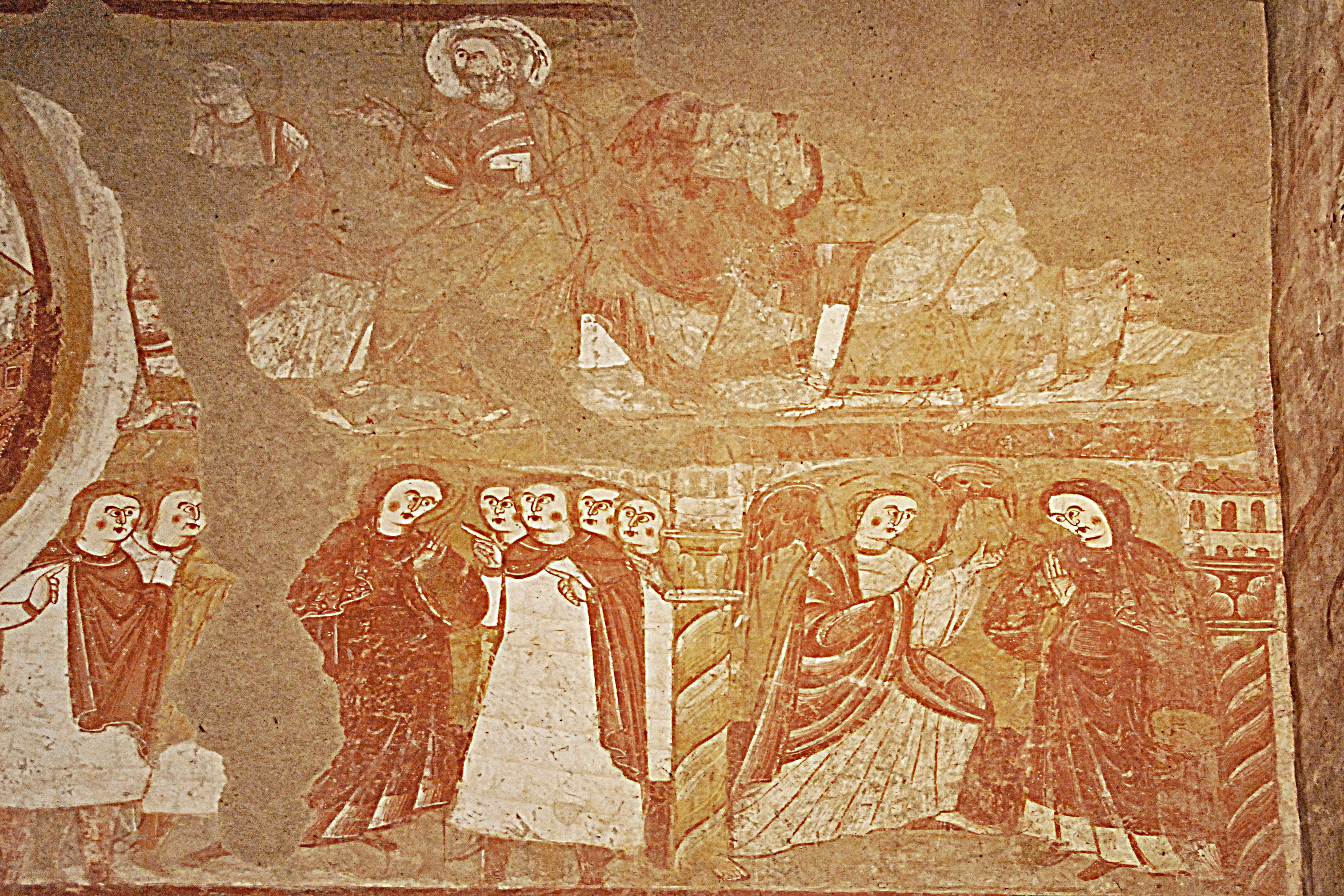
Accusation (à gauche) et Annonciation (à droite), Nohant-le-Vic.

L'Évangile selon Matthieu évoque les doutes, vite levés par un ange, de Joseph lorsqu'il découvre la grossesse de Marie. Les textes apocryphes enrichissent cette histoire de nombreux détails.
Certains artistes orientaux représentent ainsi une scène d'ordalie par laquelle Marie, en buvant sans dommage une eau amère, prouve son innocence, épisode qui n'est représenté dans l'art occidental que sous leur influence. Marie fait face aux critiques d'une assemblée dans une fresque de l'église Saint-Martin de Vic, au cours de la première moitié du XIIe siècle. On peut également voir Joseph adresser ses reproches à Marie dans une mosaïque du transept nord de la basilique Saint-Marc à Venise, vers le début du XIIIe siècle ; une autre mosaïque représente le songe de Joseph, au cours duquel un ange lui explique que ses doutes ne sont pas fondés.

### La Seconde Annonciation ou annonce de la mort de Marie
Le récit de la mort, de l'Assomption et du couronnement de la Vierge, tiré des textes apocryphes, est très populaire au Moyen Âge, qui le représente souvent dans les cathédrales. Jacques de Voragine le raconte dans la Légende dorée. Marie, âgée de soixante ans, reçoit à nouveau la visite de l'ange. Il lui donne une branche de palmier du paradis et repart au ciel. Cette scène apparaît sur des vitraux à Saint-Quentin et à Soissons. En peinture, elle a été représentée aussi bien au XIVe siècle par Duccio qu'au XVIIe siècle par Paulus Bor.

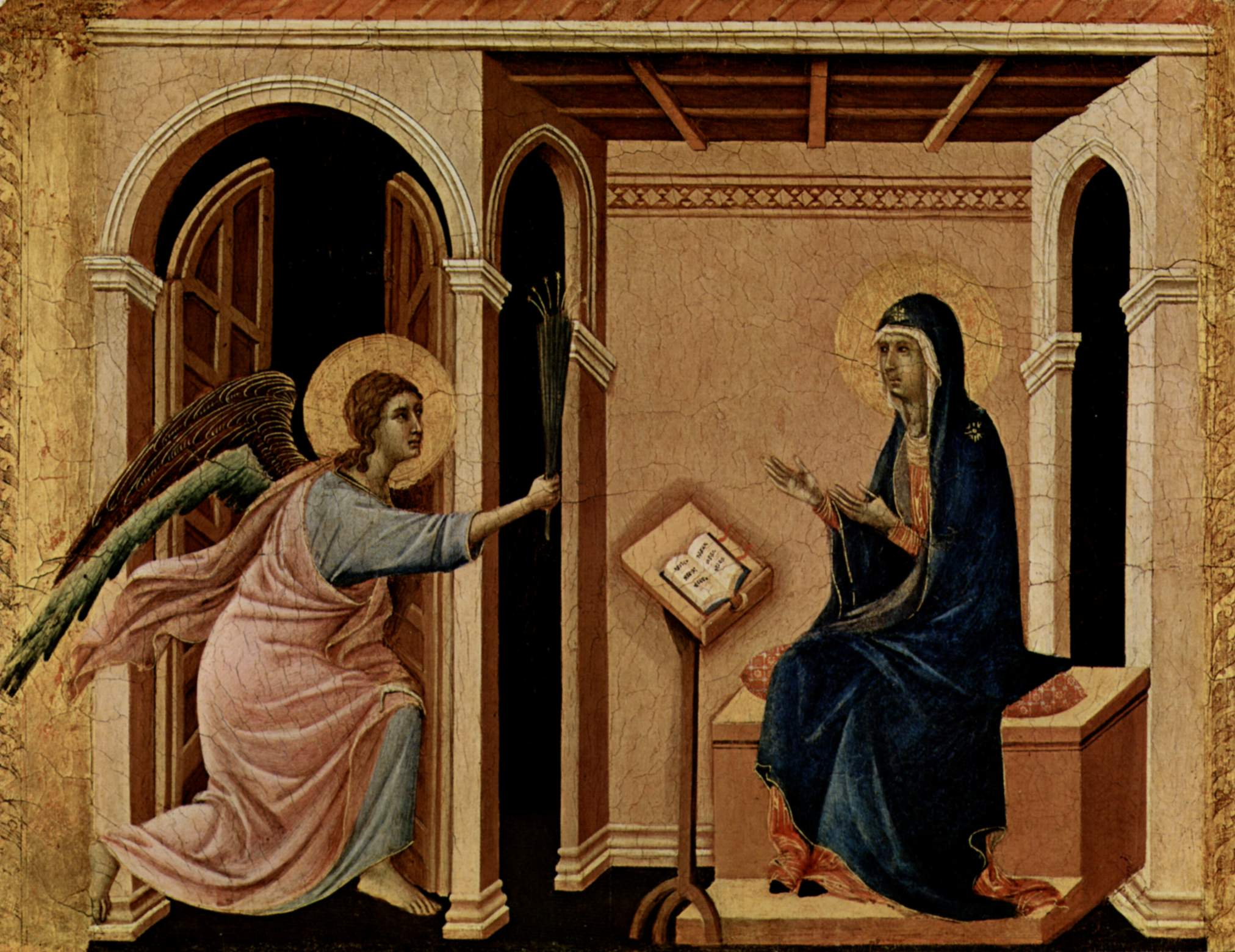
Duccio, L'Annonce de sa mort à la Vierge, 1308-1311, Sienne.
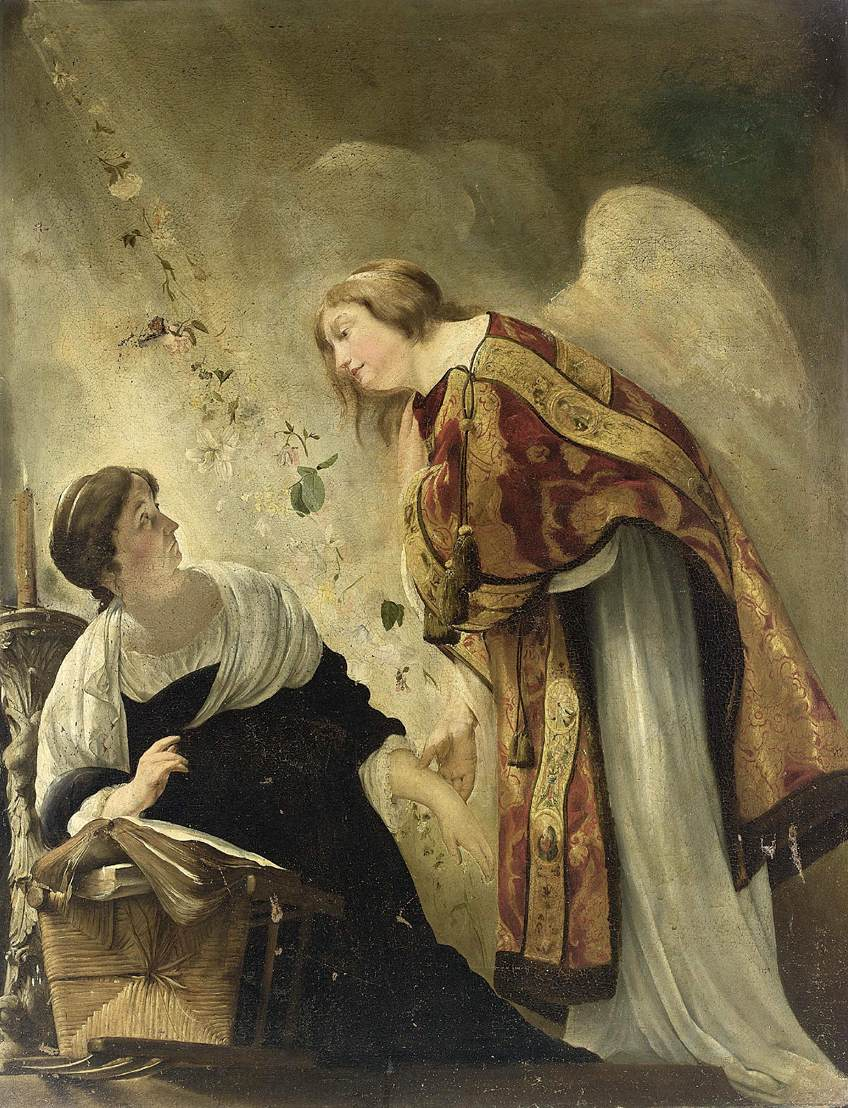
L'Annonce à la  Vierge de sa mort prochaine, 1635-1640, Ottawa.

### Le transport de la Sainte Maison de Lorette
La légende de la Sainte Maison de Lorette veut que des anges auraient transporté jusqu'en Italie, près d'Ancône, la maison où l'ange a annoncé à Marie sa maternité divine. Les artistes montrent, depuis le XVIe siècle, deux anges tenant une maison au-dessus de la mer ; Marie se tient sur le toit avec l'Enfant Jésus.

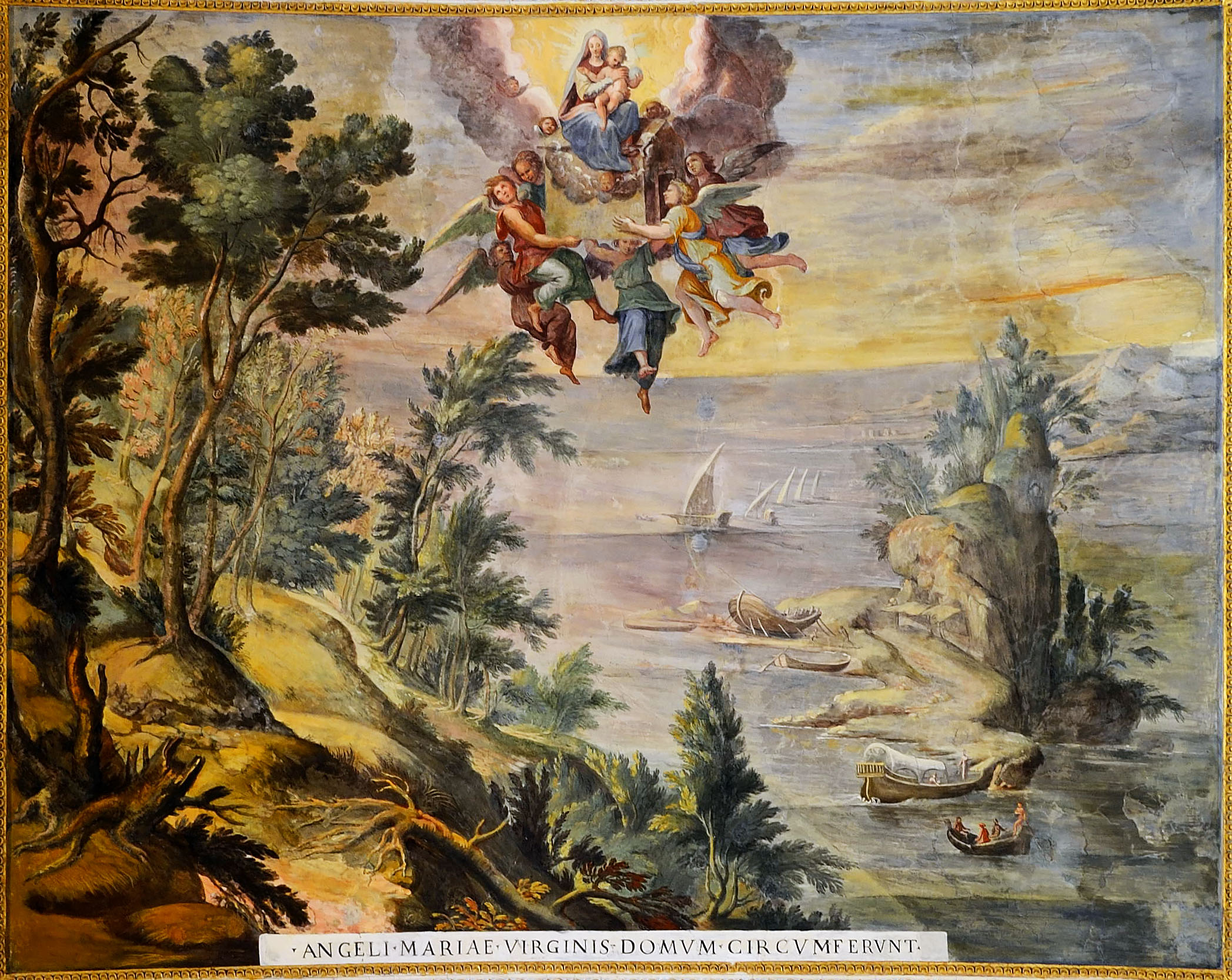
Le miracle de Lorette, Vatican.
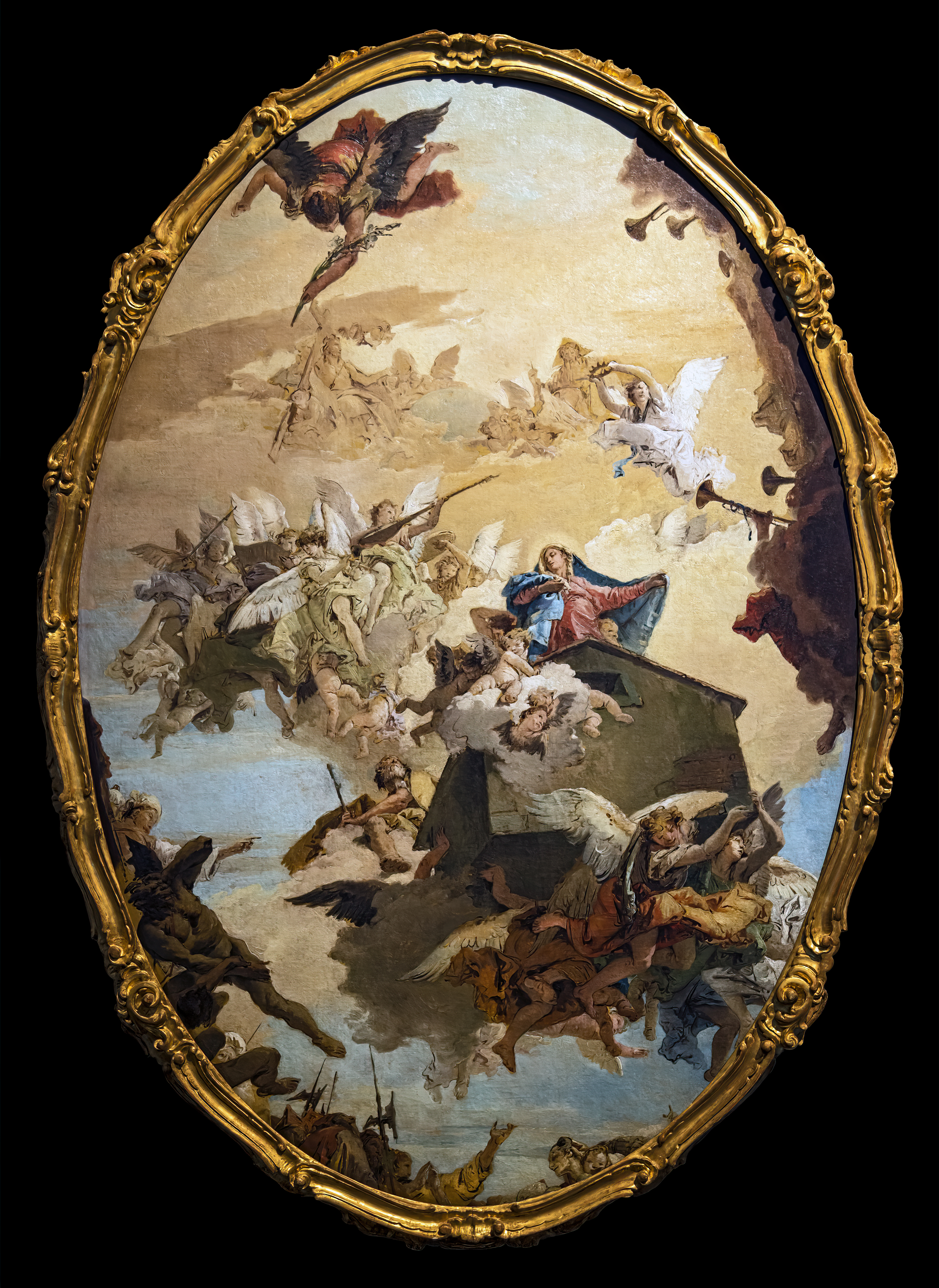
Tiepolo, Le Transport de la Sainte Maison de Lorette, Venise.

## Œuvres du thème
En peinture

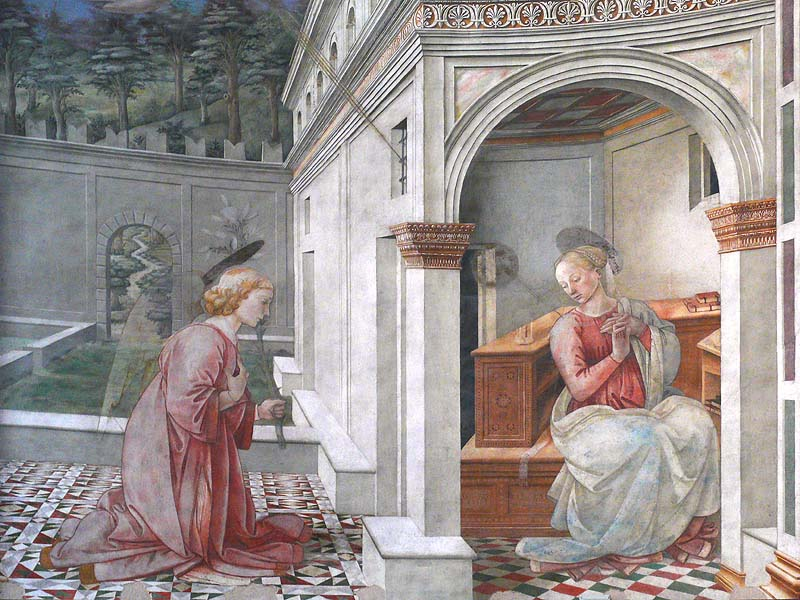
Élément de cycle de fresques à Spolète.

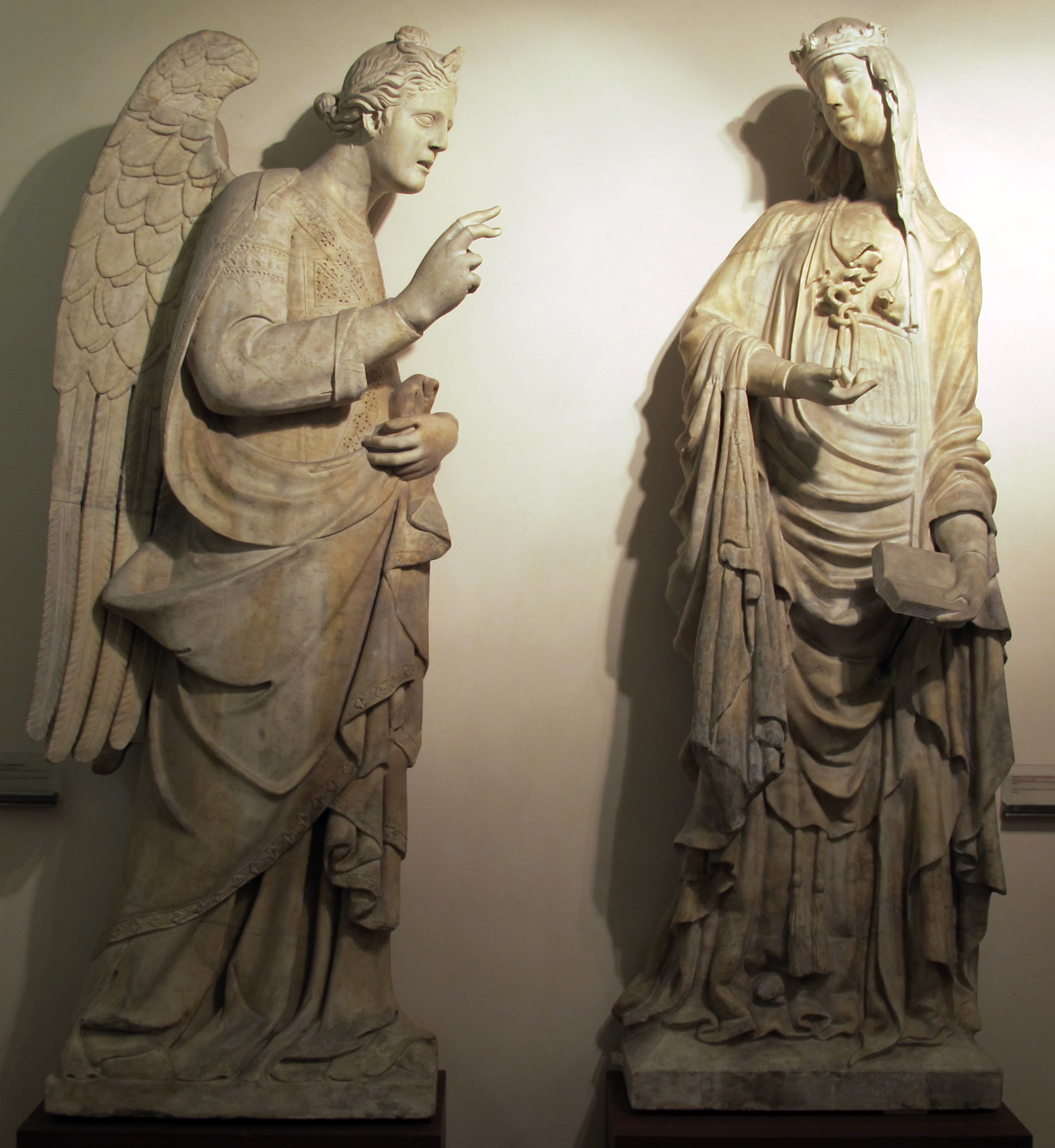
Rapprochement stylistique et iconographique au Museo dell'Opera del Duomo de Florence.

(articles existants sur la Wikipédia en français)
- L'Annonciation de Fano du Pérugin,
- L'Annonciation du Caravage,
- L'Annonciation de San Martino alla Scala, de Botticelli (1481), galerie des Offices de Florence
- L'Annonciation du Cestello, de Botticelli (1489-1490)
- L'Annonciation, de Botticelli, en tempera sur toile de 23,9 cm × 36,5 cm réalisée entre 1490 et 1493, conservée au Metropolitan Museum of Art de New York.
- L'Annonciation de l'église San Barnaba de Florence, de Botticelli (1493), Kelvingrove Art Gallery and Museum de Glasgow
- L'Annonciation de van Eyck
- L'Annonciation de Léonard de Vinci
- L'Annonciation de Guido Reni (1629).
- L'Annonciation de Johann Friedrich Overbeck (1820).

Autres peintres du thème
- Antonello da Messina
- Masolino da Panicale
- Pontormo, fresque à Santa Felicita, Florence.
- Filippino Lippi, fresque de la basilique de la Minerve, Rome,
- Vitruvio Alberi, fresque du panneau latéral de la voûte, studiolo de la Vierge de pitié, palais Altemps, Rome.
- plusieurs chez Le Greco
- Pierre Paul Rubens
- Francisco de Zurbaran
- Philippe de Champaigne
- Mathieu Le Nain, huile sur toile, vers 1660, Autun, musée Rolin, inv. 988.5.1
- Giulio Cesare Procaccini
- Fabrizio Boschi
- Simone Peterzano, huile sur toile visible au musée Jeanne d'Aboville de La Fère
- Eugène Delacroix, huile sur toile visible au Musée national Eugène-Delacroix
- Gandolfino d'Asti, deux tondo vsibles au musée Jeanne d'Aboville de La Fère
- dans les grands cycles de fresques consacrées aux épisodes de  la Vie de la Vierge :
  - celle de Domenico Ghirlandaio de la chapelle Tornabuoni, de Santa Maria Novella, Florence.
  - celle de Fra Filippo Lippi, Duomo de Spolète.

En vitrail

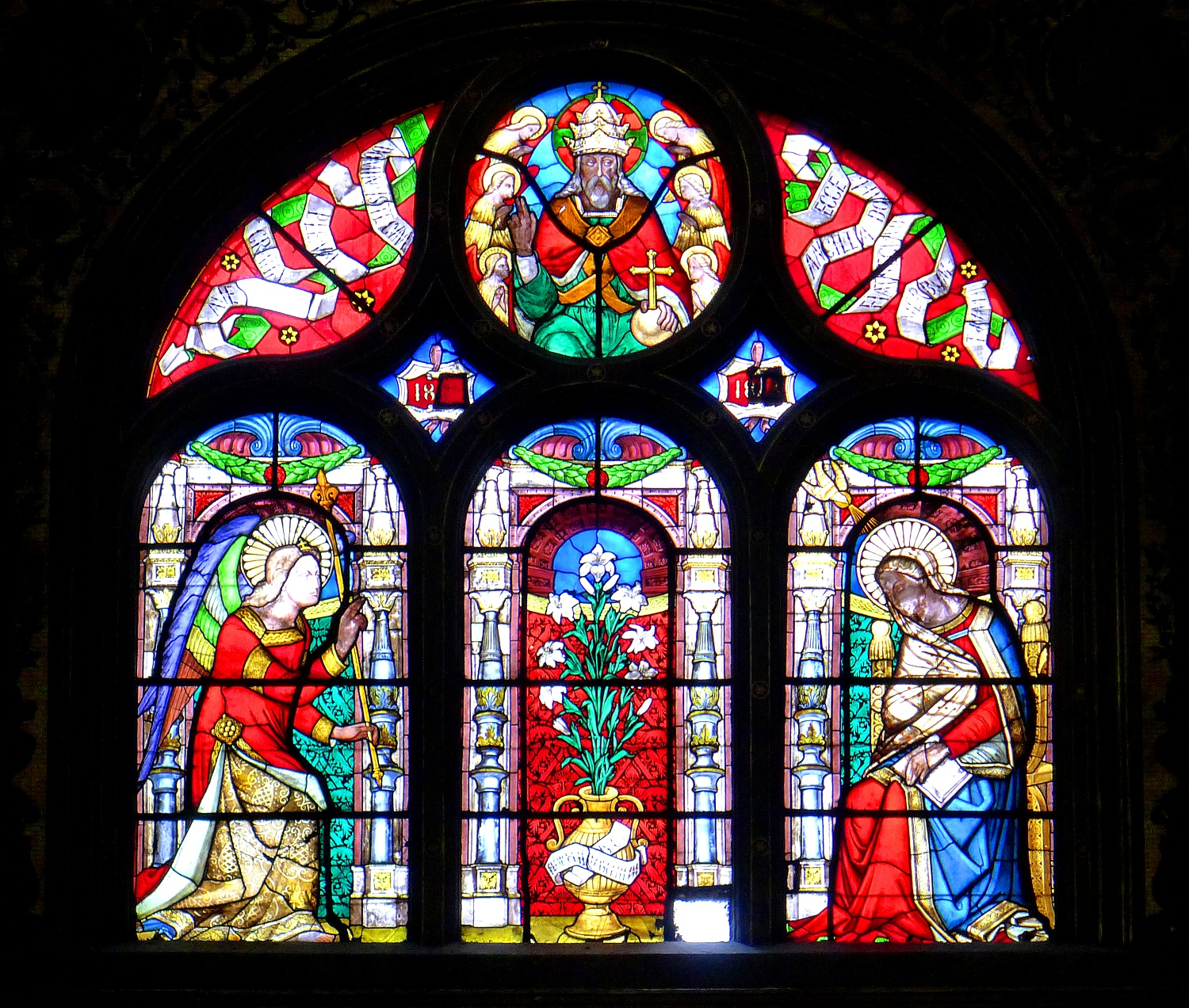
Vitrail du transept nord de l'église Saint-Eustache de Paris.

- verrière du transept nord de l'église Saint-Eustache de Paris (XIXe siècle)
- vitrail du sujet, cathédrale de Laon (XIIIe siècle).

En sculpture
(rare en sculpture, elle peut être le rassemblement de deux œuvres distinctes, de dates différentes de réalisation, voire d'artistes différents (comme celle du museo dell'Opera del Duomo à Florence)
- L'Annonciation de Francesco Mochi, sculpture